# Fenster
| 2000 ― 1900 ― 1800 ― 1700 ― 1600 ― 1500 ― 1400 ― 1300 ― 1200 ― 1100 ― 1000 ― 900 ― 800 ― 700 ― 600 ― 500 ― 400 ― 300 ― 200 ― 100 ― | \| \| Floatglas \| \| \| Flachglas, gezogen \| \| \| Zylinderglas \| \| \| Tellerscheiben \| \| \| Butzenscheiben \| \| \| \| \| \| Flachglas Dünn-/Planschliff \| \| \| \| \| \| dünngeschliffener Marmor, oder Alabaster \| \| \| \| \| \| Pergamente, geölte Leinwände \| |
| | Floatglas |
| | Flachglas, gezogen |
| | Zylinderglas |
| | Tellerscheiben |
| | Butzenscheiben |
| | |
| | Flachglas Dünn-/Planschliff |
| | |
| | dünngeschliffener Marmor, oder Alabaster |
| | |
| | Pergamente, geölte Leinwände |

Zeittafel: Entwicklung der Fensterscheibe

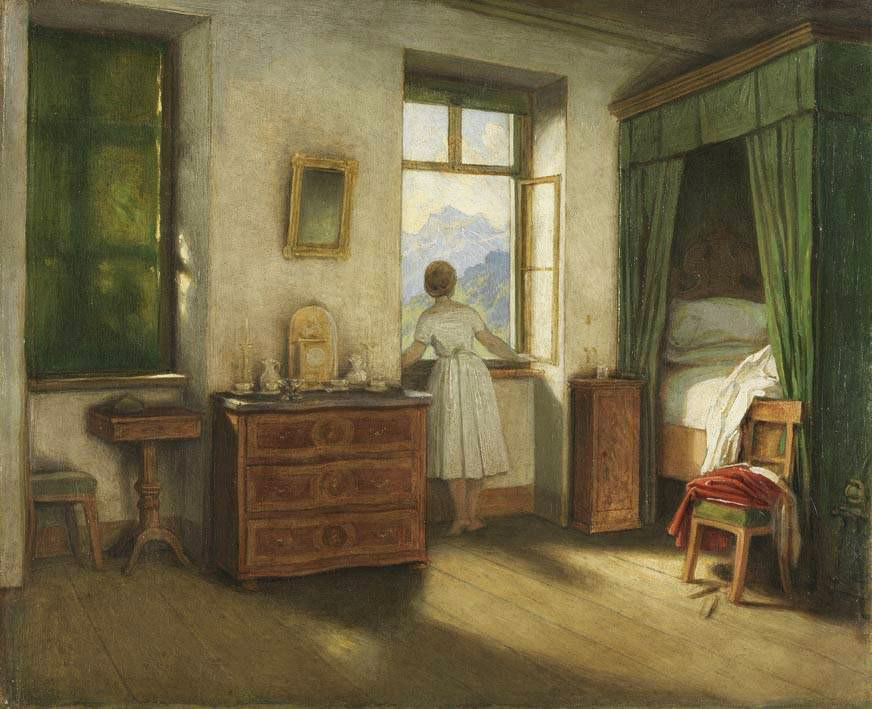
Hauptfunktionen des Fensters: Belichtung, Lüftung, Aussicht, Wandgliederung
(Moritz von Schwind: Morgenstunde, 1858)

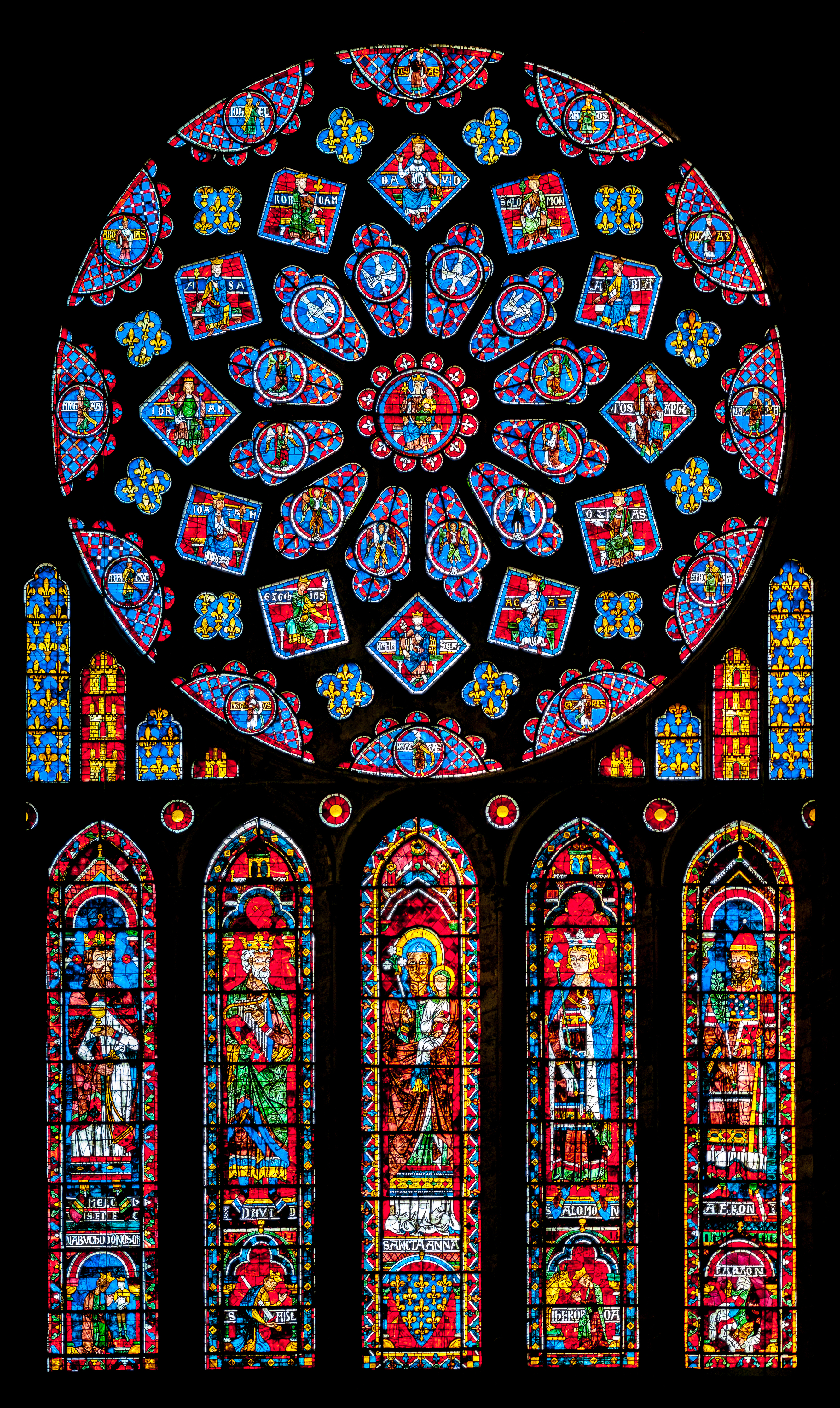
Gotisches Buntglas, um 1230–1235, in der Kathedrale von Chartres

Als Fenster (lateinisch fenestra) wird im Bauwesen eine Lichtöffnung in einer Wand oder im Dach eines Bauwerkes sowie deren wind- und wetterdichter Verschluss bezeichnet. Fenster dienen der Belichtung, Belüftung und der Ein- und Aussicht. Weiterhin zählen Fenster zu den ästhetischen Hauptelementen der Fassadengliederung und prägen das Design sowohl im Äußeren als auch im Inneren des Bauwerks.
Historisch geht der Begriff „Fenster“ auf „kleine Tür“, „Türchen“ zurück: (altgriechisch θυρίς, diminutiv von θύρα ‚Tür‘). Die Möglichkeit, diese auch transparent zu schließen, wurde erst beginnend mit dem zweiten Jahrhundert nach Christus entwickelt.
Fenster bestehen heute meist aus einem Rahmen und der gläsernen Fensterfüllung. Der Rahmen wird in eine Öffnung in einer Wand oder dem Dach eingesetzt. Die Wandöffnung wird meist durch vier Seiten gebildet: oben den Fenstersturz (oder einen Bogen), seitlich die Laibungen (manchmal außen zusätzlich gerahmt durch Faschen) und unten durch die Brüstung. Ein beweglicher Fensterflügel ermöglicht das Lüften der Innenräume.
Fenster werden traditionell durch Glaser, Bautischler und spezialisierte Fensterbauer gefertigt und eingebaut.

## Begriff
Als „Fenster“ werden allseits umschlossene Öffnungen in den äußeren Begrenzungen von Strukturen mit dem Zweck, einen optischen Kontakt zwischen Innen- und Außenseite und/oder einen Lichteinfall zu ermöglichen, bezeichnet. Die Hauptverwendung von dem deutschen Begriff liegt im Bauwesen. Gemäß der Definition im Blatt 1 der VDI 4700 dienen Fenster zur Belichtung und in der Regel auch zur Belüftung. In Abgrenzung zur Tür oder zum Tor fehlt dem Fenster die Funktion des Durchganges oder Einstiegs. Des Weiteren finden Fenster Verwendung in den Hüllen von Fahrzeugen, im Anlagenbau und in anderen technischen Einrichtungen. In den vorgenannten Themenfeldern können Fenster bloße Öffnungen sein, sie sind aber meist mit Glas oder anderen lichtdurchlässigen Materialien ausgefüllt. Sie können fest sein oder über konstruktive Vorrichtungen zum Öffnen verfügen. Im übertragenen Sinne bezeichnet man als „Fenster“ auch andere Arten von eng umschriebenen Durchlässen in ansonsten undurchlässigen Strukturen. Im Computerbereich sind sogenannte „Fenster“ ein grundlegendes Element grafischer Benutzeroberflächen; sie gaben dem Microsoft-Betriebssystem Windows seinen Namen.

## Etymologie
Das Substantiv Fenster gehört seit dem 8. Jahrhundert zum deutschen Standardwortschatz. Es ist von dem Lateinischen fenestra, dessen Entstehung dunkel ist, entlehnt. Das neutrale Genus stammt wohl von dem älteren ouagtora für „Augentor“ (Rundfenster). Der altgermanische Begriff dafür bedeutete Wind-Auge (gotisch windauga), was sich im dänischen Begriff vindue und im englischen window erhalten hat.

## Geschichte
Fensterkränze oder Fensterreihen gab es schon in den Basiliken oder den Thermen der Antike; sie sind jedoch mit Ausnahme der – später veränderten – Konstantinbasilika in Trier (4. Jahrhundert) allesamt nicht erhalten. Im früh- und hochmittelalterlichen Kirchenbau finden sich regelmäßig Reihen mit gleichförmigen Fenstern. Der wichtigste Bau mit einem erhaltenen Fensterkranz ist die Hagia Sophia (6. Jahrhundert) in Konstantinopel/Istanbul. In der mittelalterlichen Architektur erscheinen sie manchmal an Chorumgängen, an Apsiden oder in Laternentürmen.

### Vor-Glas-Zeitalter
Die ältesten menschlichen Wohn- oder Kultbauten (z. B. Göbekli Tepe) waren fensterlos; natürliche Lichtquellen waren der Eingang und der Rauchabzug im Dach. Eine indirekte Bestätigung liefern sogenannte Hausurnen aus der Bronzezeit und Eisenzeit (ca. 2200 vor Chr. bis ca. 1000 n. Chr.), die neben der Türöffnung allenfalls Dachöffnungen zur Entrauchung abbilden.
Gleichwohl gab es in einigen neolithischen Häusern bereits schlitzartige Lichtöffnungen. In Persepolis fand man in der Lehmmauer eines 6000 Jahre alten Hauses Fensteröffnungen. Selbst die Wohn- und Kultbauten der Ägypter sowie der Griechen und Römer waren nach außen hin weitestgehend fensterlos; Fenster fanden sich wohl hauptsächlich in Königs- und Markthallen (basilicae) sowie in Thermen. In Nordeuropa sind aus dem Neolithikum und der Bronzezeit ladenartige Fensterverschlüsse bekannt.
Ursprünglich handelte es sich bei Fenstern um rechteckige, bogenförmige, runde oder ovale Öffnungen in Wänden, die in einer späteren Phase mit Häuten, Pergament oder Leinenstoff bespannt wurden, um Witterungseinflüsse zu reduzieren. Vorwiegend bei Sakralbauten wurde in die Wandöffnungen auch dünner, durchscheinender Alabaster eingesetzt.

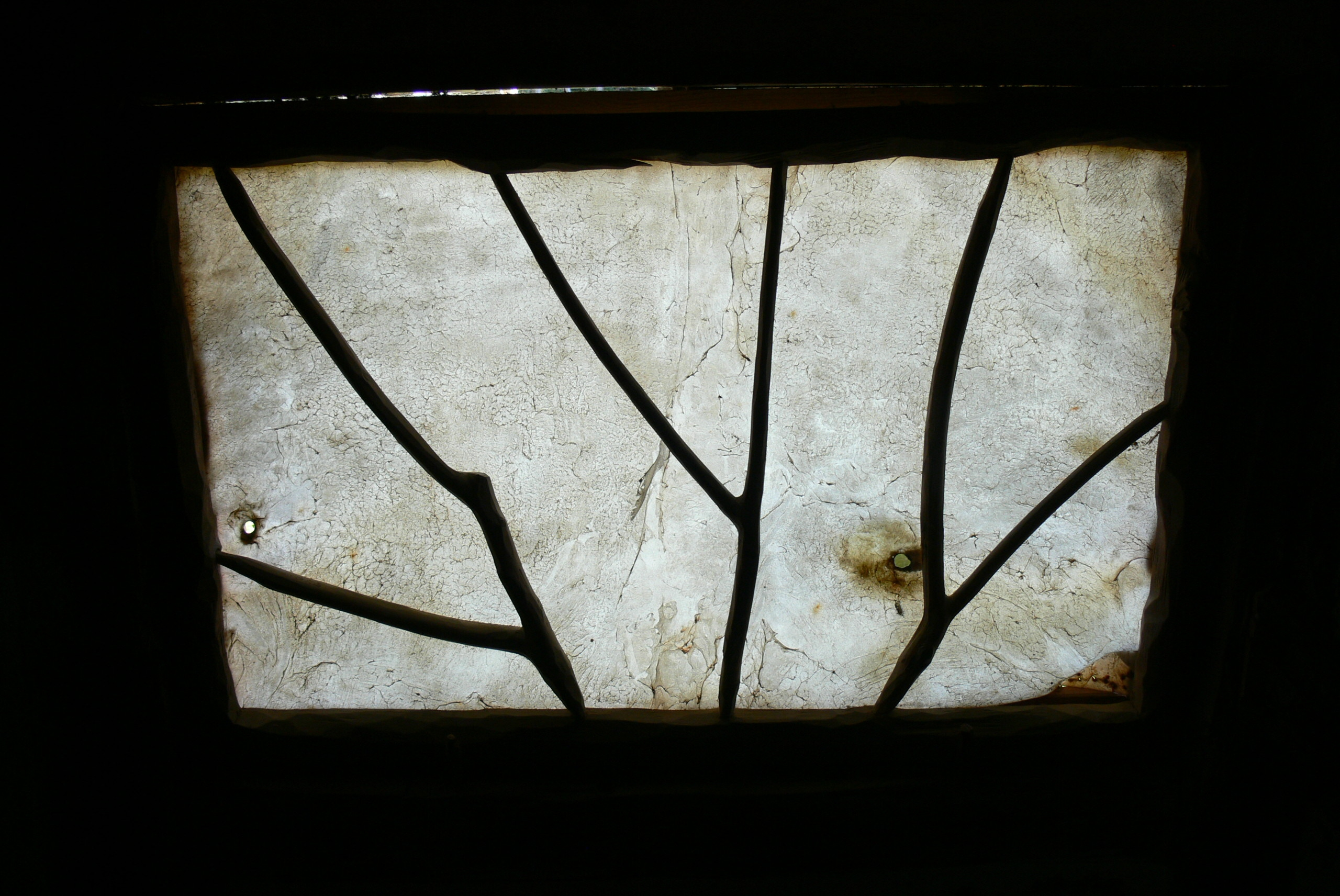
Fenster mit Tierhautbespannung, Rekonstruktionsversuch im Freilichtmuseum Keltendorf Mitterkirchen (2012)
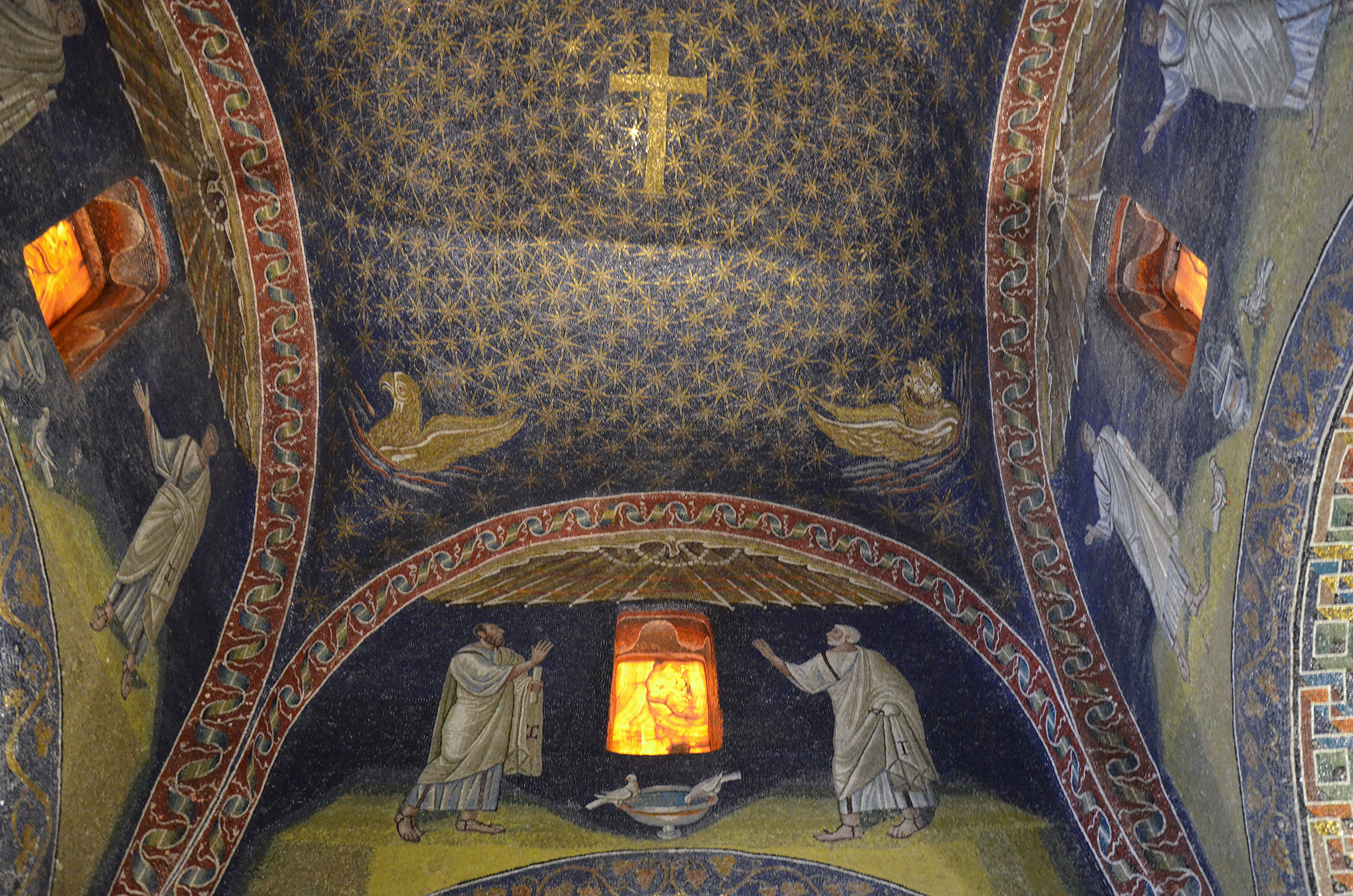
Alabasterfenster im Mausoleum der Galla Placidia (Ravenna, zwischen 425 und 430)
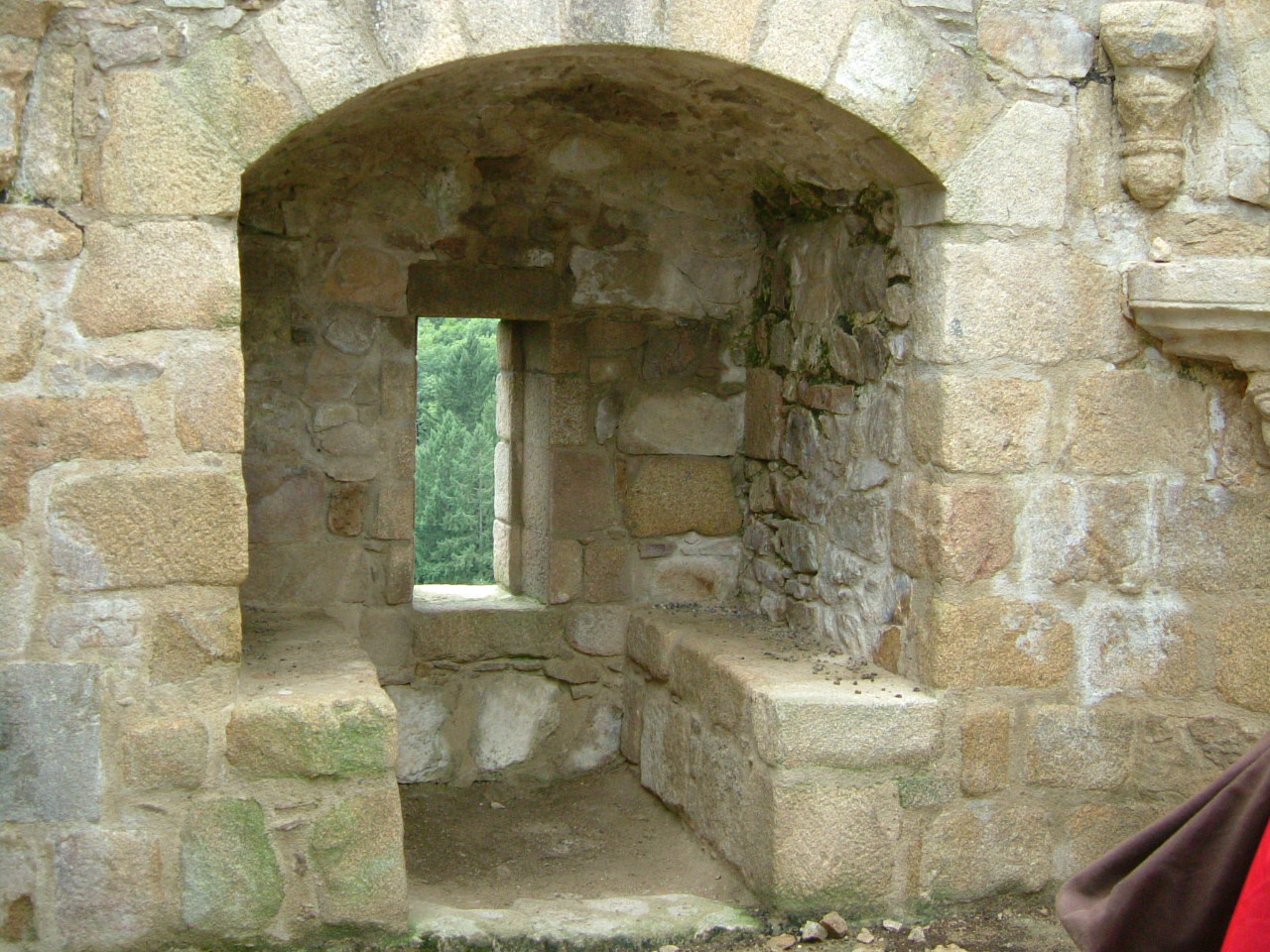
Typische mittelalterliche „Fensternische“ im Bruchsteinmauerwerk. Steinstock aus sauber geglättetem Werkstein, Fensterbank und schwerer Fenstersturz, Falz zum Anschlagen des Fensterverschlusses

### Anfang des Glas-Zeitalters
Erste Fenstergläser für Glasfenster fanden sich in Aix-en-Provence und Herculaneum. Die Funde haben Größen von bis zu 80 cm². Allerdings erwähnt keine schriftliche Überlieferung das Herstellungsverfahren. Für das frühe, dickwandige und einseitig matte Fensterglas gibt es in der Fachwelt unterschiedliche Auffassungen zu dessen Herstellung. Einerseits wird eine manuelle Strecktechnik vermutet. Spätestens seit dem 1. Jahrhundert v. Chr. verwendeten die Römer Glas. Zunächst waren die Scheiben auf einer Seite rau und daher nicht durchsichtig. Erst im 2. Jahrhundert n. Chr. kam Glas auf, das auf beiden Seiten eine glatte Oberfläche hatte. Jedenfalls nördlich der Alpen wurde Fensterglas aber nur vereinzelt eingebaut, so seit dem 5. Jahrhundert im Kirchenbau. Zu einer breiteren Verwendung kam es erst im 12. Jahrhundert, als es sich als besonderer Luxus hin und wieder auch in Privathäusern fand. Noch im 15. Jahrhundert war es aber auch in Städten keineswegs selbstverständlich. Zudem war die Herstellung von farblosem Glas nicht einfach, so dass im Mittelalter viele Glasfenster durch ihren Eisengehalt grün oder braun waren.
Seit der Romanik gab es im repräsentativen Kirchenbau formal aufwändige Dreipass- oder Fächerfenster (z. B. Quirinus-Münster in Neuss), die bleiverglast waren. Die größten (erhaltenen) frühgotischen Fenster sind die mit Windeisen versehenen Westfenster der Kathedralen von Chartres und Le Mans; in der gotischen Baukunst wurden die großen Fenster durch Stab- und Maßwerk gegliedert.
Fensterglas dient auch als Trägermaterial für Glasmalerei oder wird bunt eingefärbt zu Ornament-Glas und Glas-Mosaiken zusammengefügt. Seit der Gotik werden mit dieser Technik Kirchenfenster, später auch Fenster an Profanbauten gestaltet. Die Herstellung großer Glastafeln ist erst seit der Industrialisierung möglich. Deshalb wurden Fensterscheiben jahrhundertelang aus mehreren kleineren Glasstücken zusammengesetzt.

### Barock
Eine große Vielfalt neuer Fensterformen brachte im 17. und 18. Jahrhundert die Architektur des Barock im Schloss- und Kirchenbau mit ihren komplexen Schweiffenstern, Bassgeigenfenstern, Rund- und Flachbogenfenstern, Ochsenaugen und vielen anderen, meist auf Kurven basierenden Formen. Zu verstehen ist dieser Innovationsschub vor dem Hintergrund, dass den Architekten der Zeit besonders daran gelegen war, viel Licht in die Innenräume zu bringen und etwa Kirchenbesucher nicht nur mit dem Lichtreichtum an sich, sondern auch mit den Mitteln des Lichteinlasses zu überraschen. Hier einige charakteristische Beispiele (alles Kirchenfenster):

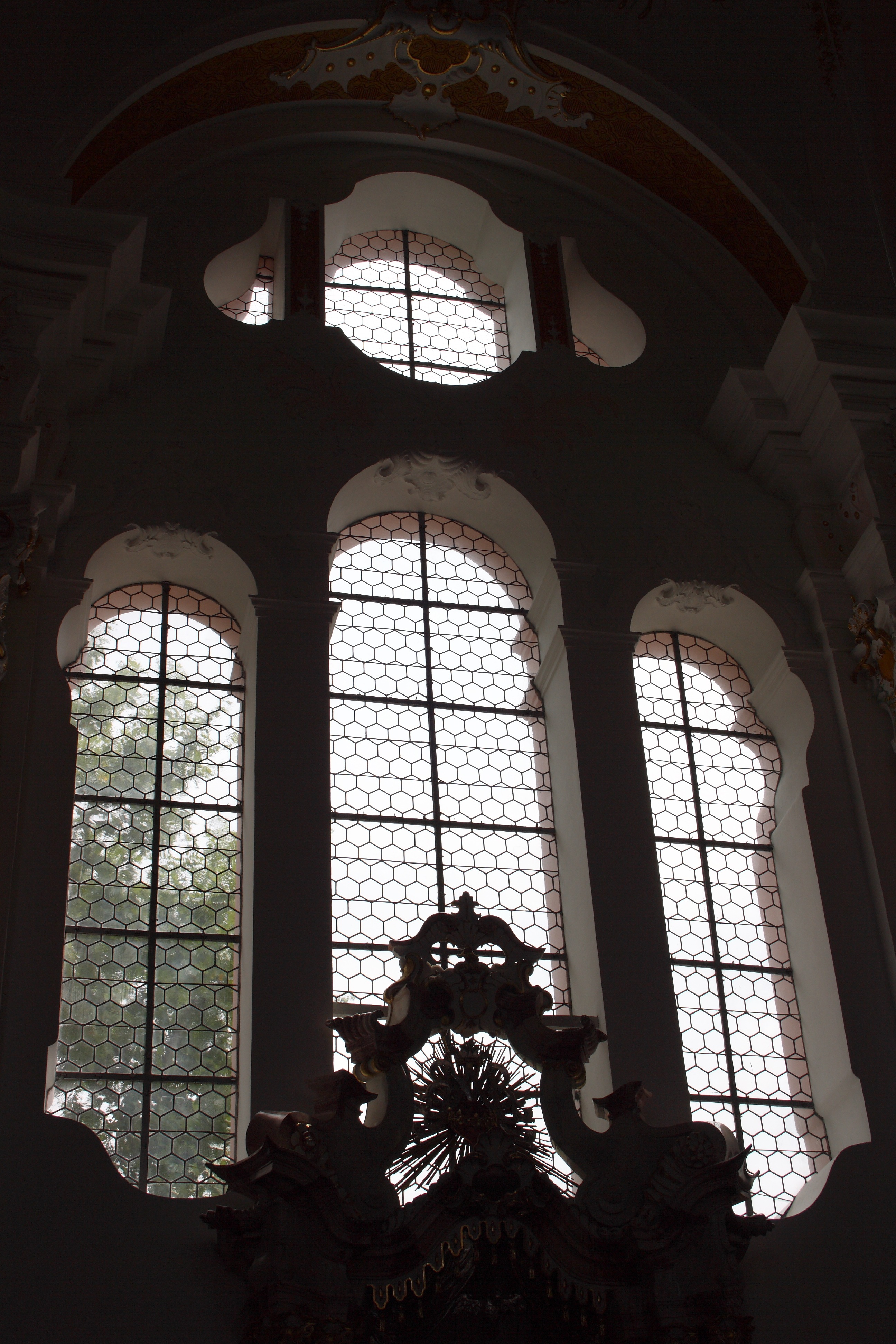
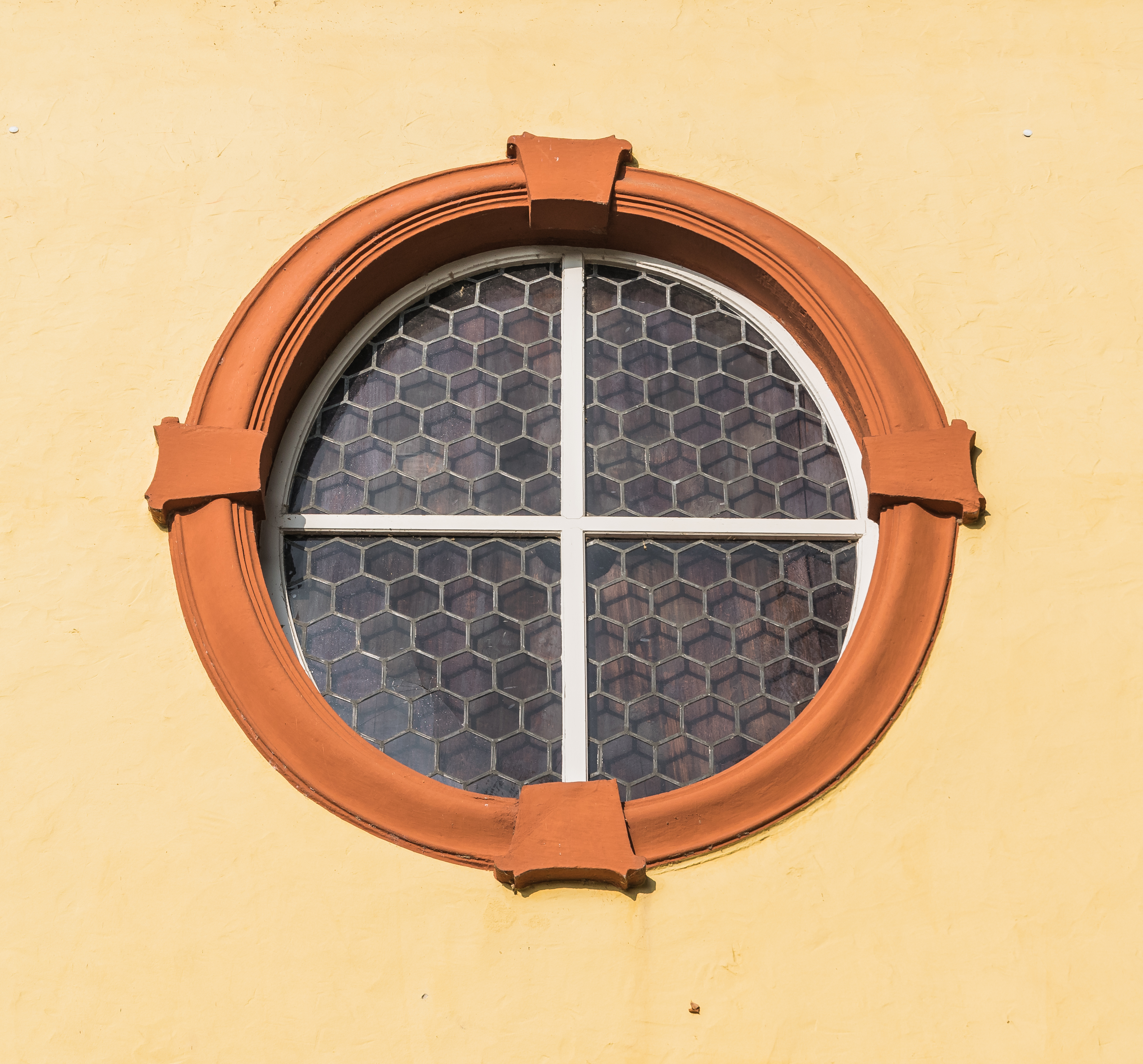
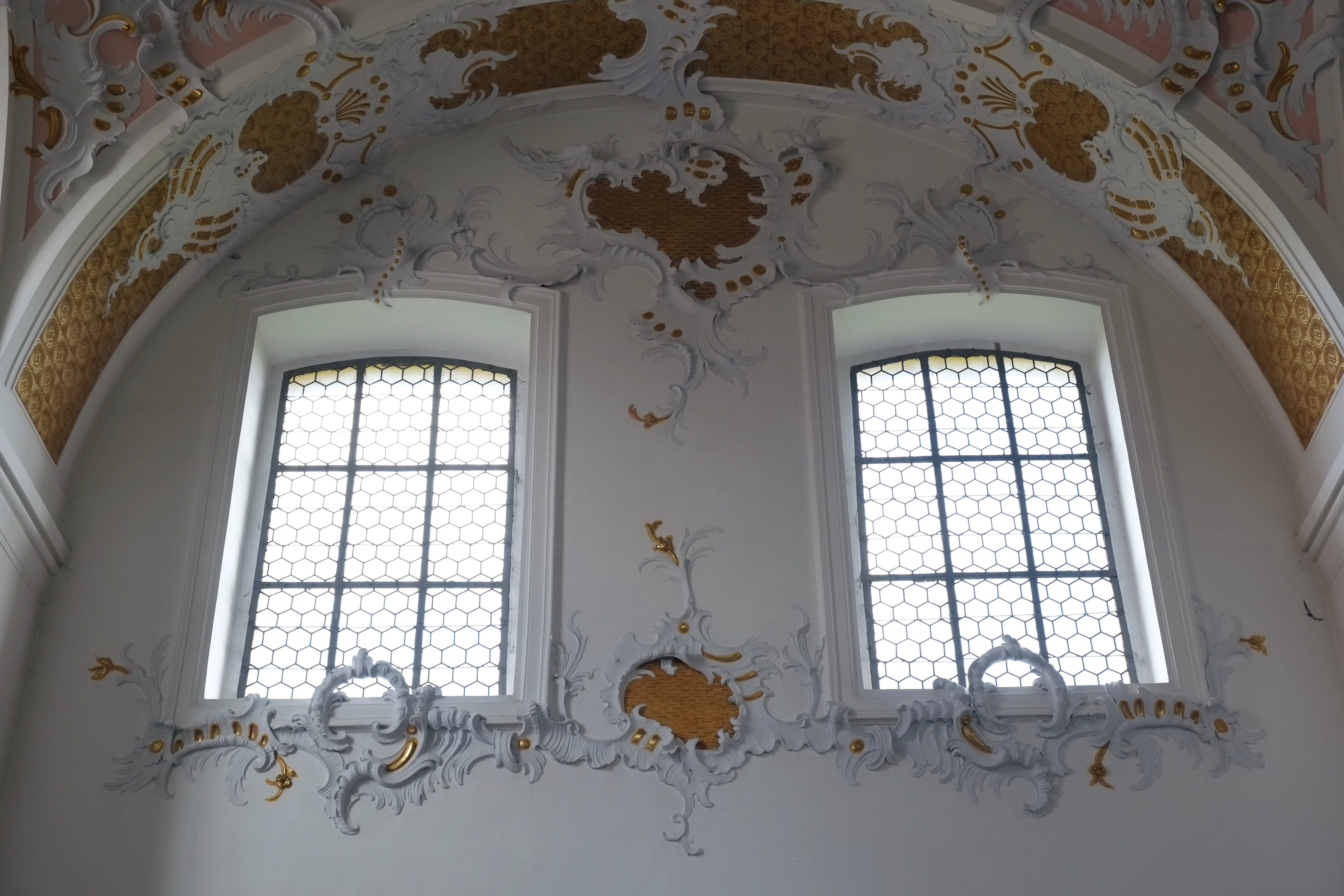
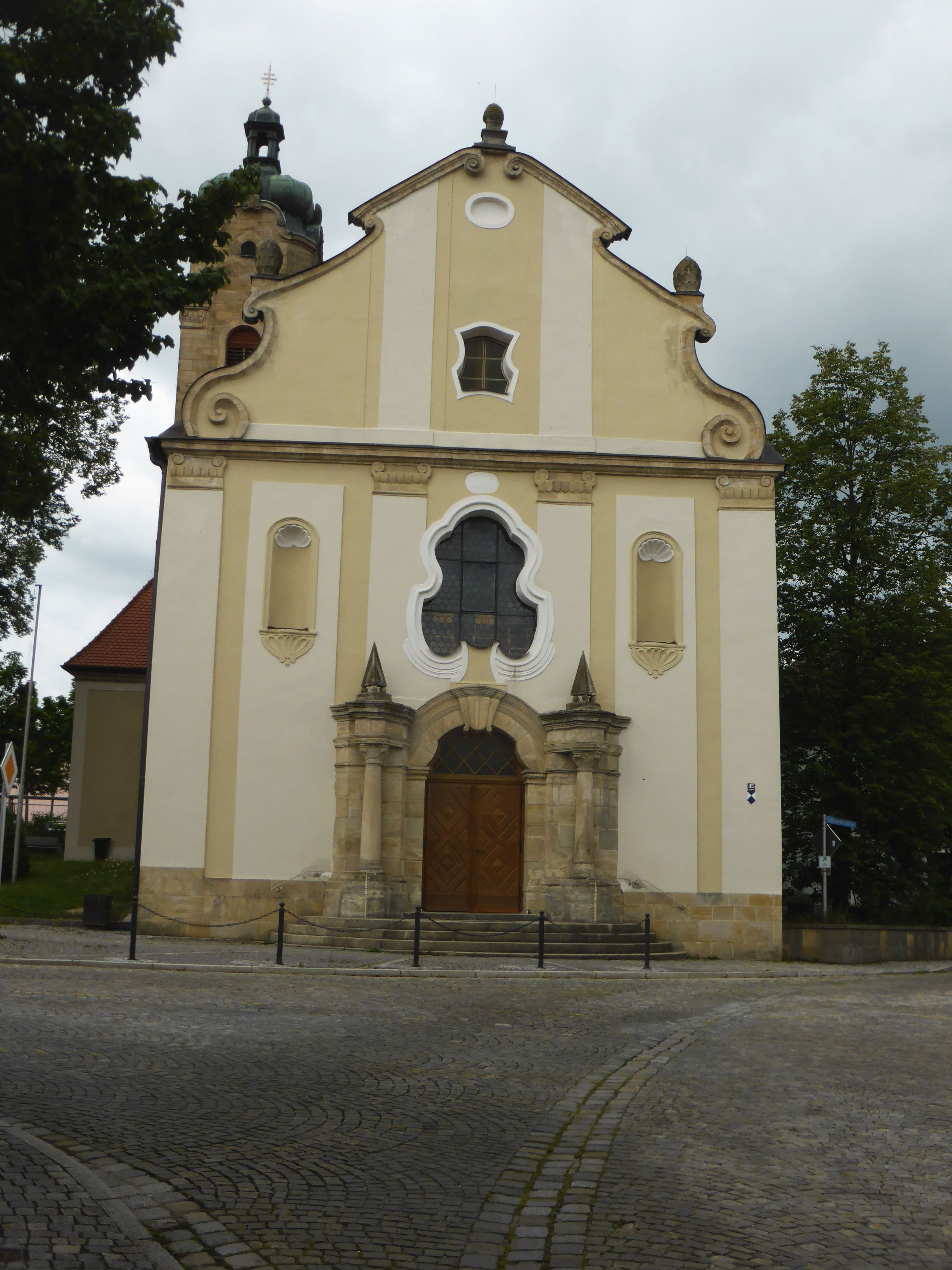
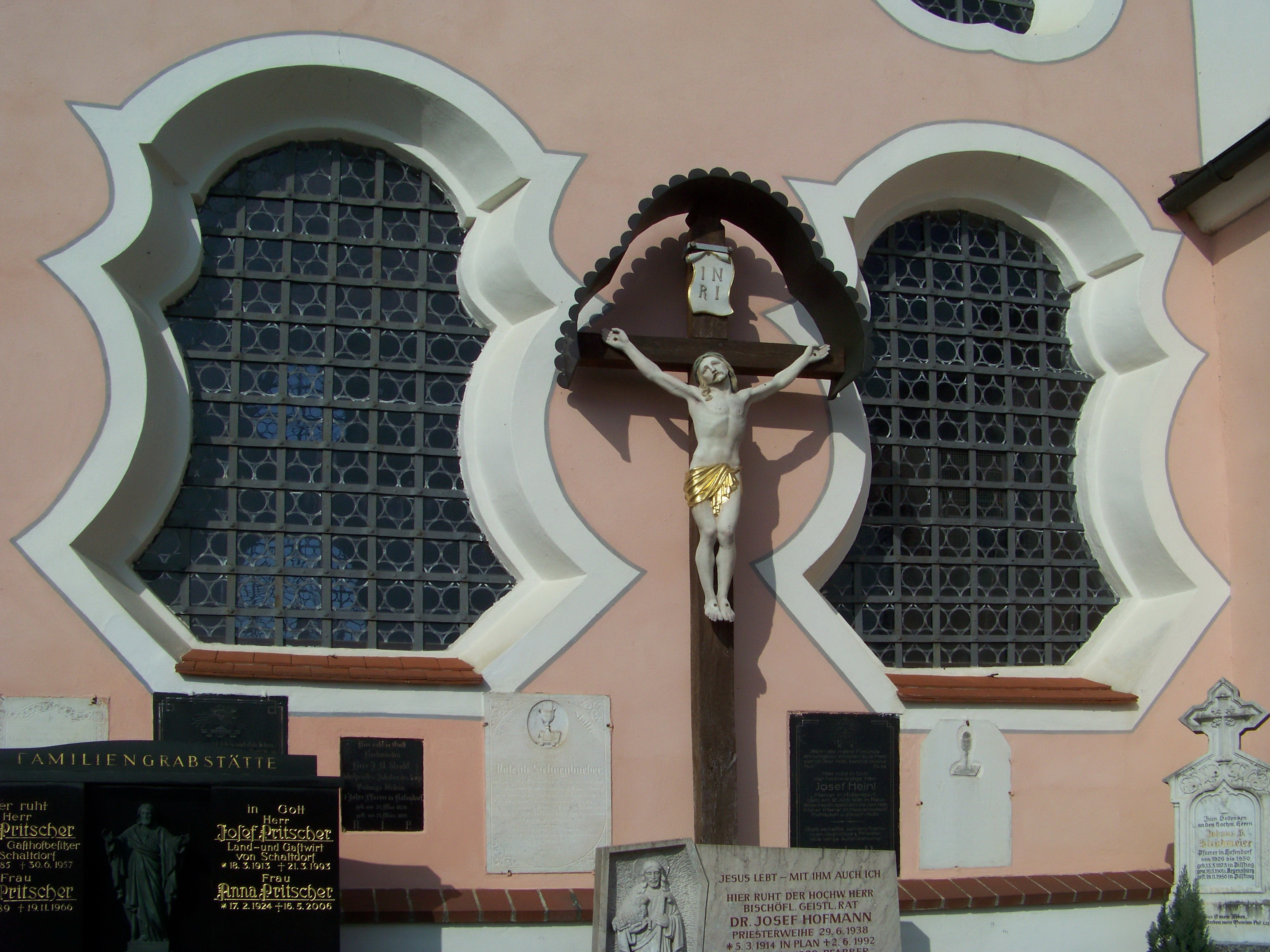
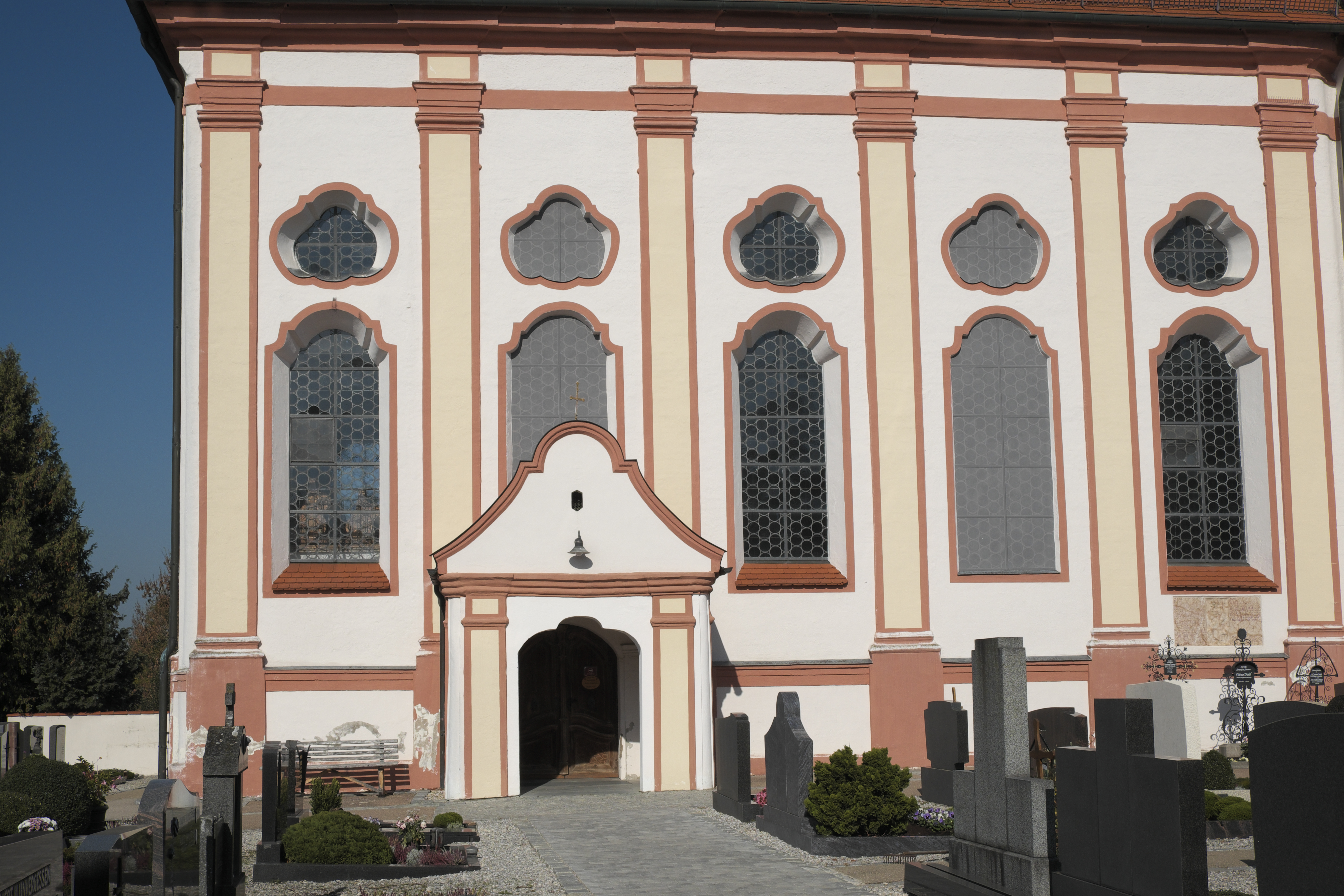
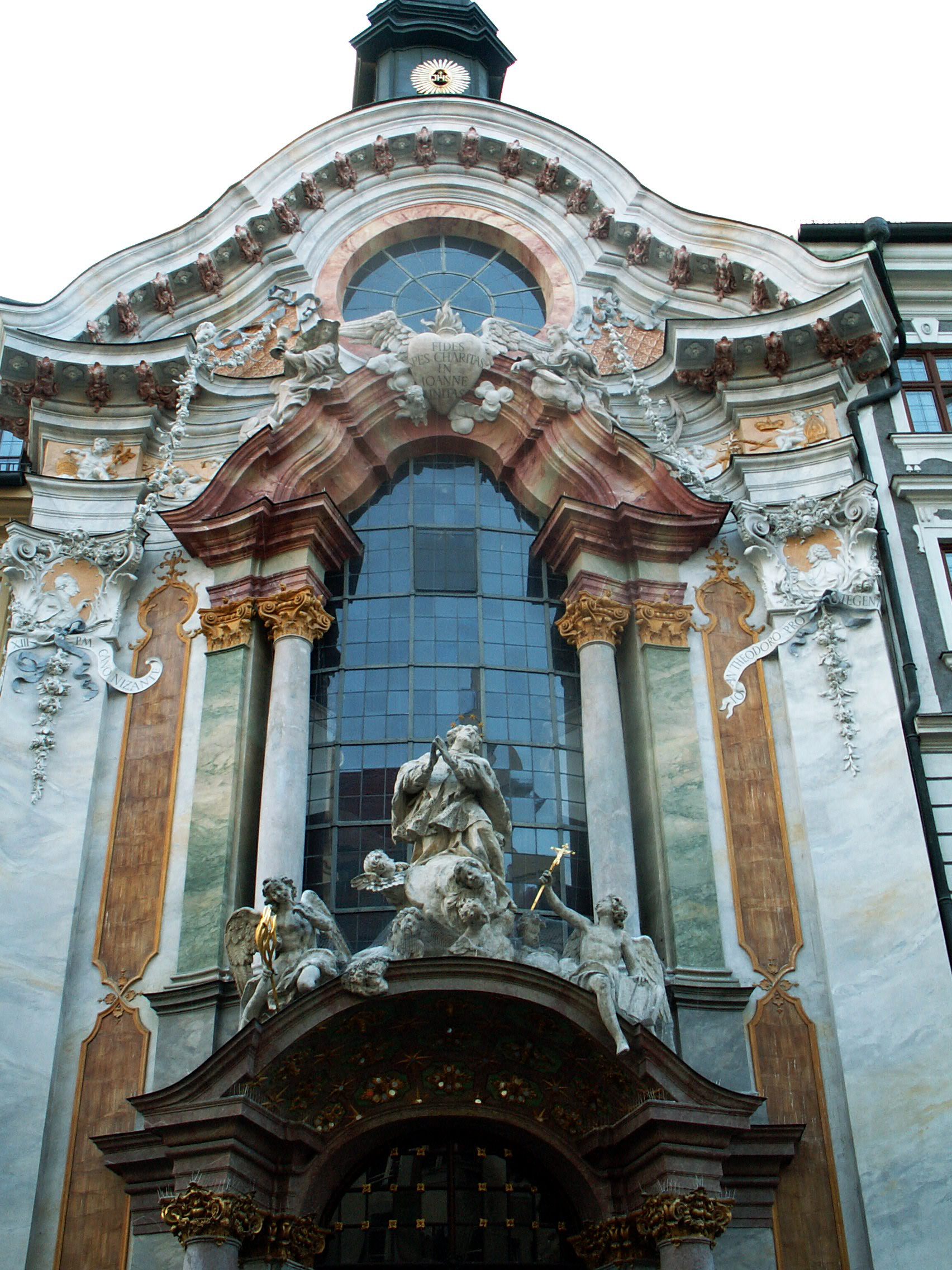

### Gründerzeit

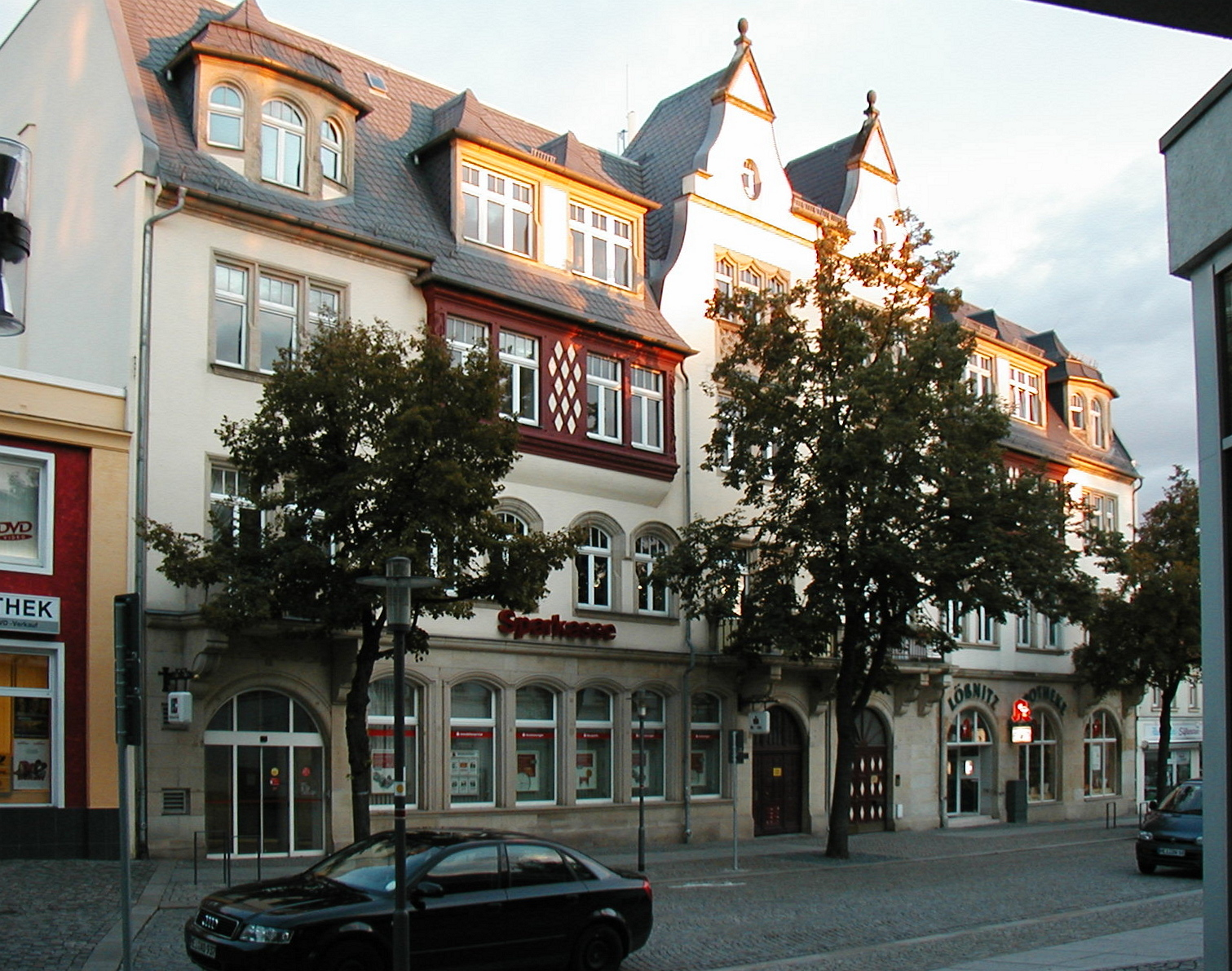
Gründerzeitfassade mit besonders vielen verschiedenen Fenstern, Radebeul 1902

In Wohngebäuden wurden meist Holzfenster in Doppelkastenbauweise verwendet. Industrie- und sonstige Nutzbauten wurden entweder mit Holzfenstern oder Fenstern aus Gusseisen versehen. Regional wurden gleiche Standardmaße verwendet. Im Anschluss an die Gründerzeit begann das 20. Jahrhundert mit verschiedenen architektonischen Strömungen, die neue gestalterische Formen ausprobierten. Beim Neuen Bauen wurden ebenso wie beim eher traditionellen Stil der 20er und 30er Jahre die Fassadenöffnungen vermehrt zu Fensterbändern zusammengefasst.

### Neue Sachlichkeit
In Wohngebäuden wurden meist Holzfenster als Verbundfenster verwendet. Industrie- und sonstige Nutzbauten wurden entweder mit Holzfenstern oder Fenstern aus Stahlprofilen versehen. Fenster wurden mit Standardmaßen und Modulen in industrieller Fertigung hergestellt, z. B. den Frankfurter Normen des Neuen Frankfurt. Außerdem wurde das bis dahin in Europa unübliche Schiebefenster vermehrt eingebaut.

### 1950er Jahre

#### Wirtschaftswunderzeit
In Wohngebäuden wurden meist Holzfenster in Doppelkastenbauweise verwendet. Industrie- und sonstige Nutzbauten wurden entweder mit Holzfenstern oder Fenstern aus Stahlprofilen versehen. Fenster wurden mit Standardmaßen und Modulen in industrieller Fertigung hergestellt. Auch weiterhin wurde das in Europa unübliche Schiebefenster vermehrt eingebaut.

#### 1954: Entwicklung des ersten Kunststofffensters
Heinz Pasche entwickelte gemeinsam mit der Firma Dynamit Nobel aus Troisdorf das erste Kunststofffenster. Pasche war Metallbauer und wollte über einen Metallrahmen einen Kunststoffüberzug, der wetterfest und unempfindlich war. Die Firma Dynamit Nobel war damals schon für ihre Entwicklungen am Kunststoffmarkt bekannt und verfügte über diverse Extruder. Daraus ging dann die Firma Trocal hervor, die 1954 das erste Kunststofffenster serienmäßig auf den Markt brachte.

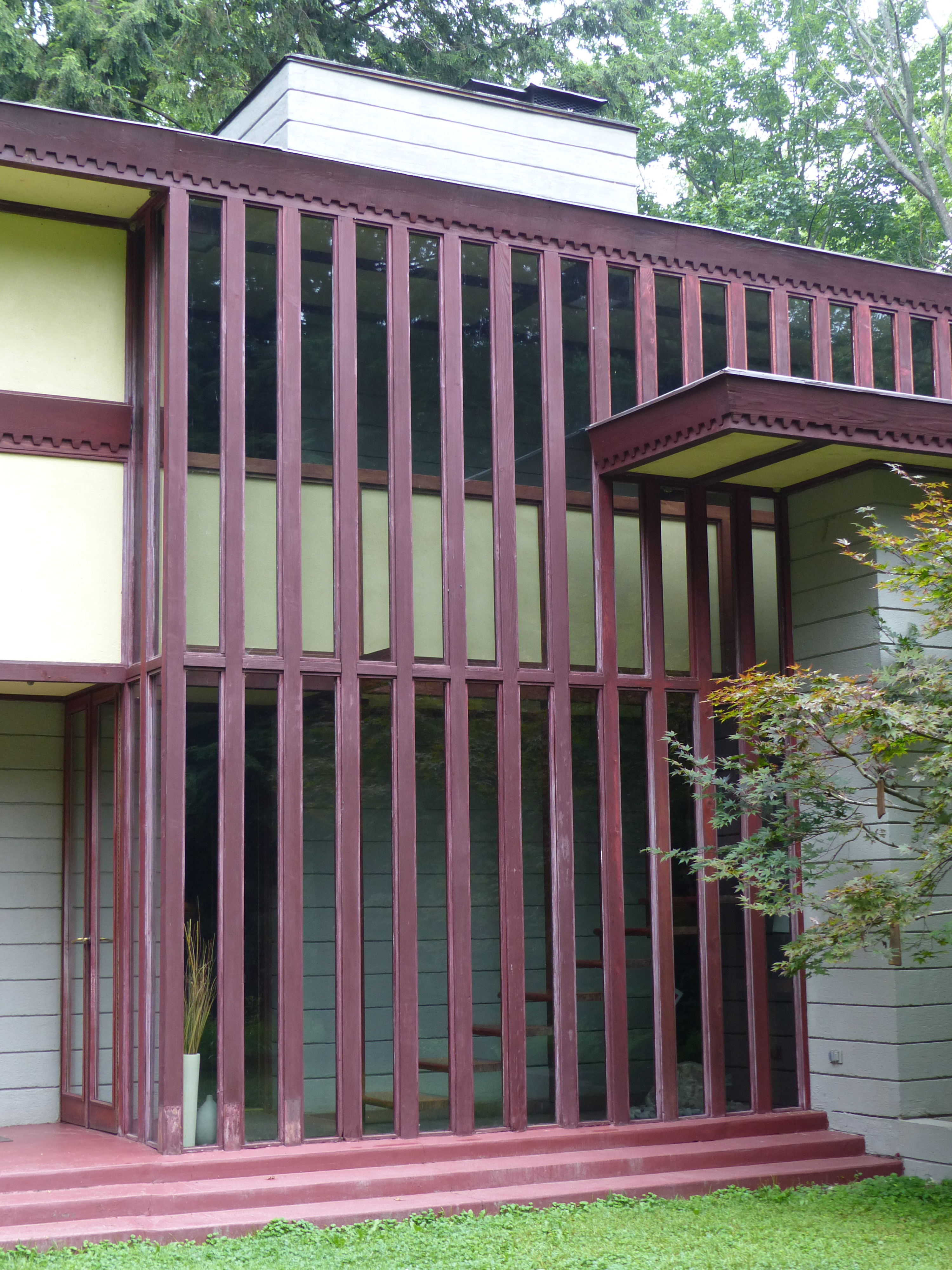
Fensterzeile in Frank Lloyd Wrights Louis Penfield House (1955)
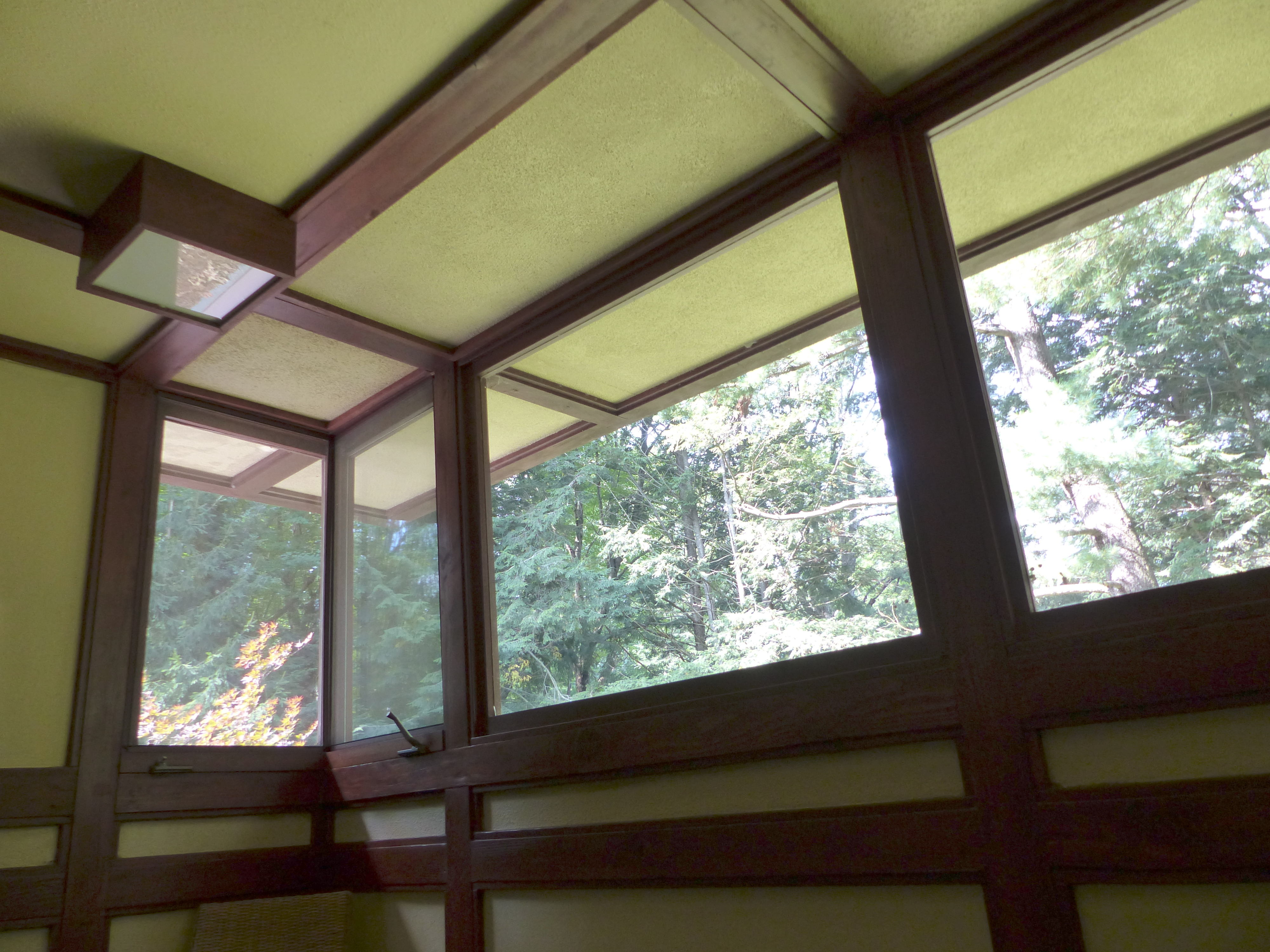
Frank Lloyd Wright hat Fensterbänder vielfach um Ecken herumgeführt (Louis Penfield House)
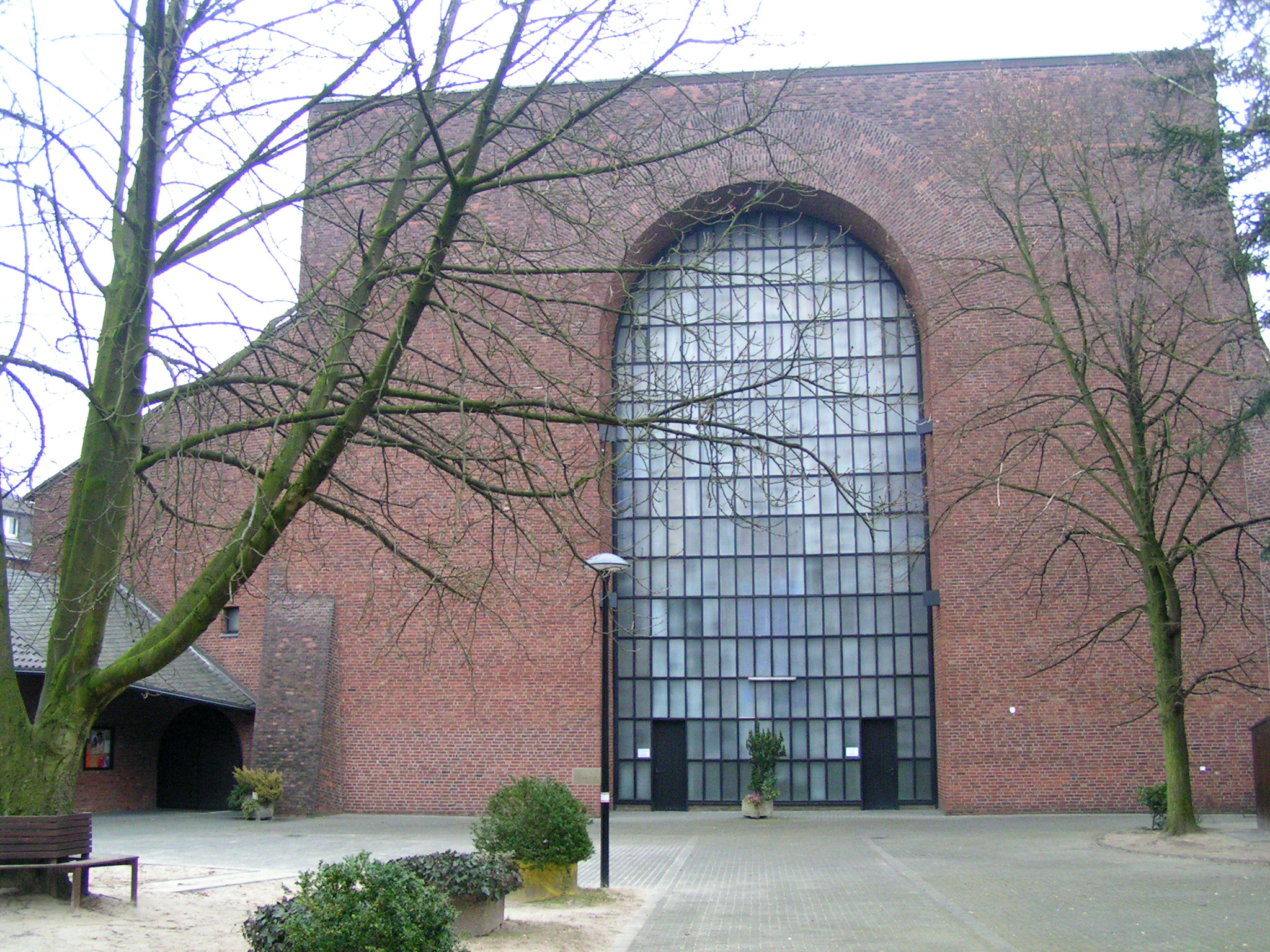
Größtes Holzfenster Europas an St. Elisabeth, Opladen 1957

### 1970er und 1980er Jahre
In Wohngebäuden wurden Holz-, Aluminium- und Kunststofffenster als Einfachfenster mit Doppelverglasung (z. B.: 4-12-4) verwendet. In Nutzbauten wurden Holz-, Aluminium-, Stahl- und Kunststofffenster verbaut. Fenster wurden mit Standardmaßen und Modulen in industrieller Fertigung hergestellt.
Der Marktanteil von Kunststofffenstern wuchs.

### 1990er Jahre bis heute
Die Fenstersysteme unterscheiden sich in den einzelnen Ländern relativ stark, nachfolgend sind Fenster für den zentralen Teil Europas beschrieben:
Seit Mitte der 1980er Jahre dominieren in Deutschland eindeutig Isolierglasfenster – Einfachfenster mit einer Zwei-Scheiben-Isolierverglasung und einem Drehkippbeschlag. Durch Metallbedampfung einer der beiden Scheiben wird die Wärmedämmung des Glases wesentlich erhöht. Kunststofffenster gewinnen starke Marktanteile. Holzfenster werden im Gegenzug außen mit Alu-Rahmen verblendet, um den nötigen Witterungsschutz zu erreichen. Ab Anfang der 2000er Jahre werden Dreifach-Isoliergläser mit immer besserer Wärmedämmung gebaut, die Wärmedämmung der Fenster wird gesteigert und ermöglicht den Bau von Niedrig-Energie- und Passivhäusern.
Sowohl im Wohnhausbau als auch bei Nutzbauten werden Fensterelemente großzügig eingesetzt, der Anteil von Glas an der Außenfläche nimmt stark zu.
Große Fenster mit Isolierverglasung oder Wärmeschutzverglasung für Bauwerke konnten bis ca. 1990 nur als ebene Scheiben hergestellt werden. Weiterentwickelte Fertigungsverfahren der Glasindustrie ließen nun auch gewölbte Scheiben wie im Automobilbau üblich zu. Fenster sind keine reinen Wandöffnungen mehr, sondern werden baukonstruktiv wie modularisierte Fassaden betrachtet. Dabei sind Fertigungsvorgaben, statische Bedingungen, die Funktion und die Baunormen zu berücksichtigen. Grundlage für ein neues Fenster sind meist Baukastensysteme, das heißt, die Fensterprofile und das Zubehör sind schon erprobt und aufeinander abgestimmt, sie werden nur noch auf die korrekte Länge gebracht und zusammengesetzt.
Bei modernen Gebäuden wie dem Sony-Center in Berlin spricht man häufig von „Elementfassaden“, da hier direkt Fenster an Fenster montiert werden. Gelegentlich werden horizontal aufgereihte Fenster auch als „Bandfenster“ oder „Fensterbänder“ (engl. ribbon windows) bezeichnet.

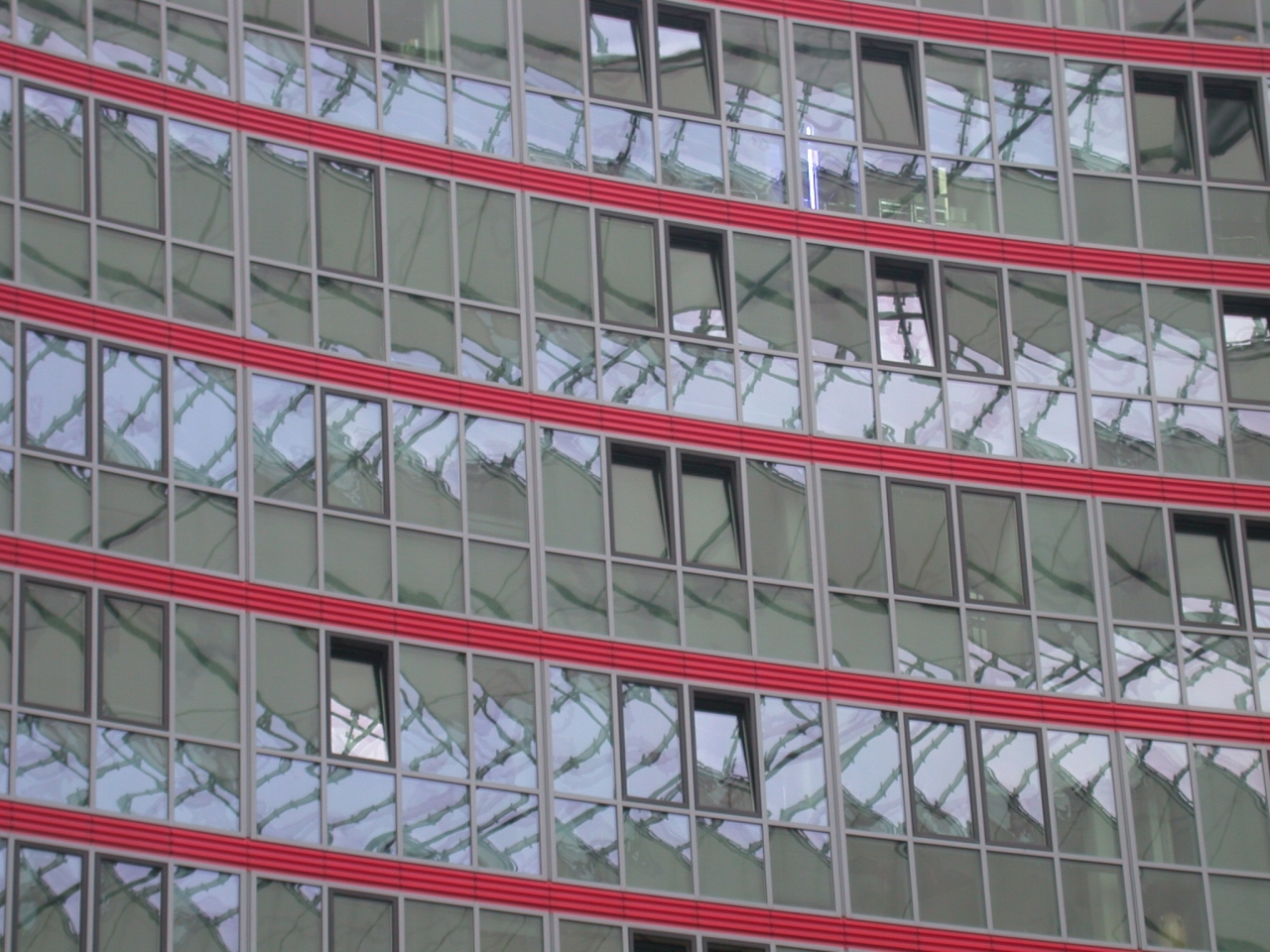
Fensterfassade am Berliner Sony Center
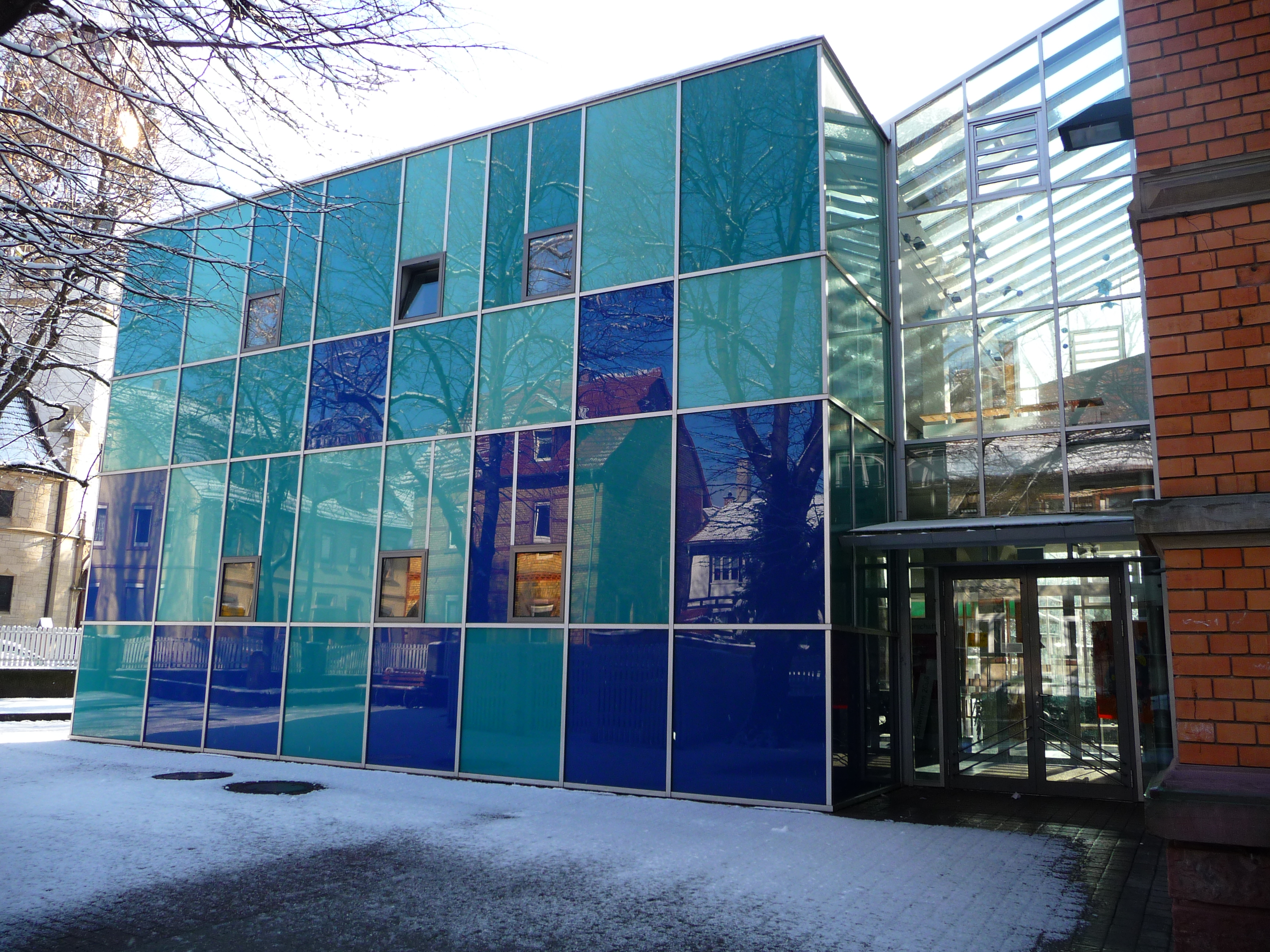
Anbau der Tiefburgschule in Heidelberg-Handschuhsheim
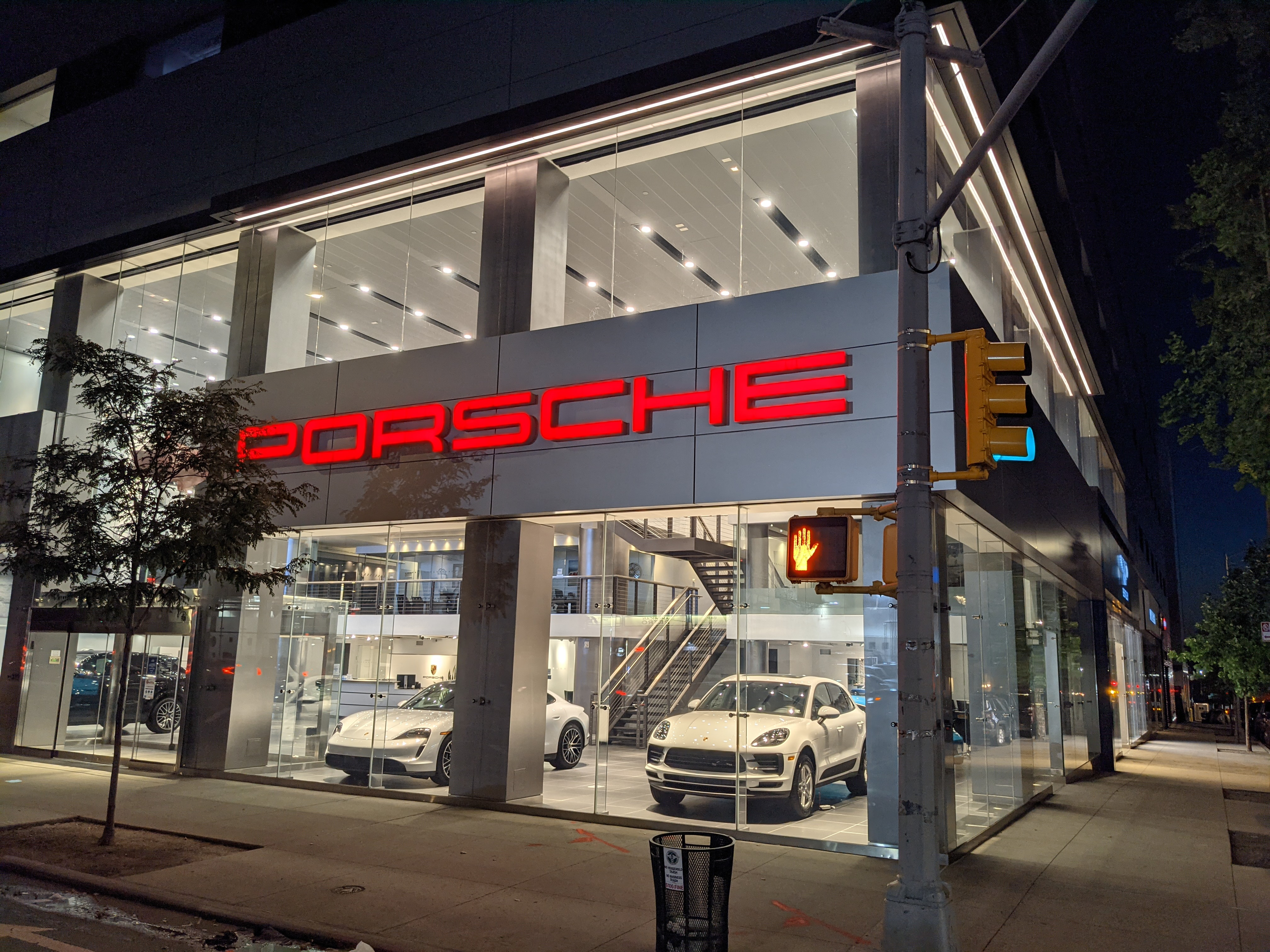
Lichtarchitektonisch können Fenster auch dadurch zu entscheidend wichtigen Gestaltungselementen werden, dass sie Licht vom Innenraum nach außen durchlassen.

## Positionierung

### Architektonische Prinzipien
Zwei entgegengesetzte Prinzipien, an denen sich architektonisches Nachdenken über Fensterpositionierung gut veranschaulichen lässt, sind im klassizistischen Bauen einerseits und im modernen Bauen andererseits zu finden. Charakteristisch für das klassizistische Bauen waren – ebenso wie in der Renaissance- und in der barocken Architektur – achsensymmetrische Fassaden und eine Gestaltung des Hauses von außen nach innen. Letzteres bedeutet, dass die Konzeption des Hauses von der Fassade ausging, die ein bestimmtes Erscheinungsbild haben sollte, während im Hausinneren der Grundriss und die Gestaltung der Räume den Vorgaben der Fassade folgen mussten.

Design von außen nach innen
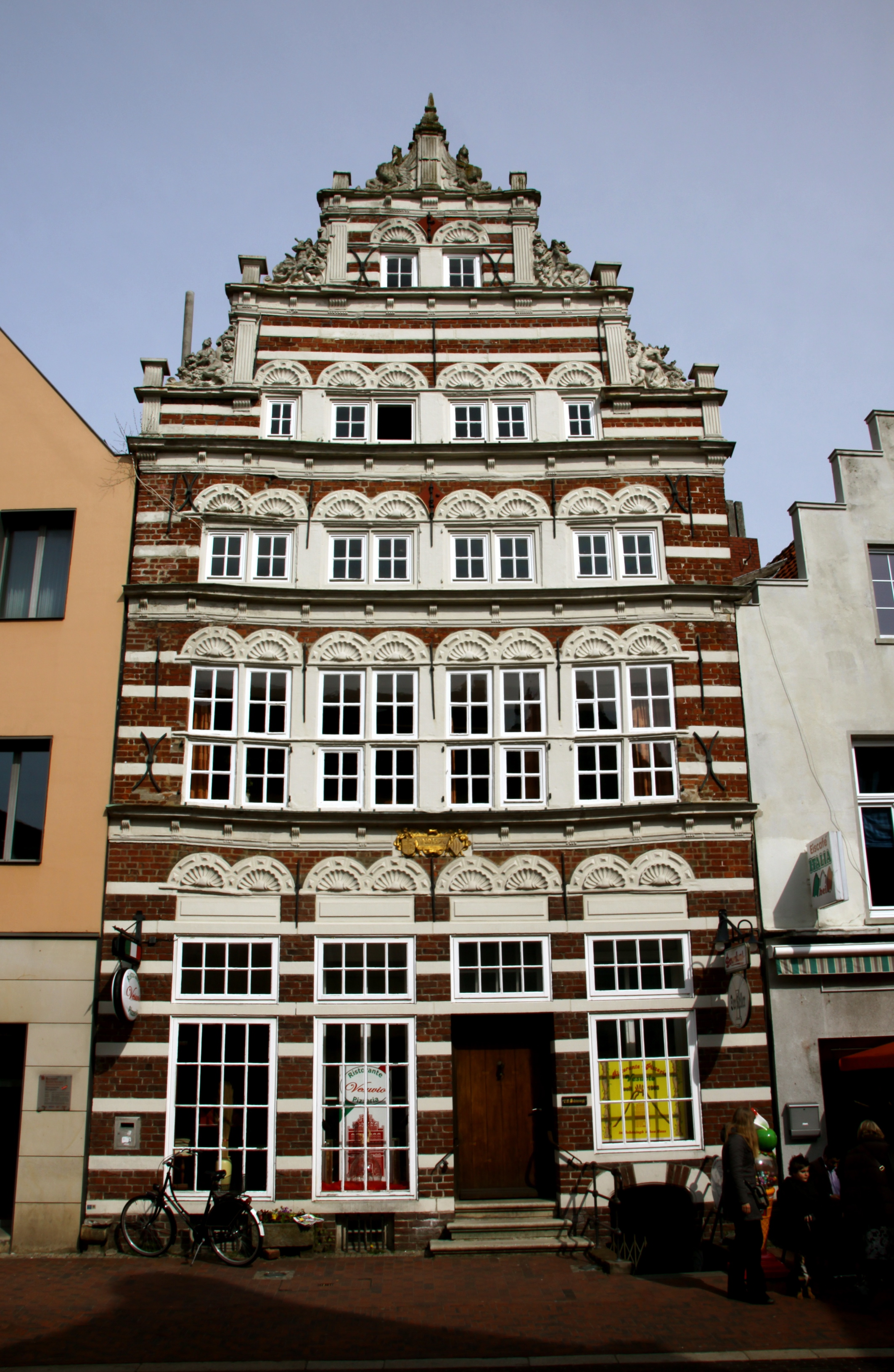
Renaissancehaus in Norden, Ostfriesland
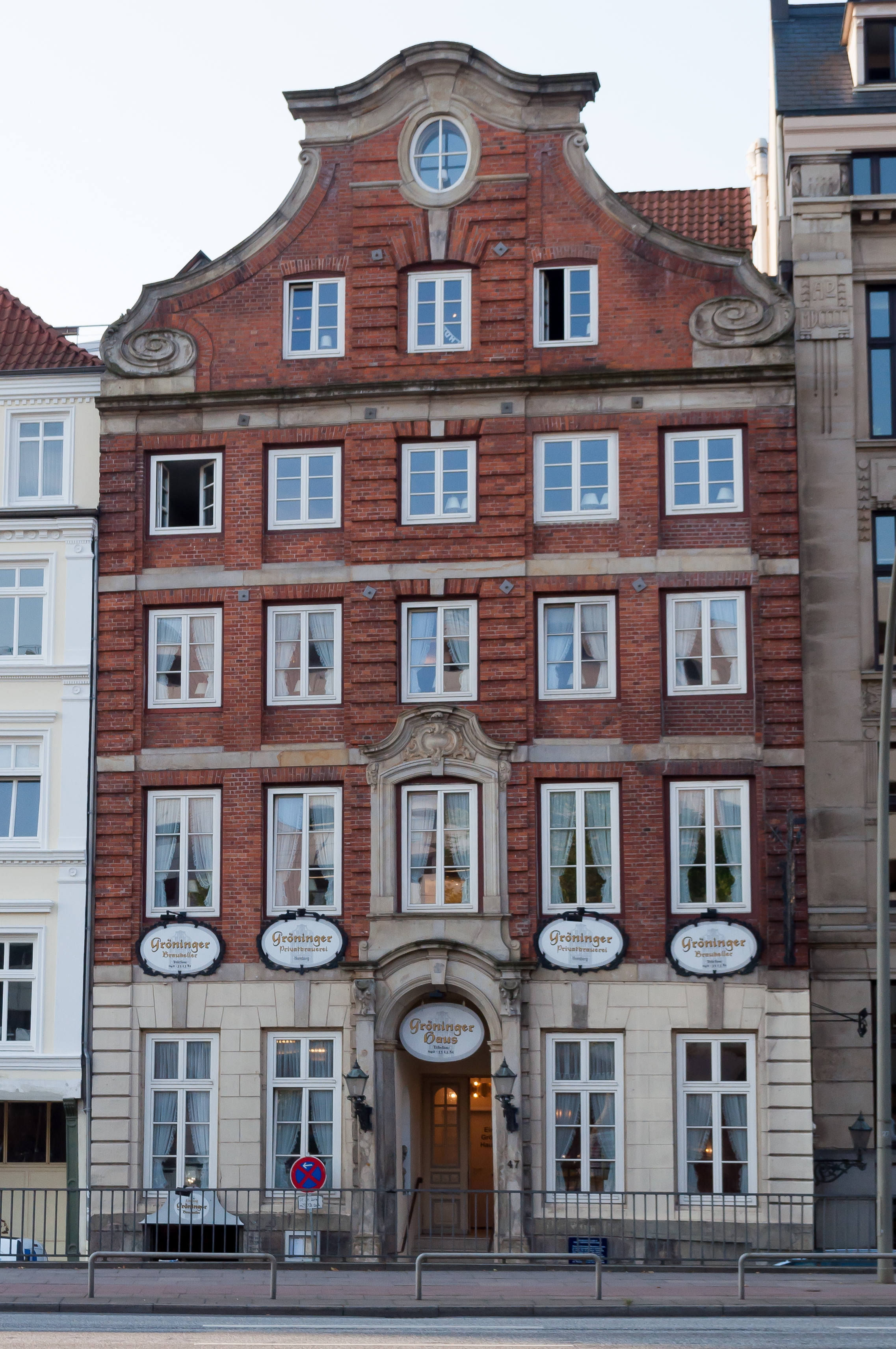
Barockhaus in Hamburg
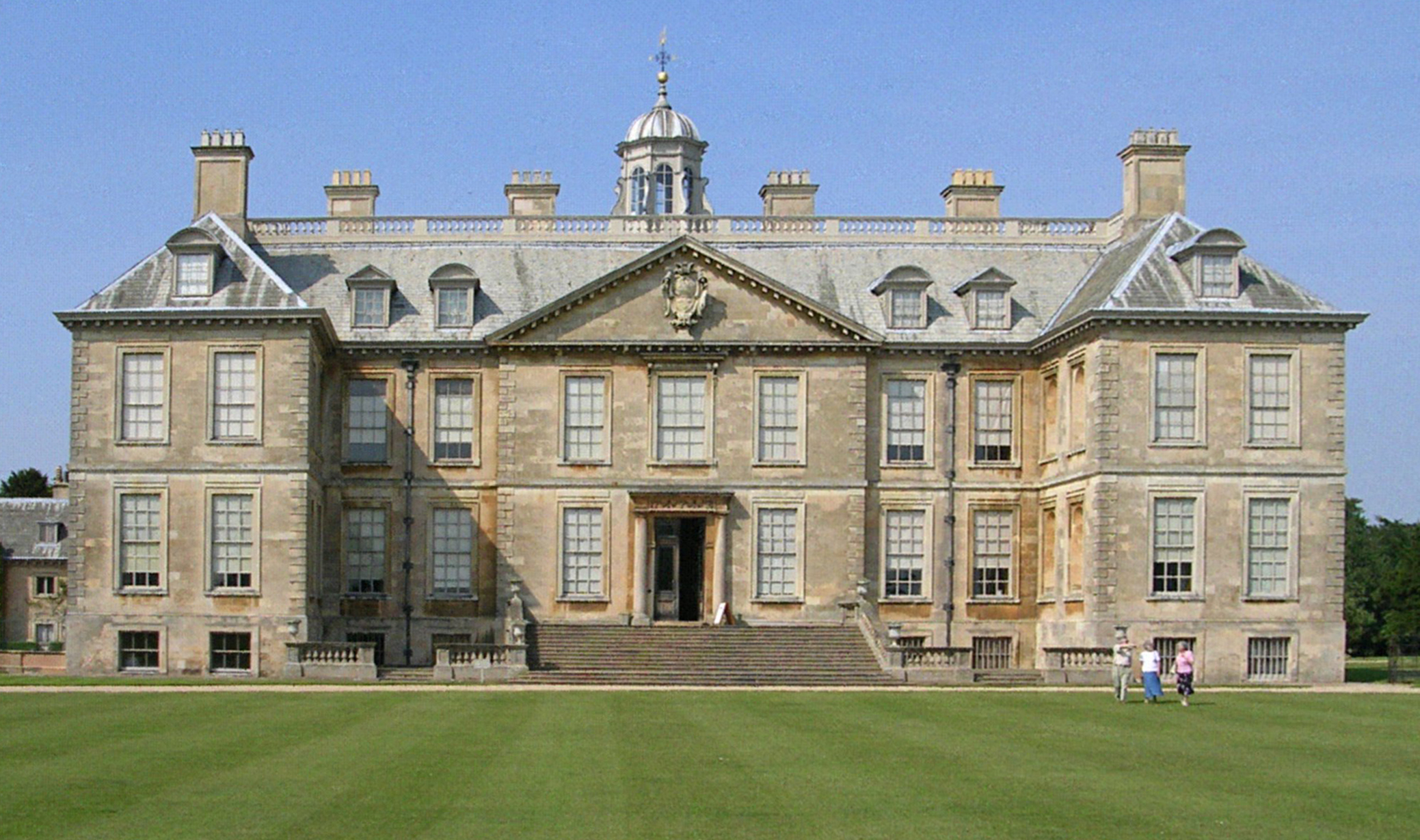
Eine große neoklassizistische Villa in England

Dies änderte sich in der zweiten Hälfte des 19. Jahrhunderts, als – angeregt durch das Vorbild der viktorianischen Landhäuser in England – Architekten auch im deutschsprachigen Raum begannen, Häuser von innen nach außen zu designen, was unter anderem asymmetrische Fassaden und eine „Befreiung“ der Fenster zur Folge hatte, die nun so ausgewählt und platziert wurden, wie der jeweilige Raum es erforderte.

Design von innen nach außen
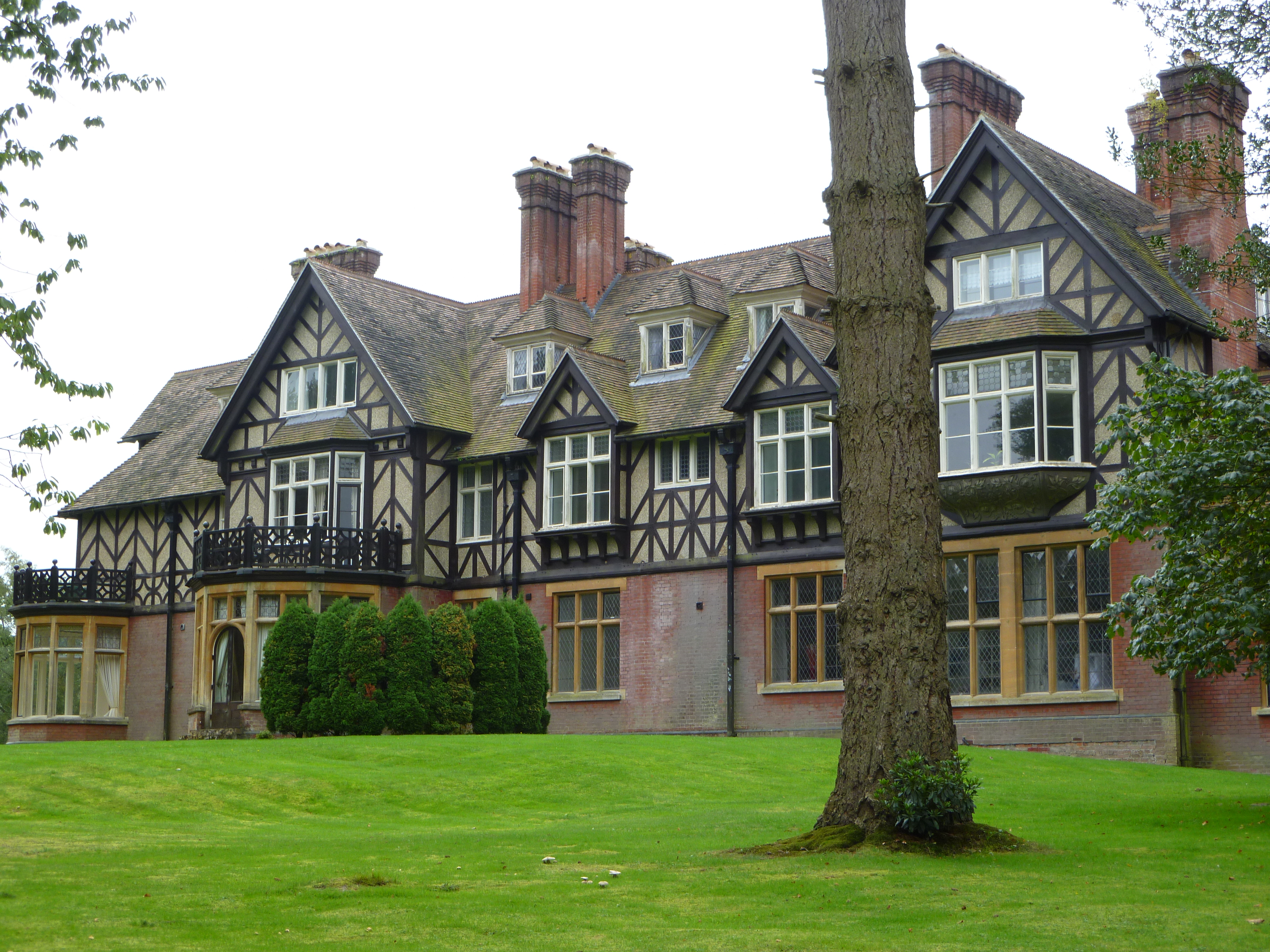
Eine viktorianische Villa in England
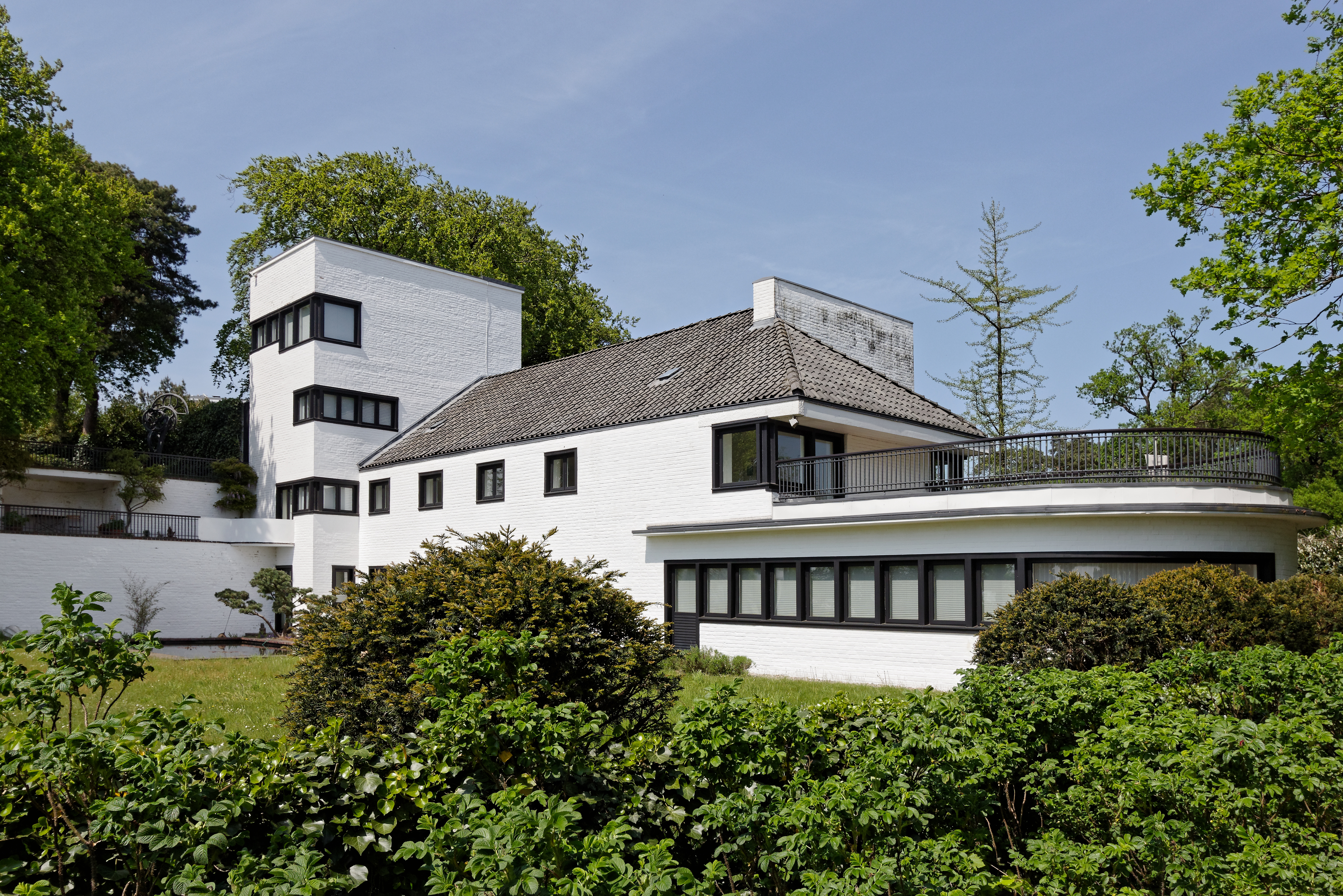
Ein Wohnhaus der klassischen Moderne in Hamburg
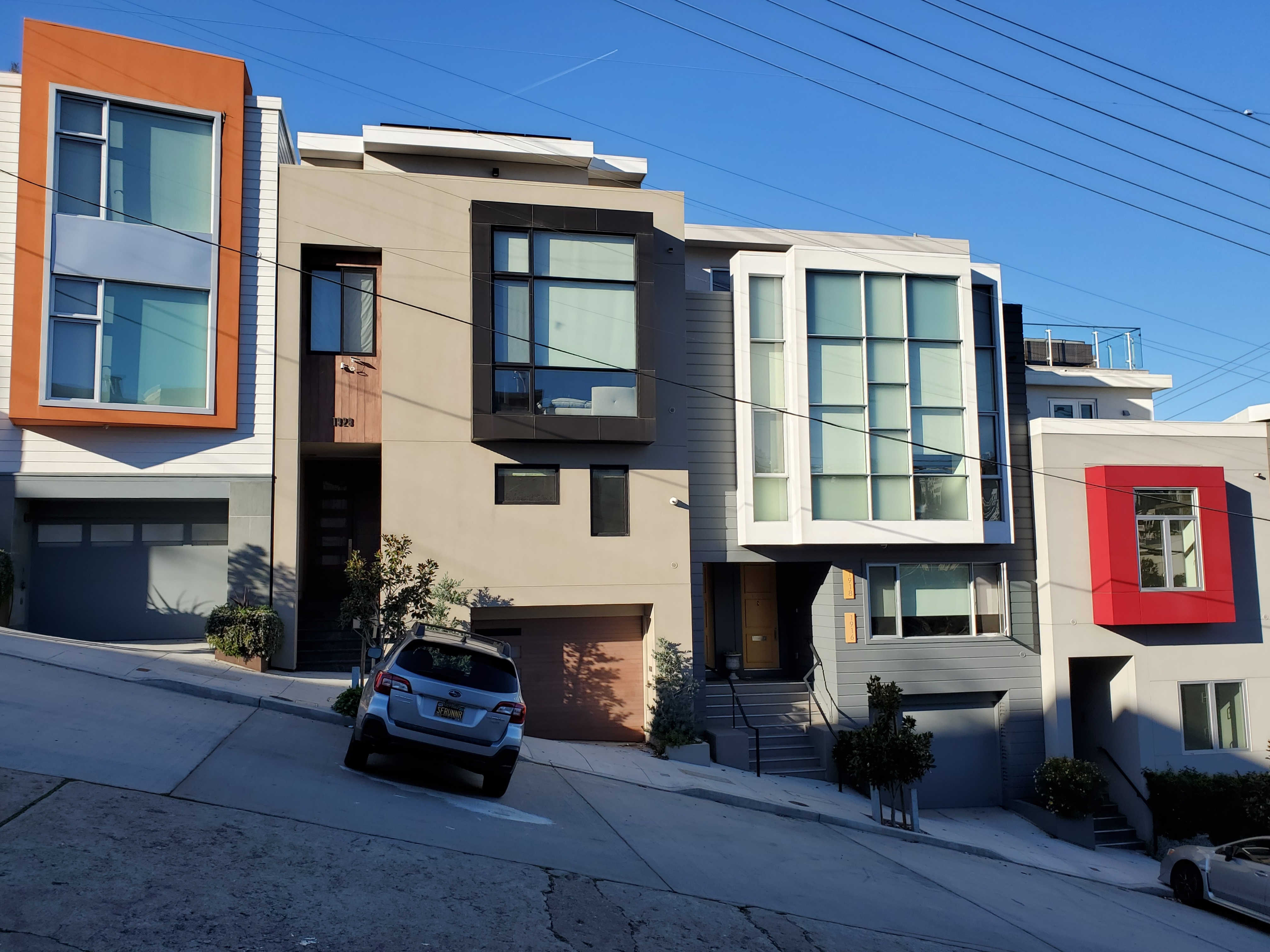
Beispiele mit ambitionierter Fassadengestaltung (San Francisco)
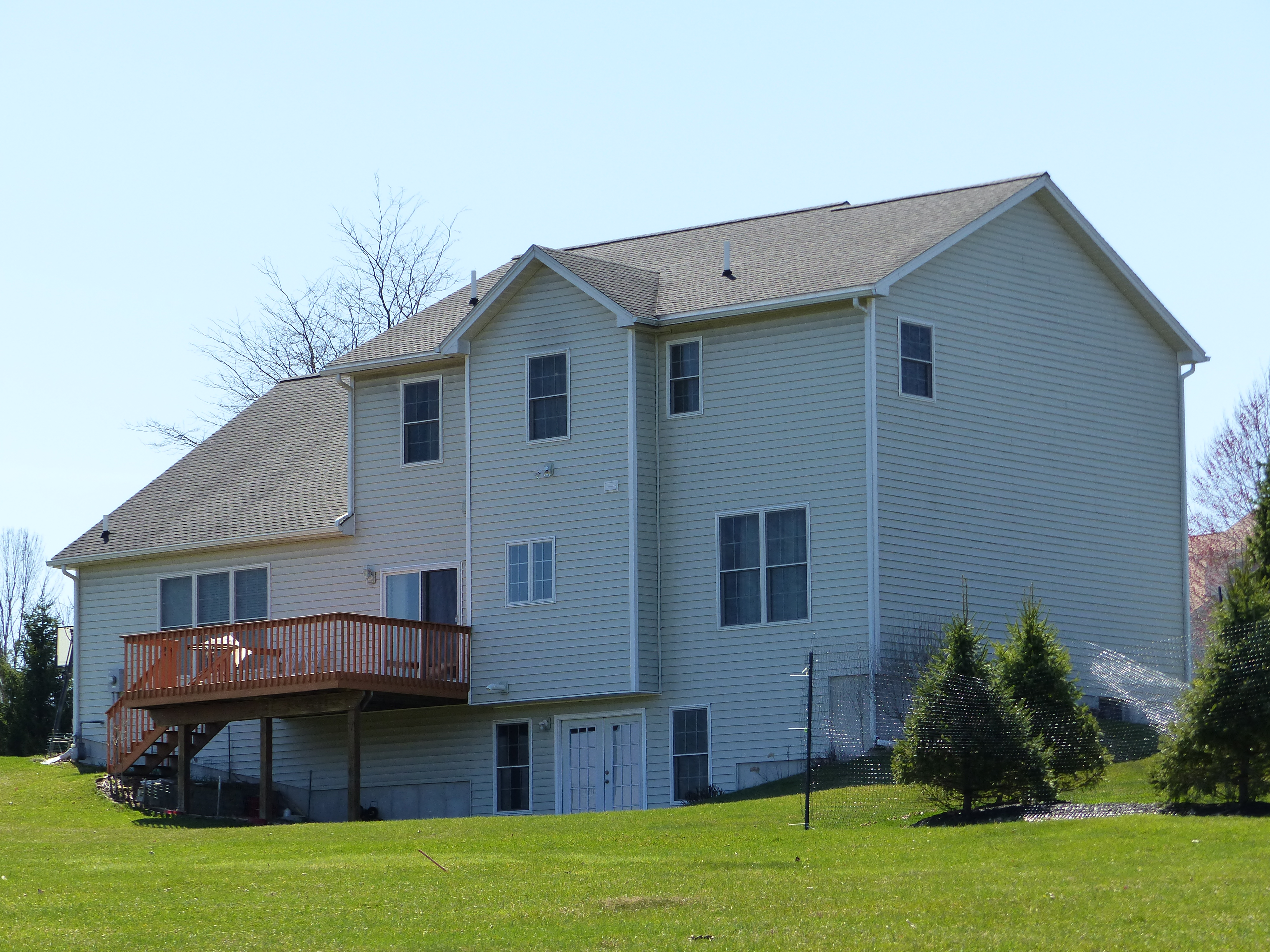
Missglücktes Beispiel ohne erkennbaren Versuch einer Fassadengestaltung (Rückseite eines Millenium Mansion)

### Orientierung nach der Sonne
Bei rechtwinkligen Grundrissen bevorzugen Architekten eine Ausrichtung des Gebäudes auf einer West-Ost-Achse, sodass die langen Fassaden – und damit die Mehrzahl der Fenster – nach Norden bzw. Süden weisen. Ost- und Westfenster gelten als wenig erstrebenswert, weil sie ausschließlich dann direktes Sonnenlicht empfangen, wenn die Sonne (morgens und abends) tief steht, blendet und den Raum unter Umständen mehr als gewünscht aufheizt. Räume mit Südfenstern empfangen das meiste Sonnenlicht; da die Sonne um die Mitte des Tages hoch steht, vor allem im Sommer, wird das Licht jedoch mehr oder weniger stark gestreut, was fürs Wohnen ein Vorteil ist. Durch Bauelemente wie z. B. einen weiten Dachüberhang oder Brise-Soleils kann die direkte Sonneneinstrahlung noch weiter reduziert werden. Räume mit Nordfenstern empfangen das wenigste Sonnenlicht, sind aber unproblematisch in puncto Blendlicht oder unmäßiger Aufheizung. Der Mangel an Lichtempfang kann durch Wahl großer Fenster etwas wettgemacht werden. Auch eine gute thermische Isolierung zahlt sich in Räumen mit Nordfenstern besonders aus.
Generell bevorzugen Architekten Layouts, bei denen ein Raum Fenster an zwei verschiedenen Seiten hat (als ideal gelten Fenster an der Nord- und an der Südseite).

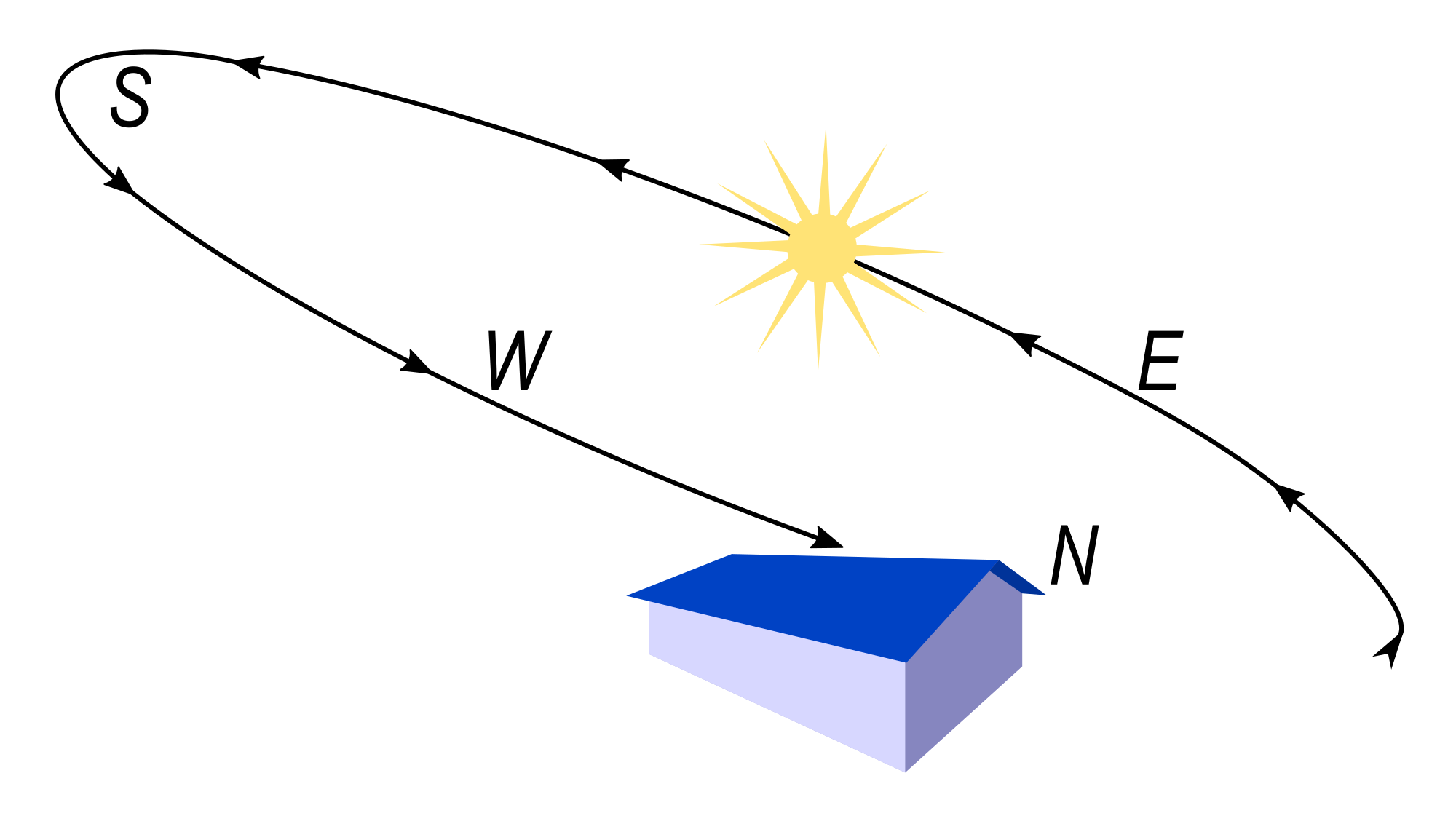
Die Sonnenbahn auf der nördlichen Erdhalbkugel
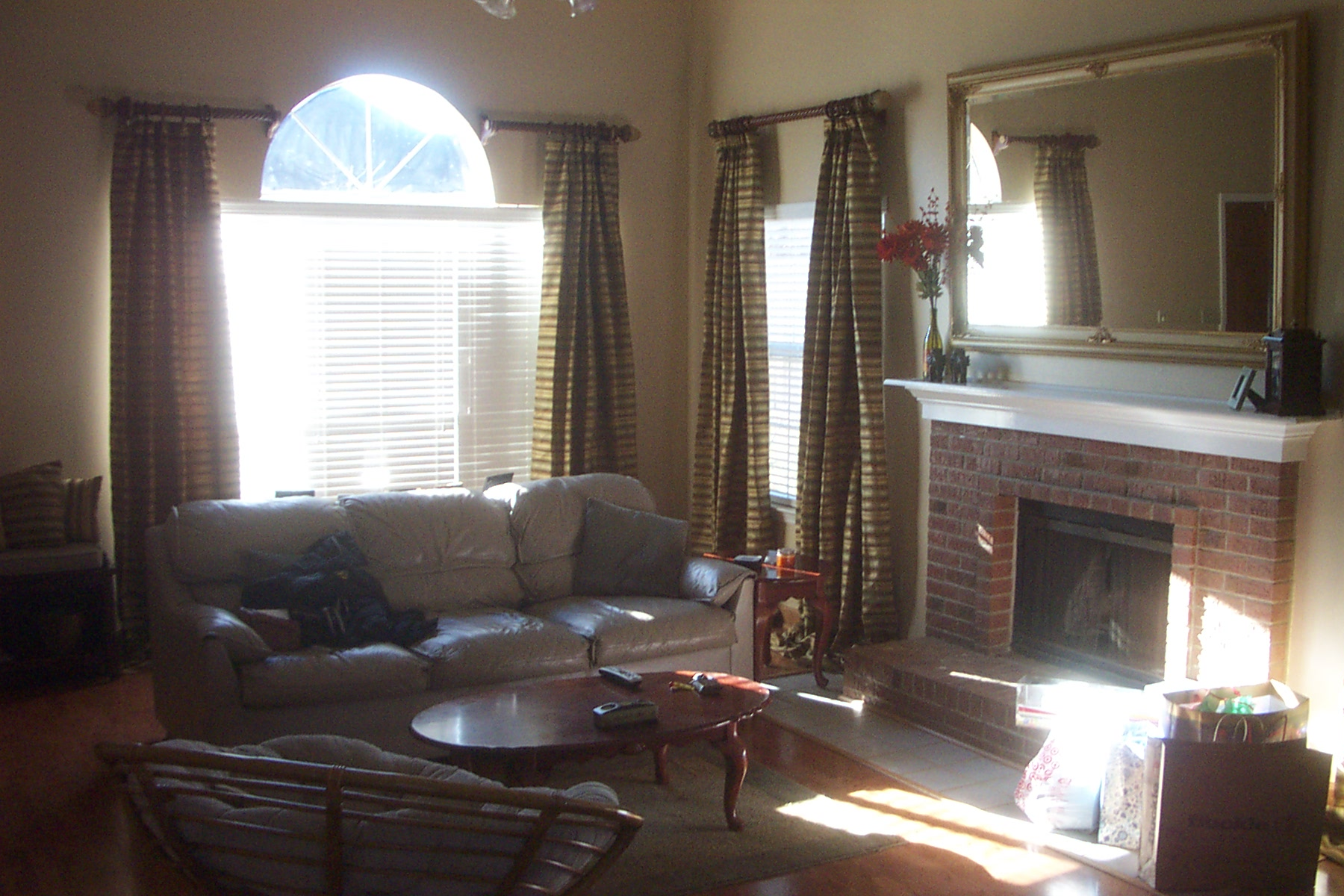
Blendendes Morgensonnenlicht in einem Ostfenster
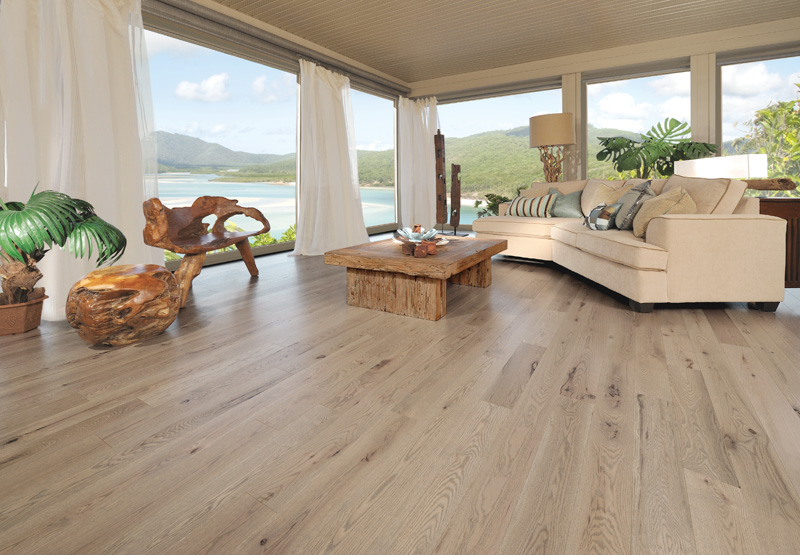
Wenn Fenster an zwei oder mehr Raumseiten vorhanden sind, kann der Lichteinfall – etwa durch Gardinen – besser gesteuert werden als bei nur einer Fensterseite.
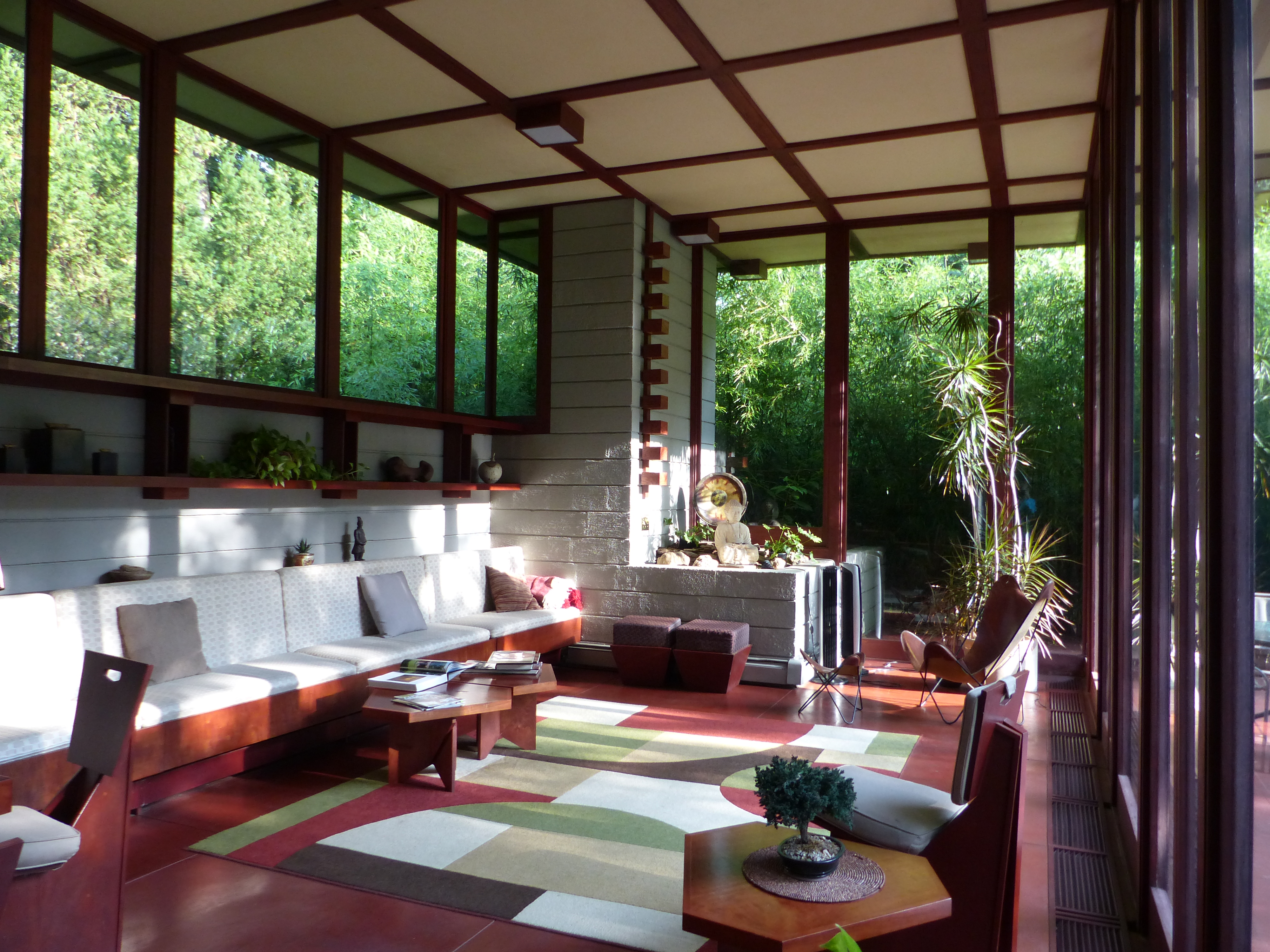
Ein von Frank Lloyd Wright designtes Fensterarrangement (Louis Penfield House): Links Nordfenster für ganztägiges Streulicht…
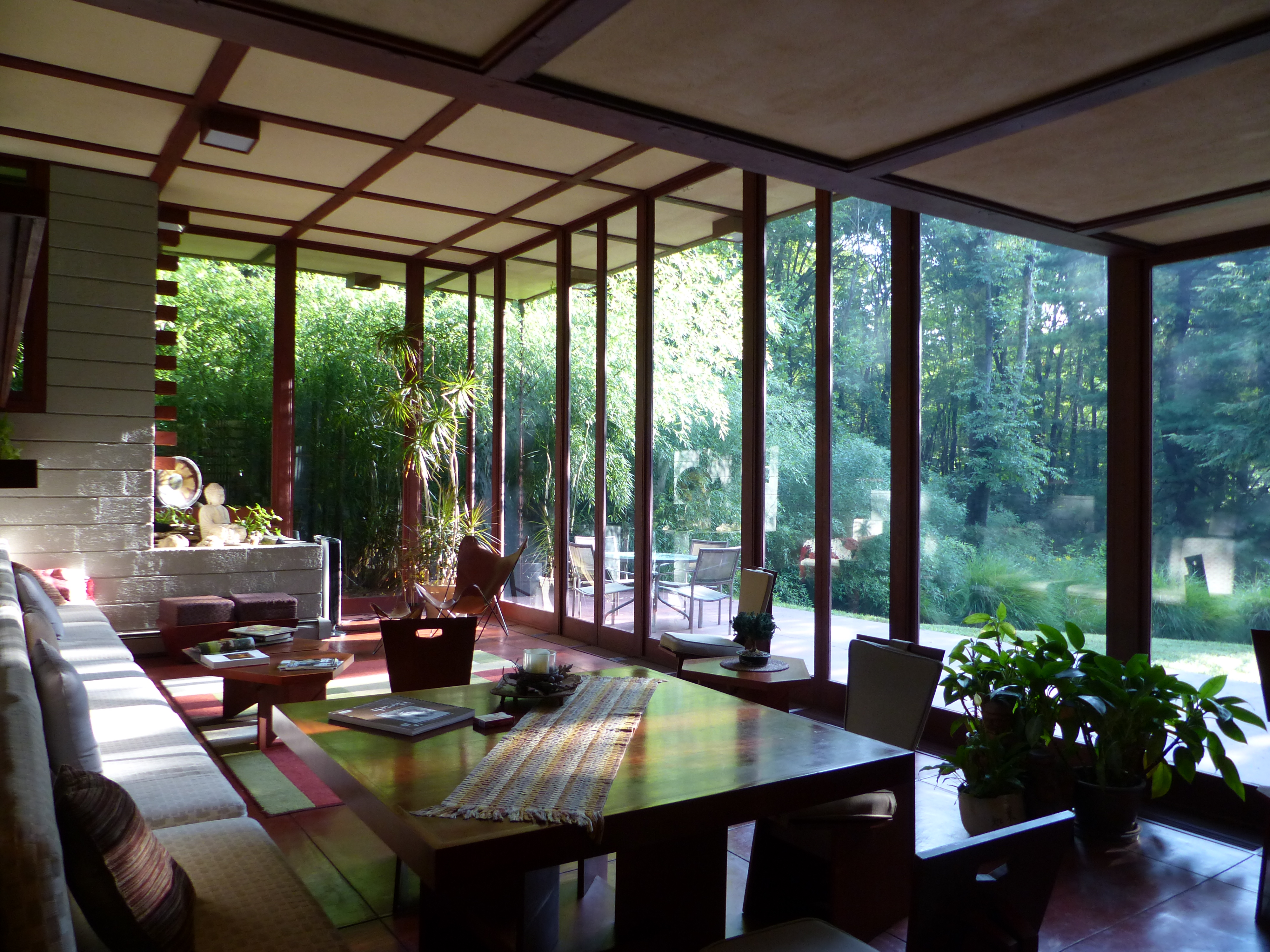
…hinten Ostfenster (gegen morgendliches Blendlicht von außen durch hohe Bambuspflanzen geschützt), rechts Panorama-Südfenster (mit weitem Dachüberstand zum Schutz vor sommerlich hoher Mittagssonne)
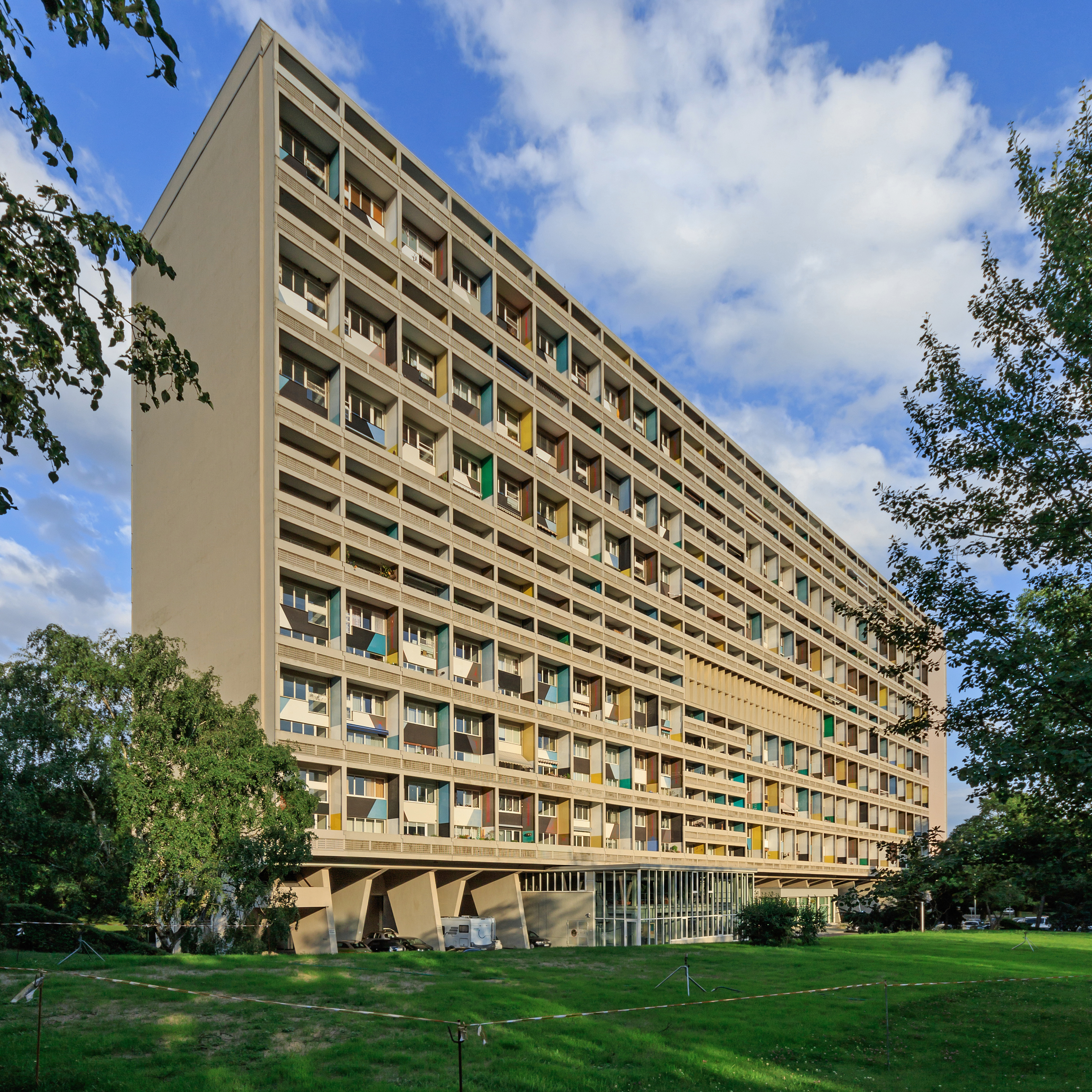
Le Corbusier hat – abweichend vom Üblichen – einige seiner Wohnbauten nord-südlich ausgerichtet, damit alle Wohnungen irgendwann am Tag direktes Sonnenlicht erhalten.

## Typologie

### Fenster-Arten

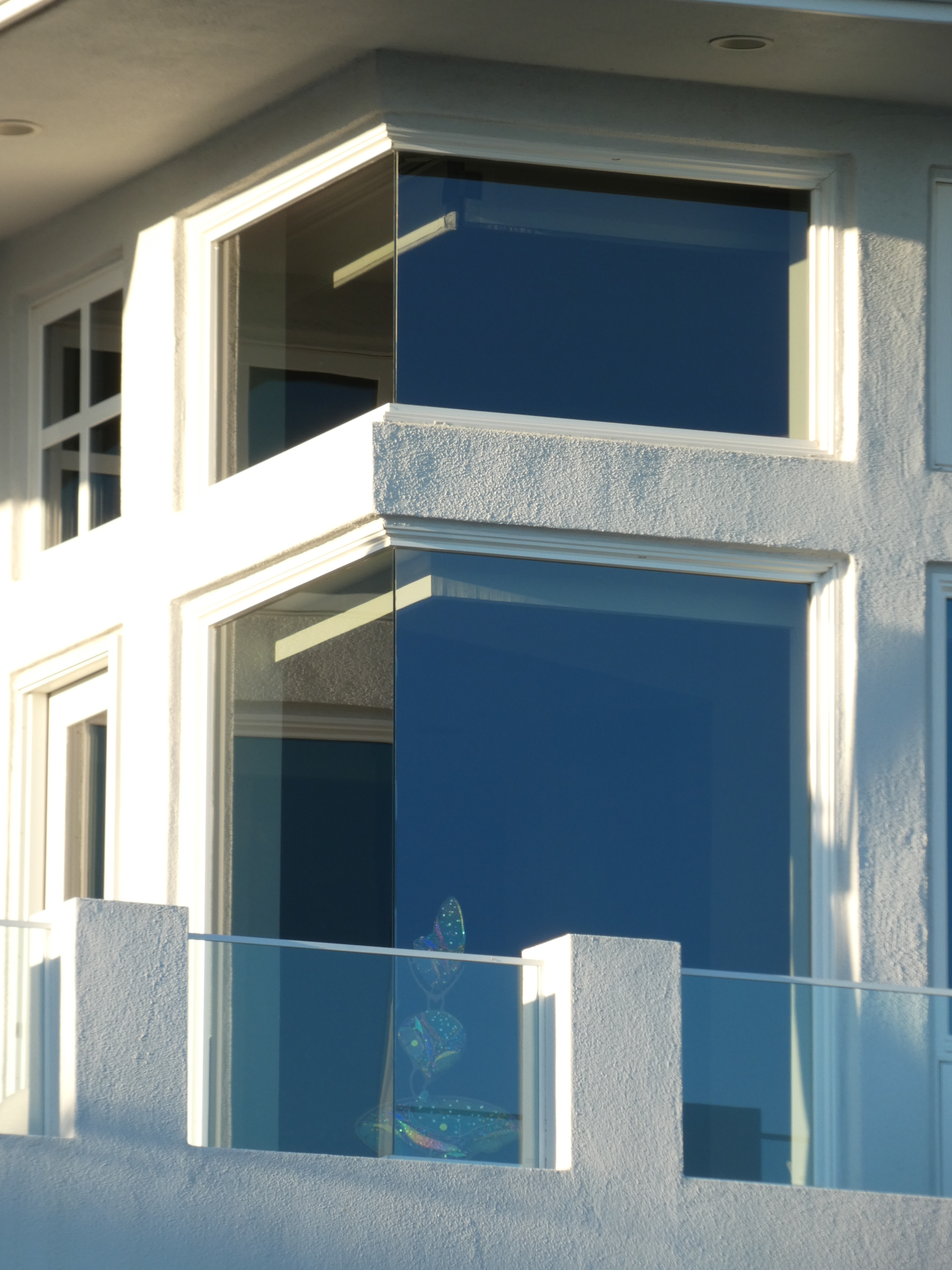
Zwei über Eck geführte Fenster in einem modernen Haus in den USA

Je nach Bauart, Material und Einbauort des Fensters unterscheidet man die folgenden Fenster:
Nach Material
- Alufenster
- Holzfenster
- Holz-Aluminiumfenster
- Kunststofffenster
- Kunststofffenster mit Aluminium-Vorsatzschale
- Stahlfenster

Nach Einbauort
- Kellerfenster (unterhalb des Erdgeschosses)
- Außenfenster
- Eckfenster, Erkerfenster mit gekrümmten oder rahmenlos über Eck aneinander stoßenden Scheiben
- Fassadenanschlussfenster
- Dachfenster bzw. Dachflächenfenster oder Lichtkuppel
- Französisches Fenster, kann als Fenstertür bzw. Balkontür ohne Balkon beschrieben werden, da es wie eine Tür mit einem unmittelbar vor der Öffnung befestigten Geländer konstruiert ist (auch als Französischer Balkon bezeichnet)
- Einsatzelement in Pfosten/Riegelfassaden
- Innenfenster zum Treppenhaus, zum innenliegenden Bad oder sonstigen Räumen

Nach Eigenschaften
- Schallschutzfenster
- Passivhausfenster
- Wärmeschutzfenster
- Sonnenschutzfenster
- Sicherheitsfenster

Nach Aufteilung
Je nach Größe der Maueröffnung (Fensterlichte) besteht das Fenster aus mehreren einzelnen Elementen
- einflügliges Fenster
- Flügelfenster: Es gibt mindestens zwei bewegliche Elemente; meist zwei nebeneinander angeordnete Drehflügel.
- Oberlichter: oberer Teil eines horizontal geteilten Fensters, oft als Kippflügel oder fest verglast; meist kleiner als das Hauptfenster.
- Unterlichter: unterer Teil eines horizontal geteilten Fensters; oft fest verglast und weniger hoch als das Hauptfenster.
- Seitenlichter: besonders neben einer Haustür.
- mehrflügelige Fenster, Fensteranlage oder Fensterelement; horizontal oder vertikal angeordnet auch Fensterband

### Teile des Fensters
Der äußere Rahmen, in welchen die zu öffnenden Flügel oder eine Festverglasung eingefügt werden, wird heute meist als Blendrahmen bezeichnet.
Der umlaufende Rahmen eines beweglichen Fensterflügels wird entsprechend Flügelrahmen genannt.
Flügel und Rahmen werden über Fensterbeschläge miteinander verbunden.
Bei Holzfenstern setzen sich die Rahmen aus Rahmenhölzern zusammen, die in der Rohform Kanteln genannt werden. Vor dem Zusammenfügen zum Rahmen werden die Kanteln meistens durch das Fräsen von Falzen bzw. Fasen, Nuten und Verzierungen profiliert und daher auch als Profile bezeichnet. Metall- und Kunststofffenster werden heute in der Regel aus Hohlkammerprofilen zusammengesetzt.
Das Oberlicht wird von den Hauptflügeln durch einen horizontalen Riegel getrennt, der auch als Kämpfer bezeichnet wird. Zwei nebeneinander platzierte Flügel werden durch einen senkrechten Pfosten separiert, der auch Setzholz genannt wird. Wenn auf diesen Pfosten verzichtet wird, schlägt der Hauptflügel stattdessen am Stulpflügel an, auf den häufig eine sogenannte Schlagleiste aufgesetzt wird, die als zusätzlicher Anschlag dient.
Die Profilleisten zur früher üblichen Unterteilung der Fensterflügel werden als Sprossen bezeichnet. Auch eine im Blendrahmen eingesetzte Festverglasung kann durch Sprossen unterteilt sein.

### Zubehör
- Fensterbänder, Fensterbeschläge, Oliven
- Fensterbrett innen und/oder außen (außen auch Sims genannt)
- feste oder bewegliche Sonnenschutz- und Verschattungsanlagen
- Fensterläden sind wichtige Gestaltungselemente der Gebäudefassade; sie bieten auch Wetter-, Sicht-, Sonnen- und Einbruchsschutz
- Jalousien, innen- und außenliegend
- Verdunkelungsanlagen, Vorhänge
- Sonnenschutzfolien
- Fliegengitter
- Lichtröhre
- Lüftungselemente (die z. B. in gebohrte oder gefräste Lüftungsöffnungen eingesetzt werden)
- Light shelf (ein an der Fensterinnenseite angebrachtes horizontales Bauelement, das das Sonnenlicht tief in den Raum reflektiert)[17]

### Steinrahmenfenster

#### Unterteilung nach Verwendung oder Form
Bei gemauerten Wänden entsteht das Problem, einen geeigneten oberen Abschluss der Maueröffnung (Fensterleibung) herzustellen, der die statischen Druckkräfte in der Wand um das Fenster herumleitet. Die für den horizontalen oberen Abschluss (Fenstersturz) verwendeten Materialien müssen zudem der entstehenden Zugspannung standhalten können.
Man setzte Holzbalken oder Fensterstürze aus Naturstein ein, wobei im darüberliegenden Mauerwerk ein Entlastungsbogen gemauert werden musste, der den Fenstersturz entlastet. Fenster aus Werkstein mit freien Weiten über einen Meter wurden selten gebaut, bevor Materialien wie Stahl oder Stahlbeton zur Verfügung standen.

#### Thermenfenster
Das Motiv eines halbrunden dreigeteilten (trichotomischen) Fensters geht auf die römische Architektur zurück, in der das Fenster wegen seiner Größe vor allem zur Belichtung der Thermenanlagen Verwendung fand, daher die Bezeichnung als Thermenfenster oder auch Diokletiansfenster. In der Renaissance-Architektur erscheint das Motiv bereits in der 1540 fertiggestellten Capella Paolina des Vatikans (Architekt: Antonio da Sangallo d. J.) sowie zuvor – als Wandmotiv ohne Fensterfunktion – in der 1531 fertiggestellten Sigismund-Kapelle des Krakauer Wawels. Später wurde das Motiv u. a. von Palladio übernommen, nachdem er den Fenstertyp bei seinen Aufrissstudien der Thermen in Rom gesehen hatte. Er verwendete es gleichermaßen für Profanbauten, wie beispielsweise die Villa Pisani (1560), und seine venezianischen Kirchen. Beim Umbau der Diokletiansthermen in die Kirche S. Maria degli Angeli e dei Martiri wurde der Fenstertyp für den Barock adaptiert. Später fand er besonders im Klassizismus, im folgenden Historismus und Jugendstil Verwendung.

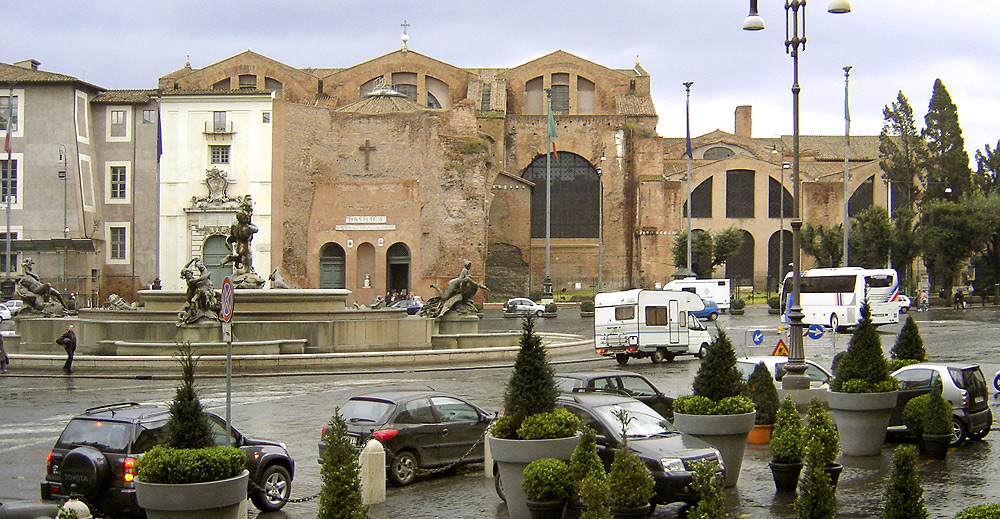
Thermenfenster in den Diokletiansthermen (Santa Maria degli Angeli e dei Martiri) in Rom, um 300 n. Chr.
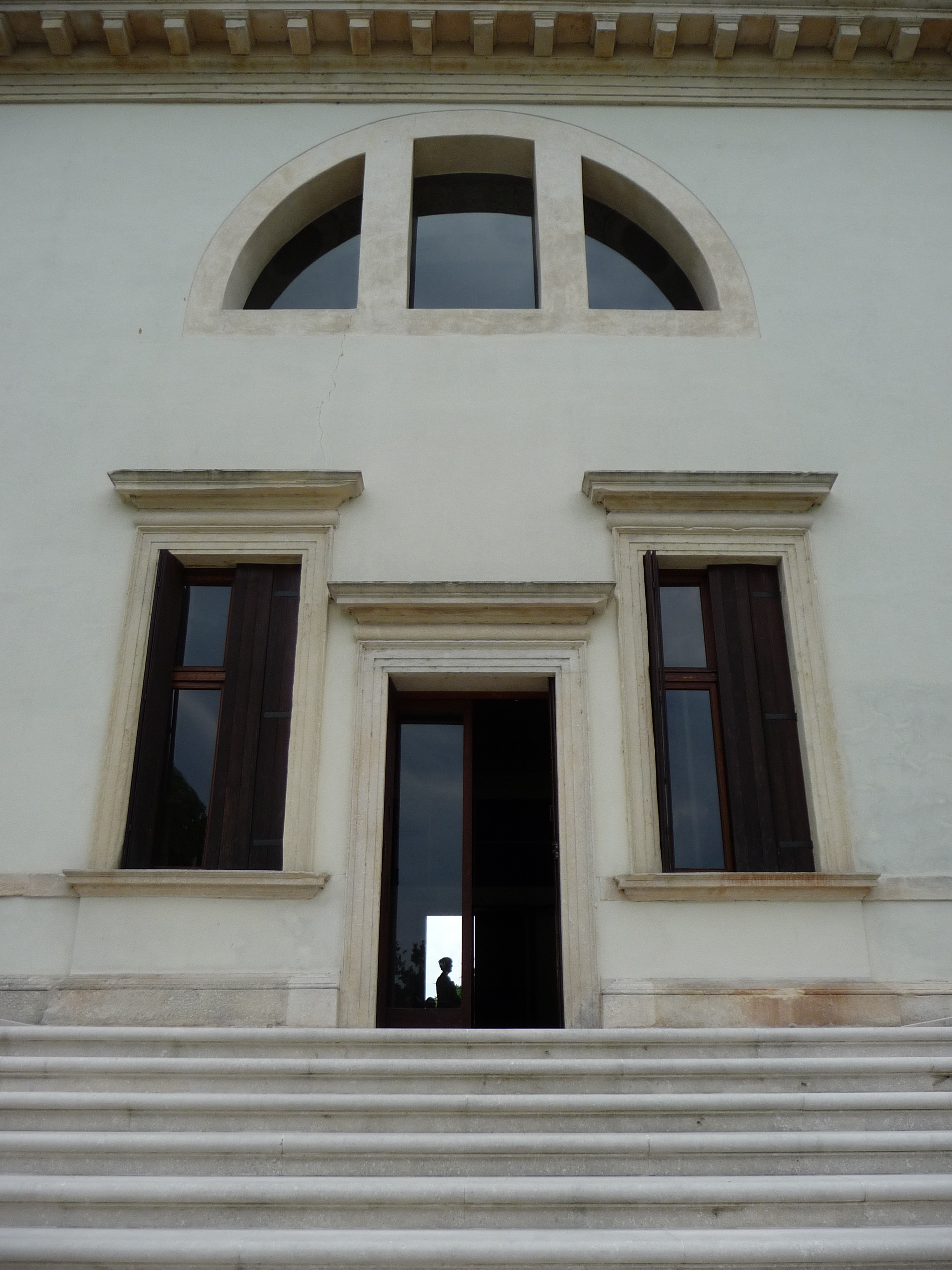
Palladio: Thermenfenster in der Villa Pisani, 1560
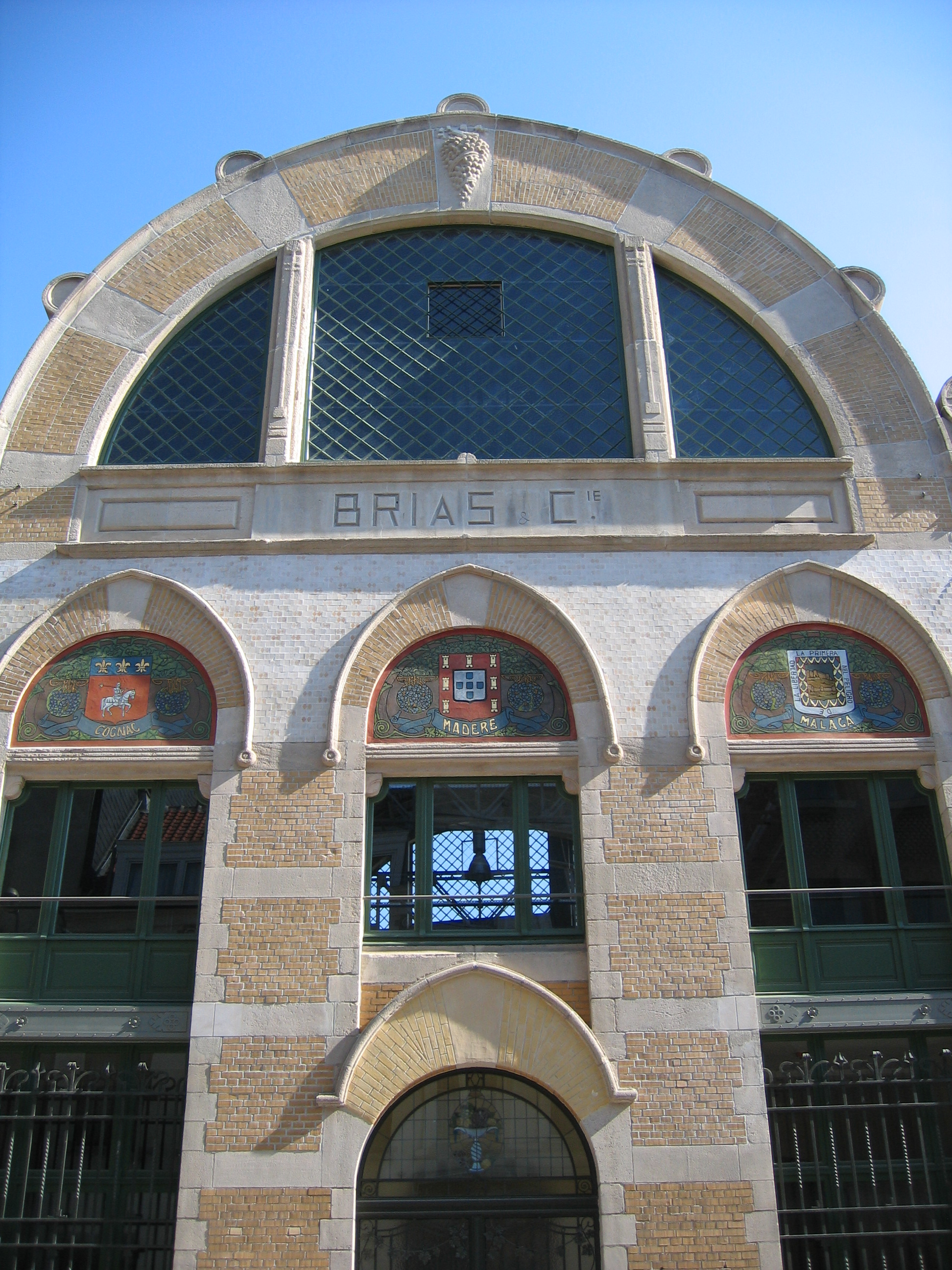
Palais du vin, Brüssel, 1909

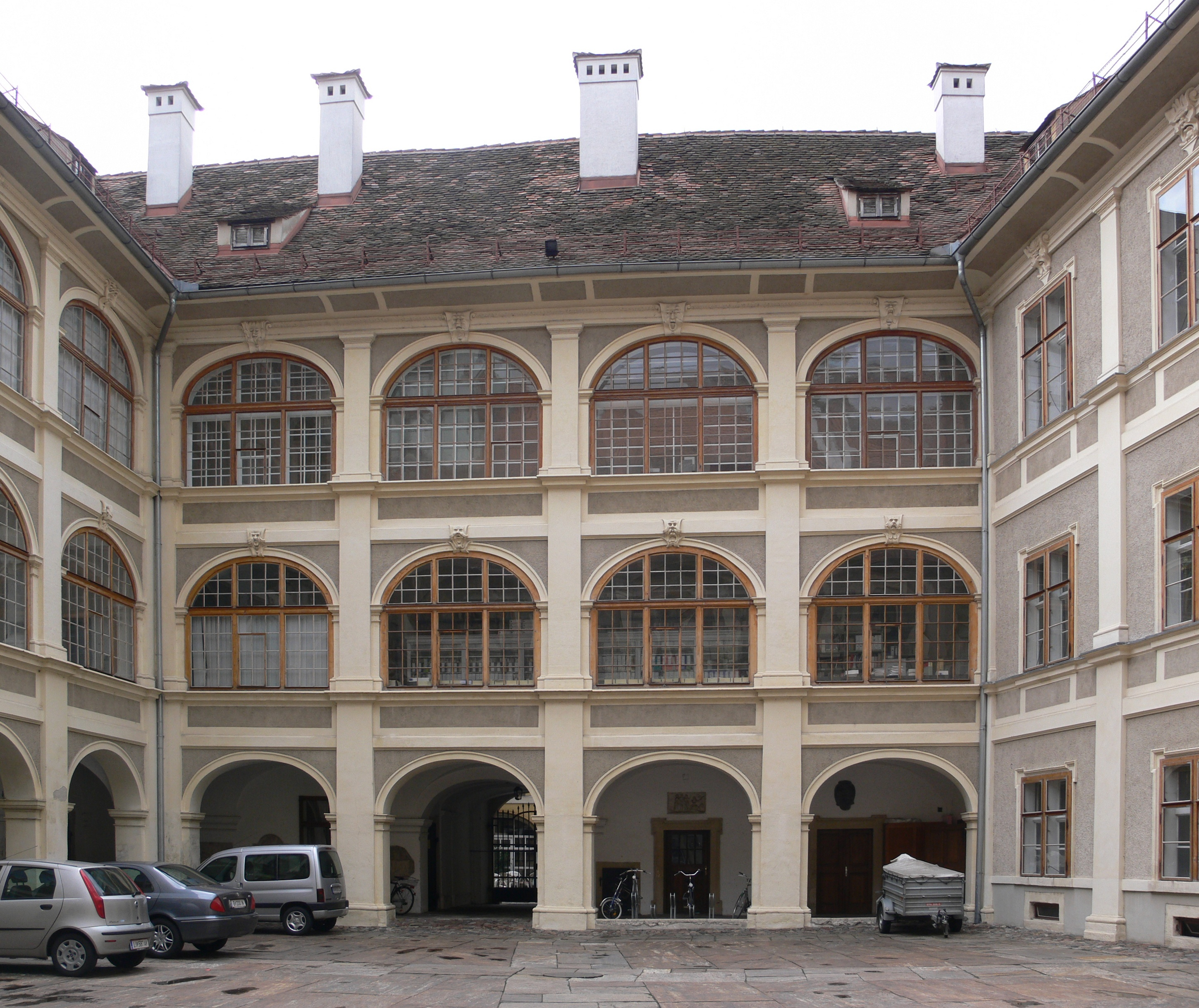
Aus großen Bogenfenstern gebildete Barock-Fassade des Alten Joanneums in Graz.

#### Bogenfenster
Für die größeren Wandöffnungen waren bei traditioneller Mauertechnik echte Bögen notwendig, um die Last der darüber liegenden Wand zu tragen. Aus der konstruktiven Form der Wandöffnung ergab sich dann auch die Gestaltung der Fensterrahmen und Glasflächen als Bogenfenster.
Das Bogenfenster entwickelte sich beginnend vom Rundbogen der Romanik über den Spitzbogen der Gotik zu zahlreichen weiteren Arten wie Ellipsenbogen, Korbbogen und Segmentbogen.
Im Barock, Rokoko und dem Jugendstil wurden verschiedenste Fensterformen entwickelt.
Breitere Fenster wurden aus mehreren aneinandergereihten Bogenfenstern gebaut, die durch Säulen oder Pfeiler getrennt sind, welche die Last tragen. Derartige Fenster sind z. B. die gekuppelten Bogenfenster der Romanik.

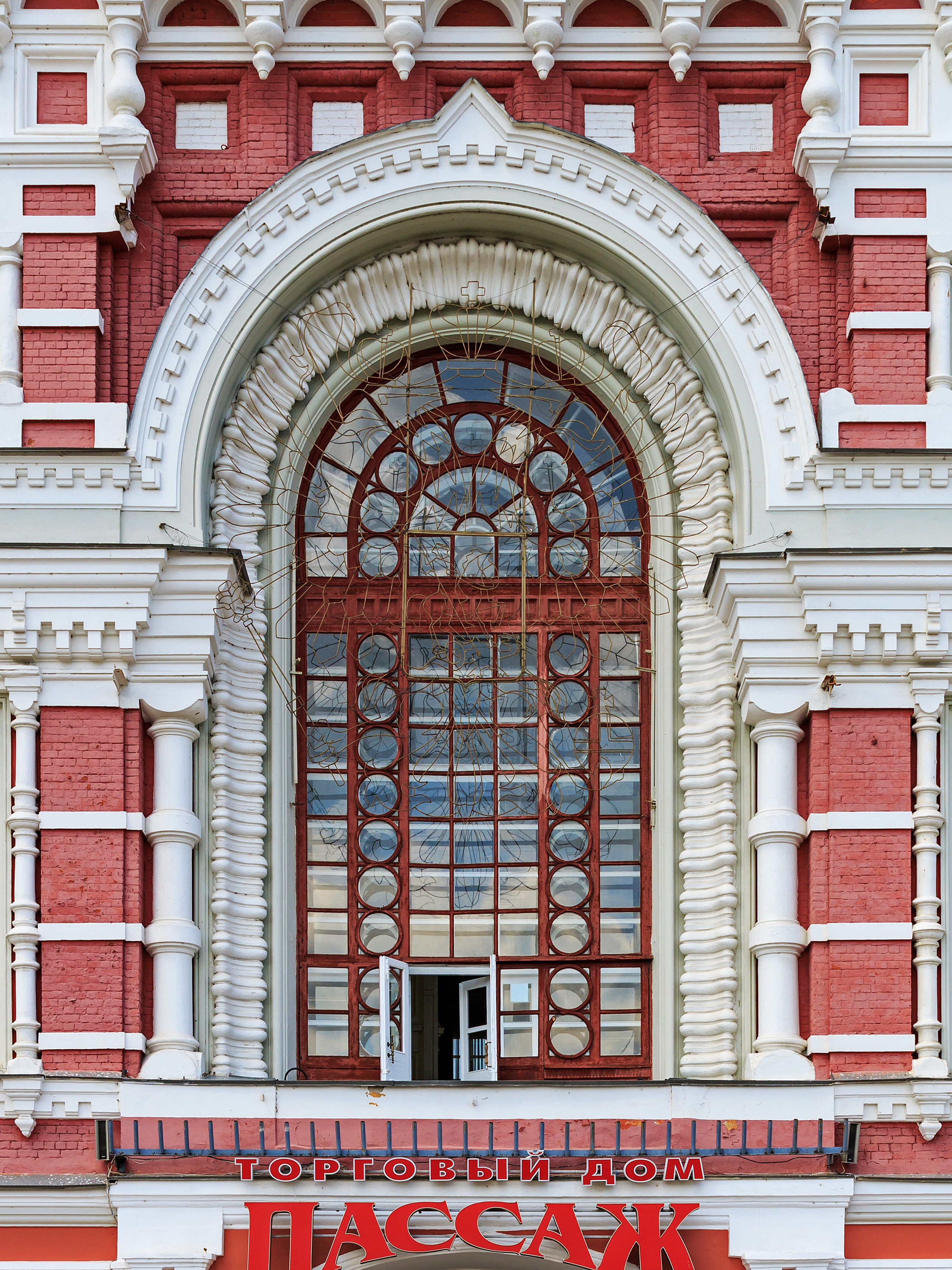
Bogenfenster, 19. Jahrhundert, Nischni Nowgorod / Russland
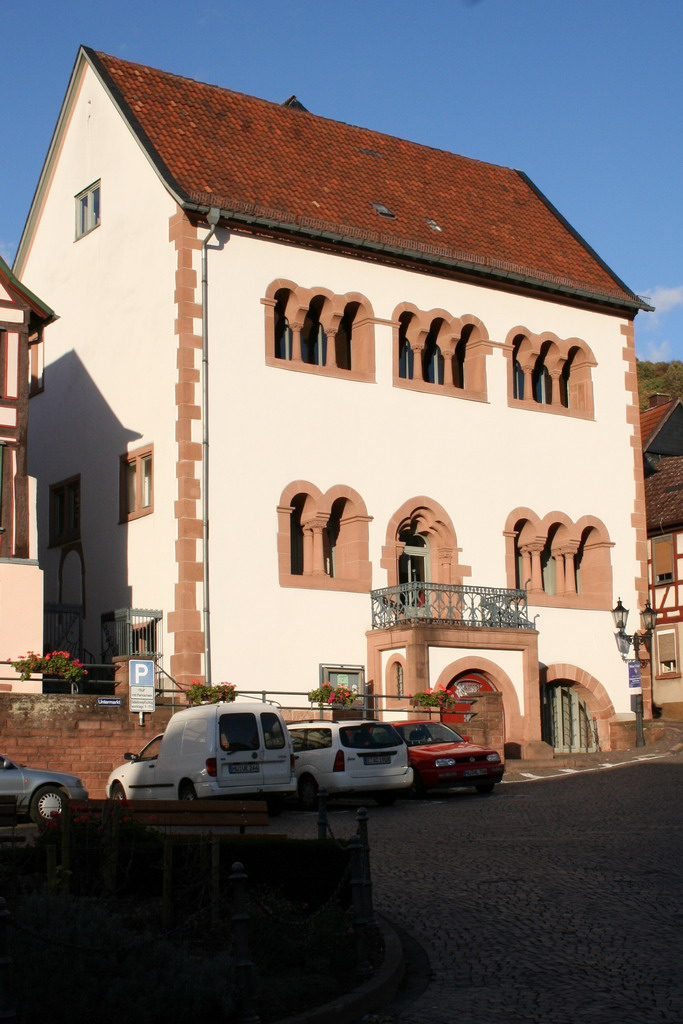
Vier Triforien und ein Biforium, romanisches Haus in Gelnhausen
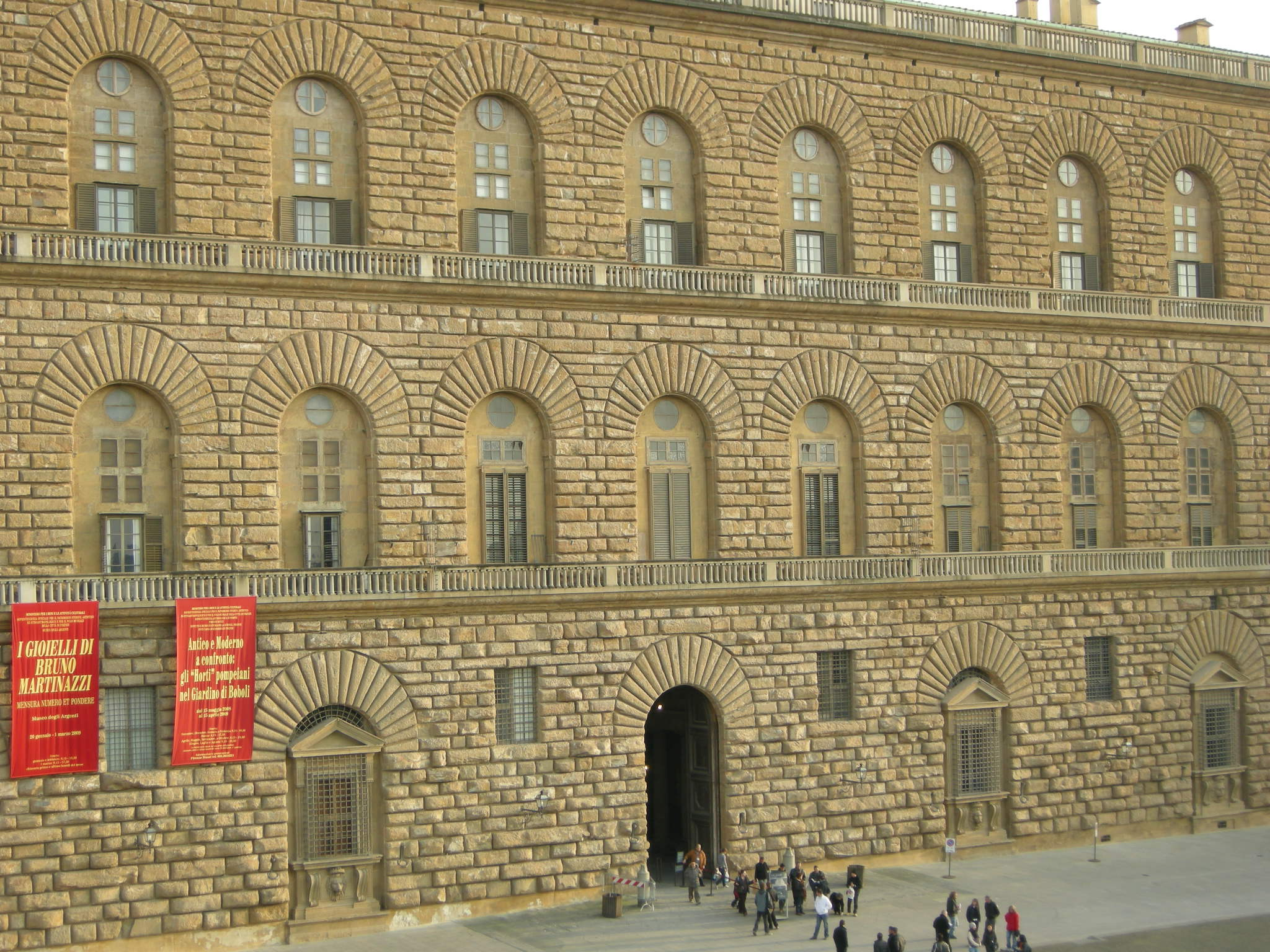
Bogen-, Arkadenfenster im Palazzo Pitti, Florenz, Mitte 15. Jahrhundert

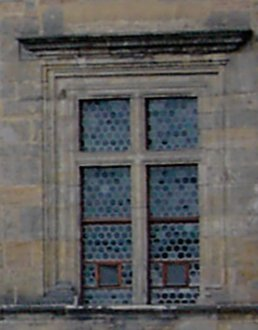
Steinkreuzfenster mit Butzenscheiben und kleinen Lüftungsflügeln

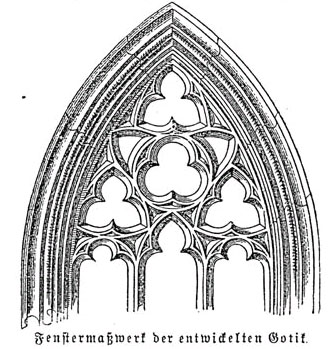
Maßwerkfenster der Gotik

#### Kreuzstockfenster
Das Kreuzstockfenster, selten auch Steinkreuzfenster, ist die erste Weiterentwicklung, die Fensteröffnung in der Höhe zu erweitern und den Lichtdurchlass zu erhöhen. In den so entstehenden unterteilten Rahmen wurden jeweils angepasste Einzelfenster eingesetzt. Somit wurde es auch möglich Belichtung- und Belüftungsfunktionen auf verschiedene Einzelfenster aufzuteilen. Entsprechend konnten unterschiedliche Verschlussmethoden genutzt werden (Fensterflügel unten, Festverglasung oben; häufig auch: massiver Holzladen unten, mit dünnem gegerbten Leder bespannter feststehender Holzrahmen oben). Fehlt der mittlere Pfosten wird das teilende Kämpferholz namensgebend (Querstockfenster).

#### Maßwerkfenster
Die Gotik gestaltete die Fenster bei Kirchenbauten mit zusätzlichem filigranem Mauerwerk, dem Maßwerk, das in die Fensteröffnung eingebaut war und auch Aufgaben eines steinernen bzw. schmiedeeisernen Fensterrahmens übernahm. Maßwerkfenster waren in der ursprünglichen Ausführung als bunte Bleiglasfenster konzipiert und wesentlicher Bestandteil der gotischen Raumkonzeption in Sakralbauten. In der Renaissance wurde das Fenster, bei entsprechender Größe, durch einen vertikalen Stab aus Stein gestützt, teilweise durch einen weiteren horizontalen Stab, was dann das sogenannte Steinkreuzfenster ergab. Ähnliche Formen entwickelten sich im arabisch-indischen Raum, in dem die Fenster durch kompliziertes Filigran blickdicht aber lichtdurchlässig verschlossen sind.

#### Steinernes Schiebefenster

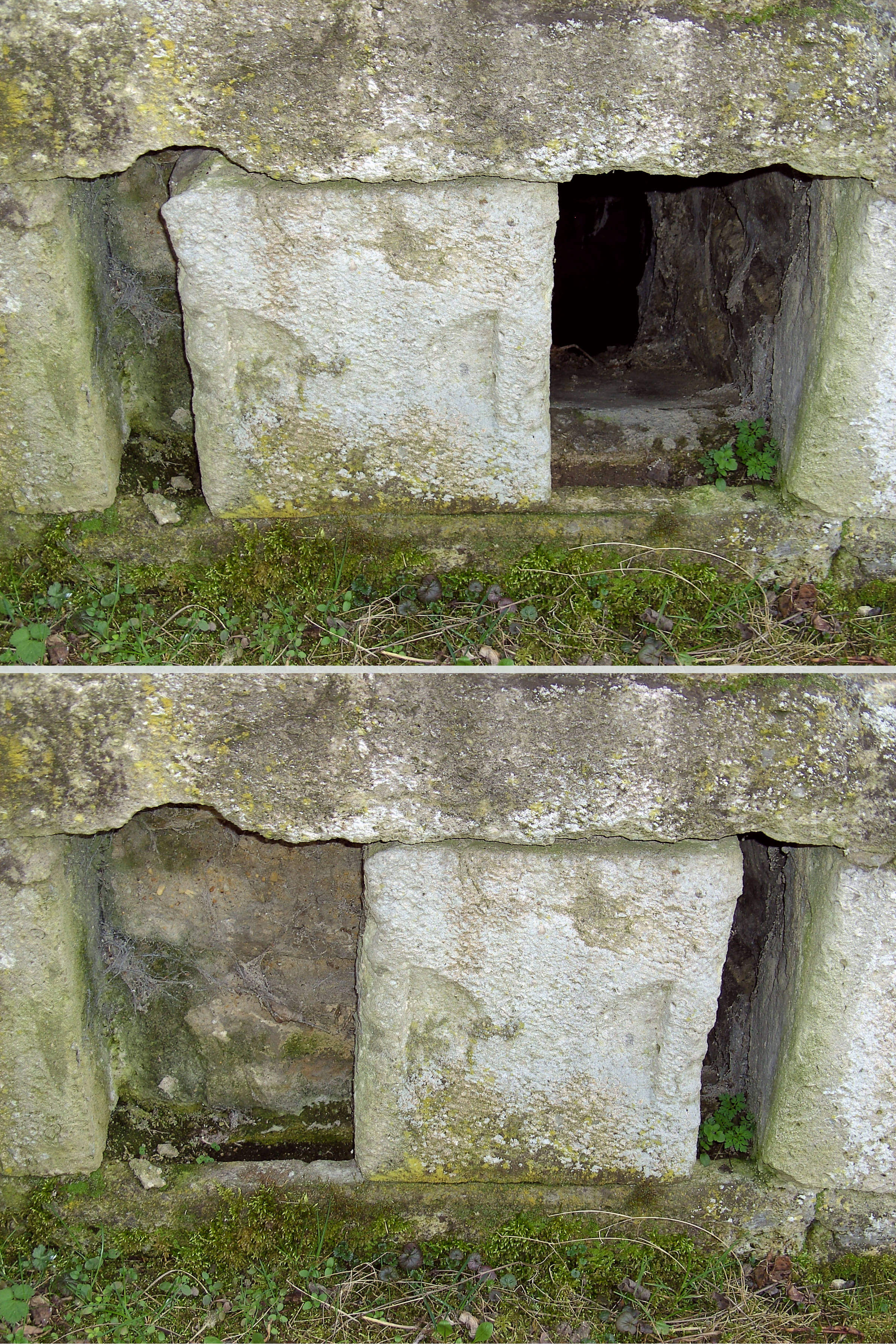
Steinernes Schiebefenster zur Steuerung der Temperatur im Gemüse-Vorratskeller, etwa 18./19. Jahrhundert

Steinerne Schiebefenster wurden vor allem in ländlichen Gegenden für die Gewölbekellerbelüftung eingesetzt. Bei zu großer Kälte sowie im Sommer wurde es einfach zugeschoben. Ein Lichteinfall war nicht notwendig.

### Zargen- oder Rahmen- und Flügelfenster
Eine weitere wichtige Entwicklung des Fensterbaus war die Fensterzarge (auch Fensterstock oder Fensterrahmen genannt), die zur Entwicklung des Zargenfensters geführt hat. Das Zargenfenster besitzt einen vom Fensterflügel getrennten Fensterrahmen, wodurch ein sauberer winddichter Anschlag mit Überfalzung in der Zarge möglich wird. Bis etwa 1700 schlugen die Fensterflügel ohne Überschlag stumpf oder mit einfachem Falz in die Zarge ein, sodass Flügel und Rahmen oberflächenbündig in einer Ebene liegen.
Zargenfenster wurden am Blindstock befestigt, der aus Holzbalken oder Stein besteht. Sie haben im Laufe der Neuzeit das Steinrahmenfenster vollständig verdrängt, indem auch in Steinrahmen eine Holzzarge eingesetzt wurde. Bei Ställen und Industriebauten werden auch Rahmen und Zargen aus Stahlprofilen, Schmiedeeisen oder Gusseisen verwendet.
Eine spezielle Form der Zarge ist der Blendrahmen, der so bezeichnet wird, weil er dem eigentlichen tragenden Blindstock vorgeblendet ist. Beim heutigen maßhaltigen Mauerwerk wird kein Blindstock zur Herstellung der Maueröffnung mehr benötigt. Der Blendrahmen wird bei modernen Fenstern verstärkt ausgeführt, so dass auch hier auf die aussteifende Wirkung des Blindstocks verzichtet werden kann.
Indem der Rahmen des Fensters in der Tischlerwerkstatt passend zum Flügel angefertigt wird, können filigranere und ausgereiftere Beschläge als die zuvor üblichen Angeln montiert werden. Neben dem dichtschließenden Drehfenster werden das Kippfenster und Varianten wie das Flügelfenster und Schubfenster entwickelt.
Neben dem einflügeligen Fenster werden auch mehrflügelige Fenster mit oder ohne Zwischenpfosten gefertigt. Beim zweiflügeligen Fenster ohne Zwischenpfosten schlägt der Hauptflügel, der Stulpflügel, direkt im Standflügel an. Bei dreiflügeligen Konstruktionen kann der mittlere Flügel feststehend, als Stulpflügel oder als einzelner Flügel ausgebildet sein.

### Historische Fenster

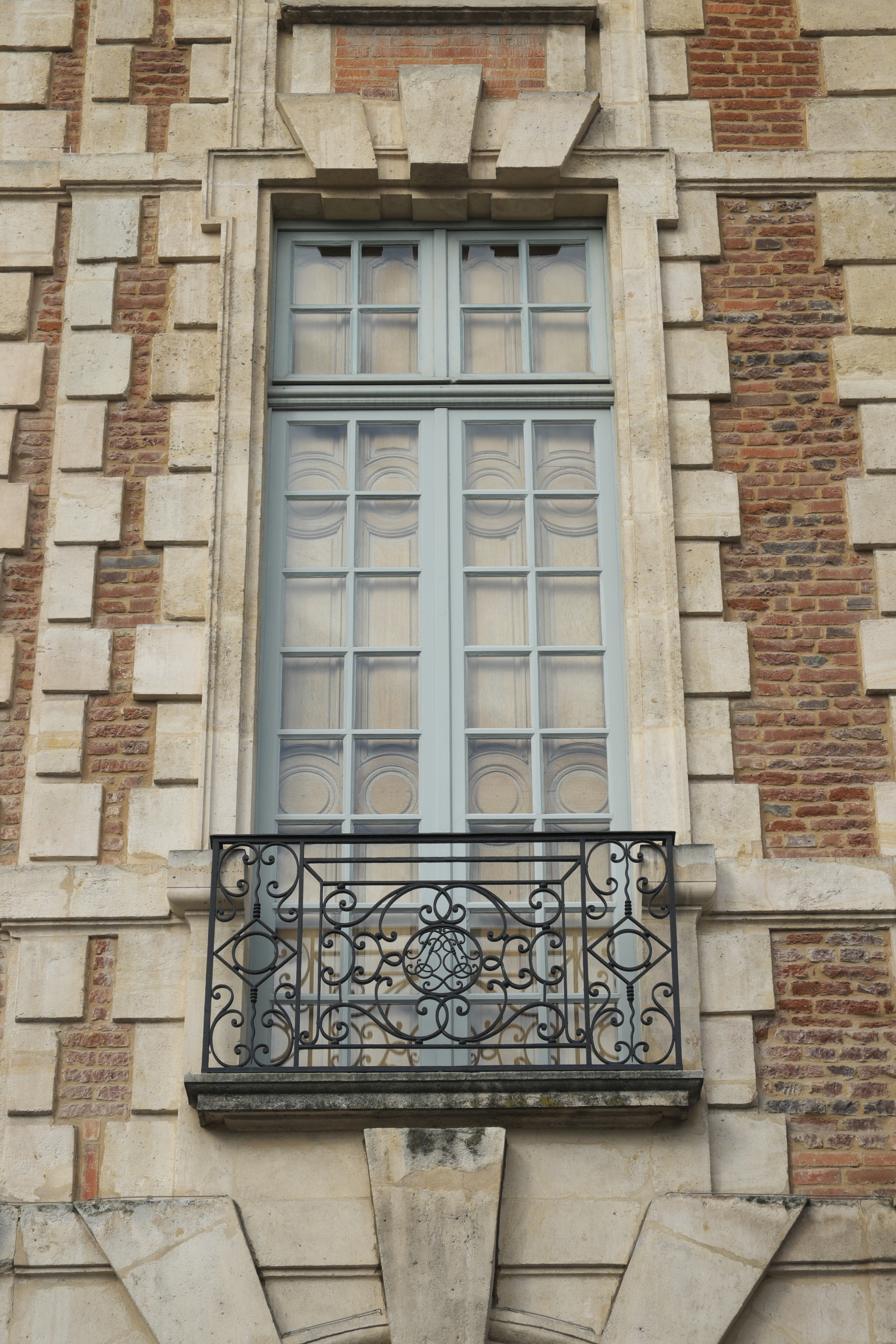
Sprossenfenster, Beletage (17. Jahrhundert) am Place des Vosges in Paris, Frankreich.

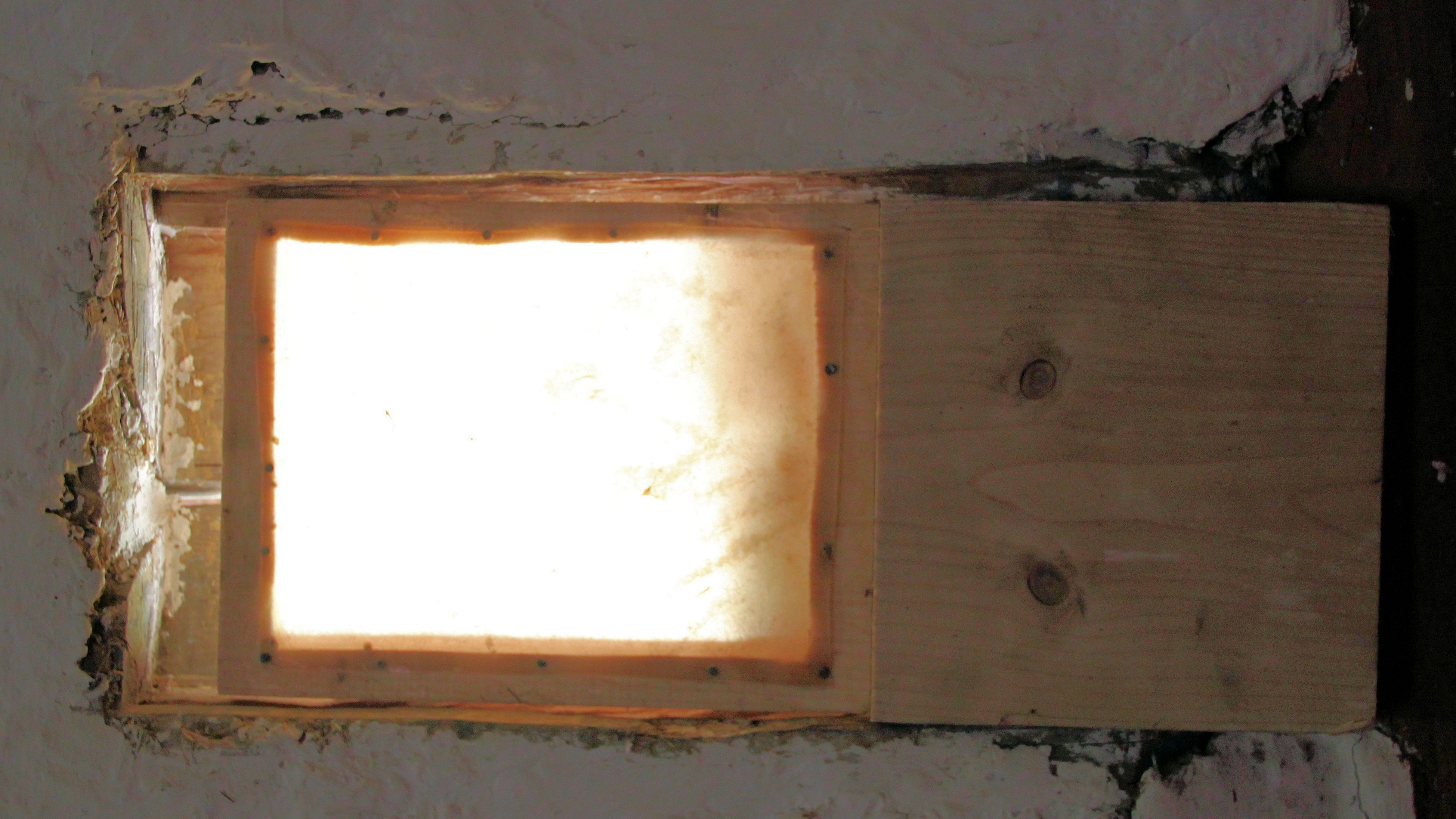
Rekonstruktion eines frühmittelalterlichen Schiebefensters mit Rohhaut-Füllung (Bajuwarenhof Kirchheim, 2012)

#### Sprossenfenster
Die einzelnen Glasstücke (Scheiben) sind beim Sprossenfenster kleiner als die Fläche des Fensterflügels. Zwischen den einzelnen Scheiben befinden sich zur Verbindung schmale Stäbe aus Holz oder Metall, die Sprossen. Da es im 19. Jahrhundert noch schwierig war, großflächige Glasscheiben zu fertigen, wurden Verglasungen meist durch Sprossen unterteilt. Waagerechte Sprossen werden auch als Riegel bezeichnet, die senkrechten als Setzholz bzw. bei größeren Querschnitten auch als Pfosten.
Die Gliederung der Fensterflächen entwickelte sich zu einem Gestaltungselement, das besonders im Jugendstil zum Teil sehr aufwändig wurde.

#### Bleiglasfenster
Das Bleiglasfenster ist aus vielen einzelnen Glasstücken zusammengesetzt. Diese werden von H-förmigen Bleiprofilen zusammengehalten, die miteinander verlötet sind. Bleiprofil kann leicht gebogen werden, sodass nahezu beliebige Glasflächen möglich sind.
Auch die einzelnen Stücke der Glas-Mosaiken werden mit dieser Technik verbunden.
Butzenscheiben sind kleine, rund gedrehte Glasscheiben, die mit Bleistegen und kleinen Füllstücken zusammengesetzt werden, eine spezielle Form der Bleiverglasung.

### Einfachfenster
Das Einfachfenster ist die älteste Ausführung. Die Flügel sind außen oder innen angebracht, manchmal mit einem Fensterladen oder einem Jalousieladen mit der ausspreizbaren Sprossung kombiniert.
Das Einfachfenster war bis 1820 die Regel und das Doppelfenster nur in Ausnahmefällen anzutreffen.
Seit den 1950er-Jahren wurden doppeltverglaste, dann thermoverglaste Einfachfenstertypen entwickelt, sodass das Einfachfenster zurzeit in Europa wieder der am häufigsten verbaute Fenstertyp ist.
- Einfachfenster mit Einscheibenverglasung sind bei beheizten Neubauten in Deutschland nicht mehr zugelassen.[21]
- Einfachfenster mit Mehrscheiben-Isolierverglasung (Isolierglasfenster): verbreitetes Standardfenster

### Doppelfenster

#### Möglichkeiten der Verbindung
Die dritte wichtige Komponente zum modernen Fenster ist die Idee, an einer Zarge mehrere Fenster hintereinander anzuschlagen oder mehrere Glasscheiben in einen Fensterflügel zu montieren, um mit dem entstehenden Zwischenraum zusätzliche Wärmedämmung zu erreichen.
Ein Doppelfenster kann höhere Anforderungen an Wärmedämmung, Winddichtheit und Schallschutz erfüllen.

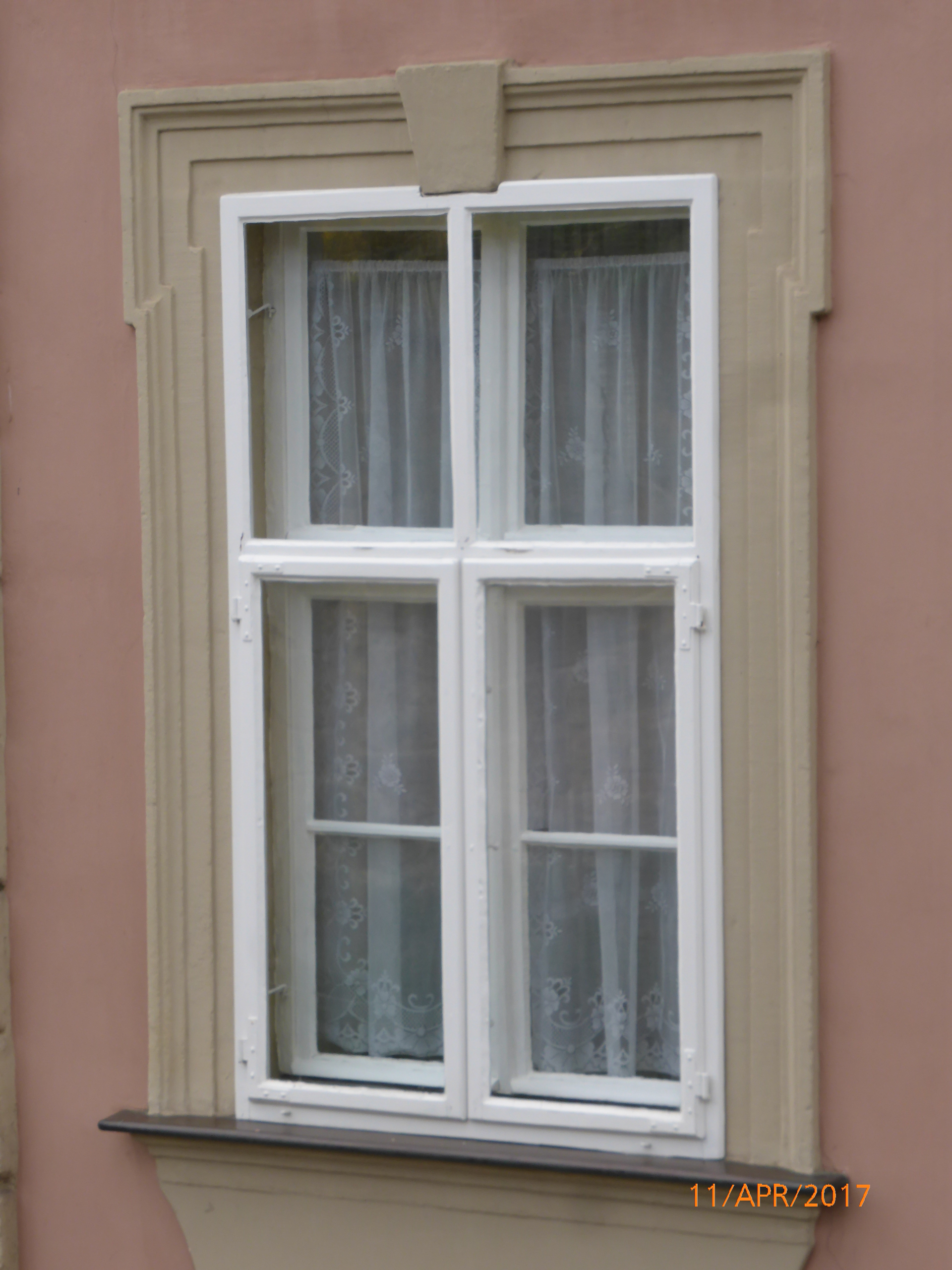
Winterfenster an einem Barockfenster in Bamberg, Michaelsberg (2017)

#### Vorfenster oder Winterfenster
Das Vorfenster oder Winterfenster ist als zusätzliche zweite Fensterkonstruktion die früheste Form des Doppelfensters. Es wird bei Bedarf in der kalten Jahreszeit von außen vor das eigentliche Fenster eingesetzt. Das Vor- oder Winterfenster schafft ähnlich wie ein dichtschließender Fensterladen einen wärmedämmenden Luftraum. Der Zusatzrahmen kann mit wenigen Schrauben oder Haken befestigt werden. Dabei wurde das Vorfenster früher in den Ladenfalz eingesetzt, so dass eine gleichzeitige Nutzung von Vorfenstern und Fensterläden nicht möglich war.
Historische Winterfenster gibt es heute nur noch selten. Sie wurden früher teilweise auch aus ästhetischen Gründen kritisiert: „Durch diese Vorfenster, deren praktischen Nutzen wohl niemand bezweifelt, wird das Äußere des Hauses in keiner Weise verschönert.“ Grund für diese Aussage war wohl auch die einfach gewählte Konstruktion und die reduzierte kunsthandwerkliche Bearbeitung dieser rein dem Nutzen dienenden Zusatzkonstruktion.
Vorfenster sind seit der Zeit um 1600 archivarisch überliefert. Der älteste erhaltene Baubefund von Doppelfenstern aus dem Jahre 1695 ist noch heute am Oberen Schloss in Öpfingen bei Ulm zu finden, wo das einfache Fenster durch ein vorgesetztes Winterfenster zum Doppelfenster erweitert wurde. Die Fensteröffnung wird mit zwei hintereinander angeordneten Einscheibenfenstern geschlossen.
In der gegenwärtigen Baudenkmalpflege wird zur energetischen Funktionswertverbesserung historischer Fenster als Variante des zusätzlichen Vorfensters der Einbau einer zusätzlichen Fensterebene auf der Innenseite empfohlen.
Neue auf der Außenseite liegende Vorfenster finden dagegen nur dann Verwendung, wenn wertvolle bauzeitliche Fenster vor der Witterung geschützt werden sollen. Hierbei muss der Denkmalwert der Fenster – beispielsweise bei Glasmalereien – als sehr hoch eingeschätzt werden, da diese die Fassade deutlich prägen.

#### Kastenfenster

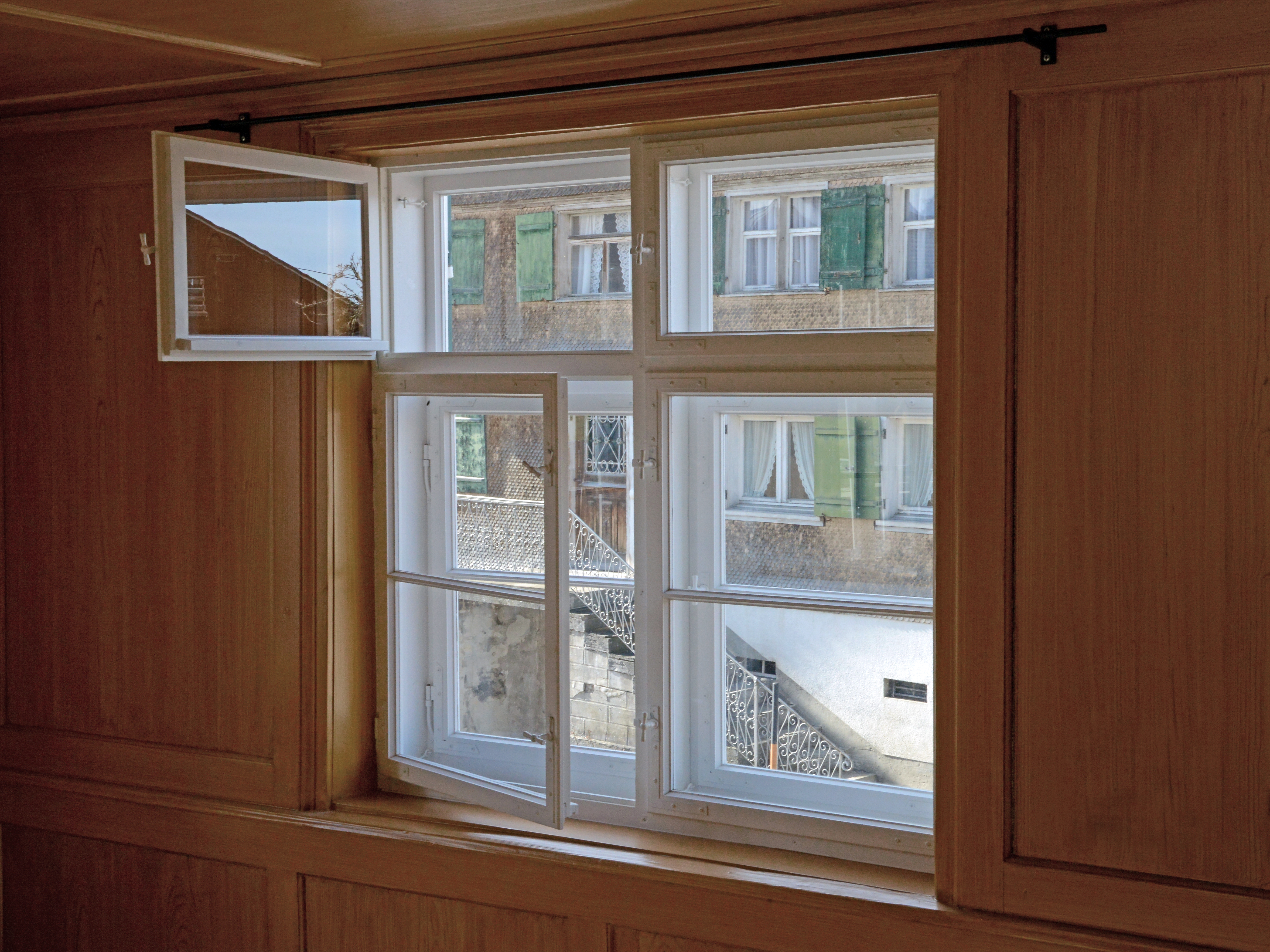
Kastenfenster

Die beiden separaten, starren Rahmen des Doppelfensters sind hier konstruktiv zusammengefasst. Es ergibt sich ein geschlossener, kastenförmiger Hohlraum zwischen den beiden Glasflächen und dem Rahmen.
- Hamburger bzw. Grazer Fenster (auch Grazer Stockfenster): Äußere Flügel schlagen nach außen, innere Flügel schlagen nach innen auf.[28]
- Altberliner bzw. Wiener Kastenfenster (auch Wiener Stockfenster): Beide Flügel schlagen nach innen auf.

Bei der letzteren Konstruktion muss das äußere Fenster kleiner sein als das innere, sodass es komplett durch dessen lichte Weite passt. Vorteil des Altberliner bzw. Wiener Fensters ist, dass das geöffnete Fenster nie im Wetter steht, und dass die einzelnen Fenster weniger als ihre lichte Breite voneinander entfernt sein können – während bei nach außen zu öffnenden Fensterflügeln diese im Offenstand jeweils an der Außenwand neben die des Nachbarfensters schlagen müssen: sonst müsste man beim Schließen eine entsprechende Reihenfolge einhalten. Vorteil des Hamburger oder Grazer Fensters ist, dass die innere Laibung frei bleibt, wodurch die Fensternische gut benutzbar ist. Oftmals gibt es die Möglichkeit, die äußeren Flügel im Sommerbetrieb durch Fensterläden (in Österreich auch „Balken“ genannt) zu ersetzen.
In der Denkmalpflege wird der Umbau historischer Einfachfenster zu Kastenfenstern empfohlen. Hierdurch können die alten Fenster erhalten bleiben, während gleichzeitig die Wärmedämmung erheblich verbessert wird. Das innere Fenster muss dabei nicht unbedingt mit einer dem historischen Äußeren entsprechenden Teilung versehen sein, was die Kosten für den Umbau reduziert.

#### Zargen-Doppelfenster
Das Zargen-Doppelfenster unterscheidet sich vom Kastenfenster dadurch, dass die Fensterflügel der äußeren und der inneren Fensterebene an einem einzigen Zargenrahmen so angeschlagen sind, dass die äußeren Flügel nach außen und die inneren nach innen aufschlagen.

#### Verbundfenster
Das Verbundfenster ist eine Weiterentwicklung des Doppelfensters und stellt den Übergang zum modernen Einfachfenster mit Isolierverglasung dar. Beide Flügel werden miteinander verbunden und haben einen gemeinsamen Drehpunkt im Fensterrahmen. Dieser Fenstertyp weist ausreichend gute Werte beim Wärmeschutz auf, da die Luftschicht zwischen den Fensterebenen einen Wärmedurchgang (Wärmetransmission) von innen nach außen verringert (gute Fensterdichtung vorausgesetzt). Zum Öffnen des Fensters wird nur noch ein verbundener Flügel geöffnet, zum Putzen kann der Verbundflügel aber geöffnet werden. Verbundfenster wurden bereits in der zweiten Hälfte des 19. Jahrhunderts entwickelt, konnten sich aber erst nach dem Zweiten Weltkrieg durchsetzen. Seit der Marktreife von deutschen Isolierglasscheiben im Jahr 1959 wurden Verbundfenster immer mehr von Isolierglasfenstern verdrängt. Verbundfenster sind nicht zu verwechseln mit Verbundglas.

### Blindfenster
Eine Sonderform des Fensters ist das als Wandnische ausgebildete Blindfenster (auch Blendfenster, Scheinfenster), das keinerlei Licht- und Luftöffnung bietet. Sofern sie nicht Ergebnis späterer Umbauten sind, wurden Blindfenster oft zur ästhetisch gewünschten regelmäßigen Fassadengestaltung angebracht, weil Innenaufteilung oder Nutzung des Gebäudes an dieser Stelle keine echten Fensteröffnungen zuließen. Blindfenster wurden zudem aus statischen Gründen gebaut, um einen besseren Lastverteilungswinkel um bestehende Fensteröffnungen herum zu ermöglichen. Das Vorhandensein einer Fenstersteuer für jedes echte Fenster könnte ein weiterer Grund gewesen sein.
In seltenen Fällen kamen Blind- oder Scheinfenster auch in Innenräumen zum Einsatz, wenn die Wände im Innern repräsentative Schaubilder darstellen.
Im 18. und 19. Jahrhundert wurde mit malerischen Mitteln versucht, in den Blindfenster-Wandnischen echte Fenster in Form und Erscheinungsbild akkurat nachzubilden. Genau dies hatte der Architekturtheoretiker Johann Friedrich Penther 1744 kritisiert, weil aufgemalte Fenster weggewittert würden, so dass er „in das Feld würcklich ein rechtes Fenster“ eingesetzt sehen wollte und, dass „die Wand dahinter schwartz angestrichen wird“.

Bildergalerie zu Blindfenstern
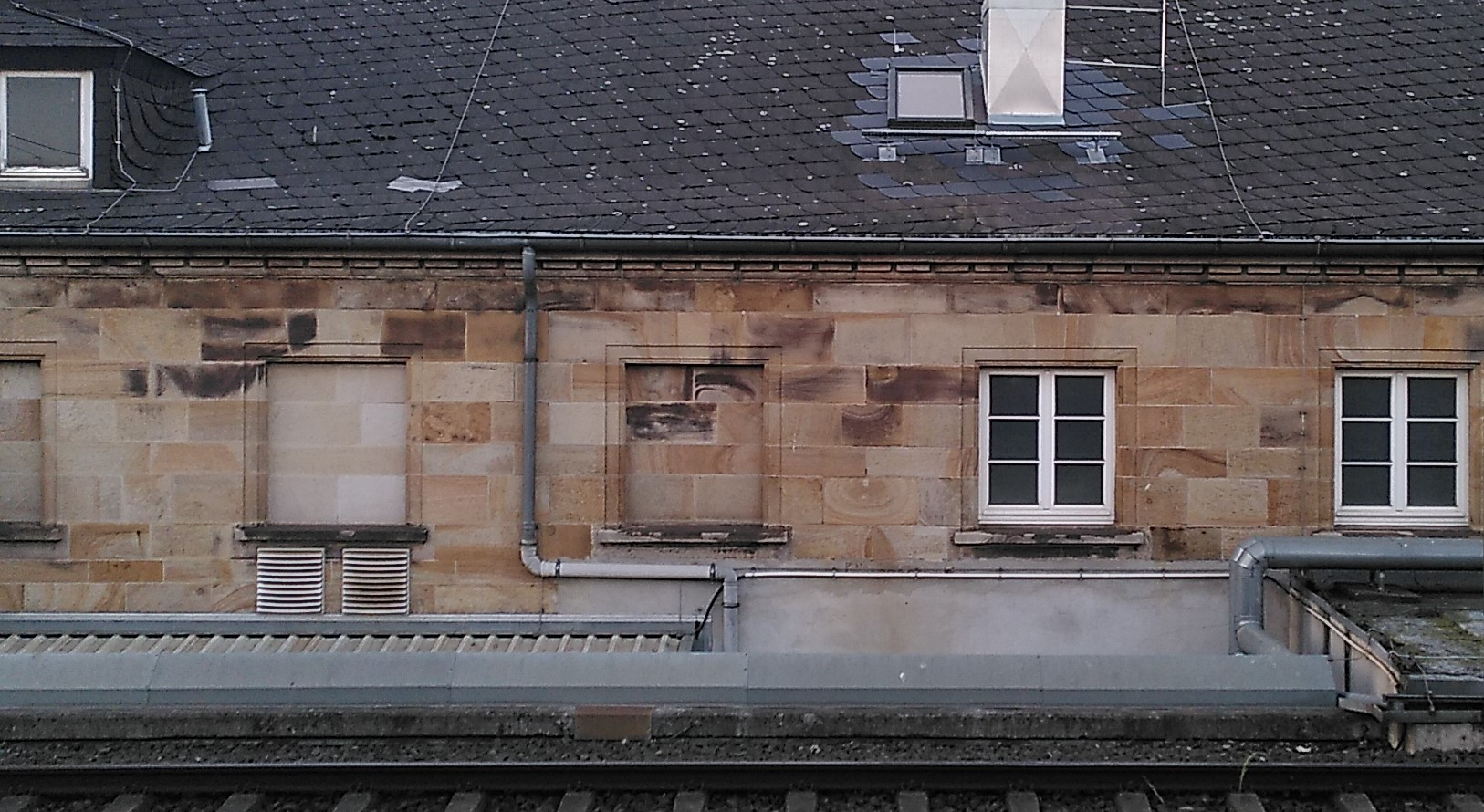
Blindfenster und normale Fenster (Empfangsgebäude Bahnhof Göttingen)
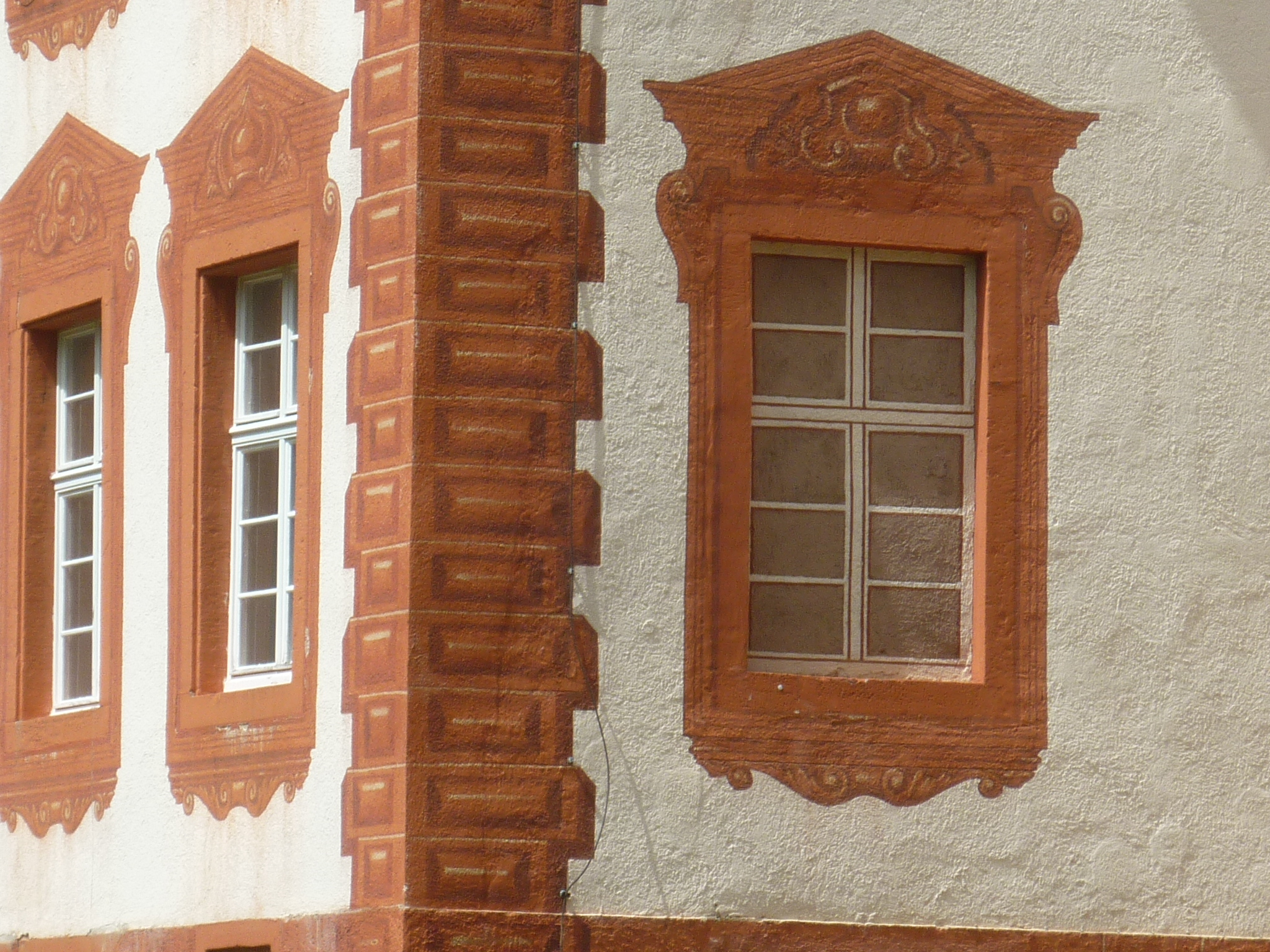
Barockes Blindfenster an den rekonstruierten Fassaden von Schloss Bonndorf (2017)
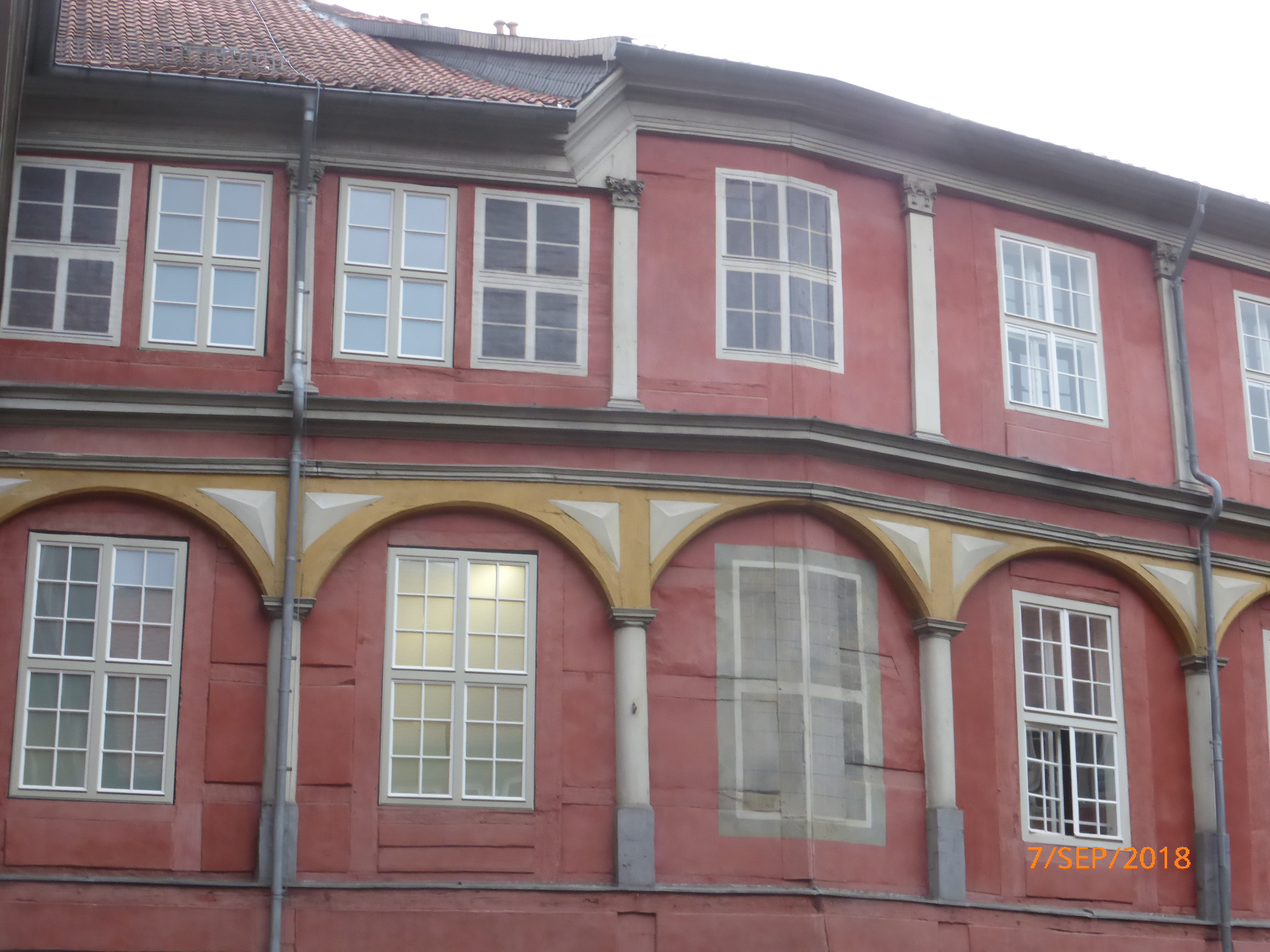
Nach Befund rekonstruierte, barocke Blindfenster im Innenhof des Schlosses Wolfenbüttel (2018)
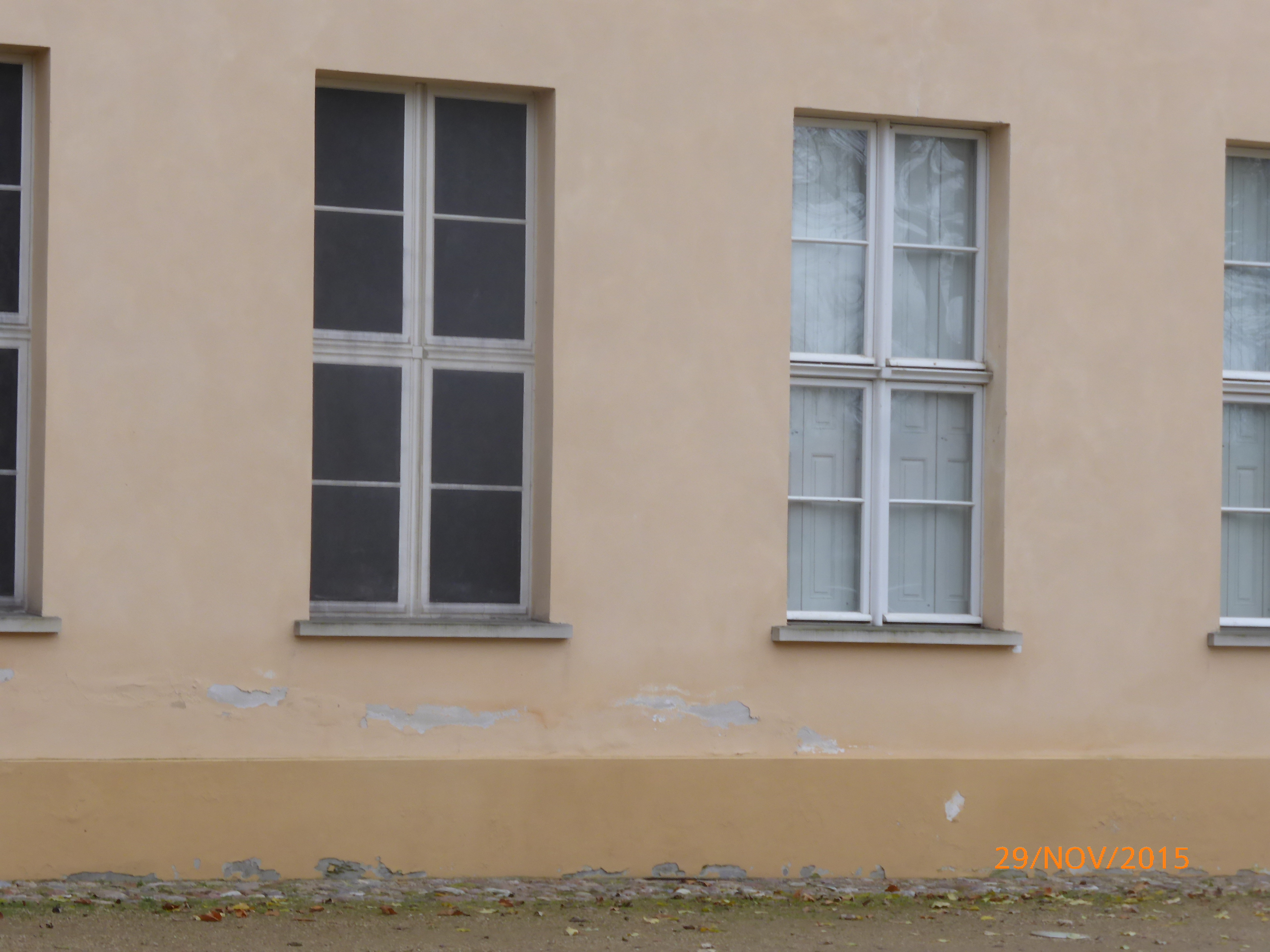
Links rekonstruiertes Blindfenster der Zeit um 1800 am Schloss Paretz (2015)
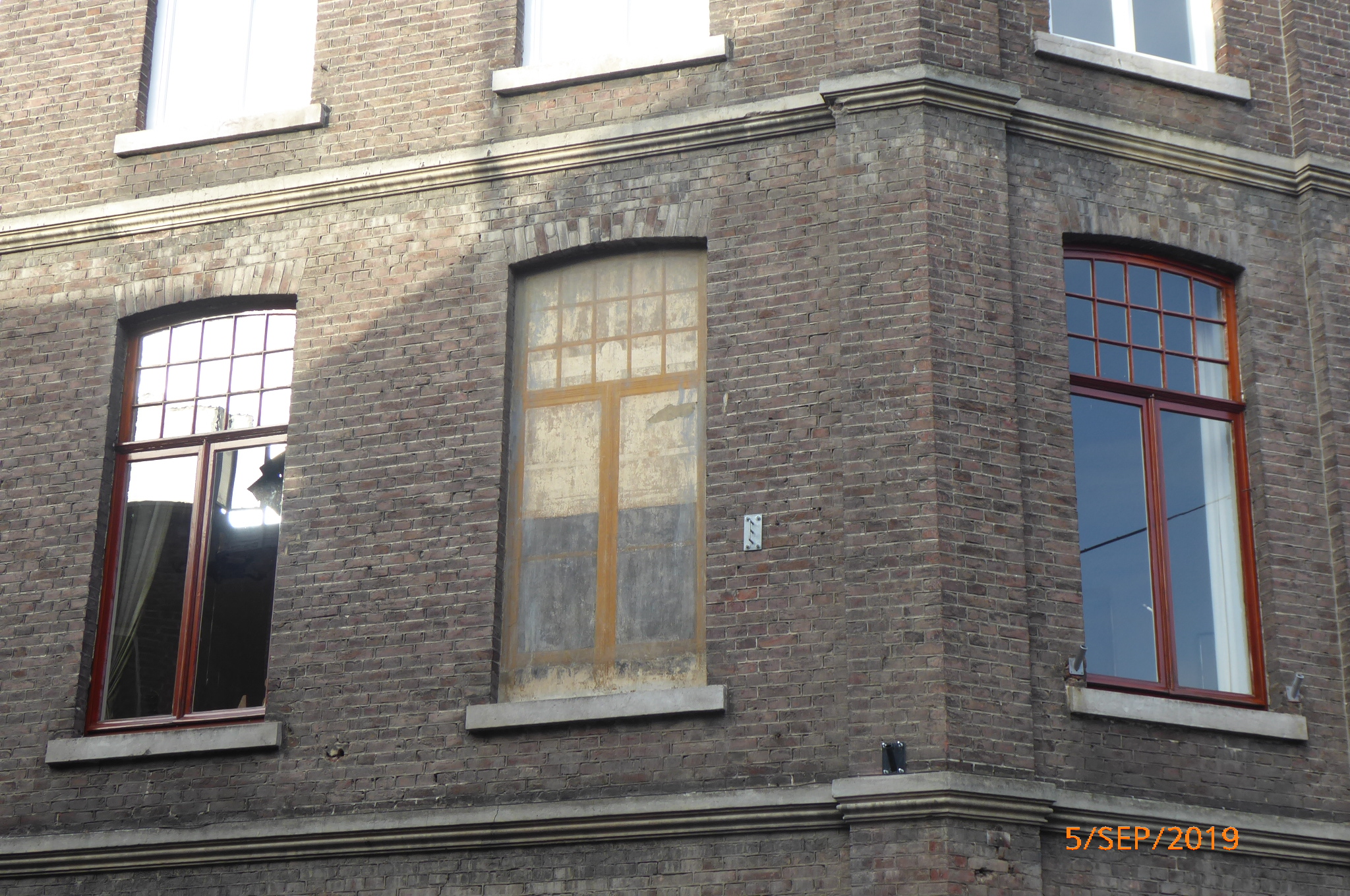
Aufgemaltes Blindfenster an einem Wohn- und Geschäftshaus des späten 19. Jahrhunderts in Maastricht (2019)
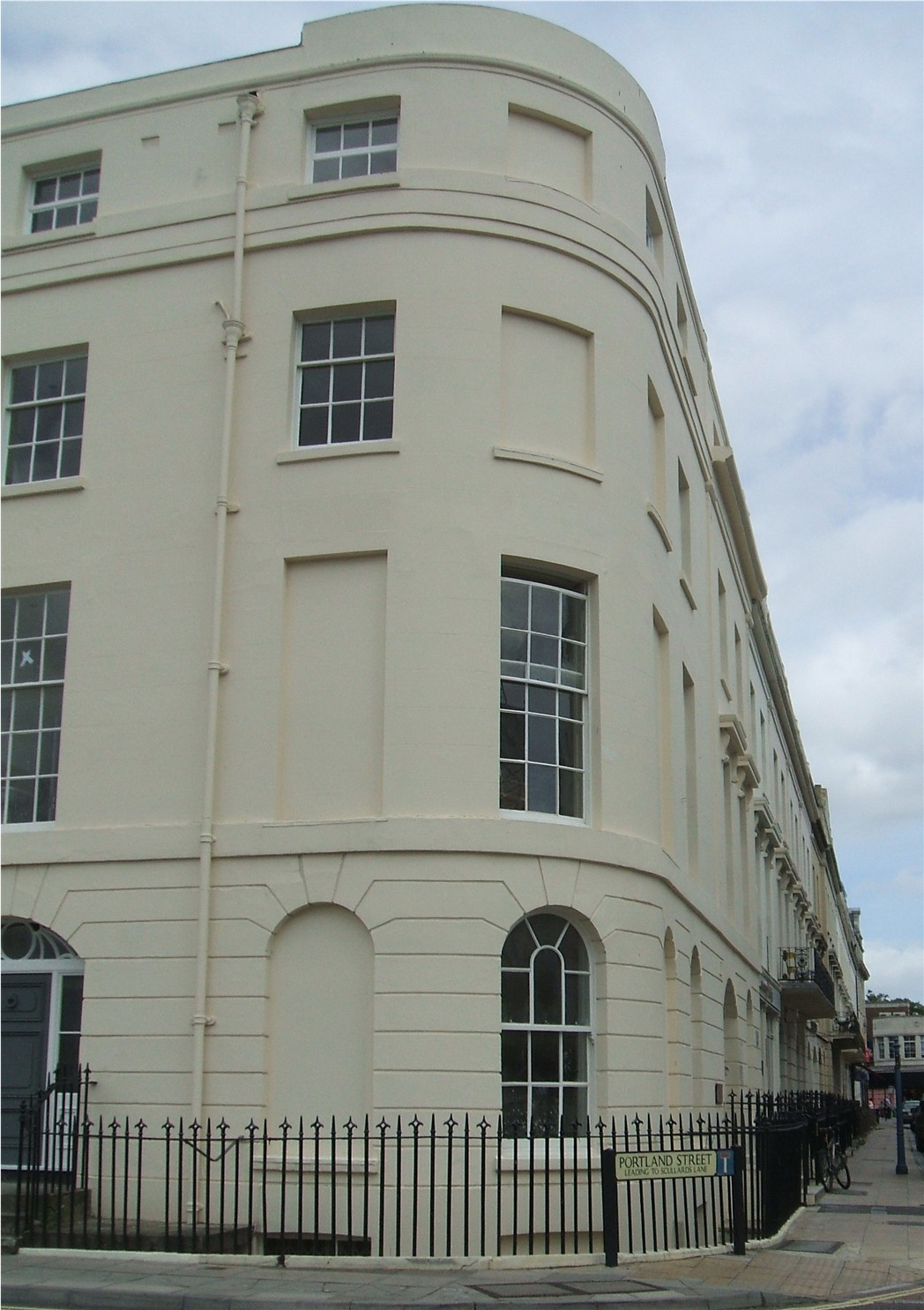
Wegen der Fenstersteuer zugemauerte Fenster in Southampton, England

## Baukonstruktive Eigenschaften
Glasflächen, die nur der Belichtung dienen und nicht geöffnet werden können, werden als Festverglasung oder festverglaste Fenster bezeichnet.

### Öffnungsarten des Flügels
Fensterflügel werden nach den Bewegungsmöglichkeiten beim Öffnen unterschieden:

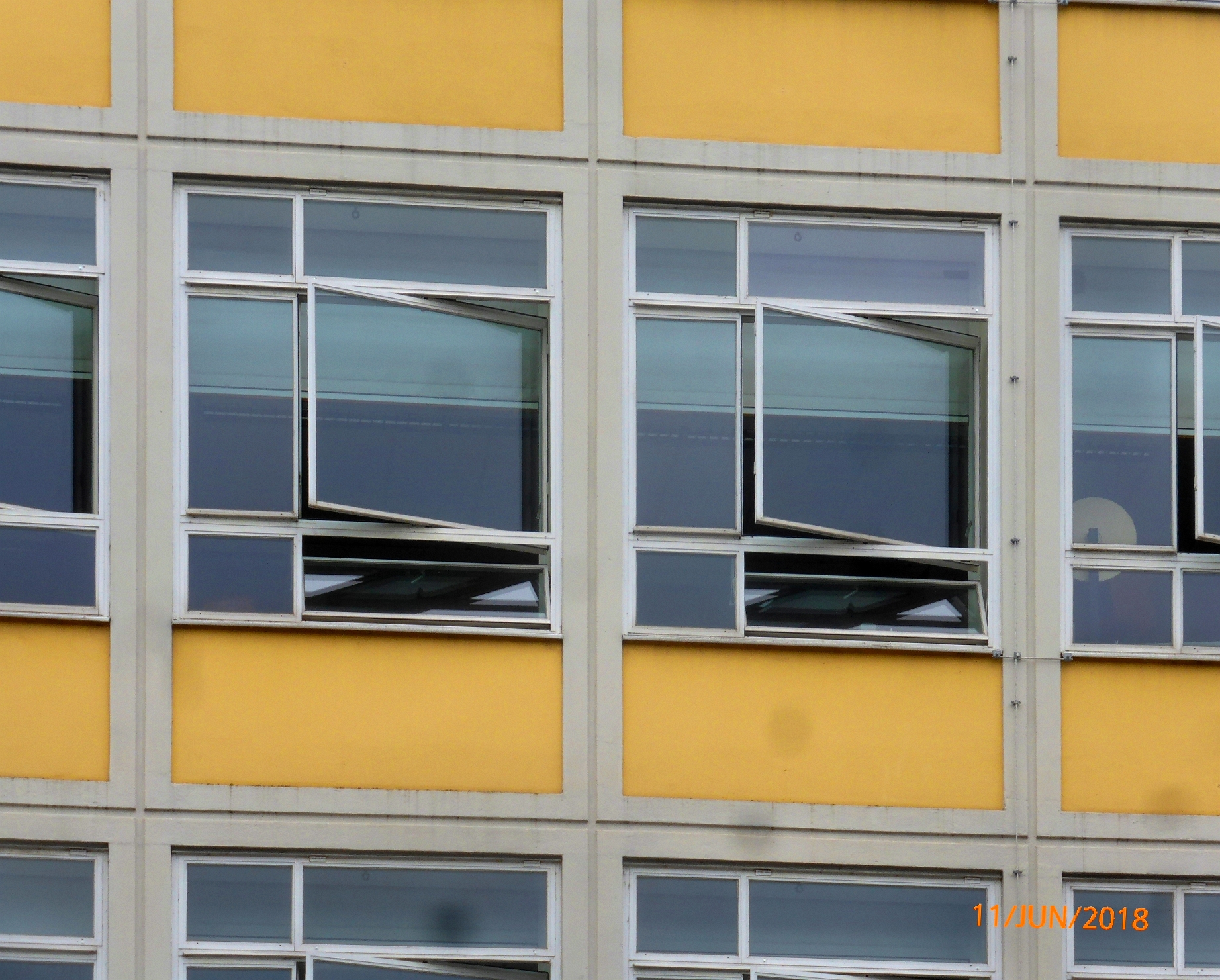
Wendeflügelfenster mit Festverglasungen und unten Kippfenster (Humboldt-Gymnasium Trier, 2018)

- Wendeflügelfenster mit Festverglasungen und unten Kippfenster (Humboldt-Gymnasium Trier, 2018)Drehflügel: Flügel mit vertikaler Drehachse. Zur erleichterten Reinigung meist nach innen öffnend, in windigen Gegenden aufgrund der größeren Dichtigkeit bei traditioneller Bauweise auch nach außen öffnend.
  - Wendeflügel: Bei Drehflügeln mit mittig angeordneter Drehachse schlägt ein Teil des Flügels nach außen und ein anderer nach innen. Durch einen zusätzlichen Hebelarm und verschieblich gelagerter Drehachse oder einen Scherentrieb[34] ist es alternativ auch möglich, den Flügel vollständig auf der Außenseite zu wenden, ohne dass ein Teil des Flügels nach innen schlägt (oder umgekehrt). Wendeflügel erleichtern die Reinigung der Außenfläche. Bei mittig angeordneter Drehachse verringern sich Schwenkbereich und Platzbedarf. Die Luftdichtigkeit ist schwieriger herzustellen. Die Konstruktion von sehr großen Fensterflügeln wird erleichtert. Gegenüber nach innen öffnenden Drehflügeln ist der Platzbedarf geringer.
- Kippflügel: Flügel mit horizontaler Drehachse unten, zur erleichterten Reinigung und dem Ablaufen des Regenwassers meist nach innen kippend. Häufige Funktion an Oberlicht-Fenstern, die sich dann zur Reinigung auf dem unteren Drehflügel ablegen oder vollständig umschlagen lassen.
- Drehkippflügel: Durch einen Hebelgriff oder mehrere Riegel kann zwischen Kipp- und Drehfunktion gewählt werden.
- Klappflügel: mit horizontaler, obenliegender Drehachse, oft nach außen aufschlagend, um den Eintritt von Regenwasser zu verhindern. Nach außen klappende Oberlichter wurden in windigen Gegenden oft als Alternative zum weniger dicht schließenden nach innen kippenden Flügel gewählt.

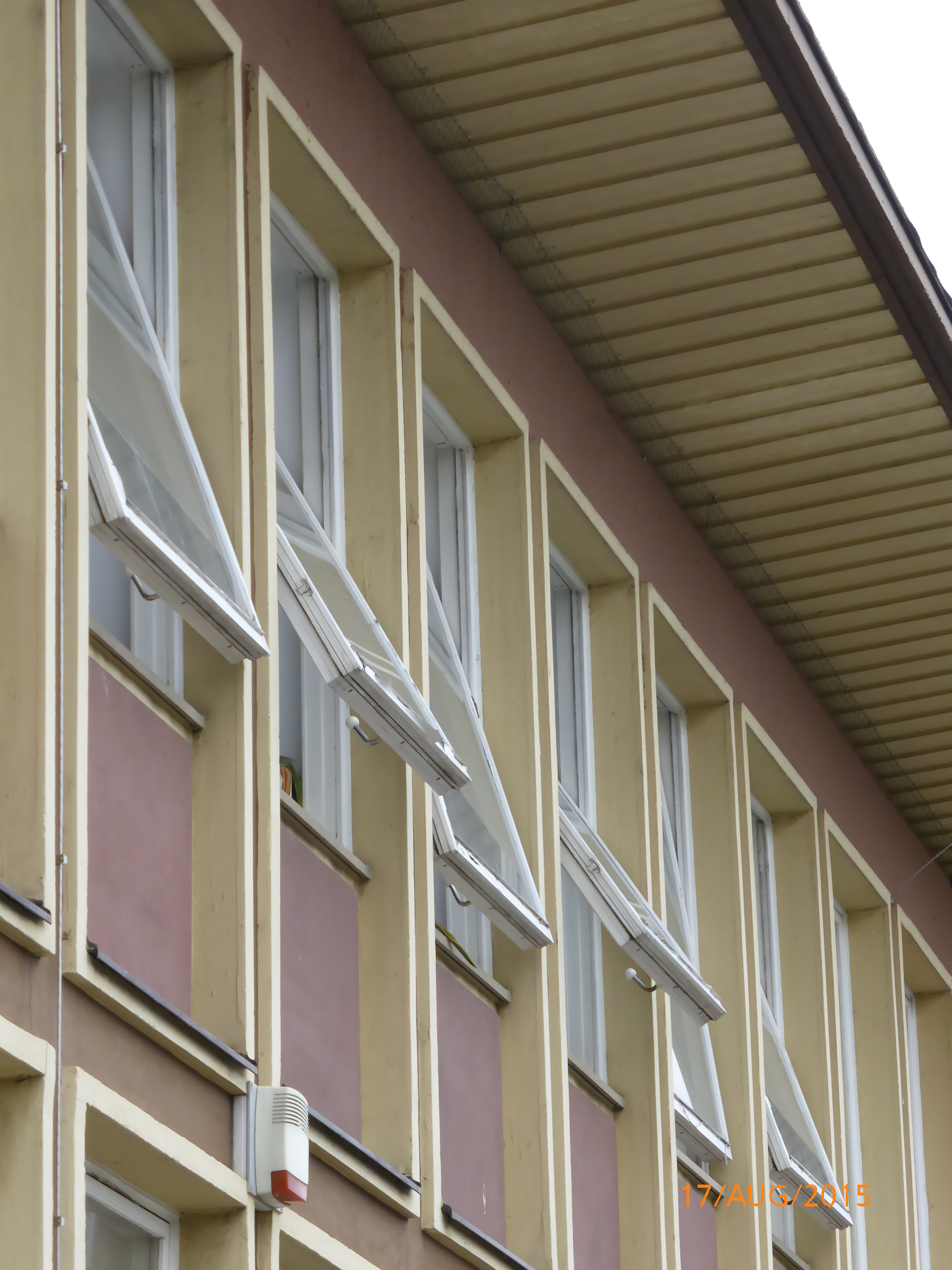
Schwingflügelfenster (Empfangsgebäude Schweinfurt Hauptbahnhof, 2015)

  - Schwingflügelfenster (Empfangsgebäude Schweinfurt Hauptbahnhof, 2015)Schwingflügel: Der Schwingflügel ist ein Klappflügel, dessen horizontale Drehachse mittig liegt, so dass ein Teil des Flügels nach außen und ein anderer nach innen öffnet. Dies erleichtert die Reinigung. Auch sehr große Fenster lassen sich als Schwingfenster leicht öffnen und schränken in geöffneter Stellung die nutzbare Grundfläche kaum ein.
  - Senkklappflügel: durch einen zusätzlichen Hebelarm und verschieblich gelagerter Drehachse oder einen Scherentrieb[34] bewegt sich die Oberkante des Flügels während des Hochklappens nach unten. Zur erleichterten Reinigung der äußeren Glasfläche lassen sich viele Dachflächenfenster und andere nach außen öffnende Fenster so oft vollständig nach innen umschlagen.
- Schiebeflügel
  - horizontal schiebend: oft als Parallel-Schiebe-Fenster, Parallel-Schiebe-Kipp-Tür, Hebe-Schiebe-Tür, Hebe-Schiebe-Kipp-Tür, Parallel-Ausstell-Schiebe-Fenster bzw. -Tür bezeichnet; Allgäuer Fenster sind Sprossenfenster mit kleinem Lüftungsflügel, der seitlich verschoben werden kann.
  - vertikal schiebend: Oft wird durch Federn oder an Seilzügen angebrachte Gegengewichte die Öffnung bzw. Schließung des Flügels erleichtert
- Faltflügel: wie Falttüren in der Regel an vertikalen Drehachsen befestigt und zusätzlich paarweise gelenkig verbunden.
- Lamellenfenster: Schmale Glasstreifen drehen um eine Drehachse an ihren Schmalseiten (ähnlich einer Jalousie). Wenn die Lamellen einen eigenen Rahmen besitzen, kann auch Isolierglas verwendet werden.

Nach innen öffnende Drehkippfenster sind heute der in Deutschland verbreitete Standard. Sie sind einfach zu bedienen und zu reinigen, erfordern jedoch bei verdeckt liegenden Beschlägen eine aufwändige Mechanik und vergrößerte Profilstärken. In Norddeutschland und den skandinavischen Ländern werden vielfach noch nach außen öffnende Fenster verwendet, die den Vorteil haben, bei stärkerem Winddruck an den Rahmen angepresst zu werden, wodurch sich Zugluft und Lüftungswärmeverluste verringern.

Vertikalschiebefenster sind beispielsweise in Großbritannien und den USA verbreitet.

Bildergalerie: Schiebefenster
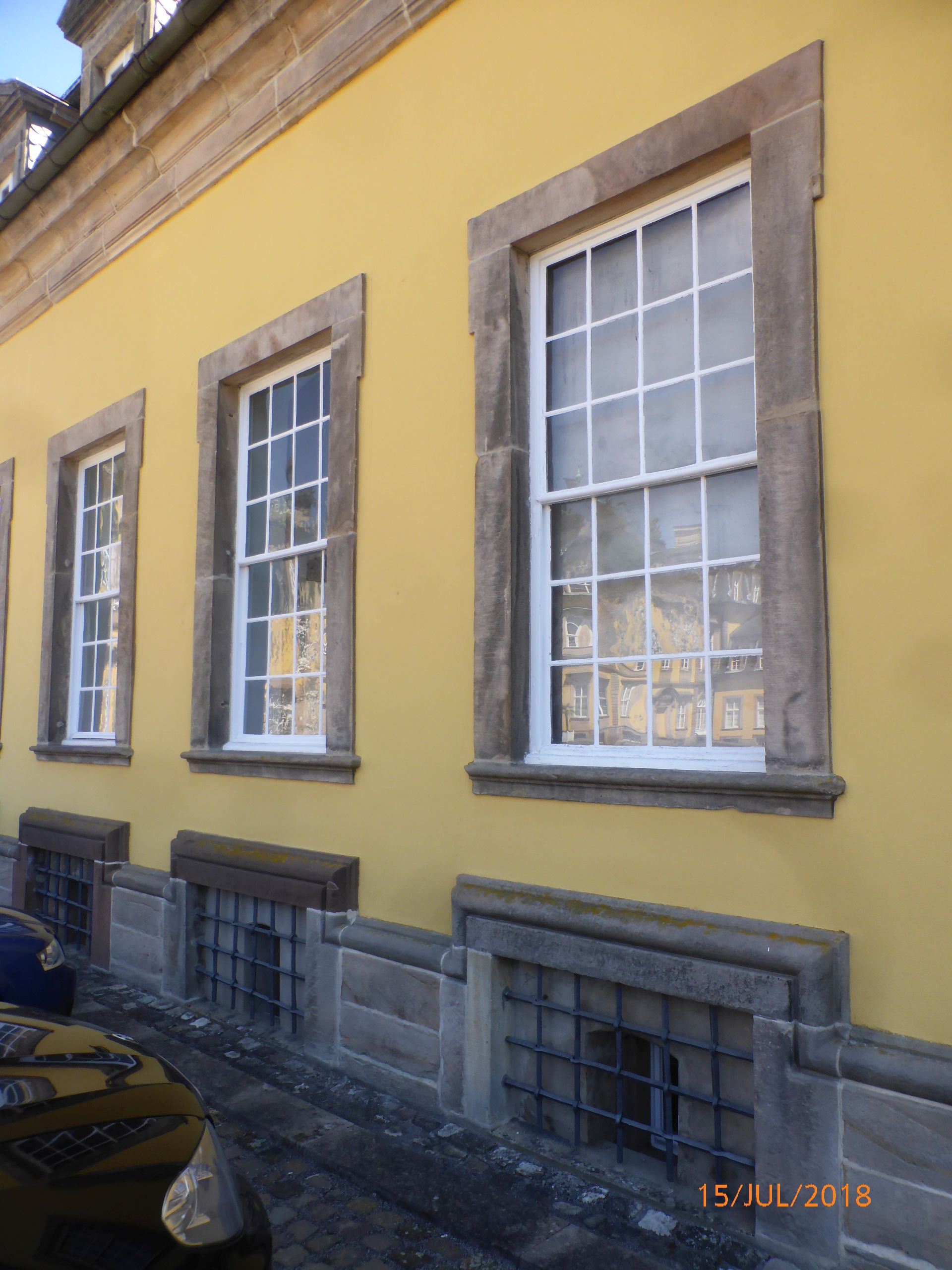
Schiebefenster im barocken Schloss Arolsen (2018)
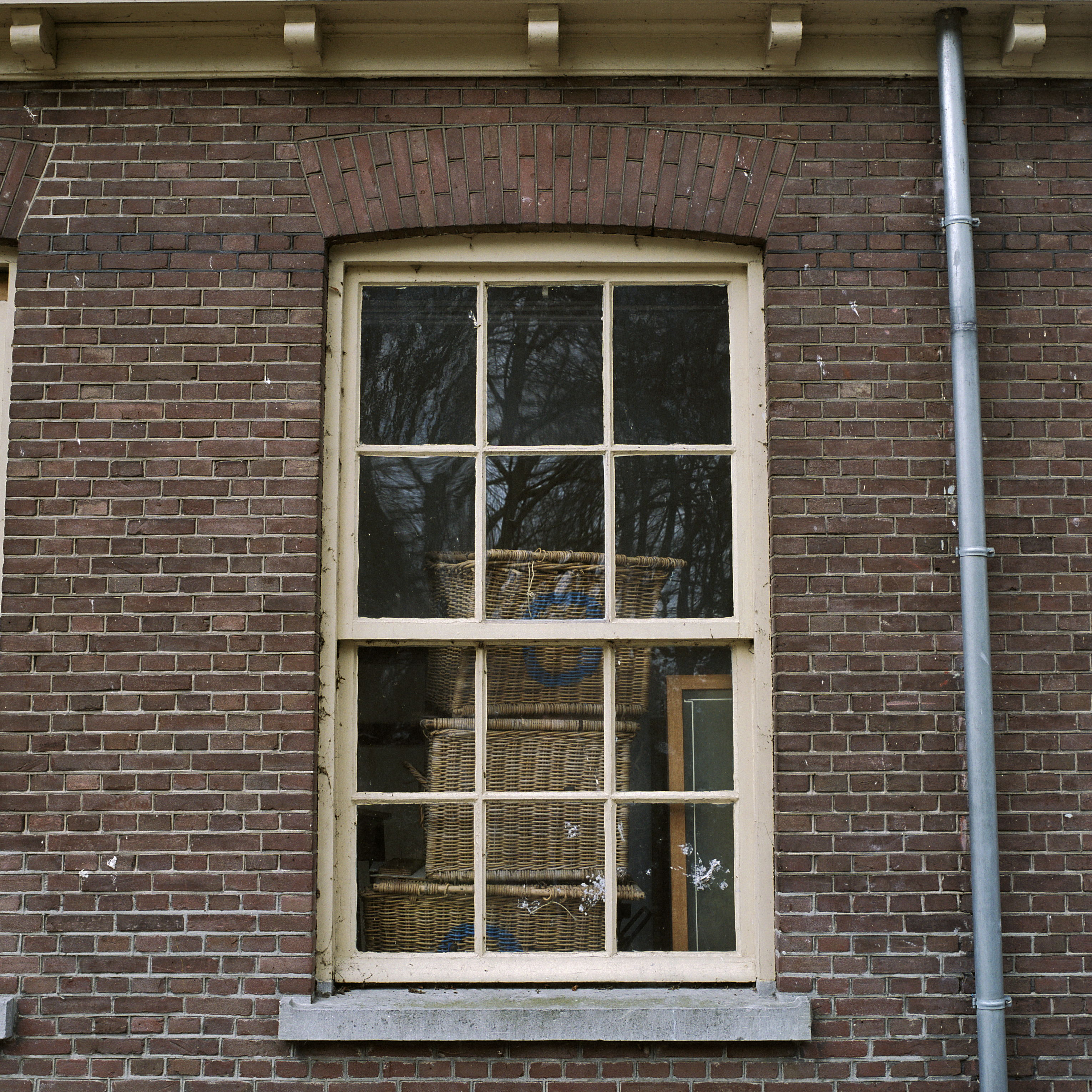
Kleinteiliges holländisches Vertikalschiebefenster
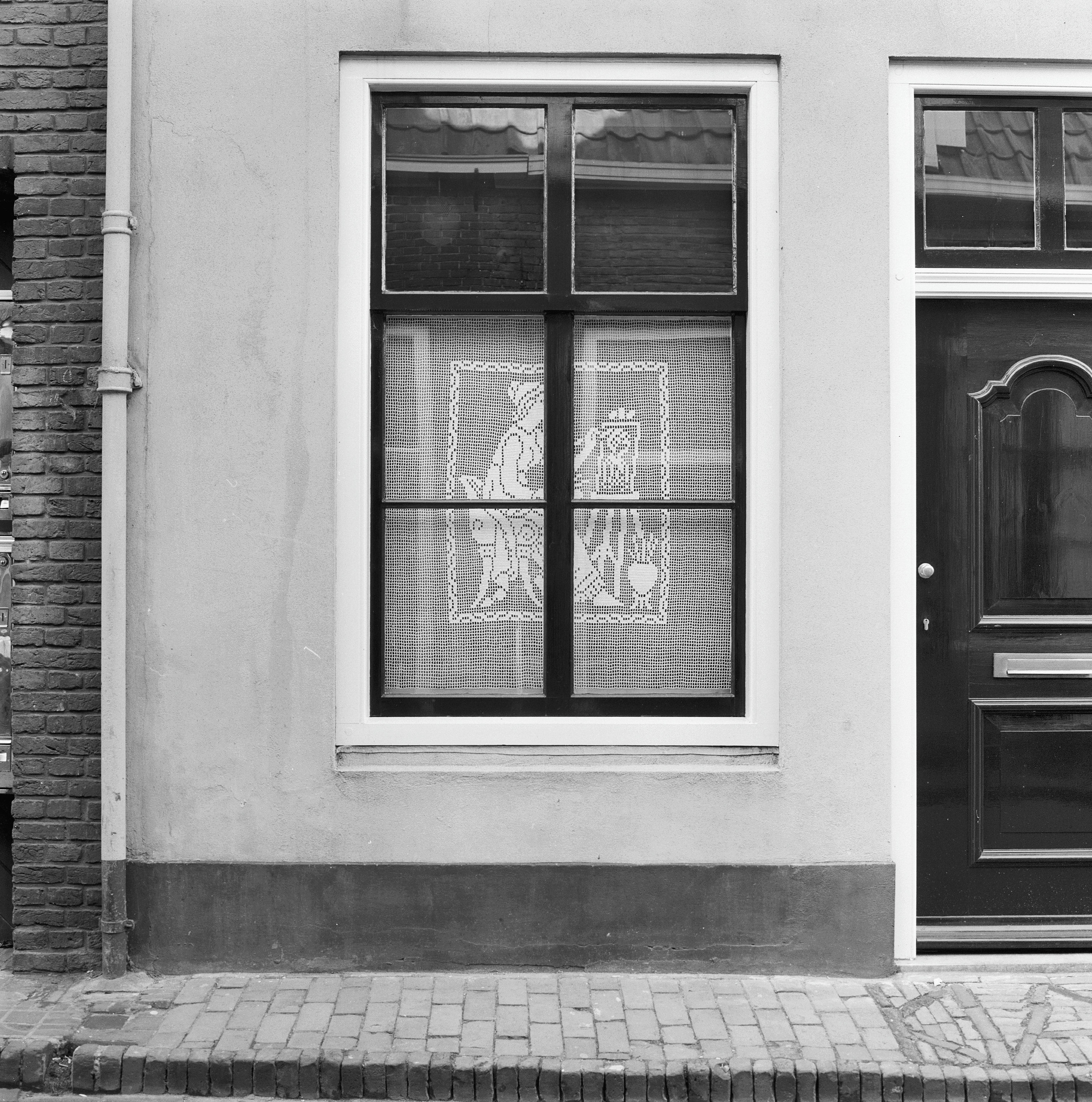
Holländisches Vertikalschiebefenster
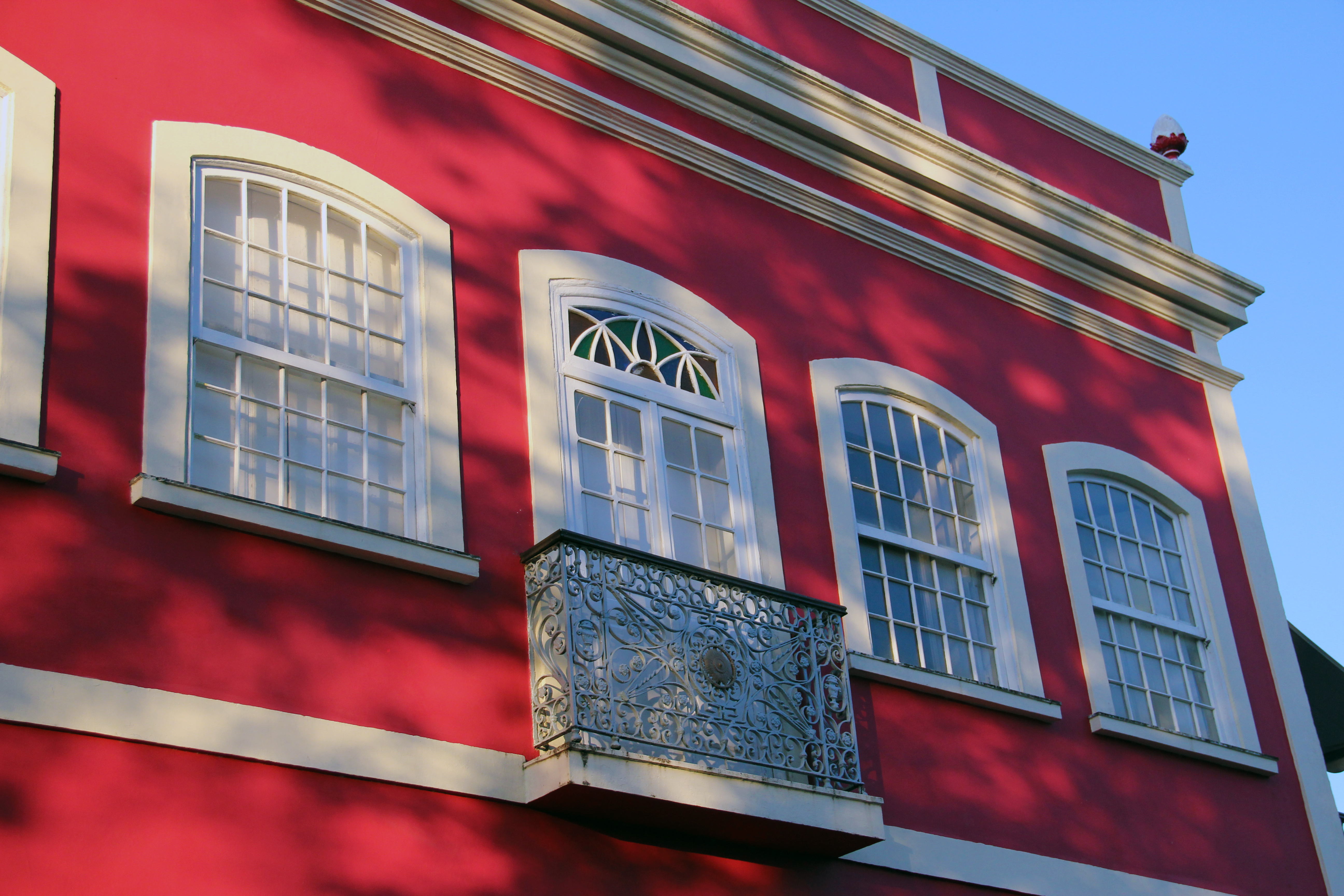
Vertikalschiebefenster in Brasilien
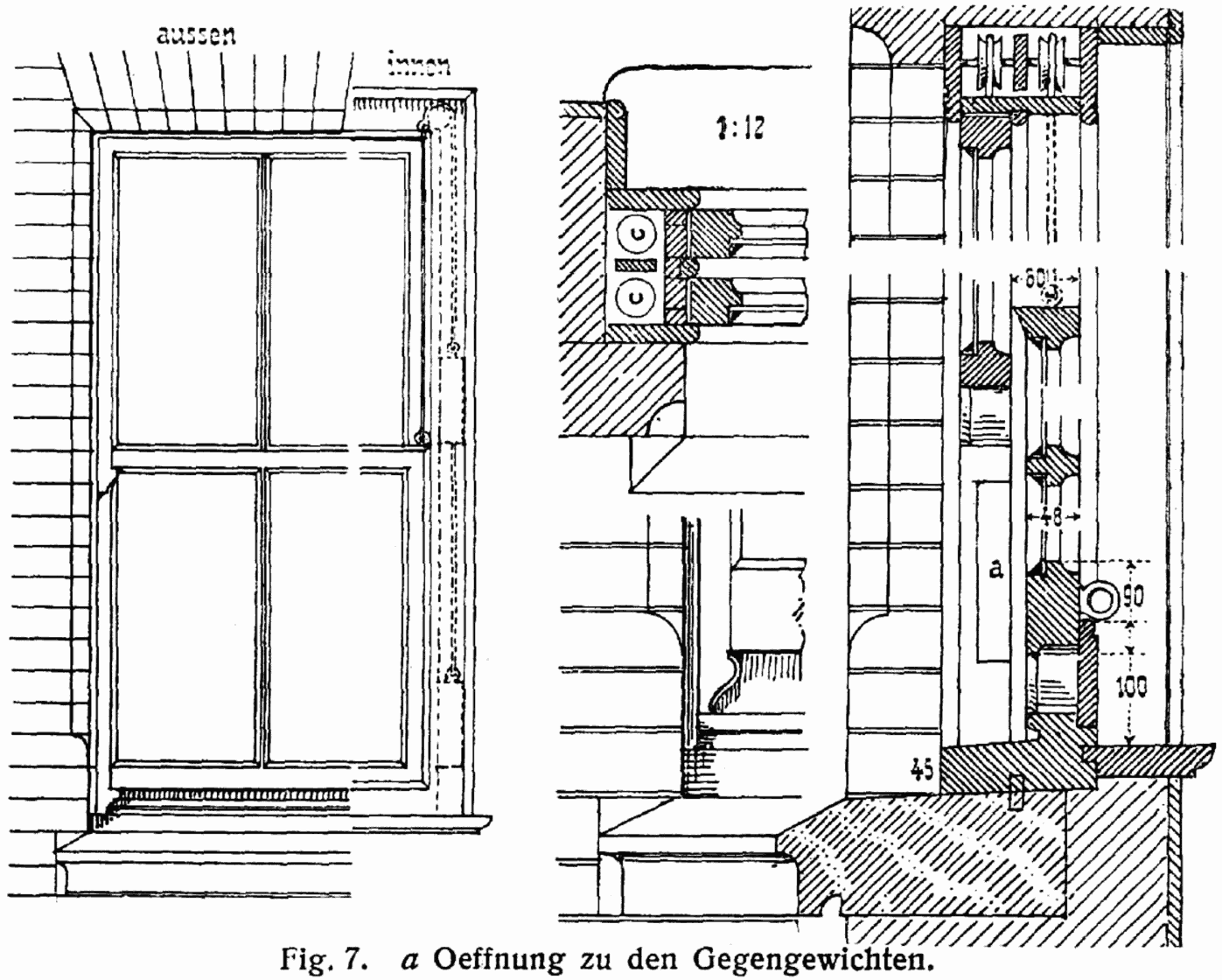
Beide Fensterflügel lassen sich vertikal verschieben und werden über Gegengewichte in beliebiger Stellung gehalten (1904)

Die Bedienung von Fenstern geschah ursprünglich über Vorreiber und Griffoliven. Später verbreiten sich außenliegende Gestänge (Espagnolette und Treibstangenverschluss), die es ermöglichten, den Fensterflügel mit einer Handbewegung an drei Stellen zu arretieren. Inzwischen werden die Gestänge verdeckt in Beschlagsnuten eingelassen und über Eckumlenkungen kann eine Verriegelung an mehreren Seiten des Fensterflügels zugleich stattfinden.
Die Öffnung von hochliegenden Oberlichtern geschieht über Handhebel mit Gestänge oder über elektromechanische Aktoren und Fernbedienung.

### Einbau
Für Deutschland gilt:
Die RAL-Gütegemeinschaft Fenster und Haustüren veröffentlicht Richtlinien zum Einbau von Fenstern, welche die allgemein anerkannten Regeln der Technik (aRdT) wiedergeben möchten und vielfach kurz als RAL-Montage bezeichnet werden. Gemeinsam geben RAL und das Ift Rosenheim einen umfangreichen Leitfaden zur Planung und Ausführung der Montage von Fenstern und Haustüren heraus. Zudem werden im Teil C der VOB die Allgemeinen technischen Vertragsbedingungen (ATV) zusammengefasst, welche primär von öffentlichen Auftraggebern bei der Auftragsvergabe zugrunde gelegt werden. Konkret befasst sich die VOB ATV DIN 18355 / 2005-01 – „Tischlerarbeiten“ u. a. mit dem Einbau von Fenstern.
In Altbauten wurde früher die in Innenräumen entstehende Luftfeuchtigkeit über eine Vielzahl von Undichtigkeiten unkontrolliert nach außen abgeführt. In modernen luftdichten Gebäuden geschieht dies durch die kontrollierte Wohnraumlüftung. Wenn bei ungenügender Funktion oder im Falle eines Defekts Raumluft durch undichte Anschlussfugen nach außen strömt, können sich dabei in der kalten Jahreszeit größere Mengen Kondensat in der Fensterlaibung bilden. Je luftdichter die Gebäudehülle insgesamt ausgeführt wird, desto wichtiger wird es, auch die Anschlussfugen luft- und dampfdicht auszubilden. Werden neue hochdämmende Fenster in Altbauwände mit schlechtem oder mäßigem Dämmwert eingebaut, so kondensiert die Luftfeuchte aus der Raumluft im Winter nicht mehr an Fensterglas oder Fensterrahmen, sondern in der Regel an der Fensterlaibung oder an anderen Kältebrücken der Außenwand. Zur Vermeidung von Feuchte- und Schimmelschäden empfiehlt es sich, die Laibung zu dämmen. Da meist wenig Platz zur Verfügung steht, sollte das verwendete Material einen außergewöhnlich guten Dämmwert aufweisen. Wenn die Außenwandkonstruktion nicht durchgängig kapillar und diffusionsoffen ausgebildet ist, sollte zusätzlich ein innenseitig erhöhter Dampfdiffusionswiderstand erreicht werden.
Der Anschluss des Blendrahmens an die umgebende Wandöffnung soll folgende Anforderungen erfüllen:
- Zusammen mit den wärmedämmenden Baumaterialien, die gegebenenfalls den Fugenbereich überdecken, sollte das Material, mit dem die Fuge ausgefüllt wird, mindestens den Wärmedurchgangskoeffizient des Fensterrahmens erreichen, damit sich an der Innenseite der Fuge kein Kondensat bildet.
- Der Anschluss des Fensterrahmens an die umgebende Wand sollte luftdicht erfolgen, damit bei Druckunterschieden zwischen innen und außen keine kalte Luft ins Gebäude dringt und auch keine feucht-warme Luft von innen in den Fugenbereich tritt und dort Kondensat hervorruft.
- Der innere Abschluss der Fuge soll dampfdicht ausgeführt werden, damit keine Feuchtigkeit aus der Raumluft in den Fugenbereich diffundiert und dort kondensiert. Der äußere Abschluss ist weniger dampfdicht auszuführen als der innere, damit dennoch entstehendes Kondensat nach außen abtrocknen kann.[38]

Der Fugenbereich wurde traditionell mit Stopfwolle oder vorbereiteten Bändern aus Hanf- oder Sisalfaser aufgefüllt, teilweise imprägniert in Form eines Teerstricks. Heute wird häufig mit Mineralfaser ausgestopft (wie von der DIN 18355 gefordert) und der äußere Abschluss wird mit Kompriband hergestellt, welches sich nach dem Abrollen ausdehnt und an Unebenheiten anpasst. Diese Materialien wirkend wärmedämmend, sind jedoch nicht dampfdicht und nur bei stärkerer Pressung luftdicht. Kompriband eignet sich auch für den äußeren Abschluss der Fuge, wenn es vom Hersteller dafür vorgesehen ist. Wenn wie im Holzbau mit kleinen Bewegungen der Bauteile relativ zueinander gerechnet werden muss, kann die Dampf- und Luftdichtigkeit auf der Innenseite durch ein flexibles Dichtband erfolgen, welches einerseits auf dem Fensterrahmen und andererseits auf der anschließenden Fensterlaibung verklebt wird. Wenn die Laibungsfläche uneben ist, sollte sie zunächst glatt verputzt werden. Alternativ sind Verwahrschienen erhältlich, die angeschraubt oder -geklebt werden und wiederum die Folie aufnehmen. Die innere Dampfdichtigkeit kann bei schmalen Fugen durch elastische Dichtstoffe oder bituminösen Fugenabdichtungen hergestellt werden. Da die Elastizität begrenzt und sich die Fugendichtstoffe im Laufe der Zeit insbesondere von hölzernen Fensterrahmen häufig ablösen, sollte noch eine zusätzliche Abdichtung von der Innenseite vorgenommen werden. Durch einfaches Anputzen lässt sich dies einigermaßen luft- und mäßig dampfdicht ausführen. Es sind spezielle Anputzprofile erhältlich, die am Fensterrahmen verklebt und anschließend eingeputzt werden oder als Anschlag für Trockenbauplatten oder Holzleisten dienen und eine gewisse Bewegung des Rahmenholzes zulassen, ohne dass sich ein Luftspalt öffnet. Breitere Fugen werden oft durch Leisten aus Holz oder anderem Material abgedeckt.
Montageschaum wird gelegentlich zur Befestigung und gleichzeitigen Abdichtung der Anschlussfuge eingesetzt. Da gewöhnlicher Bauschaum oft nicht dauerhaft formständig ist, sollte spezieller Zargenschaum verwendet werden, der eine bessere Luftschalldämmung und Haltbarkeit gewährleistet und häufig aus zwei Komponenten besteht. Da auch Zargenschaum nicht dampfdicht und nicht völlig luftdicht ist, sollte noch eine zusätzliche innere Abdichtung gegen die Dampfdiffusion vorgenommen werden. In der Regel ist immer eine zusätzliche Fixierung des Rahmens mit metallischen Befestigungsmitteln oder durch Einputzen erforderlich.
Die Befestigung des Fensterrahmens erfolgt zumeist über Spreizdübel, Mauerpratzen oder mit Metalllaschen aus gekröpftem Flachstahl, sogenannten Fensterankern. Auch werden spezielle Fensterbauschrauben verwendet, deren besonders kleiner Kopf sich in das Blendrahmenprofil hineinzieht. Dabei wird mit einem etwas kleineren Bohrer vorgebohrt. Das durchgehende Gewinde der Schraube schneidet zunächst in den Rahmen und dann in den Stein. Dies hat den Vorteil, dass kein Zug auf den Rahmen ausgeübt wird. Vor dem endgültigen Befestigen wird die genaue Position des Fensters durch paarweise gegenläufig in die Fuge geschobene Keile sowie durch Unterlagplättchen (auch Verglasungsklötze genannt) unterschiedlicher Dicke festgelegt. Um eine Verschiebung und Verwindung des Fensterrahmens zu vermeiden, sollte unmittelbar bei jeder Schraubverbindungen zur Außenwand eine Verkeilung erfolgen.

### Materialien

Querschnitt durch Fensterkonstruktionen für Passivhäuser. Ein Kunststofffenster mit ausgeschäumten Profilen (gelb), Stahlrohreinlagen zur Stabilisierung und drei umlaufenden Dichtprofilen (alle schwarz). Ein Holzfenster mit vorgeblendeten, austauschbaren Holzprofilen auf der Außenseite, vierfach abgestuftem Falz und zwei umlaufenden Dichtprofilen. Gestrichelt eingezeichnet ist die Trennlinie zwischen Flügel und Blendrahmen.

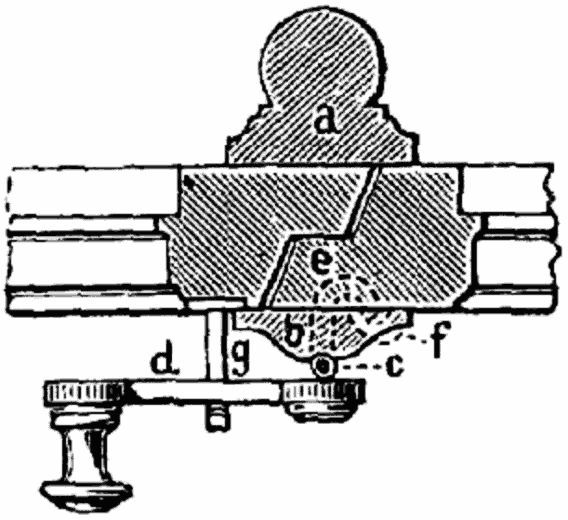
Horizontalschnitt durch einen Stulp mit Draufsicht auf den Espagnolettenverschluss (1904)

Zur Herstellung von Rahmen und Flügel werden üblicherweise Holz, Aluminium, Kunststoff und Stahl eingesetzt, traditionell wurden auch Schmiedeeisen, Gusseisen sowie Blei für Glassprossen verwendet.
Holz ist der älteste Werkstoff für Fenster. Die gute Wärmedämmung und leichte Bearbeitbarkeit sind die wichtigsten Vorteile. Viele noch erhaltene historische Fenster zeigen, dass Holzfenster bei guter Pflege oder geringem Witterungseinfluss ein Alter von deutlich über 100 Jahren erreichen können. In exponierter Lage sowie an der Wetterseite des Gebäudes altern Holzfenster wesentlich schneller. Hier bietet sich etwa die Verwendung von Holz-Aluminiumfenster an. In der Regel wird den tragenden Fensterprofilen aus Holz eine witterungsbeständigen Schale aus Aluminium vorgeblendet, so dass innen der wohnliche Charakter des Holzes erhalten bleibt.
Aluminiumfenster werden aufgrund ihrer Strapazierfähigkeit und der guten statischen Eigenschaften von Strangpressprofilen vor allem in öffentlichen Gebäuden und Büros verbaut. Für Glasfassaden sind ebenfalls Aluminiumprofile üblich. Bei Fenstern mit Isolierverglasung werden Innen- und Außenschale durch eingewalzte Kunststoffstege voneinander getrennt („thermische Trennung“).
Eloxiertes Aluminium ist witterungsbeständig, langlebig, robust und wartungsarm. Aluminium kann sehr leicht bearbeitet und in Form gebracht werden, ist jedoch energieaufwändig in der Herstellung.
Kunststofffenster enthalten im Innern des Rahmens und des Flügels meist Verstärkungen aus Aluminium, Stahl oder glasfaserverstärktem Kunststoff (GFK). Nachteilig kann die relativ große Rahmenstärke im Verhältnis zur Glasfläche sein.
Stahlfenster aus einfachen Winkelprofilen werden gelegentlich noch für einfache Fenster ohne Ansprüche an Wärme- und Geräuschdämmung verwendet. In Ausführungen mit thermischer Trennung zwischen innerem und äußerem Teil-Profil werden sie aufgrund ihrer hohen Festigkeit auch in öffentlichen Bereichen mit erhöhten Beanspruchungen eingesetzt oder wenn besonders schlanke Rahmen und Sprossen gefordert sind.

### Einbruch-, Durchbruch- und Ausbruchschutz

#### Allgemeine Anforderungen
Verglasungen ab einer gewissen Absturzhöhe müssen, wenn eine entsprechende Absturzsicherung fehlt, so ausgeführt werden, wie es die Technischen Regeln für die Verwendung von absturzsichernden Verglasungen (TRAV) vorsehen. Der Höhenunterschied wird als TRAV-Höhe bezeichnet und ist in von Bundesland zu Bundesland verschieden. Sie ist in der jeweiligen Landesbauordnung (LBO) nachzulesen. Die Verglasung ist in der Regel so aufgebaut, dass innen ein Einscheibensicherheitsglas und außen ein Verbundsicherheitsglas verwendet wird. In Gebäuden, aus denen Personen nicht ausbrechen dürfen (Gefängnisse, geschlossene Krankenhausabteilungen und dgl.), ist es erforderlich, die Fenster durch geeignete Maßnahmen ausbruchsicher zu konstruieren. Auch hier finden einerseits die VSG-Gläser Anwendung und andererseits Beschläge mit erhöhter Festigkeit, abschließbare oder demontierbare Griffe sowie Bänder mit Schutz gegen das Aushängen.

#### Einscheibensicherheitsglas
Die Herstellung des thermisch vorgespannten Einscheibensicherheitsglases (ESG) umfasst eine spezielle Wärmebehandlung. Dabei wird eine Glasscheibe gleichmäßig innerhalb von wenigen Sekunden auf >600 °C erhitzt und ebenfalls schnell abgekühlt. Die charakteristische Spannungsverteilung durch die Erhitzung bewirkt einen Bruch in kleine, stumpfkantige Glasstücke. Neben der Sicherheit bietet ESG im Vergleich zu üblichen Glasscheiben eine erhöhte Biege-, Stoß und Schlagfestigkeit. ESG findet vielerlei Anwendungen beispielsweise in Schwimmbädern und Turnhallen, oder als transparentes Element in Brandschutzverkleidungen, Duschen und Balkontüren.

#### Verbundsicherheitsglas
Das Verbundsicherheitsglas (VSG) bietet im Gegenzug zum ESG einen erhöhten Schutz. Die Herstellung von VSG beinhaltet die Erzeugung eines glasklaren Verbunds aus Glasplatten und Folien aus Kunststoff. Dieses bewirkt eine Reduktion der Splitterbildung der Scheibe im Falle der Zerstörung.

### Fensterumrahmung
Vor Einführung moderner Lochfassaden waren Öffnungen nicht nur von Türen, sondern auch von Fenstern in der Regel mit einer Umrahmung versehen; sie dienen dem Verschluss der Fugen zwischen Fenster und Wand sowie zur gestalterischen Verzierung der Fassade. Vgl. auch: Fasche, Ohrung

Bildergalerie: Fensterumrahmungen
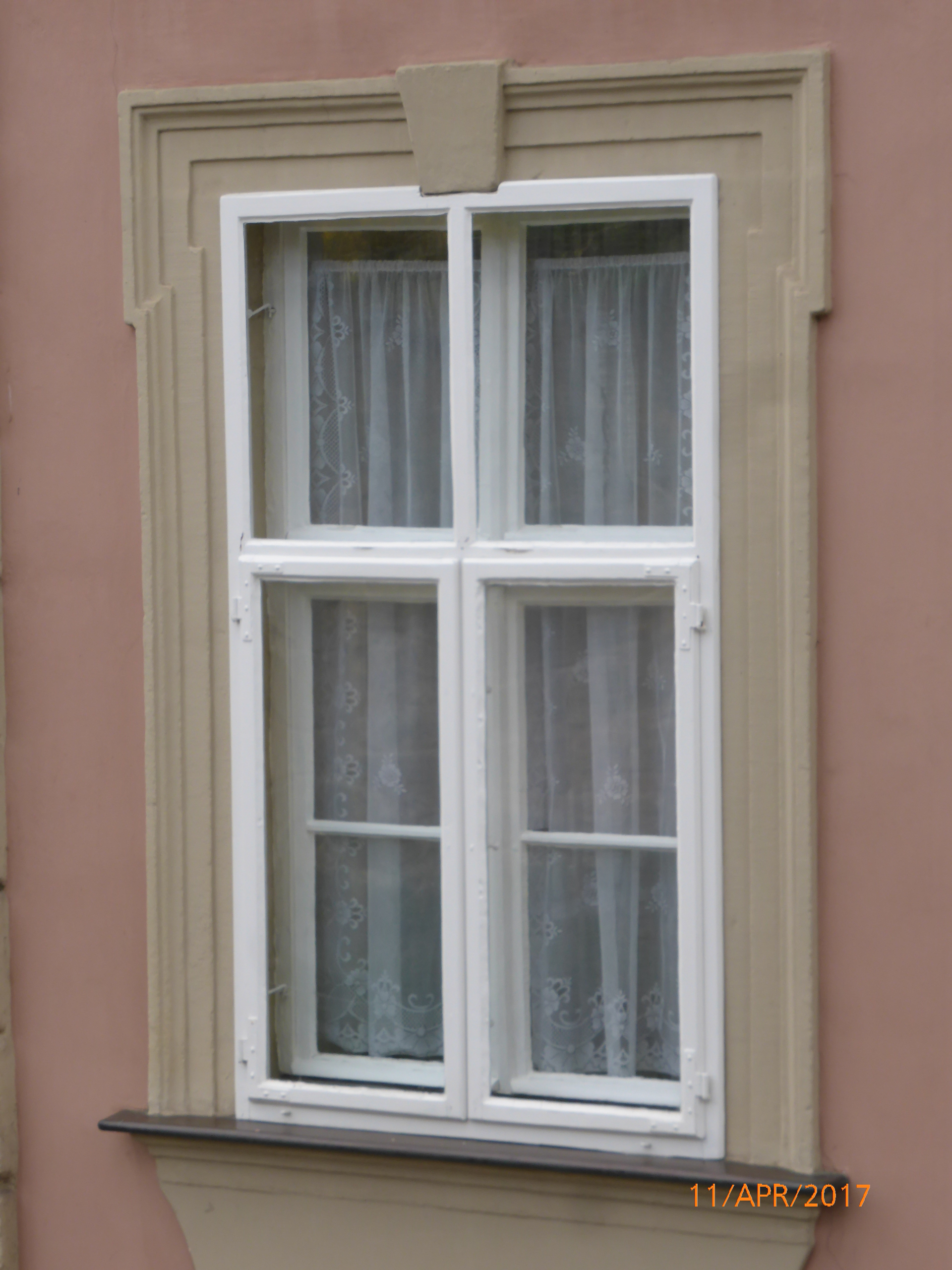
Profilierte Steinrahmung eines Barockfensters
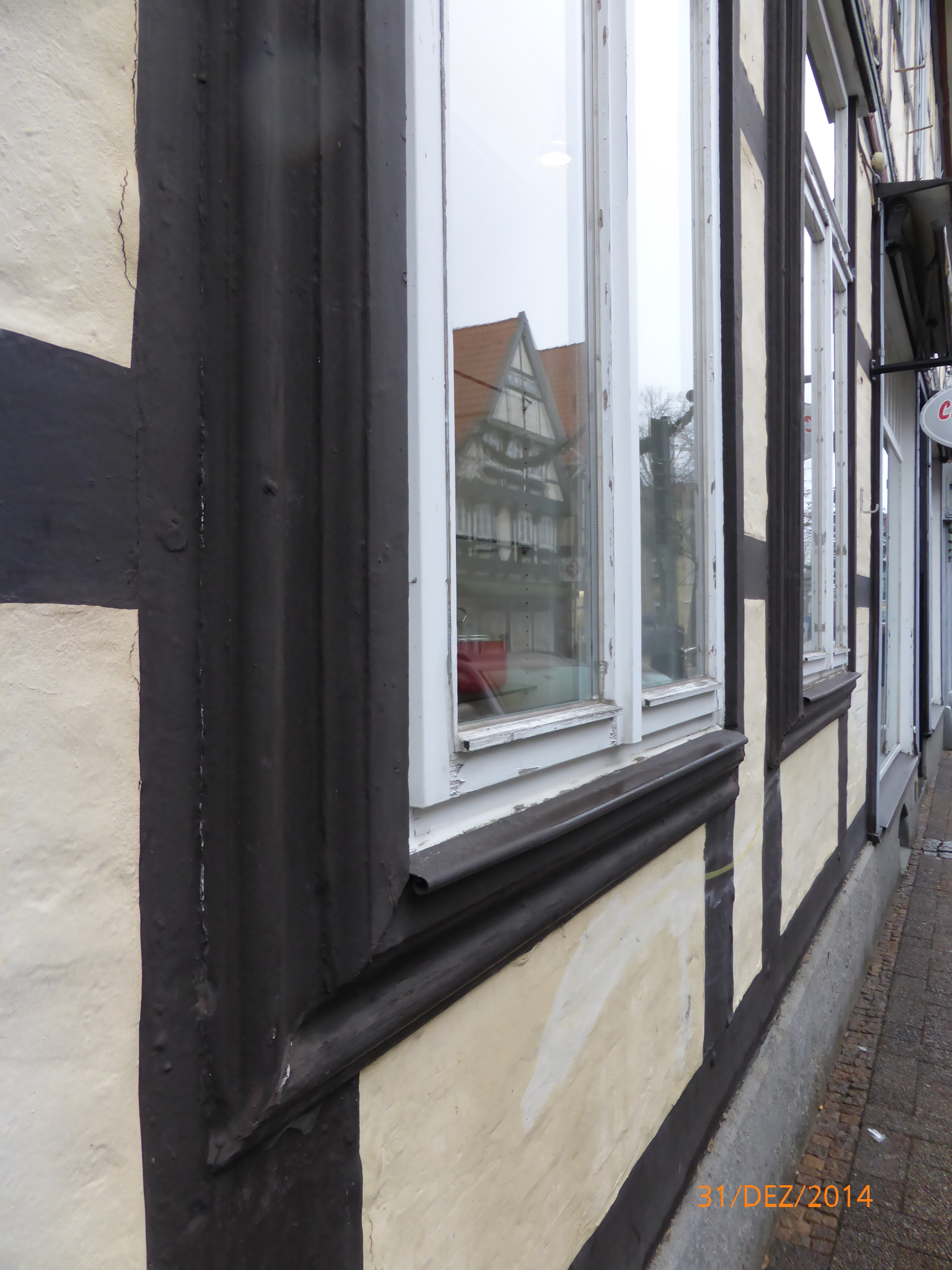
Profilierte Fensterumrahmung an einer barocken Fachwerkfassade
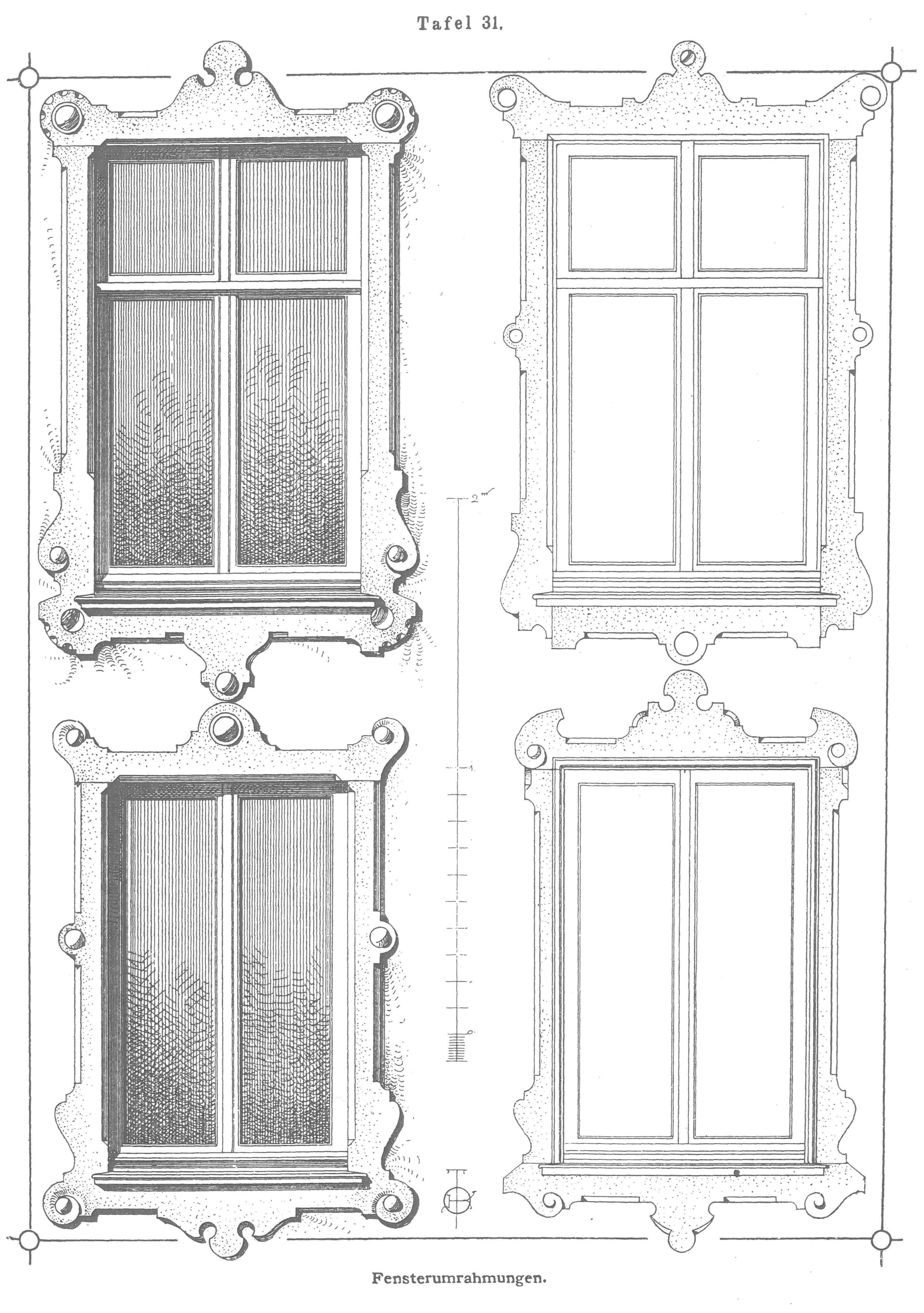
Musterhafte Fensterumrahmungen aus Holzbrettern in einem Zimmermanns-Fachbuch von 1893

## Bauphysikalische Eigenschaften
→ zu bauphysikalischen Eigenschaften historischer Fenster siehe auch: Fensterinstandsetzung
Bei der Auslegung von Fensterfläche und bauphysikalischen Eigenschaften sind verschiedene Parameter zu beachten:
- die Fensterfläche sollte mindestens 1/10 bis 1/8 der Raumfläche betragen; bei Verschattung gegebenenfalls mehr; Dachflächenfenster bewirken einen stärkeren Lichteinfall
- Fenster an der Nordseite verursachen höhere Energieverluste durch Abstrahlung
- besonnte Fenster an der Südseite erbringen größere Energiegewinne
- große Glasflächen an Ost- und insbesondere an Süd- und Westseiten bedürfen im Sommer einer Verschattung oder einer leistungsstarken Lüftung zur Abfuhr überschüssiger Wärme; wenn Arbeitsplätze zum Fenster hin ausgerichtet sind, sollte eine Verschattung vorgesehen werden, um Blendung durch Sonneneinfall zu vermeiden
- die Brüstungshöhe sollte niedrig genug sein, um sitzend die Umgebung einsehen zu können, üblich sind 60 bis 80 cm
- der Sturz sollte hoch genug liegen, um stehend den Himmel über dem Horizont sehen zu können, üblich sind 1,9 bis 2,6 m; um eine gleichmäßige Ausleuchtung zu erreichen, sollten die Fenster umso höher ausfallen, je größer die Raumtiefe ist

Fensterlaibungen sollten eine besonders leistungsfähige Dämmung in einer Stärke von 40 bis 80 mm erhalten, um Wärmebrücken zu vermeiden. Häufig werden Hartschaum-, bei Innendämmung auch Holzfaser-Dämmplatten gewählt. Besonders robust sind Glasschaum-Platten.
Bauphysikalische Anforderungen:
- Beständigkeit gegen Witterung von außen und gegen Wasserdampf und Kondensat von innen
- mechanische Festigkeit gegenüber Windlast und Einbruch von außen sowie Einwirkung durch die Nutzer des Gebäudes von innen
- Wärmeschutz, gegebenenfalls Sonnen- und Blendschutz
- Schallschutz
- Brandschutz falls erforderlich, siehe Feuerwiderstand
- gegebenenfalls Sichtschutz, etwa durch Verspiegelungen, Milchglas oder Ornamentglas; unter Umständen nach Arbeitsstättenrichtlinie

Akkreditierte Prüfinstitute wie das Institut für Fenstertechnik (IFT) in Rosenheim zertifizieren die Eigenschaften von Fenstern.

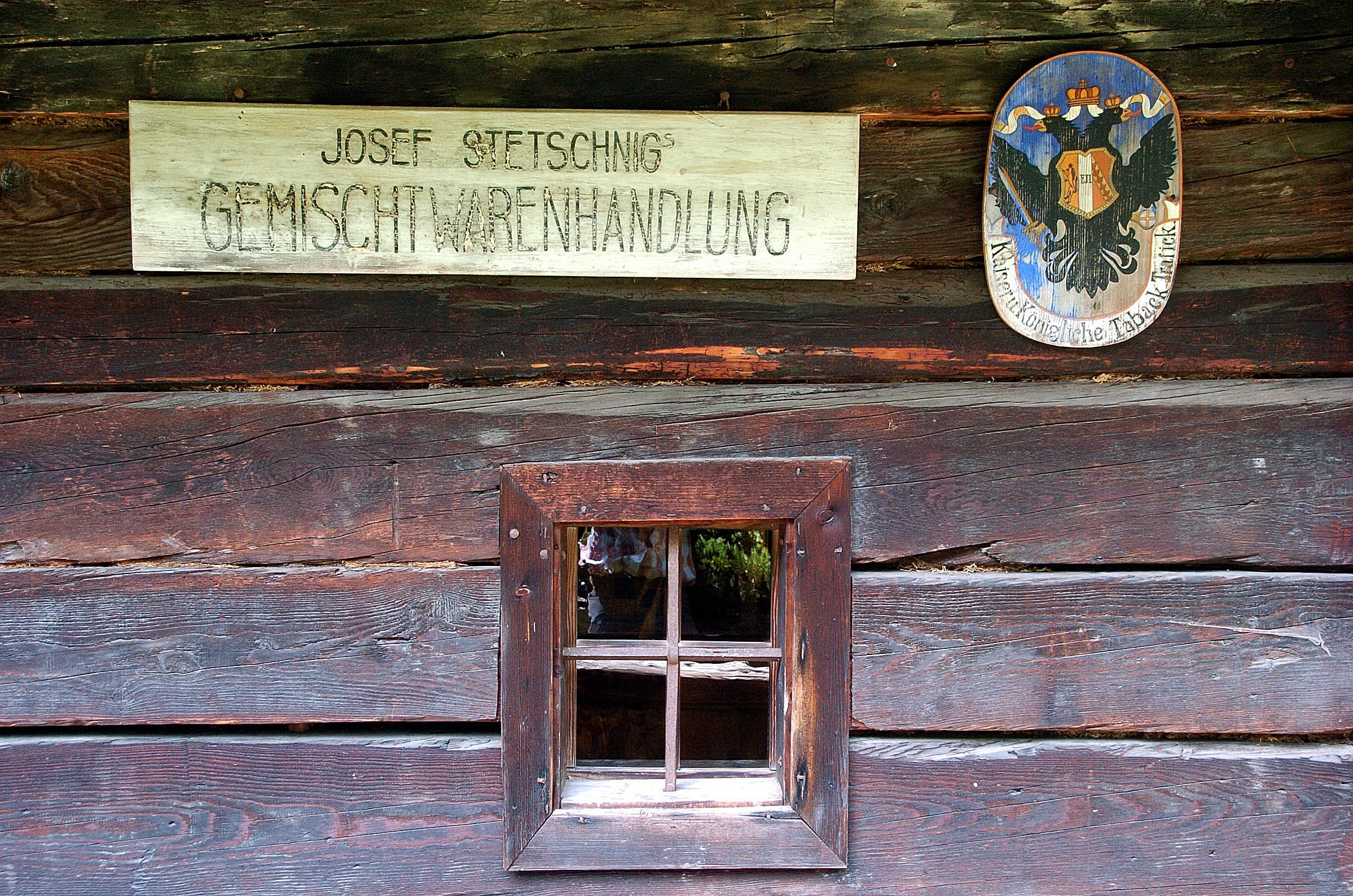
Fenster eines alten Rosentaler Holzhauses, Kärnten, Österreich

### Winddichtigkeit und Luftwechselrate
Die Undichtigkeit historischer Holzfenster verbunden mit dem leichten aber dauerhaften Sog der früher üblichen Feuerstellen garantierte in der kalten Jahreszeit einen gewissen Mindestluftwechsel, durch den die heute häufig auftretenden Schimmelprobleme nicht auftraten.
Durch die inzwischen üblichen Gummilippendichtungen muss heute das Fenster geöffnet werden, um eine ausreichende Lüftung zu erreichen. Alternativ kann eine mechanische Lüftungsanlage installiert werden.
Andernfalls kann Feuchtigkeit aus der Raumluft an kalten Bauteilen kondensieren. Bei einfach verglasten Fenstern ist die Glasscheibe die kälteste Oberfläche und die Luftfeuchtigkeit schlägt sich an der Scheibe sichtbar nieder. Wird ein modernes wärmegedämmtes Fenster in eine ungedämmte Außenwand eingebaut, kondensiert die Luftfeuchte an Wärmebrücken rund um den Fensterrahmen oder in Raumecken, die dadurch auffeuchten und zu Schimmel neigen.

### Schallschutz
→ zum Schallschutz historischer Kastenfenster siehe auch: Fensterinstandsetzung
Fenster als schwächstes Glied reduzieren das Schalldämmmaß schwerer Außenwände erheblich. Die Abschwächung des Schalldämmwertes der Wand wird in der Bauphysik in einer Formel mit dekadischem Logarithmus berechnet. Der Geräuschpegel des Straßenverkehrs kann tabellarisch erfasst werden, um daraus das notwendige Schalldämmmaß des Fensters zu ermitteln.
Durch Verbundglasscheiben mit speziellen schallschluckenden Folien wird die innere Dämpfung der Scheibe erhöht, damit das Schalldämmmaß erhöht. Vor einigen Jahren wurde der Scheibenzwischenraum mit einem Gas, welches schwerer als Luft ist, gefüllt beispielsweise SF6. SF6 ist aber wegen seiner ozonschädigenden Eigenschaften aufgrund des Kyoto-Protokolls zum Klimaschutz in den meisten europäischen Ländern mittlerweile verboten. Stattdessen werden nun Argon oder Krypton verwendet.
Weitere Verbesserungen im Schallschutz können erreicht werden durch:
- die Erhöhung der Masse von Fensterscheibe und -rahmen
- die Kombination von einer stärkeren mit einer dünneren Glasscheibe
- Vergrößerung des Abstands zwischen den Scheiben
- mehrfache Dichtungsebenen zwischen Flügel und Rahmen aus Gummiprofilen

### Wärmetechnische Eigenschaften
Neben der Art der Verglasung sind die Ausführung von Flügel und Rahmen für die Energiebilanz des Fensters entscheidend. Die Wärmedämmung heutiger Fensterkonstruktionen hängt allerdings nicht mehr so stark vom Material von Flügel und Rahmen ab, wie zuvor, da auch die Innen- und Außenseiten von Stahl- und Aluminiumprofile durch Einlagen aus Kunststoff thermisch entkoppelt werden. Insgesamt können die Fenster jedoch immer noch eine Schwachstelle in der thermischen Hülle des Gebäudes darstellen, auch wenn sich das Missverhältnis des Wärmeverlustkoeffizienten der Fenster zur Außenwand stark angeglichen hat. Dabei wirken sich die solaren Wärmegewinne von Fenstern während der Heizperiode und die Einsparungen von elektrischem Licht durch natürliche Belichtung positiv in der Bilanz aus. Die Herstellung von Glas, Aluminium, Stahl und Kunststoffen ist sehr energieaufwendig, die Verwendung von Tropenhölzern problematisch. Die Energiebilanz des Bauteils Fenster sollte auch nicht gänzlich ohne die Einbeziehung des Heizsystems beurteilt werden.
Die Verwendung von beschichtetem Mehrscheiben-Isolierglas (MIG) ist heute Standard. Nur so können die Anforderungen der Energieeinsparverordnung (EnEV) erfüllt werden. Eine zusätzliche Verbesserung ist möglich durch:
- Isolierglasfenster mit Dreifach-Verglasung, das wegen der Dicke und des Gewichts höhere Anforderungen an die Fensterkonstruktion stellt.
- Isolierglasfenster mit vorgeblendeter dritter Scheibe: Diese Konstruktion ist mit einem Verbundfenster vergleichbar, bei dem eine Scheibe durch Isolierglas ersetzt ist. Im Zwischenraum können Jalousien geschützt untergebracht werden.
- Isolierglas-Kastenfenster: Aufbau wie bei einem klassischen Kastenfenster, nur dass die beiden Teilfenster keine einfache Scheibe, sondern eine Isolierglasscheibe enthalten.

Isolierglas hat eine begrenzte Lebensdauer. Die DIN 18545-1 (Abdichten von Verglasungen mit Dichtstoffen; Anforderungen an Glasfalze) erlaubt eine geringe Leckage der Abdichtung des Zwischenraums. Ein Erblinden oder gar das Bilden von Kondensat zwischen den Scheiben ist allerdings eher selten. Eine Lebensdauer von 30 Jahren und mehr ist keine Seltenheit.
Als Notbehelf zur Verbesserung der Dämmeigenschaften von einfach verglasten Fenstern werden spezielle Folien angeboten, die ringsum am Flügel angeklebt und anschließend durch Befeuchtung gespannt werden, so dass sie kaum noch sichtbar sind.

#### Wärmedämmverglasung
Die einzelnen Scheiben eines Isolierglasfenster sind mit einem gasdichten Randverbund aus Glasabstandhalter und Dichtmasse miteinander verbunden (Mehrscheiben-Isolierglas). Im Scheibenzwischenraum befindet sich Luft oder Edelgas, (Argon, Krypton oder Xenon). Zusammen mit aufgedampften Schichten zur Reflexion von Wärmestrahlung ist es gelungen, den Wärmedurchgangskoeffizienten von 3,0 W/(m²·K) bei den frühen Isoliergläsern auf 0,9 bei Zweifach-Wärmeschutzgläsern und 0,5 bei Dreischeibenverglasungen zu reduzieren. Mit einer Zweischeiben-Wärmeschutzverglasung können die Energieverluste heute gegenüber einer Einfachverglasung auf ein Fünftel, mit einer Dreischeiben-Wärmeschutzverglasung auf ein Zehntel gesenkt werden. Der Wärmeverlust bei herkömmlichen Isolierglasscheiben setzt sich zusammen aus 2/3 Wärmestrahlung und 1/3 Konvektion. Durch den Einsatz von Wärmeschutzverglasung, sogenanntem Low-E-Glas (Low-Emissivity-Glas), lassen sich diese Wärmeverluste stark reduzieren. Wird als Gas Argon verwendet, dann wird dieser Verlust nochmals geringer.
Weiter treten entlang der Glasscheibe sogenannte Wärmebrückenverluste auf (siehe U-Werte). Diese können ebenso durch den Einsatz von geeigneten Glasabstandhaltern, wie z. B. warmen Kanten, minimiert werden (siehe Glasabstandhalter).
Der Rahmen muss aufgrund des höheren Gewichtes und zur Vermeidung von Scherbelastung im Randverbund der Wärmedämmverglasung stabiler gebaut sein als ein Rahmen für eine Einscheibenverglasung. Der Rahmen sollte einen ähnlich geringen Wärmedurchlasswiderstand, wie die eingesetzte Verglasung haben. Bei hochdämmenden Gläsern hat regelmäßig der Rahmen und bei schlecht dämmenden Gläsern die Verglasung den geringeren Wärmedurchlasswiderstand.

#### U-Werte eines Fensters
Der gesamte Wärmedurchgangskoeffizient eines Fensters setzt sich aus dem U-Wert des Glases und dem U-Wert des Rahmens zusammen. Dabei werden folgende Bezeichnungen verwendet:
- Uw-Wert (w=window) → gesamter U-Wert
- Ug-Wert (g=glazing) → U-Wert der Verglasung
- Uf-Wert (f=frame) → U-Wert des Rahmens

Der U-Wert wird in W/(m²·K) angegeben. Der Gesamt-Uw-Wert eines Fensters wird aus drei verschiedenen Faktoren berechnet: aus dem Uf-Wert, dem Ug-Wert und dem Übergangsbereich zwischen Verglasung und Rahmen, dieser Wert wird als Wärmebrückenverlustkoeffizient Ψg (sprich: psi) des Glasrandes bezeichnet. Außerdem muss in die Berechnung natürlich auch die Fenstergröße mit einbezogen werden.
Dabei gilt: Je niedriger der Uw-Wert, umso besser. Ab einem Uw-Wert von 0,8 W/(m²·K) oder besser darf ein Fenster als Passivhausfenster bezeichnet werden.

#### Anforderungen des Gebäudeenergiegesetzes
In Deutschland fließen beim Energieverbrauchs-Nachweis verschiedene technischen Kenngrößen (UW-Wert, g┴-Wert, gtot-Wert, Orientierung und Neigung) der transparenten Bauteile wie Fenster und Türen des betrachteten Gebäudes ein. So werden die Transmissionswärmeverlust und die solaren Wärmegewinnen bei der Ermittlung der Energiebilanz nach DIN V 18599 herangezogen. Weiterhin muss eine normgerechte natürliche Belichtung nachgewiesen werden. Sollte der Nachweis zum sommerliche Wärmeschutz durch die geplanten Fenster nicht erreicht werden, sind außenliegende Beschattungselemente vorzusehen.

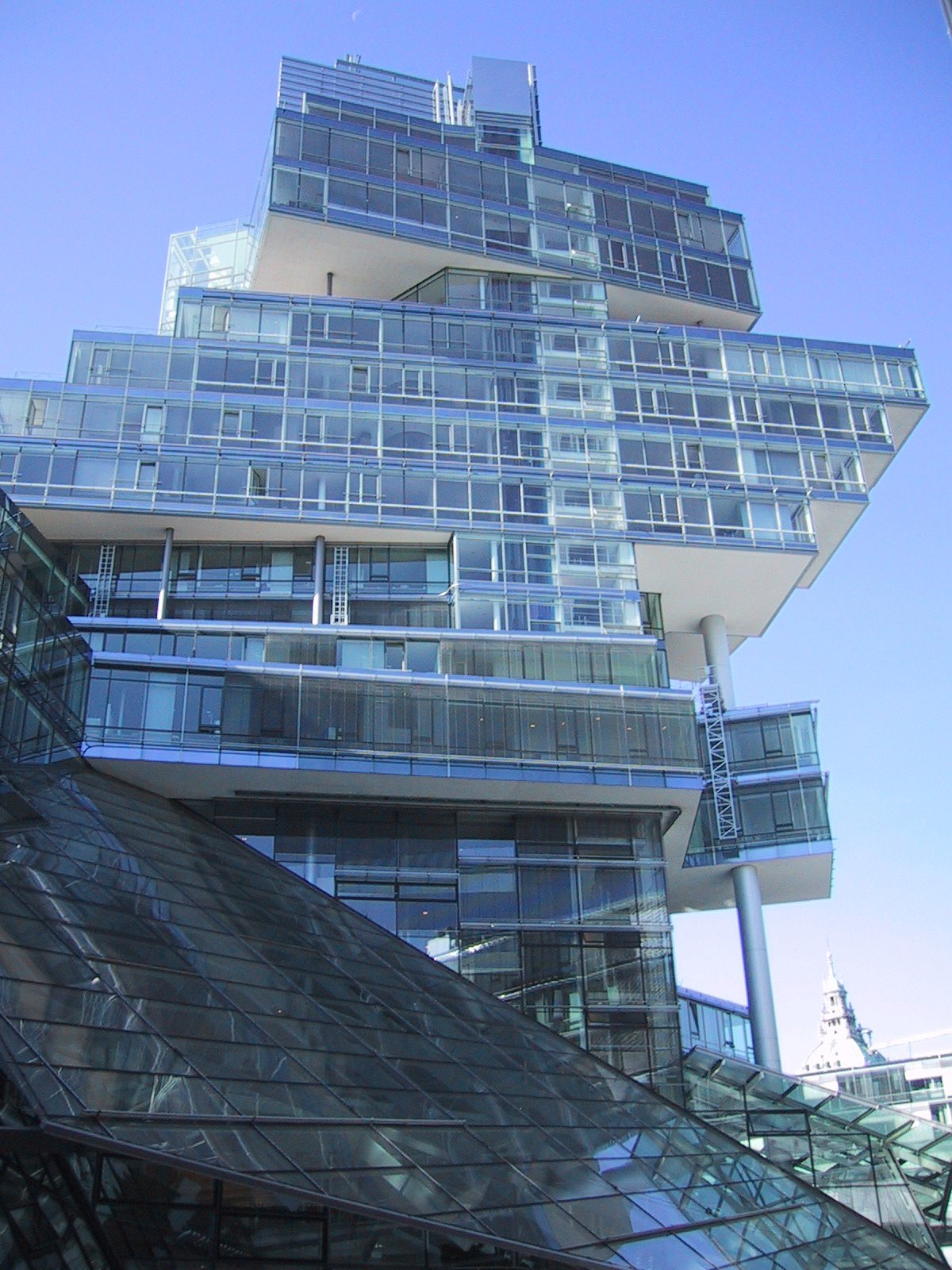
Vorhangfassade aus Glas

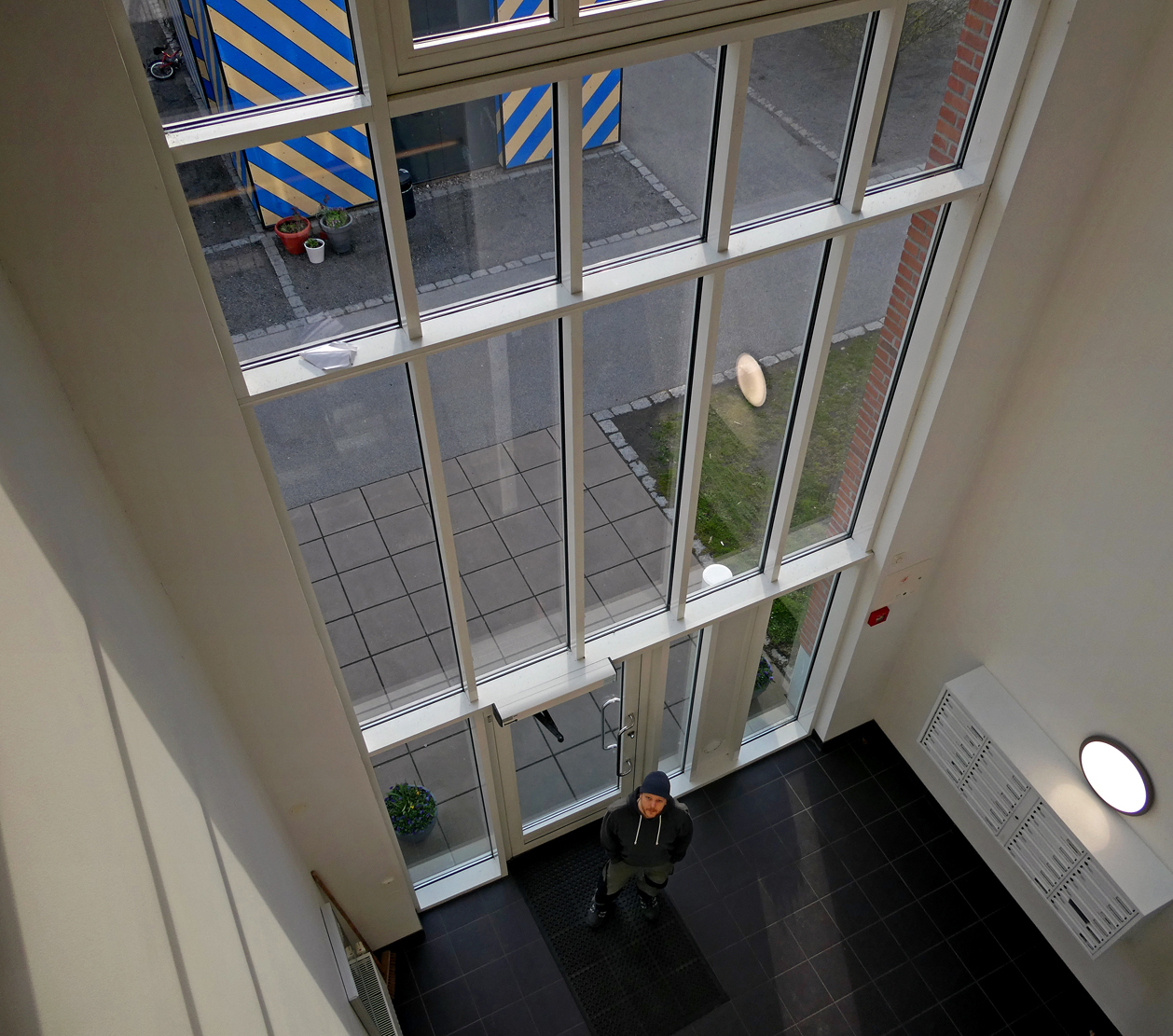
Hohe Fenster im Eingang zu einem Wohnhaus in Ystad 2021

Hoch wärmedämmende Fenster lassen weniger Licht einfallen, da Rahmen- und Flügelprofile mehr Platz einnehmen und ein größerer Anteil des Lichts aufgrund der größeren Anzahl von Scheiben, der größeren Gesamt-Glasstärke sowie der aufgedampften reflektiven Schichten nach außen zurückgeworfen wird.
Im Neubau können die Fensteröffnungen entsprechend groß vorgesehen werden. Beim Austausch von bestehenden Fenstern sollte gegebenenfalls auf die Breite von Rahmen- und Flügelprofilen geachtet werden, damit sich die resultierende freie Glasfläche der neuen Fenster nicht bedeutend reduziert. Auch sind Wärmedämmgläser erhältlich, die einen höheren Licht-Durchlassgrad aufweisen, als die Standard-Verglasung.
Rahmenanteil
Durch die Standardisierung der Fensterprofile sowie größere Anforderungen an Belastbarkeit, Bedienungskomfort, Dichtheit, Wärme-, Schall- und Einbruchschutz sind heutige Fensterprofile vergleichsweise breit und tief. Damit geht immer mehr Glasfläche im Verhältnis zum Rohbaumaß des Fensters verloren. Werden Fenster aus Standardprofilen in besonders kleine Wandöffnungen eingesetzt, wie sie in manchen historischen Gebäuden aus gestalterischen Gründen oder aus Geldknappheit vorgesehen wurden, so verbleibt unter Umständen nur noch ein Bruchteil der Maueröffnung für die Verglasung.
Erhöhte Reflexion
An der Grenzfläche zwischen Luft und Glas werden etwa 4 % des einfallenden Lichtes bei senkrechtem Einfall reflektiert, bei schrägem Einfall noch deutlich mehr. Eine Glasscheibe reflektiert an ihren zwei Grenzflächen somit rund 8 % des einfallenden Lichtes. Eine doppelte Verglasung verliert bereits 15 %, die Dreifachverglasung sogar 22 % des einfallenden Lichtes. Eine Beschichtung der Glasflächen kann die Reflexion noch auf etwa 29 % verstärken.
Dieser Effekt kann bei Neubauten jedoch durch große Glasscheibenabmessungen und einen größeren Glasflächenanteil ausgeglichen werden. Die quantitative Beziehung zwischen der Art des Fensters beziehungsweise der Verglasung und dessen Fähigkeit zur Wärmedämmung wird durch den Wärmedurchgangskoeffizienten beschrieben.
Luftdichte Fenster
EnEV und das neue Gebäudeenergiegesetz (GEG) fordern eine luftundurchlässige Gebäudehülle. Deswegen enthalten moderne Fenster Dichtlippen. Die Prüfung der Gebäudehülle auf etwaige Luftdurchlässigkeiten kann mit Hilfe einer sogenannten Luftdurchlässigkeitsmessung durchgeführt werden. Sie ist auch als BlowerDoor-Messung bekannt.
Historische Fenster können von den Anforderungen der Energieeinsparverordnung ausgenommen werden, siehe Fensterinstandsetzung#Fensterinstandsetzung und die Energieeinsparverordnung.

#### Passivhausfenster
Fenster, die einen Uw-Wert von 0,80 W/(m²·K) oder besser haben, dürfen als Passivhausfenster bezeichnet werden. Diese Werte werden durch die Verwendung einer 3-fach-Verglasung mit thermisch getrennten Glasabstandhaltern (der sogenannten „warmen Kante“), eines stark gedämmten Rahmen- und Flügelprofils sowie gegebenenfalls eines dritten umlaufenden Dichtungsprofils und eines vergrößerten Glasfalzeinstandes erreicht.
Bei Kunststofffenstern spielt auch die Anzahl der Luftkammern eine Rolle.
Um sowohl den Wärmeverlust zu minimieren als auch einen ausreichenden Luftaustausch zu gewährleisten, wird für Passivhäuser ein angepasstes Lüftungskonzept gefordert.

#### Solarer Wärmegewinn
Energiegewinn, da durch Glas nicht nur Wärme verloren geht, sondern auch bei günstiger Sonnenausrichtung Energie eingefangen wird. Quantifiziert wird diese Art der passiven Sonnenenergienutzung durch den Energiedurchlassgrad (g-Wert). Dieser Effekt wird im Winter bei großzügig dimensionierten Südverglasungen genutzt, wenn die Sonne flach steht und direkt in den Raum strahlt. Hingegen müssen diese Glasflächen im Sommer, wenn die Sonne steil steht, durch Vordächer, außenliegende Jalousien oder Doppelfassaden beschattet werden, um die Räume vor Überhitzung zu schützen. Nordseitig soll die Fensterfläche gering gehalten werden, z. B.: durch Oberlichtfenster, da hier kein solarer Wärmegewinn möglich ist.

#### Sommerlicher Wärmeschutz

##### Problematik
Sonnenschutz als Schutz vor sommerlicher Überhitzung, dies ist besonders bei einem großen Fensterflächenanteil in Ost-, Süd- und Westausrichtung und typischerweise auch bei Wintergärten von Bedeutung. Bei einer Ost- und Westausrichtung kann der Sonneneintrag aufgrund der tieferstehende Sonne höher sein als bei einer Südausrichtung, da bei einem hohen Sonnenstand eine vertikale Fensterfläche nicht den vollständigen Sonneneintrag abbekommt. Von Nachteil können nach Westen ausgerichtete Fenster insbesondere im Dachgeschoß sein, wenn vorhandene Dachschrägen und geringe Speichermasse bereits zu einer Temperaturerhöhung während des Tages führen, die sich mit zusätzlichem solarem Wärmeeintrag durch Glasflächen am Nachmittag überlagert.
In höheren Breitengraden haben Fensterflächen sogar bei Nordausrichtung eine gewisse Ost- und West-Komponente(vgl. DIN 4108-2:2013-02, Tabelle 7).

##### Fensterwahl
Eine Wärmeschutzverglasung ist eine Scheibe mit einer stark reflektierenden Beschichtung. Diese kann aus einer Metallbedampfung oder einer nachträglich aufgeklebten Sonnenschutzfolie bestehen.
Der Einsatz von schaltbaren Gläsern ermöglicht eine automatische oder nutzergesteuerte Änderung der Licht- und Energiedurchlässigkeit von Verglasungen und damit eine Anpassung an die Intensität der Sonneneinstrahlung.

##### Weitere Bauteile und Maßnahmen

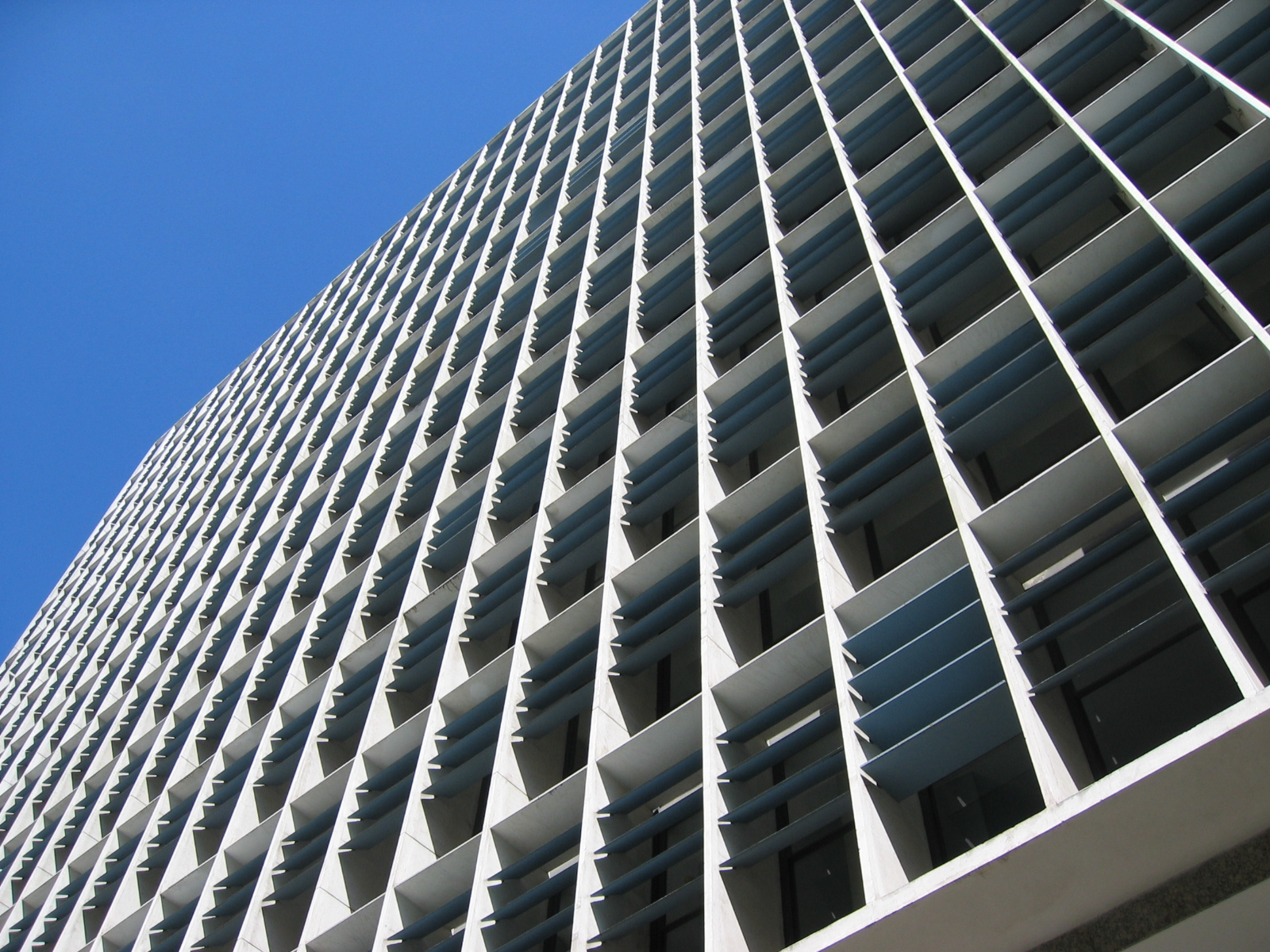
Eine moderne Methode zur Reduktion der direkten Sonneneinstrahlung ist die Verwendung von Brise soleils.

Außer durch die gezielte Wahl eines bestimmten Fenstertyps kann die direkte Sonneneinstrahlung u. a. auch durch folgende Bauteile oder Maßnahmen reduziert werden:
- Bepflanzung des Grundstücks mit reifen Bäumen oder hohen Hecken
- Fensterläden
- Markisen
- Brise Soleils
- Außenliegende Jalousien führen zu einer Abminderung des Wärmeeintrags um bis zu 85 %.
- Innenliegende Jalousien bewirken lediglich eine Abminderung um 10 bis 35 %. Sie dienen eher als Sicht- oder Blendschutz.
- Weite Dachüberstände
- Oberhalb der Glasflächen liegende Balkone oder Vordächer schützen vorrangig vor der hochstehenden sommerlichen Mittagssonne. Sonne aus Ost- und Westrichtung wird nur teilweise abgeschirmt.

#### KfW-Förderprogramme
Die Förderprogramme der KfW zielen mitunter auf die verbesserte Wärmedämmung von Fenstern ab. Gefördert werden Baumaßnahmen mit vergünstigten Darlehen oder Zuschüssen. Beantragt werden können die Förderungen sowohl von Privatpersonen, als auch von Wohnungsunternehmen oder Gemeinden. Hierfür gibt es diverse Förderprogramme, die bei der KfW selbst erfragt werden können.

## Fenster in verschiedenen Ländern

In den Vereinigten Staaten wird das Küchen-Spülbecken traditionell immer vor ein Fenster eingebaut.

Wohnhäuser in den Niederlanden, in Großbritannien und den Vereinigten Staaten werden traditionell oft mit Schiebefenstern mit zwei Fensterflügeln in liegendem Format ausgestattet. Moderne Varianten sind meist aus PVC gefertigt, seltener aus GFK oder Aluminium. Zum Lüften können sie häufig angekippt und zum Putzen in der Regel aufgeklappt werden.

### Vereinigte Staaten

#### Besonderheiten
Eine amerikanische Besonderheit ist, dass Fenster, die geöffnet werden können und zum Lüften bestimmt sind, regelmäßig mit fest installierten Fliegengittern ausgestattet sind. Besonders einfach ist dies bei Schiebefenstern möglich. Bei Scharnierfenstern, die nach außen geöffnet werden, ermöglicht ein Kurbelmechanismus ein Öffnen und Schließen des Fensters. Eine weitere Besonderheit ist eine weite Verbreitung von Hung Windows – vertikalen Schiebefenstern –, die ihre Beliebtheit unter anderem der Tatsache verdanken, dass hier in der heißen Jahreszeit ein mobiles Klimagerät oder ein Fensterventilator eingehängt werden kann. Weitaus üblicher als in Mitteleuropa sind in den USA (heute rein dekorative) Fensterkreuze.

#### Beschaffenheit

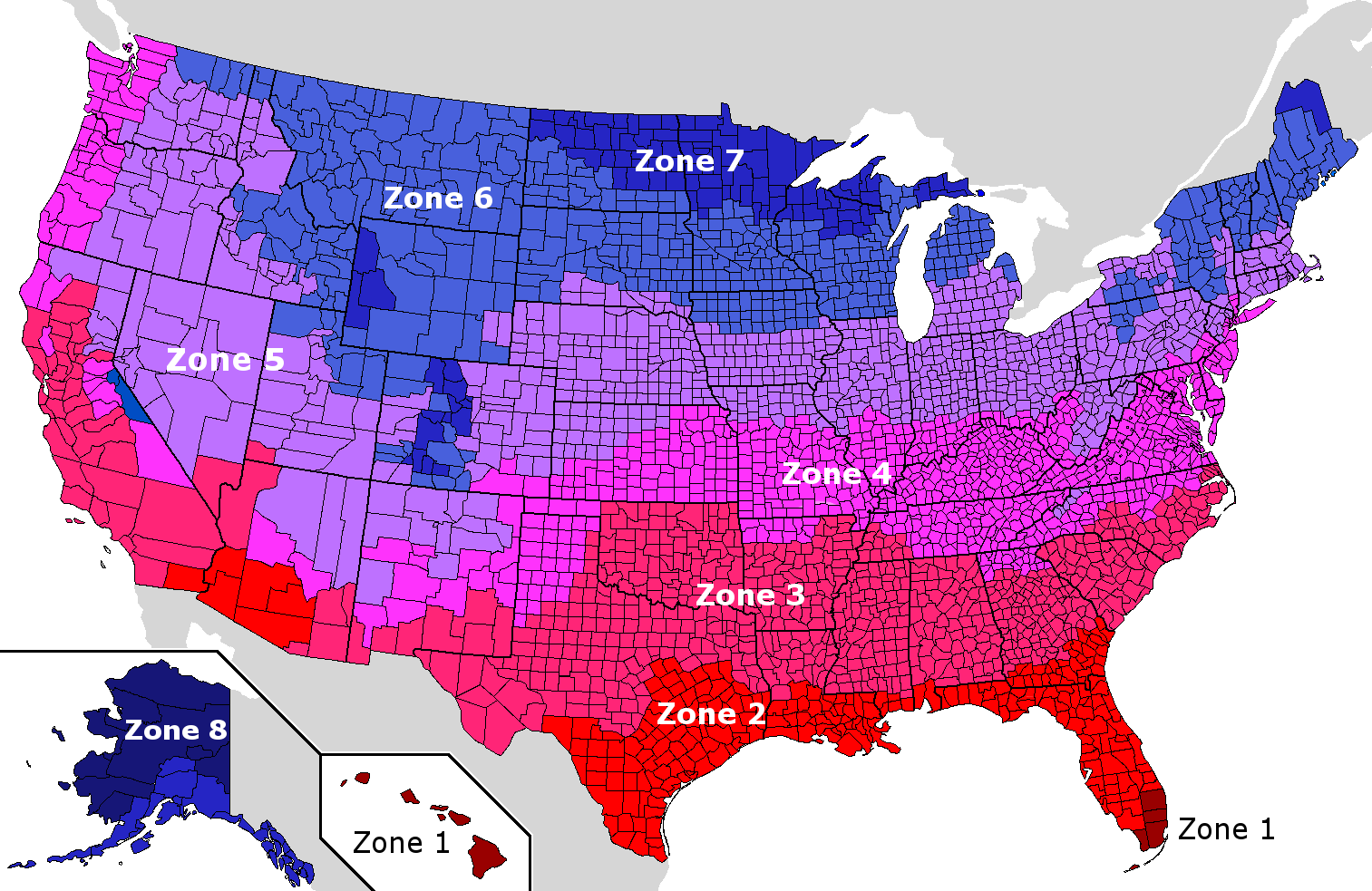
Die USA haben sehr unterschiedliche Klimazonen, für die jeweils unterschiedliche Fenster geeignet sind.

##### Rahmen
Die Rahmen sind heute meist aus PVC (engl. Vinyl), Holz, Glasfaser, Aluminium oder Kombinationen aus diesen Materialien. Bei Teilholzrahmen (Wood Clad) wird ein Holzkern von außen durch Aluminium, PVC oder Glasfaser wetter- und lichtbeständig gemacht. Bei Holzrahmen hängt die bevorzugte Holzsorte u. a. vom Klima der jeweiligen Region ab.
Die verschiedenen Materialien bestimmen nicht nur das Aussehen, die Haltbarkeit und die thermischen Eigenschaften des Fensters, sondern unterstützen auch unterschiedliche Bauformen. So haben Glasfaser und Aluminium größere Stabilität als PVC und Holz und werden in Rahmen verbaut, die besonders schlank sind.
Aluminiumrahmen werden in den USA seit den 1930er Jahren verwendet. Sie sind typisch für die Mid-Century-Architektur, werden aber auch heute noch in Häusern im Modern-Contemporary-Stil verbaut. Anders als PVC-Rahmen sind Aluminiumrahmen sehr schlank und haben keine sichtbaren Nähte. Die Oberfläche kann anodisiert, emailliert (baked enamel coated) oder farbbeschichtet (powder coated, paint coated) sein, wobei Farbbeschichtung sich bereits nach einigen Jahren aufzulösen beginnt. Bei fehlender oder schlechter Oberflächenbehandlung korrodieren Aluminiumrahmen über die Jahre auch. Aufgrund ihrer hohen Masse leisten Aluminiumrahmen bessere Schalldämmung als PVC-Rahmen, sind durch die hohe Wärmeleitfähigkeit des Materials aber weniger energieeffizient und eher für warme Regionen geeignet; für winterkalte Regionen werden aber Aluminiumrahmen mit thermischer Barriere (thermal break) angeboten. Fenster mit Aluminiumrahmen sind in den USA gut 30 % teurer als solche mit PVC-Rahmen.

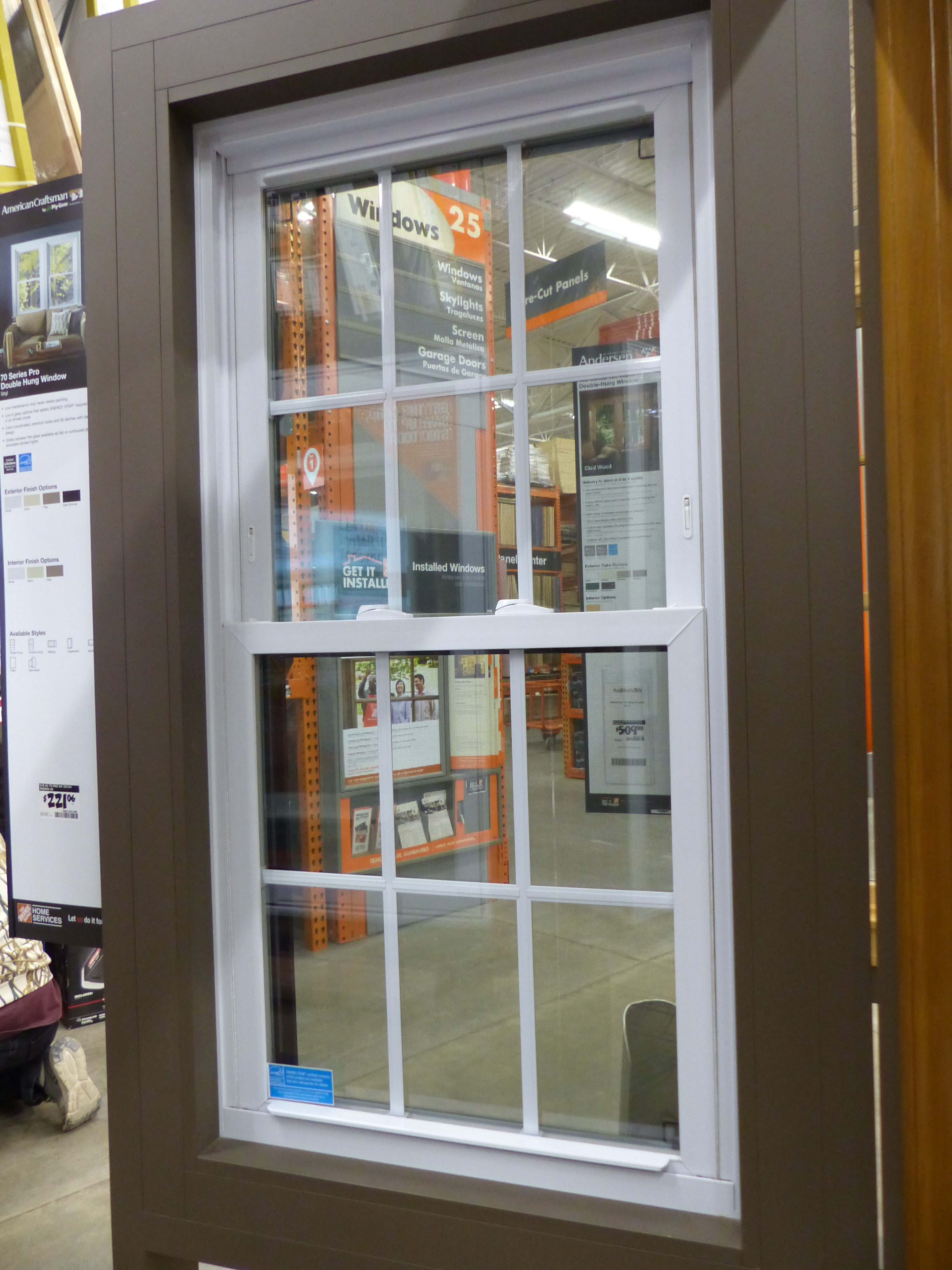
PVC-Rahmen
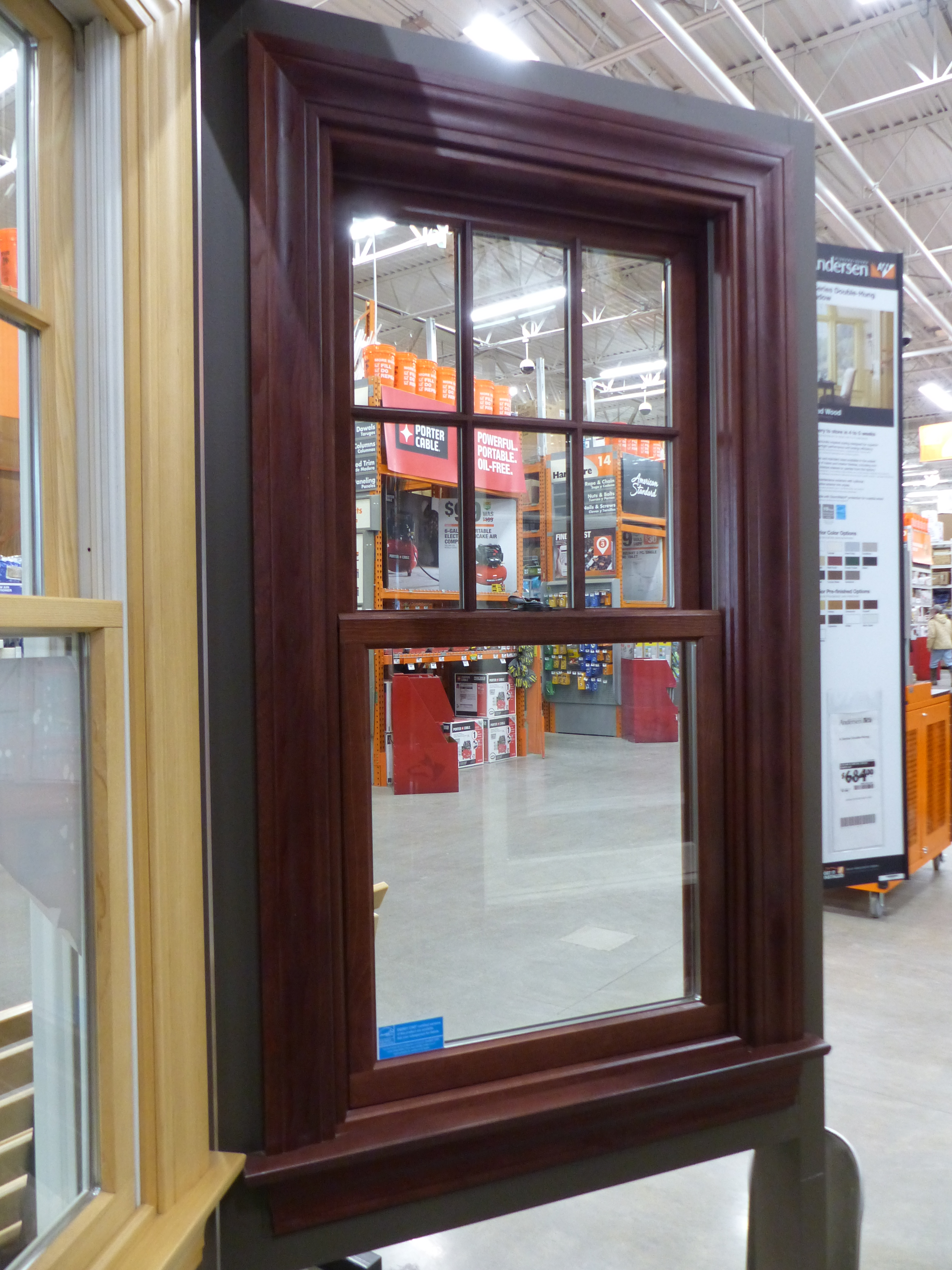
Vollholzrahmen
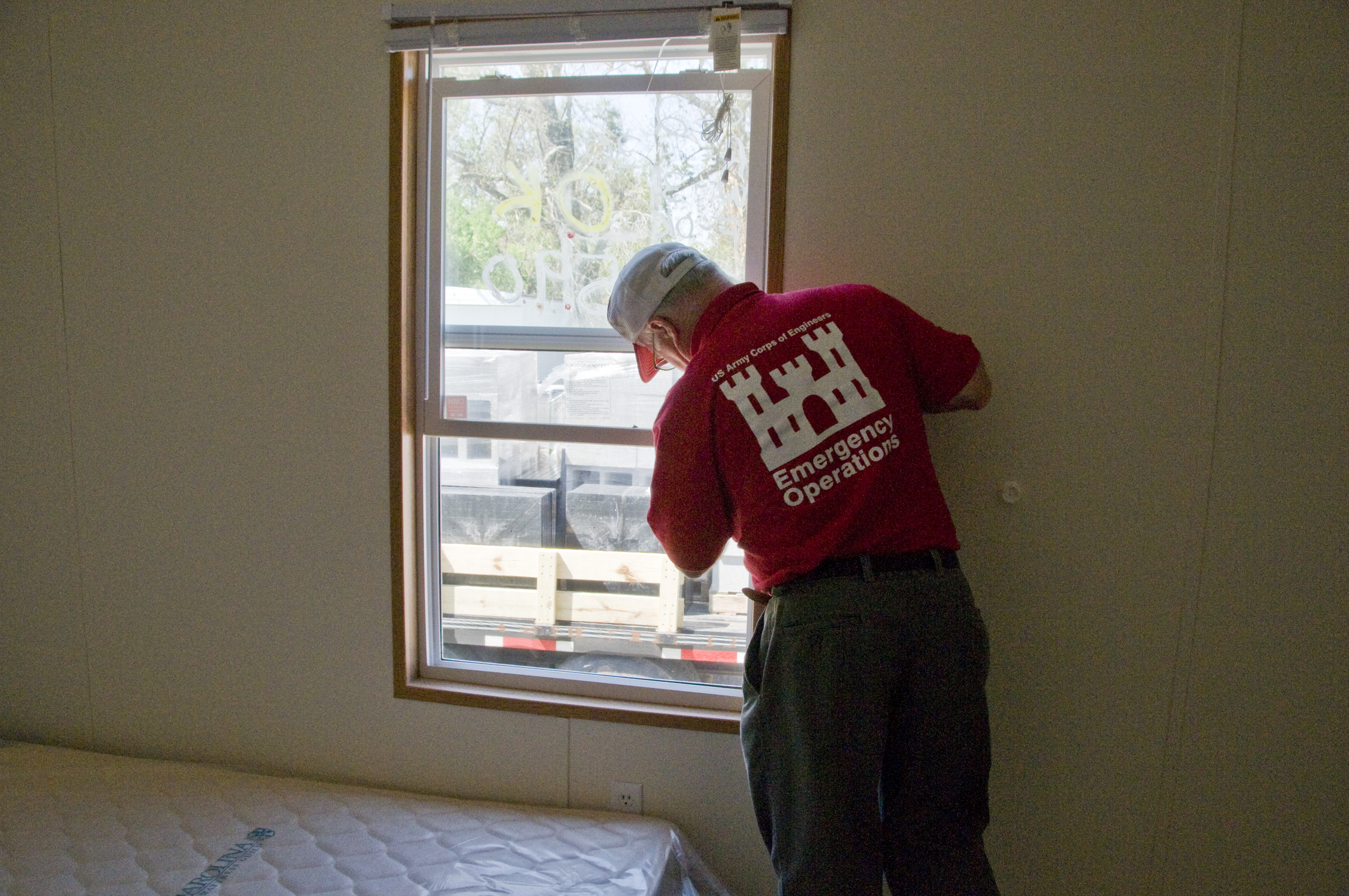
Im Süden der USA werden oft sehr schlanke Aluminiumrahmen verwendet

Da ein erheblicher Teil der Wohnhäuser in den USA bis heute in historisierenden Stilrichtungen erbaut wird, werden – zum jeweiligen Stil passend – Fenster sehr oft mit Fensterkreuzen (Muntins, Glazing Bars, Sash Bars) geliefert, die heute in der Regel jedoch rein dekorativ sind, die Glasscheibe also virtuell, aber nicht physisch unterbrechen. Bei Plastikgittern, die Fensterkreuze imitieren, spricht man auch von Grilles.

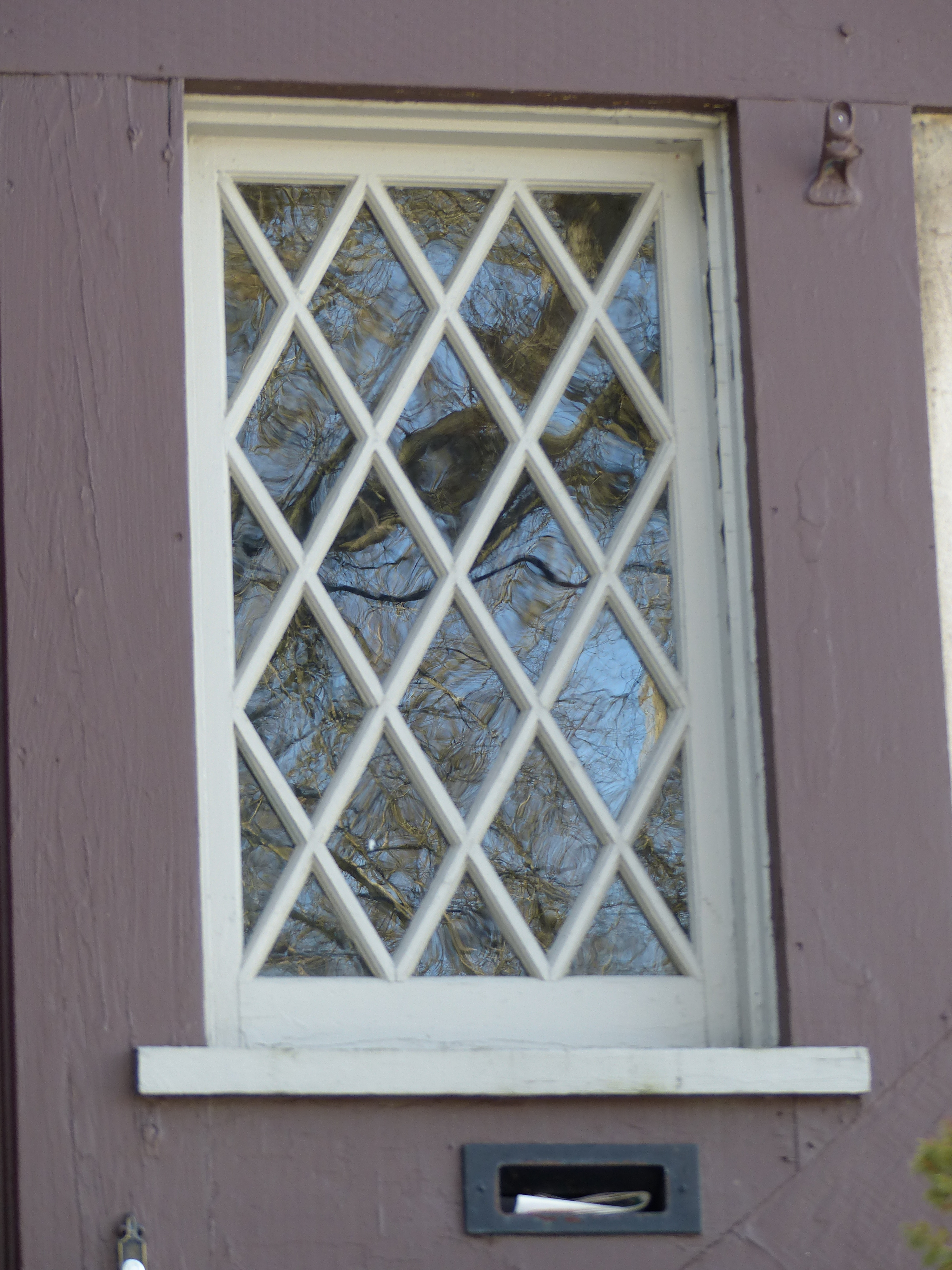
Fensterkreuze in einem Altbau, angelehnt an den Stil des 17. Jahrhunderts
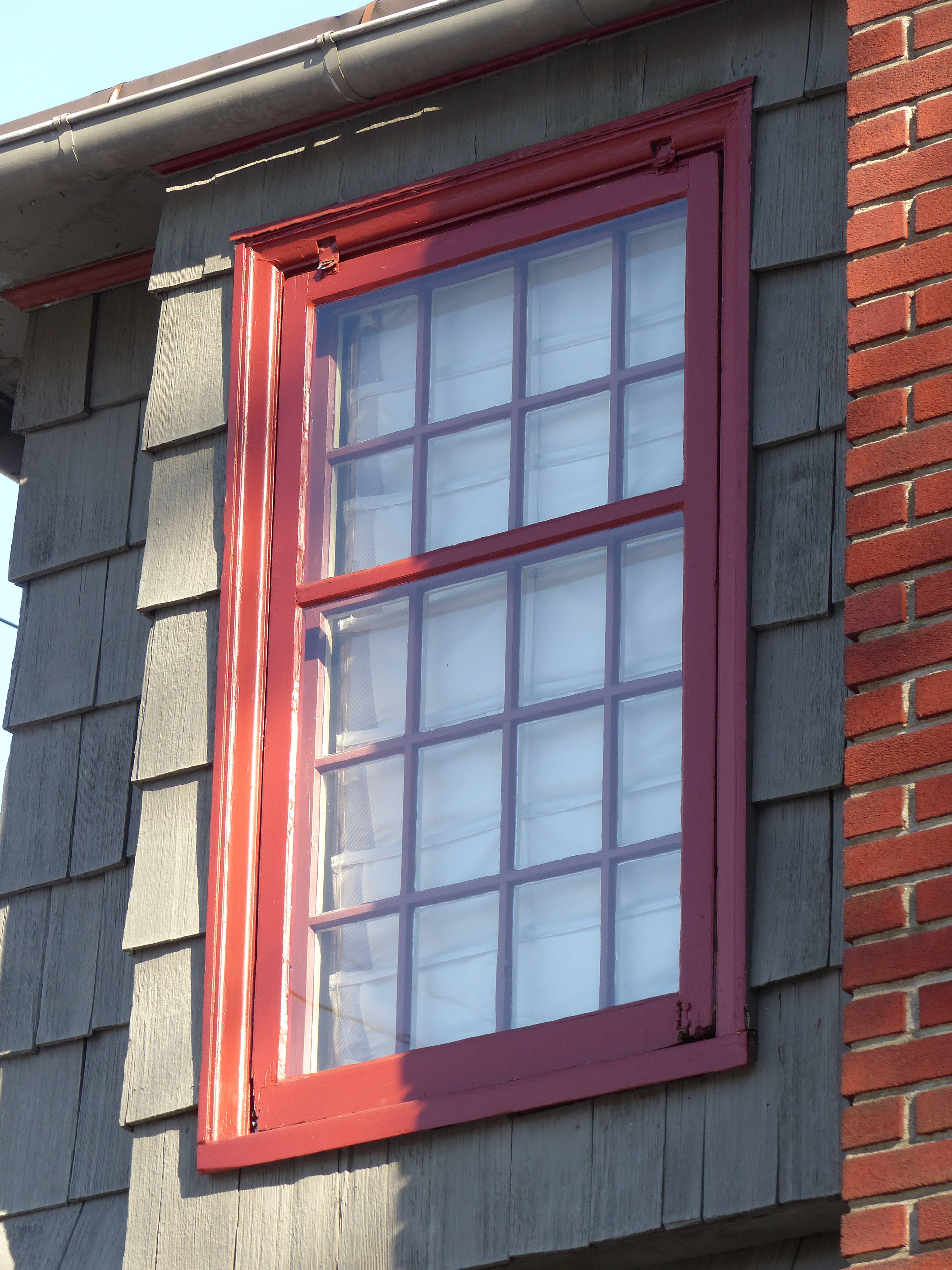
Fensterkreuze in einem Altbau, angelehnt an den Stil des 18./frühen 19. Jahrhunderts
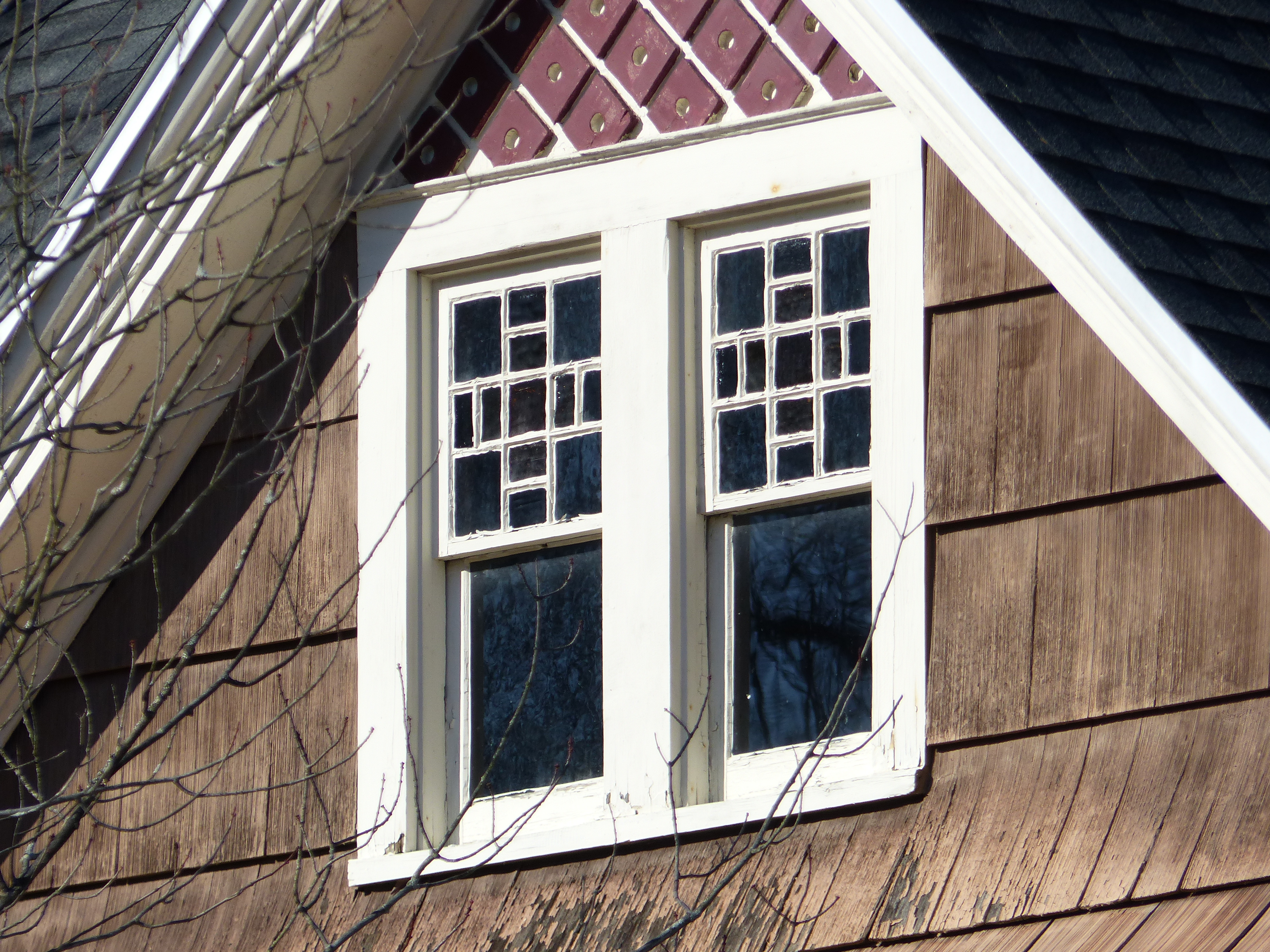
Fensterkreuze in einem Altbau
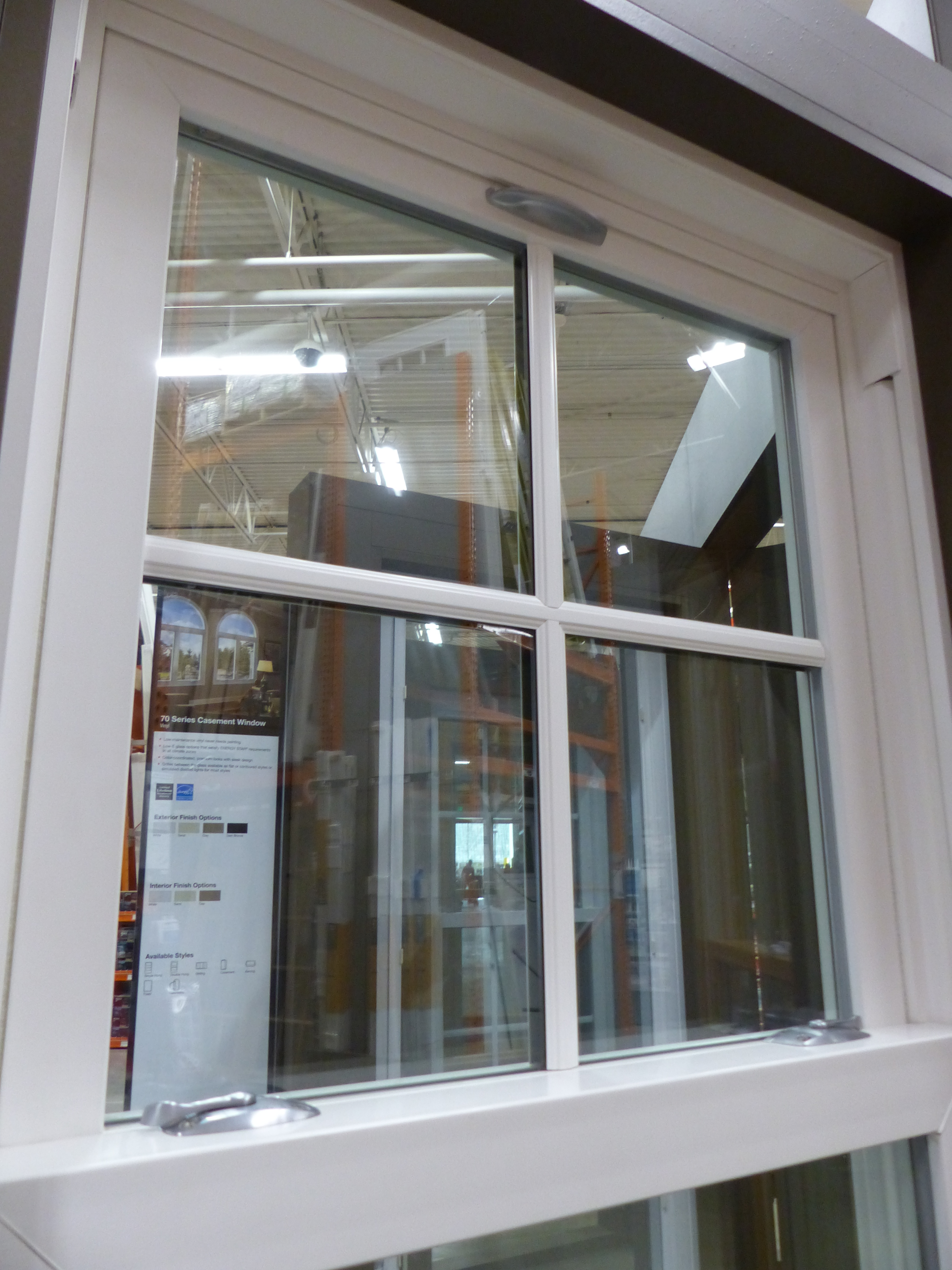
Außen aufmontiertes Fensterkreuz auf einem modernen Fenster
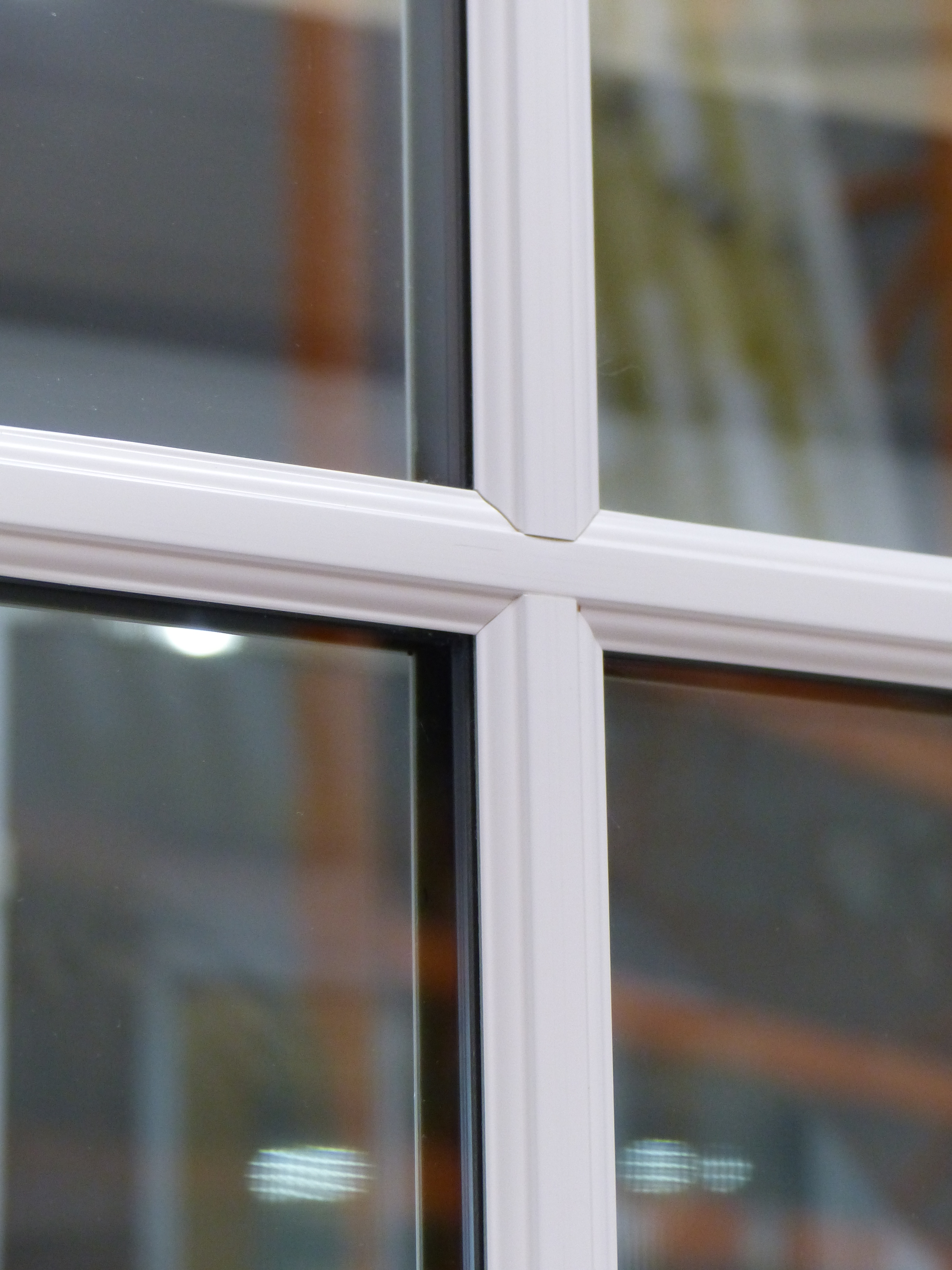
Außen aufmontiertes Fensterkreuz auf einem modernen Fenster (Detail)
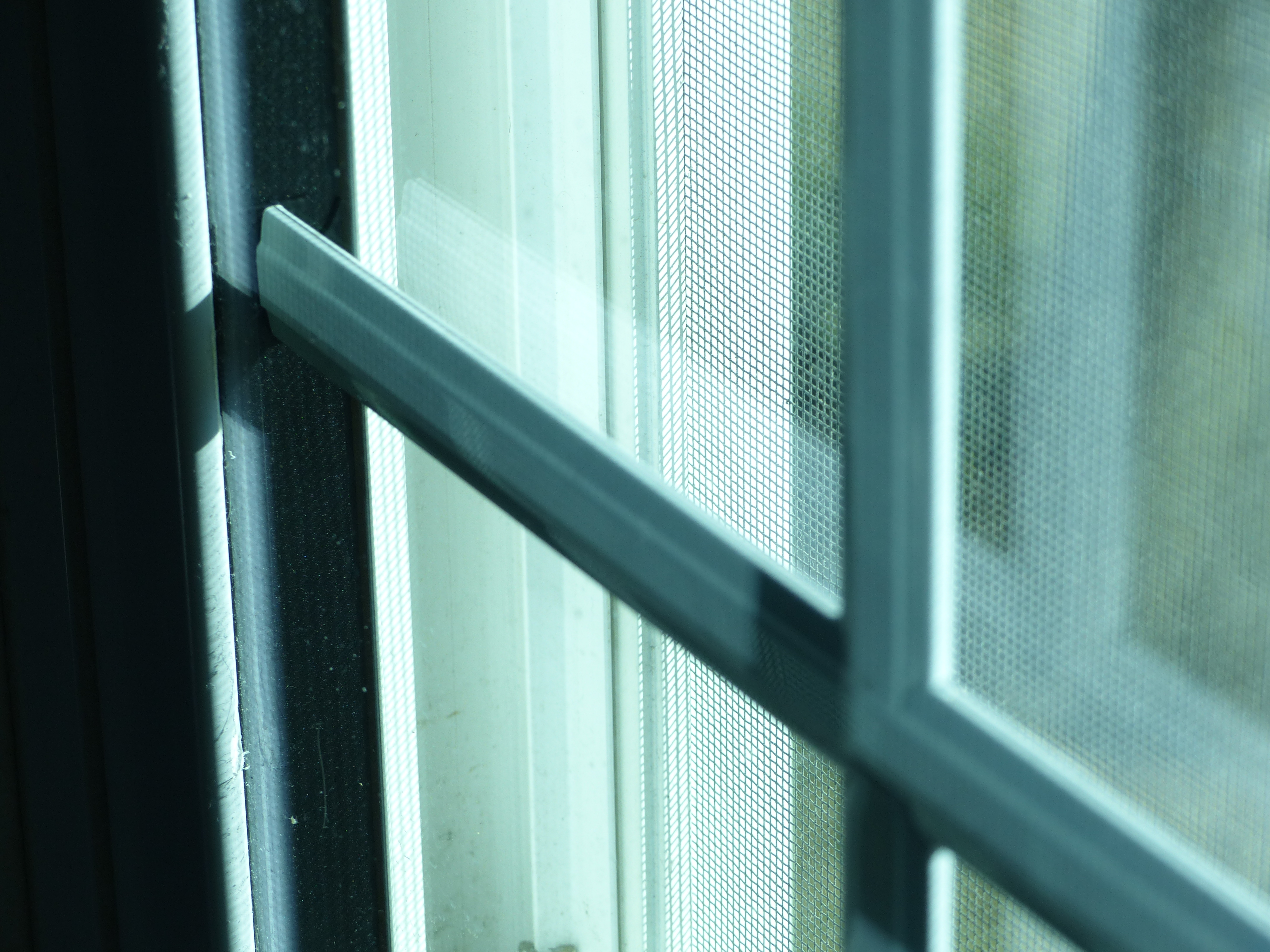
Modernes Fenster mit einem Fensterkreuz, das zwischen den Glasscheiben montiert ist (Detail)

##### Verglasung
Moderne Fenster haben in den Vereinigten Staaten mindestens Doppel-, oft auch Dreifachverglasung, wobei Dreifachverglasung sich insbesondere in winterkalten Regionen lohnt. Die Hohlräume zwischen den Glasscheiben sind heute meist mit Argon, seltener mit dem teureren Krypton gefüllt.

##### Thermische Eigenschaften
Die USA sind ein Land mit extrem unterschiedlichen Klimazonen. Um es Käufern zu erleichtern, die für ihre Klimazone am besten geeigneten Fenster zu finden, sind diese im Rahmen des Energy-Star-Programms entsprechend ausgewiesen. In winterkalten Zonen (Klimazonen 5–8) sollen die Scheiben Wärmestrahlung zwar einlassen, idealerweise aber nicht wieder auslassen. In Klimazone 4 sollen Fenster dazu beitragen, das Haus im Winter warm und im Sommer kühl zu halten. In Klimazone 3 steht der Schutz vor Wärme im Vordergrund, doch müssen die Fenster im Winter auch Wärme bewahren können. In den südlichsten Zonen ist die Hauptanforderung das Fernhalten von Wärmestrahlung. Diese Charakteristiken werden unter anderem durch spezielle Beschichtung des Glases erreicht. Der U-Wert (engl. U-Factor, Wärmedurchlässigkeit) soll je nach Region maximal 0,4 bis hin zu 0,27 betragen, der g-Wert (engl. Solar Heat Gain Coefficient, SHGC) je nach Region höchstens 0,25 bis hin zu mindestens 0,32.

#### Öffnungsarten

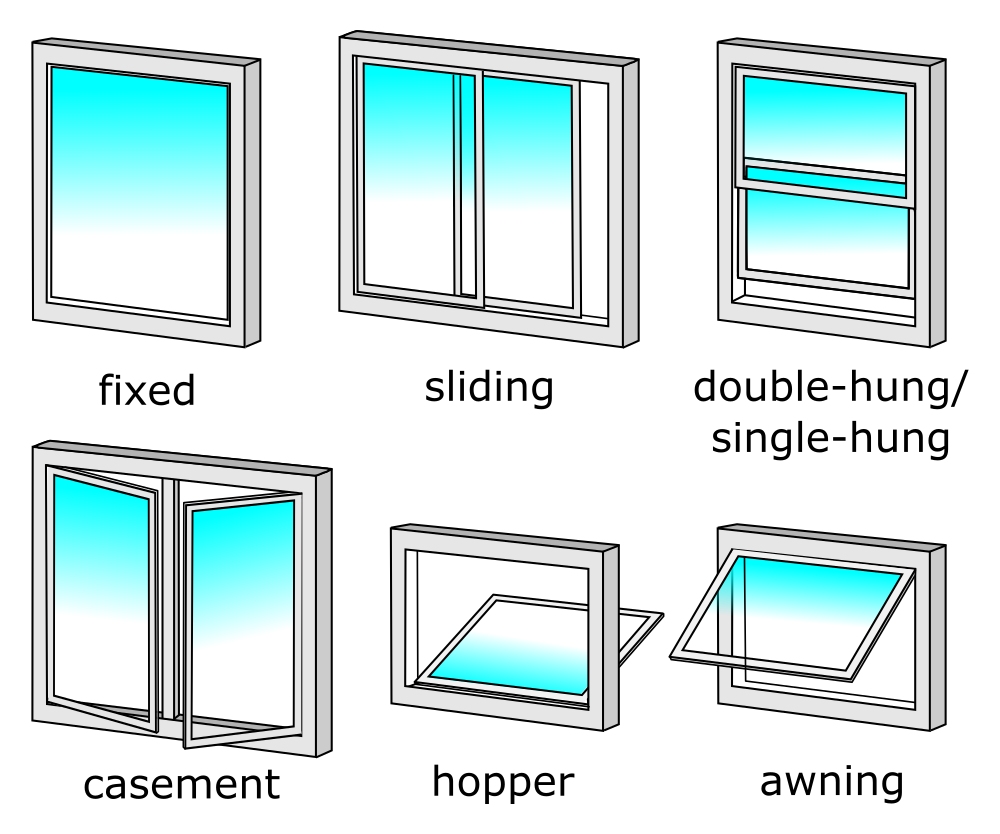
Die in den USA am weitesten verbreiteten Fenstertypen (Außenansicht)

In den Vereinigten Staaten sind viele Fenstertypen im Einsatz, die in Mitteleuropa zum Teil ungebräuchlich sind. Unter anderem werden unterschieden:

##### Schiebefenster
Double Hung WindowsDer in den Vereinigten Staaten am meisten verbreitete Fenstertyp: Vertikale Schiebefenster im Hochformat mit zwei Flügeln. Der untere Flügel (engl. sash) kann nach oben geschoben werden; anders als bei einem Single Hung Window kann auch der obere Flügel nach unten geschoben werden. Bei neueren Fenstern ist es möglich, sowohl den oberen als auch den unteren Flügel zum Reinigen nach innen zu klappen.
Single Hung WindowsWie Double Hung Windows, der obere Flügel ist jedoch unbeweglich. Dieser Fenstertyp ist nicht mehr handelsüblich, kommt in Altbauten aber noch vor.
Sliding WindowsHorizontale Schiebefenster im Querformat mit einem Flügel, der zur Seite geschoben werden kann, während der zweite unbeweglich ist. Mit etwas Aufwand können auch viele Sliding Windows ein mobiles Klimagerät aufnehmen.

Traditionelles Double Hung Window
Traditionelle Double Hung Windows, mit Fensterkreuz
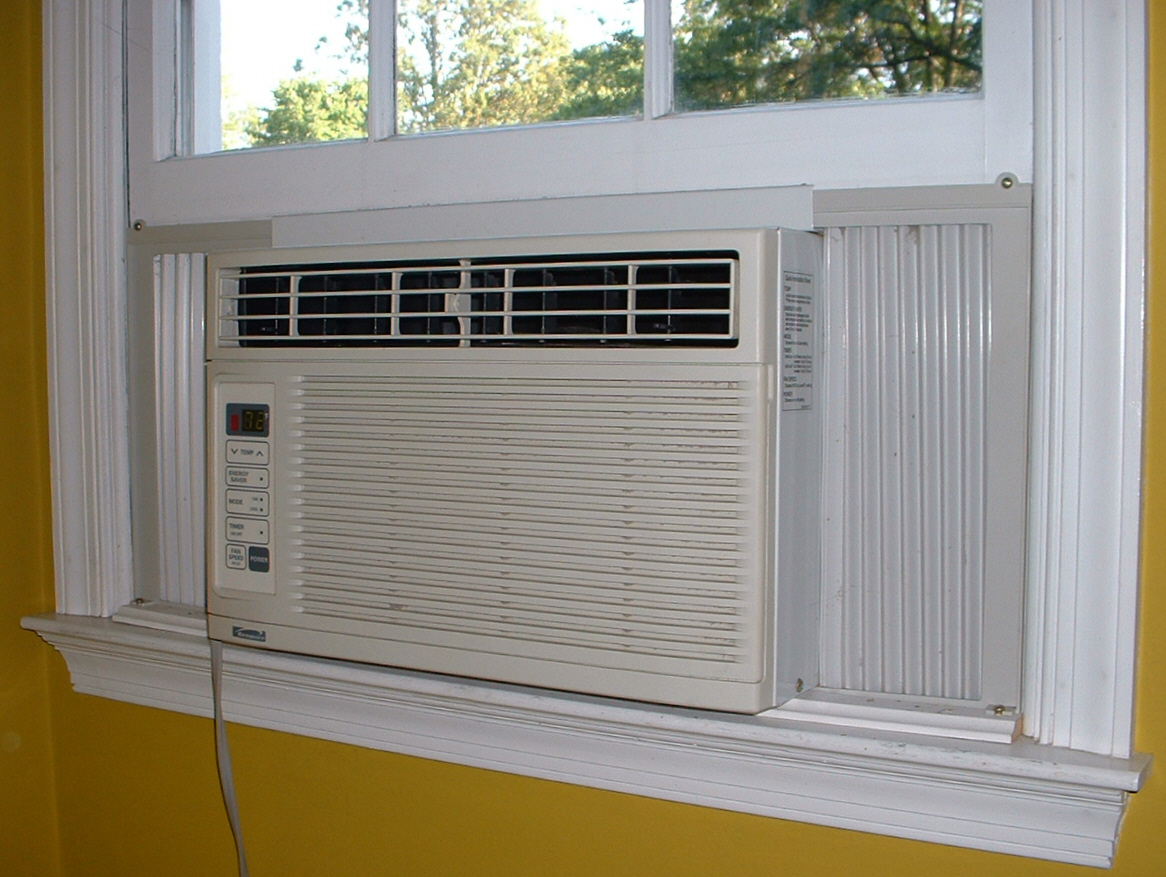
Modernes Double Hung Window mit eingehängtem Klimagerät

##### Fenster mit Scharnieren
Casement Windows (Flügelfenster)Rechteckige Scharnierfenster im Hochformat, deren Flügel nach links oder rechts (meist nach außen) geklappt werden. Neben einflügeligen Versionen existieren Kombinationsfenster mit zwei Flügeln, die durch ein Setzholz getrennt sind. Viele Casement Windows werden mit Hilfe eines Kurbelmechanismus geöffnet und geschlossen, was gegenüber der Bedienung von Hand die Vorteile hat, dass erstens der geöffnete Flügel in der gewählten Stellung fixiert ist und zweitens ein Fliegengitter verwendet werden kann.
Awning Windows („Markisenfenster“)Rechteckige Scharnierfenster im Querformat mit einem einzigen Flügel, der nach oben (nach außen; maximal ca. 45 Grad) geklappt wird. Awning Windows werden meist auf- und zugekurbelt, insbesondere wenn sie ein Fliegengitter aufnehmen. Eingesetzt werden Awning Windows hauptsächlich in höhergelegenen Wandbereichen, wo Fenster relativ schwer zu erreichen und zu bedienen sind. Beliebt sind Awning Windows auch in regenreichen Regionen, wo sie bei Regen offen gehalten werden können, ohne dass Feuchtigkeit ins Haus gelangt.
Hopper Windows (Kippfenster)Rechteckige Scharnierfenster im Querformat mit einem einzigen Flügel, der nach unten (nach innen; maximal ca. 45 Grad) geklappt wird. Eingesetzt werden Hopper Windows hauptsächlich als Kellerfenster. Weil das Fenster nach innen geöffnet wird, kann dahinter ein Fliegengitter installiert sein.

##### Unbewegliche Fenster
Picture Windows und PanoramafensterSehr große Fenster, die oft die volle Raumhöhe einnehmen und an passender Stelle einen ungehinderten Blick auf eine besonders sehenswerte Umgebung bieten sollen. Von einem Picture Window spricht man bei einem Einzelfenster, das wie ein überdimensionierter Bilderrahmen in die Wand eingelassen ist. Picture Windows und Panoramafenster haben nur einen minimalen Rahmen, können in der Regel nicht geöffnet werden und bieten damit auch keine Belüftung. In Wohnhäusern zählten sehr große Fenster zum Formenbestand insbesondere des Mid-century-modern-Stils.
Arch WindowsBogenfenster werden in Wohnhäusern im Colonial-Stil bis heute vielfach verbaut. Oft handelt es sich dabei um Akzentfenster, die Licht einlassen und gut aussehen, aber nicht geöffnet werden sollen. Andere Bogenfenster kombinieren Schiebe- oder Scharnierfenster mit einem darüber liegenden Bogen. Bogenfenster sind nicht Baumarkt-handelsüblich, sondern können nur von Spezialherstellern bezogen werden.
Sonstige Shaped WindowsBaumarkt-handelsüblich sind bei den nicht-rechteckigen Fenstern heute vor allem runde, ovale und achteckige Formen. Meist handelt es sich hier um reine Akzentfenster, die Licht einlassen, aber nicht geöffnet werden können.
Transom WindowsFenster, die direkt über einer Tür oder einem anderen Fenster installiert sind (vgl. Kämpferfenster). Bei historisierenden Baustilen werden solche Fenster bis in die Gegenwart verwendet. Sie können in der Regel nicht geöffnet werden.

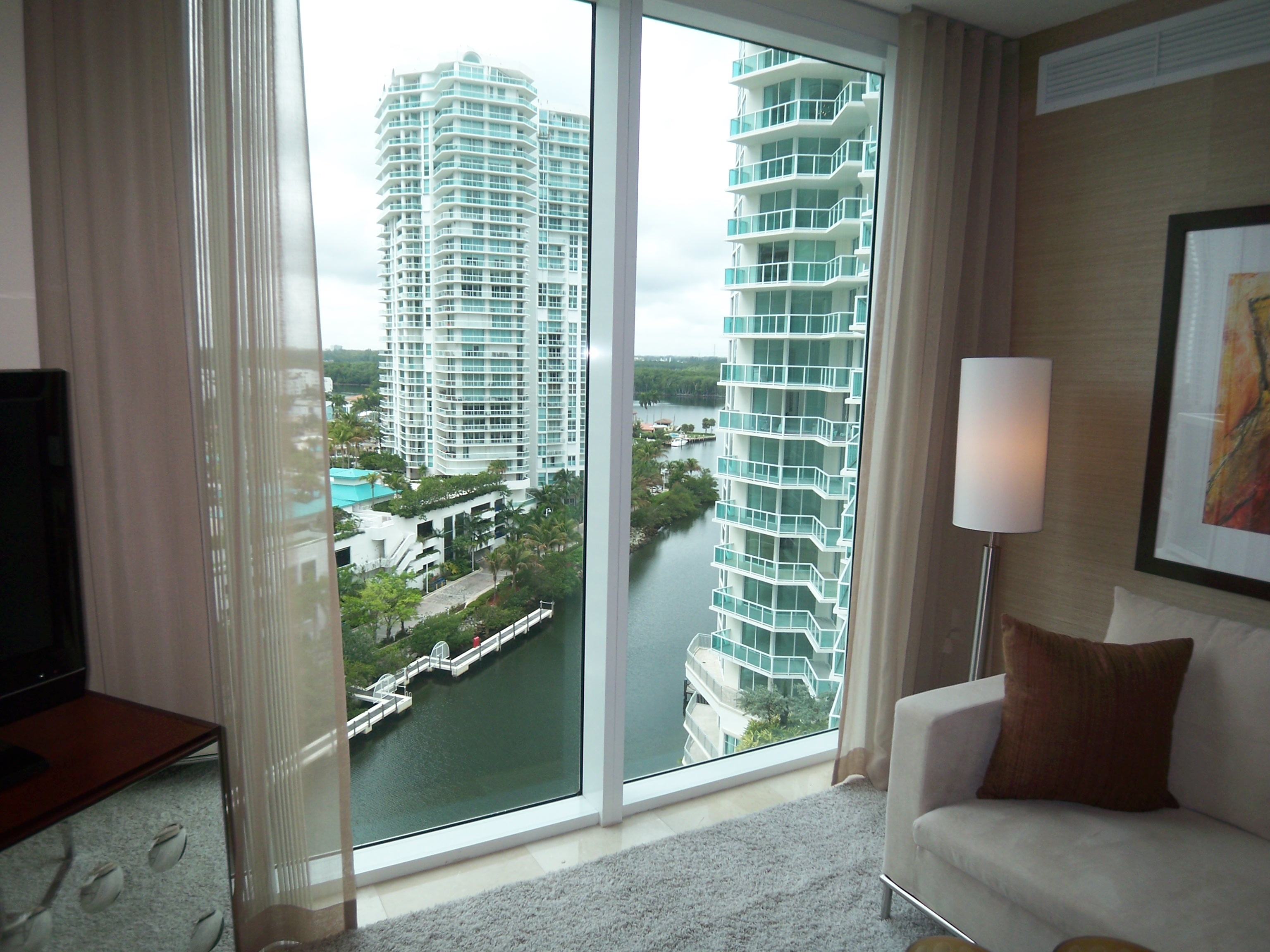
Picture Window
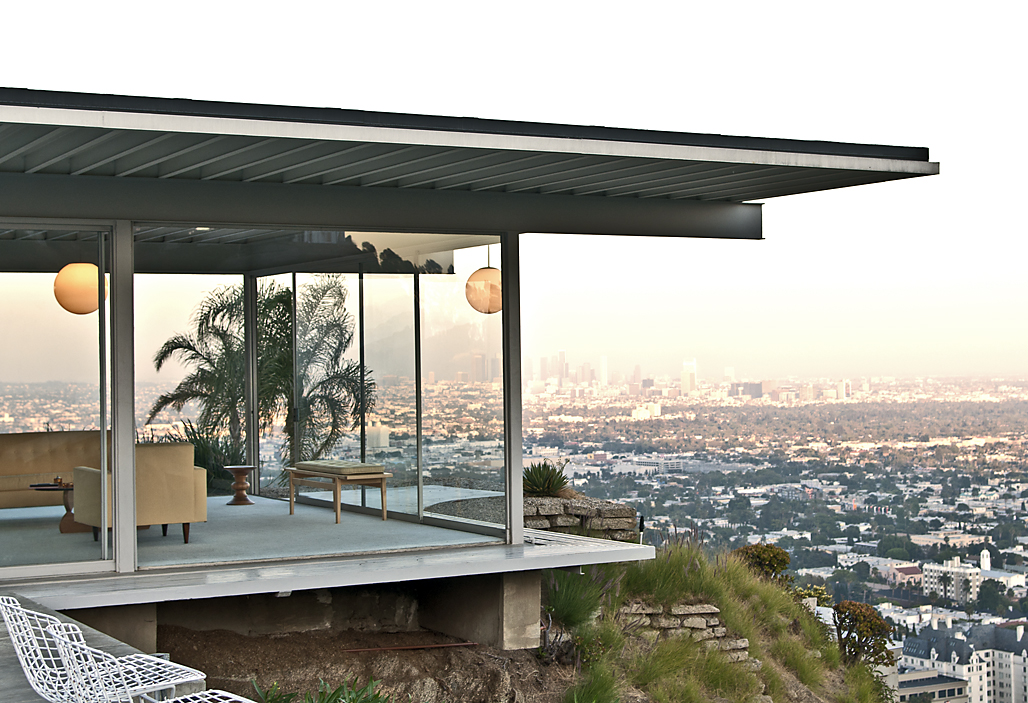
Panoramafenster
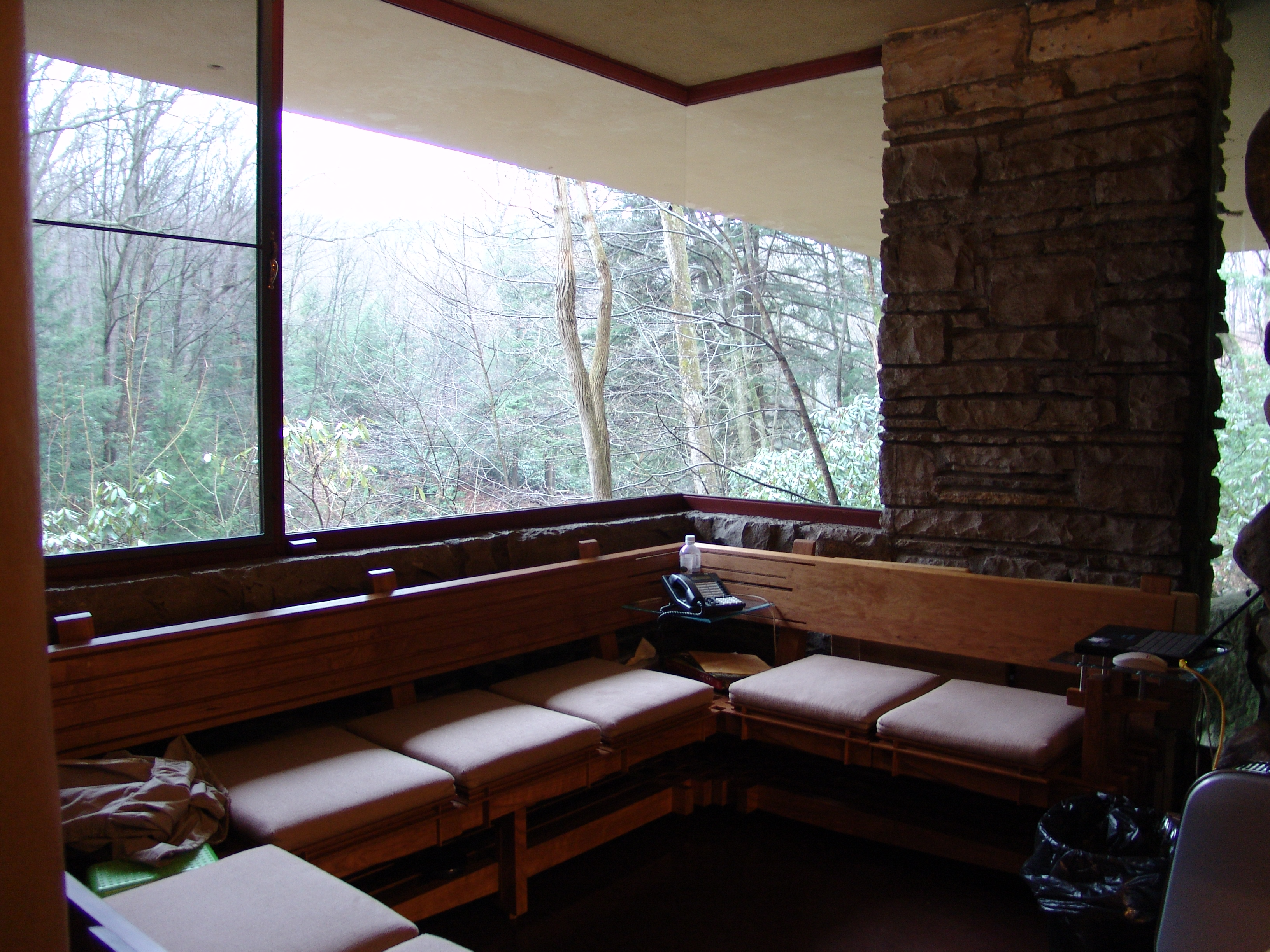
Abgewinkeltes Panoramafenster in Frank Lloyd Wrights Fallingwater
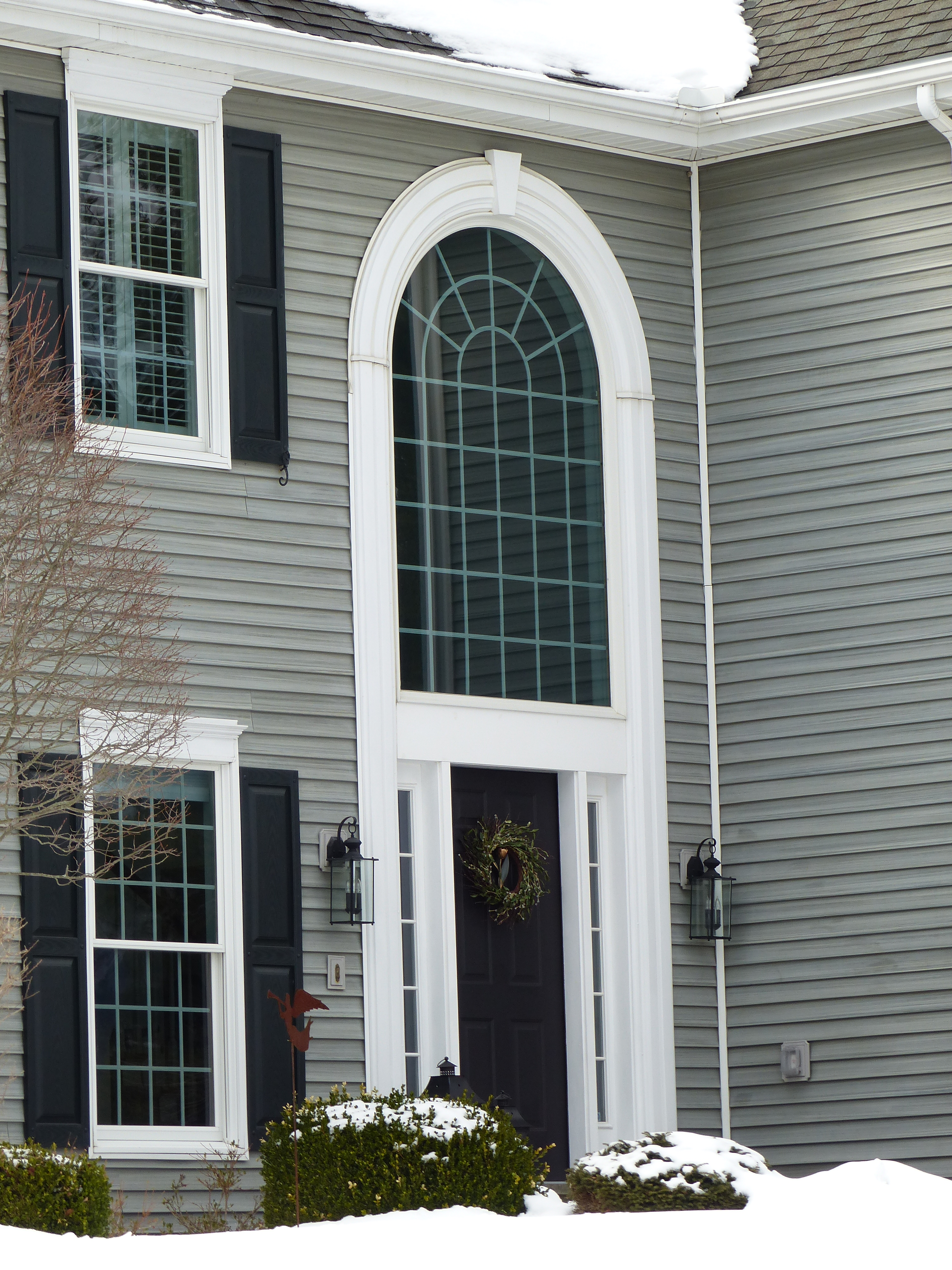
Modernes Bogenfenster (Akzentfenster)
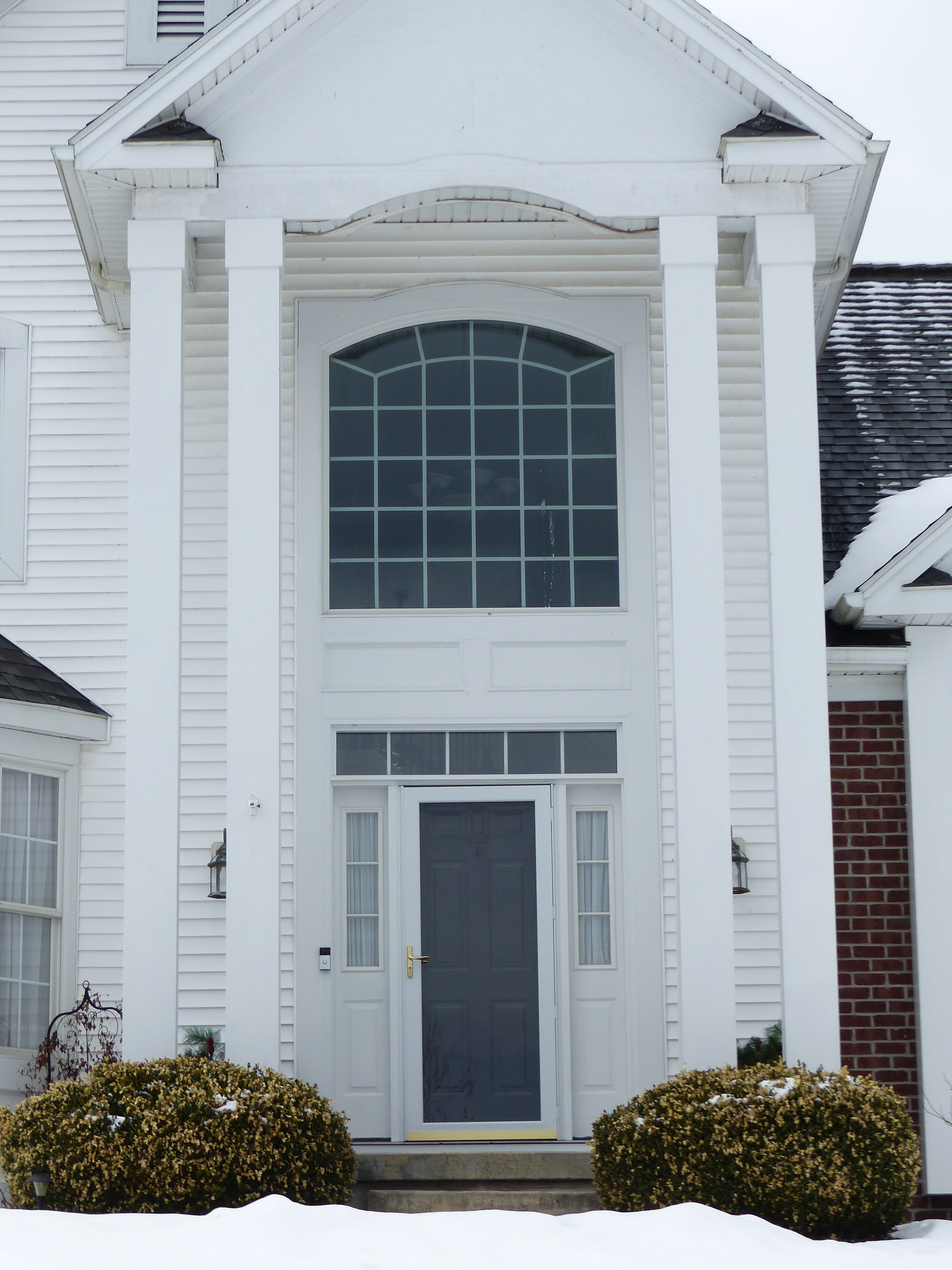
Modernes Bogenfenster (Akzentfenster)
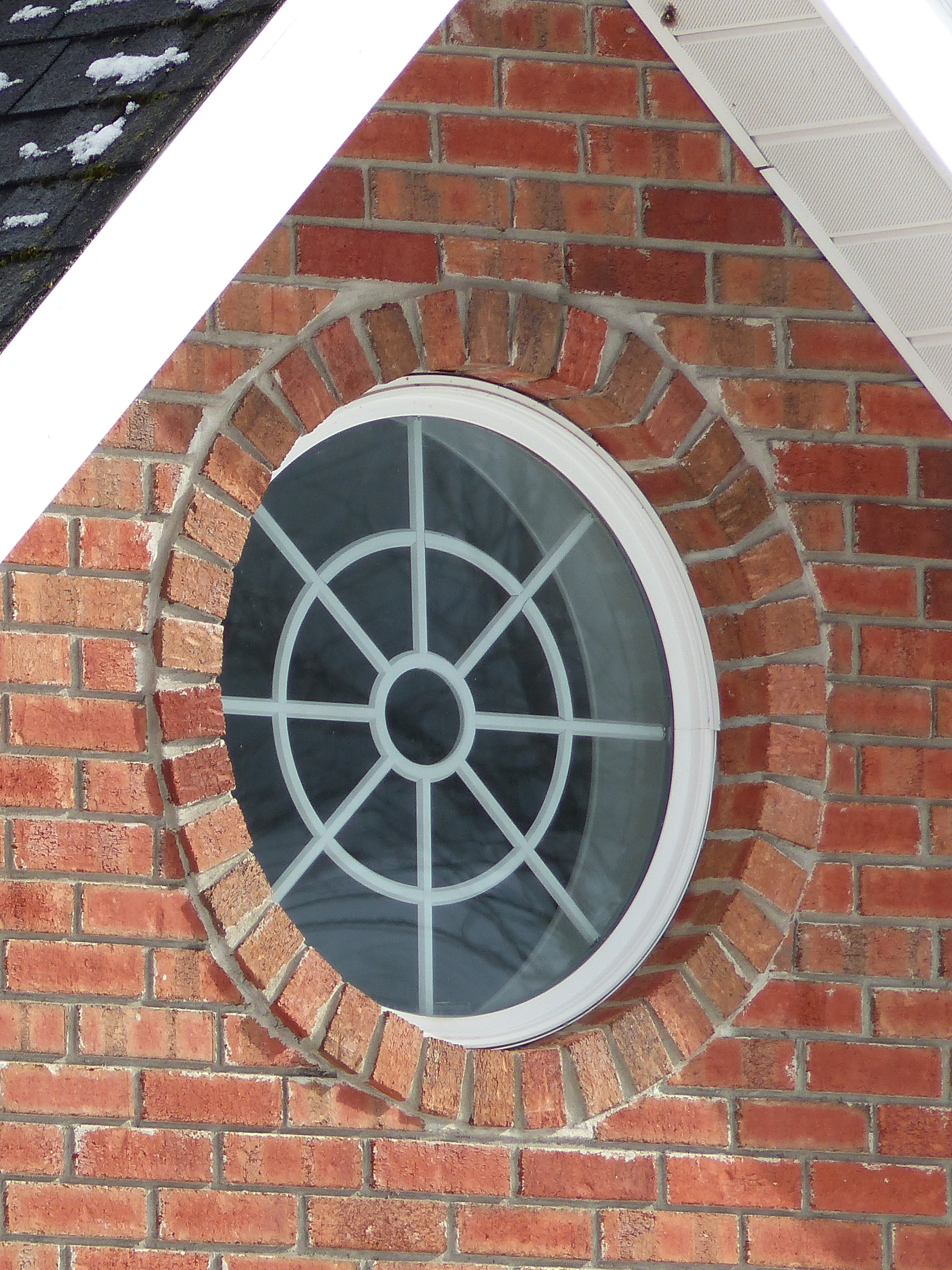
Modernes Rundfenster
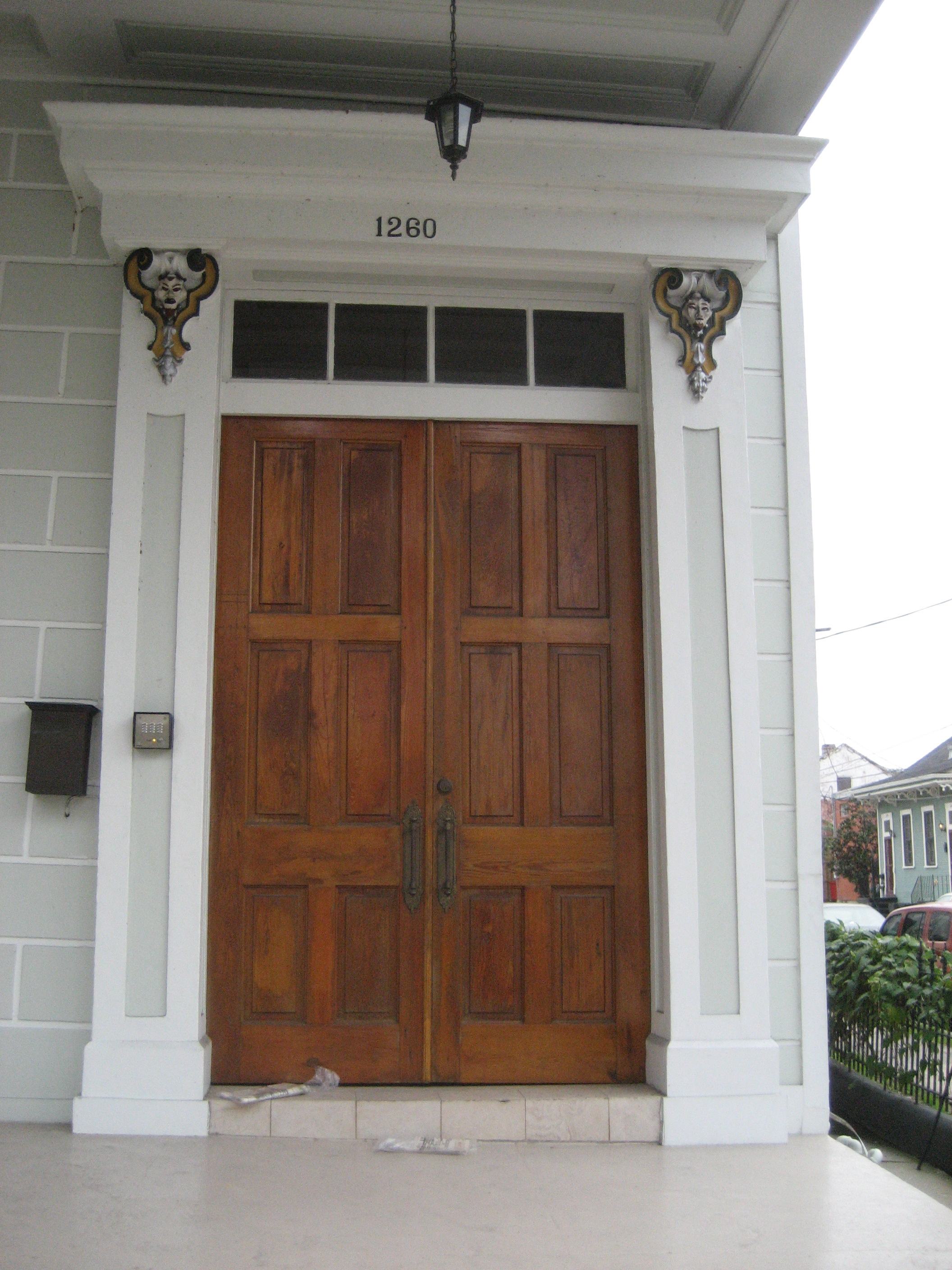
Transom Window über einer Haustür
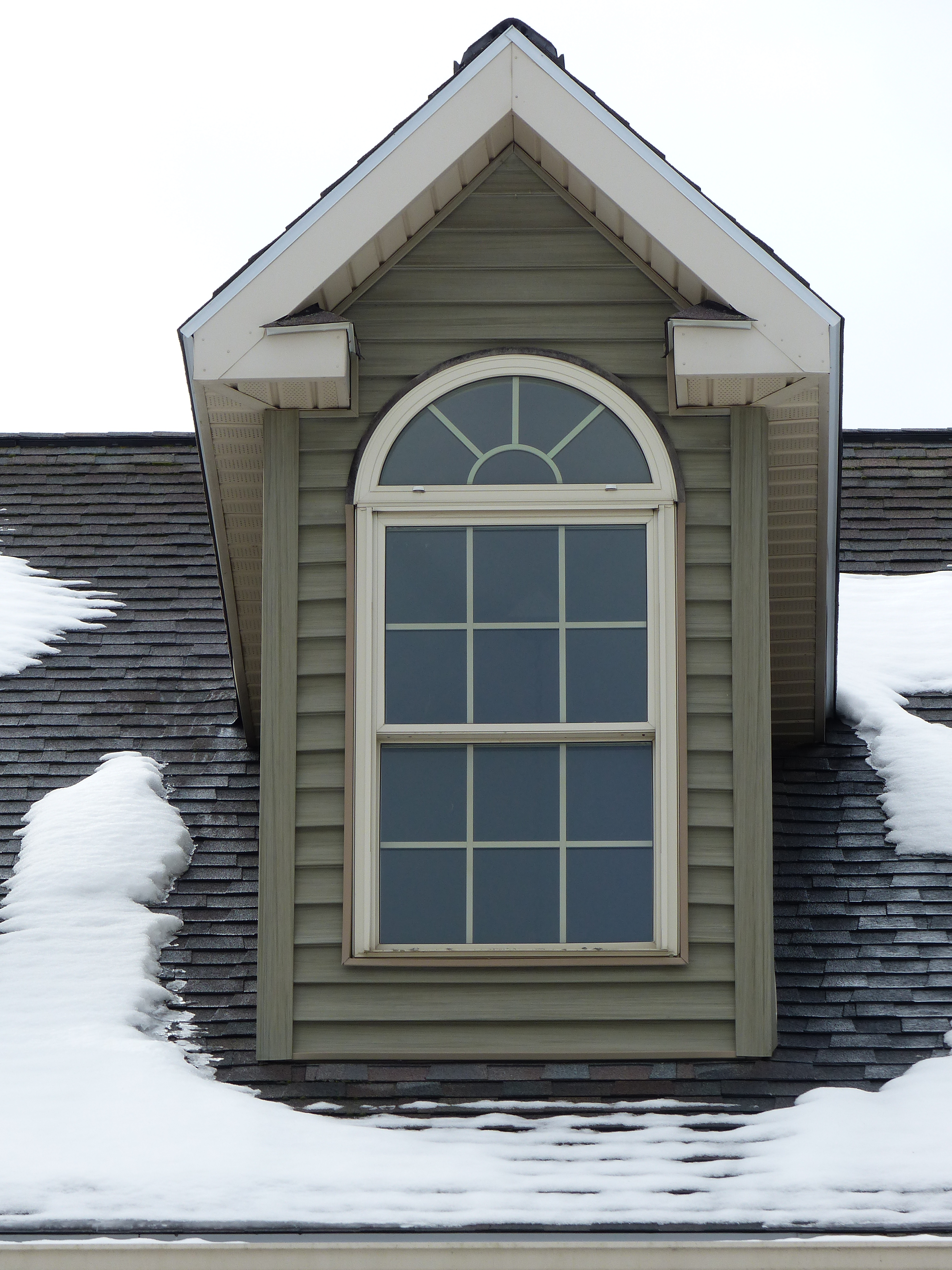
Transom Window über einem Double Hung Window
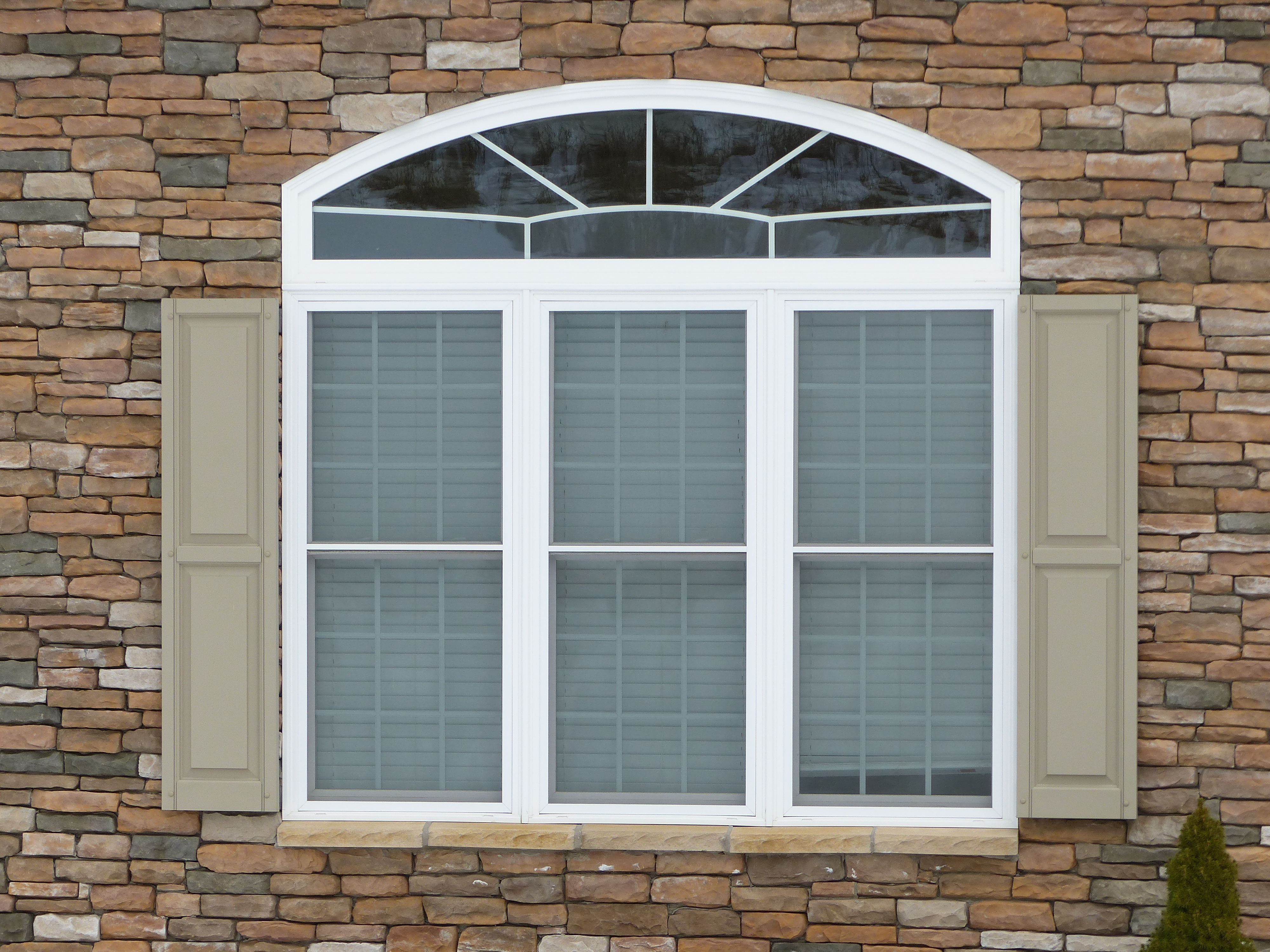
Transom Window über einem dreiflügeligen Fenster

#### Sonderformen

##### Mehrteilige Fenster
Bay windows (Erkerfenster)Bay windows sind dreiteilige aus der Fassade vortrende Fenster, deren Flächen je nach Tiefe des Erkers um jeweils 15, 30 oder 45 Grad zueinander versetzt sind. Der mittlere Teil ist manchmal breiter als die beiden äußeren. Bay windows können die Raumfläche vergrößern (dann spricht man von Oriel Windows), in vielen Fällen beginnt die Erweiterung des Raumes aber erst auf Höhe der Fensterbank. Bay windows waren vor allem in der viktorianischen Architektur beliebt, bis heute werden sie in Häusern im Colonial-Stil verbaut. Sie sind daher auch heute noch handelsüblich. Bei den Seitenteilen handelt es sich heute oft um Hung Windows, die geöffnet werden können. Varianten sind Bow windows (Bogenfenster): mehrteilige Fenster, oft mit gewölbten Fensterscheiben, die an einer gewölbten Wand Licht einlassen, und Garden windows („Gartenfenster“), die aus der Hauswand herausragen, um Zimmerpflanzen Raum und Sonnenlicht zu bieten.
Venetian windows (Venezianische Fenster)Spiegelsymmetrische dreiteilige Fenster, deren Mittelteil von einem Bogen gekrönt wird, während die flankierenden Teile niedriger abschließen. Venezianische Fenster waren stilbildende Elemente in vielen Richtungen der viktorianischen Architektur und werden noch heute in Wohnhäusern im Colonial-Stil verbaut. Sie sind nicht Baumarkt-handelsüblich, sondern nur über den Spezialhandel zu beziehen. Bei heutigen Produkten besteht der Mittelteil gelegentlich aus einem Double Hung Window mit aufgesetztem Bogen.

Galerie: Bay windows und Venetian windows
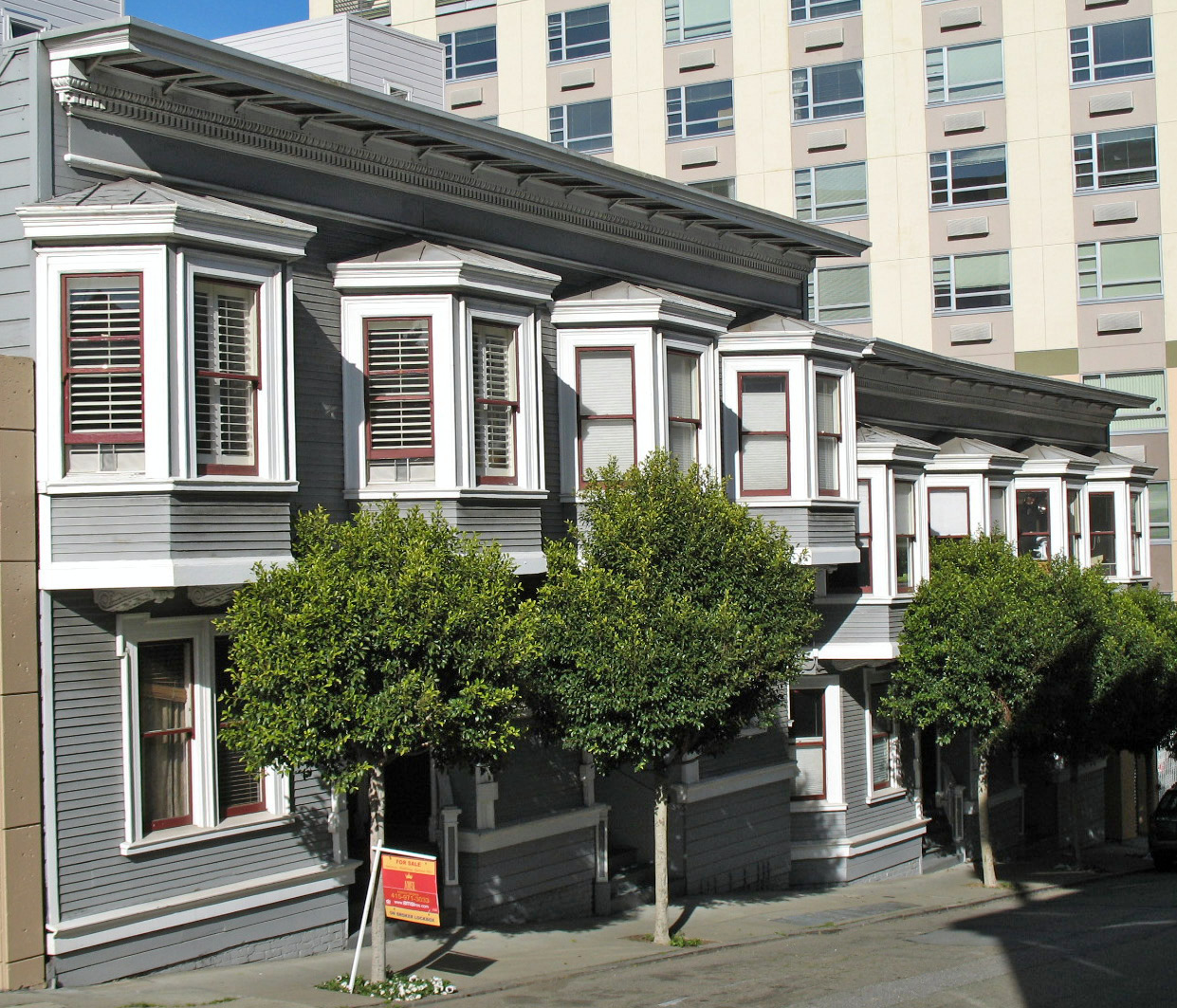
Bay Windows in einem Altbau
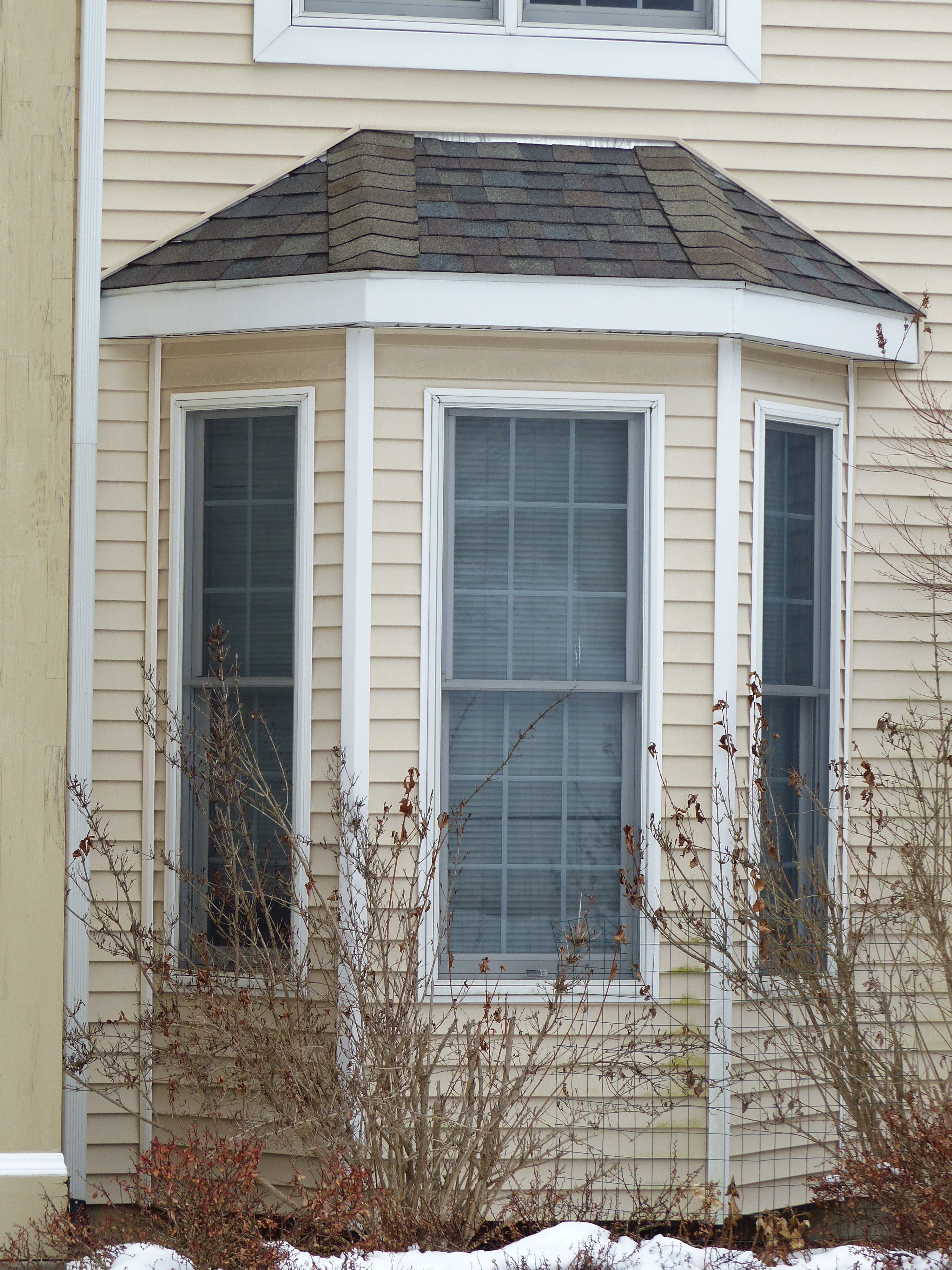
Bay Window in einem Neubau
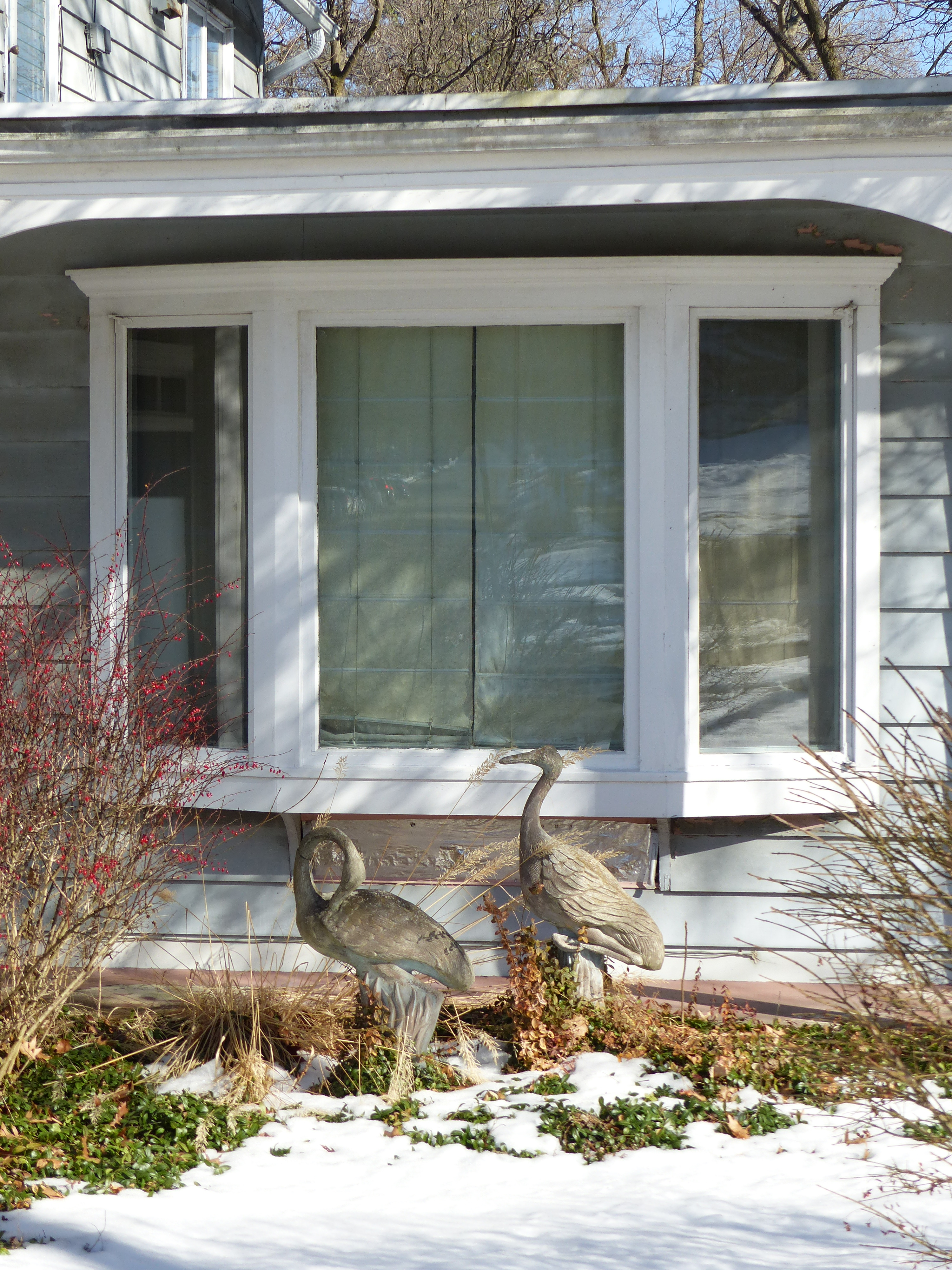
Bay Window; die „Bucht“ beginnt hier erst auf der Höhe der Fensterbank
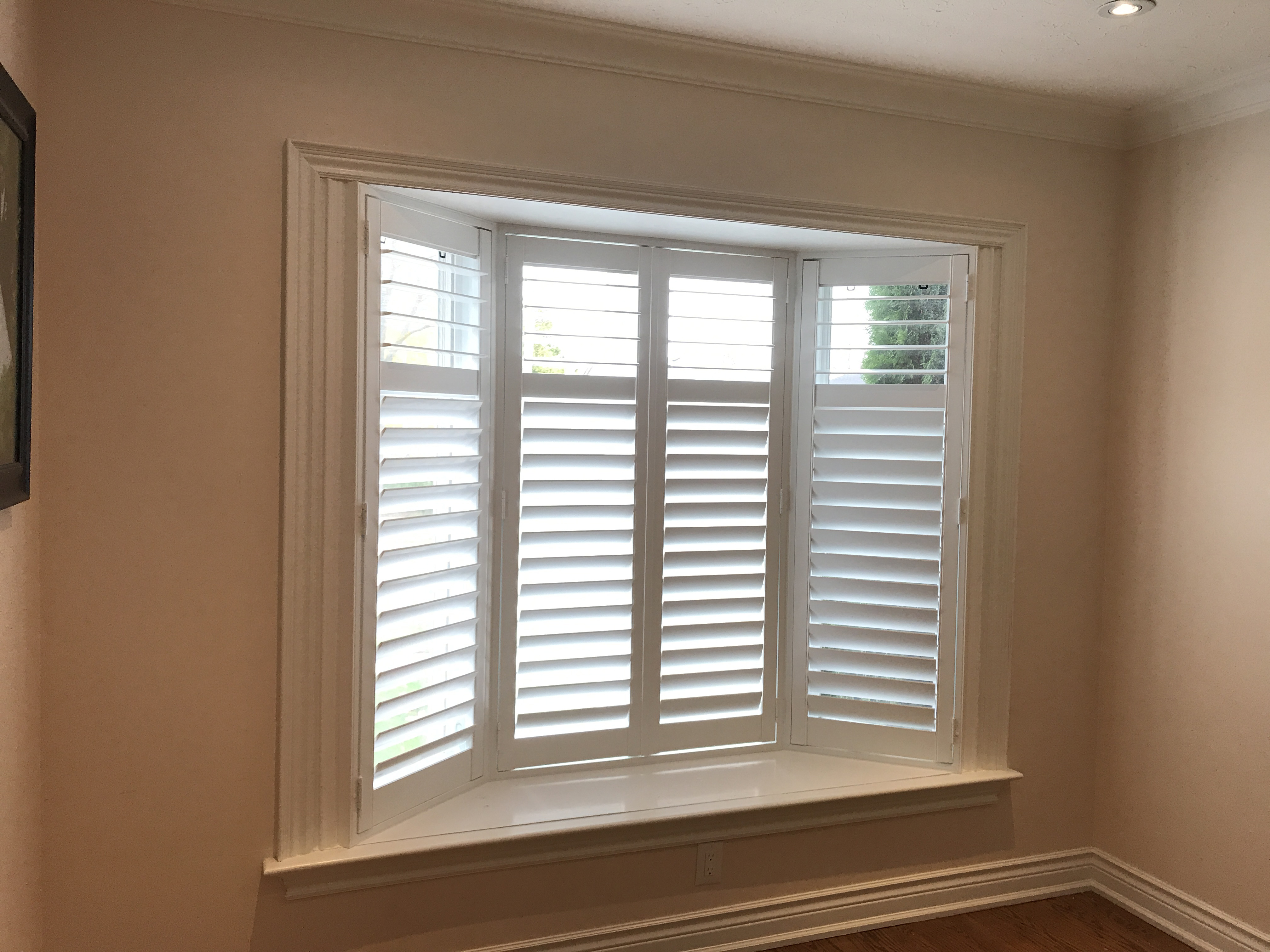
Bay Window mit inneren Fensterläden
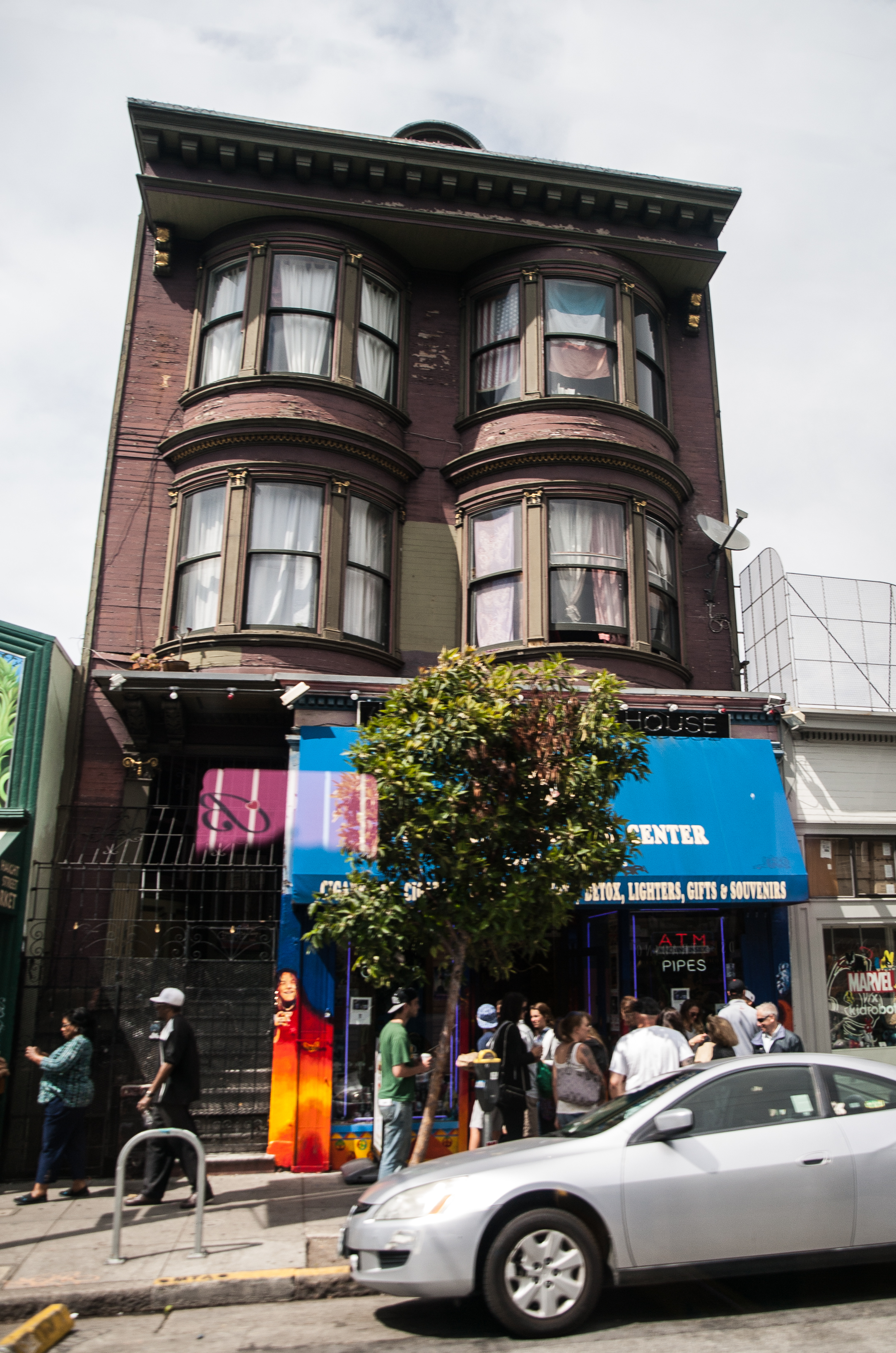
Bow Windows in San Francisco
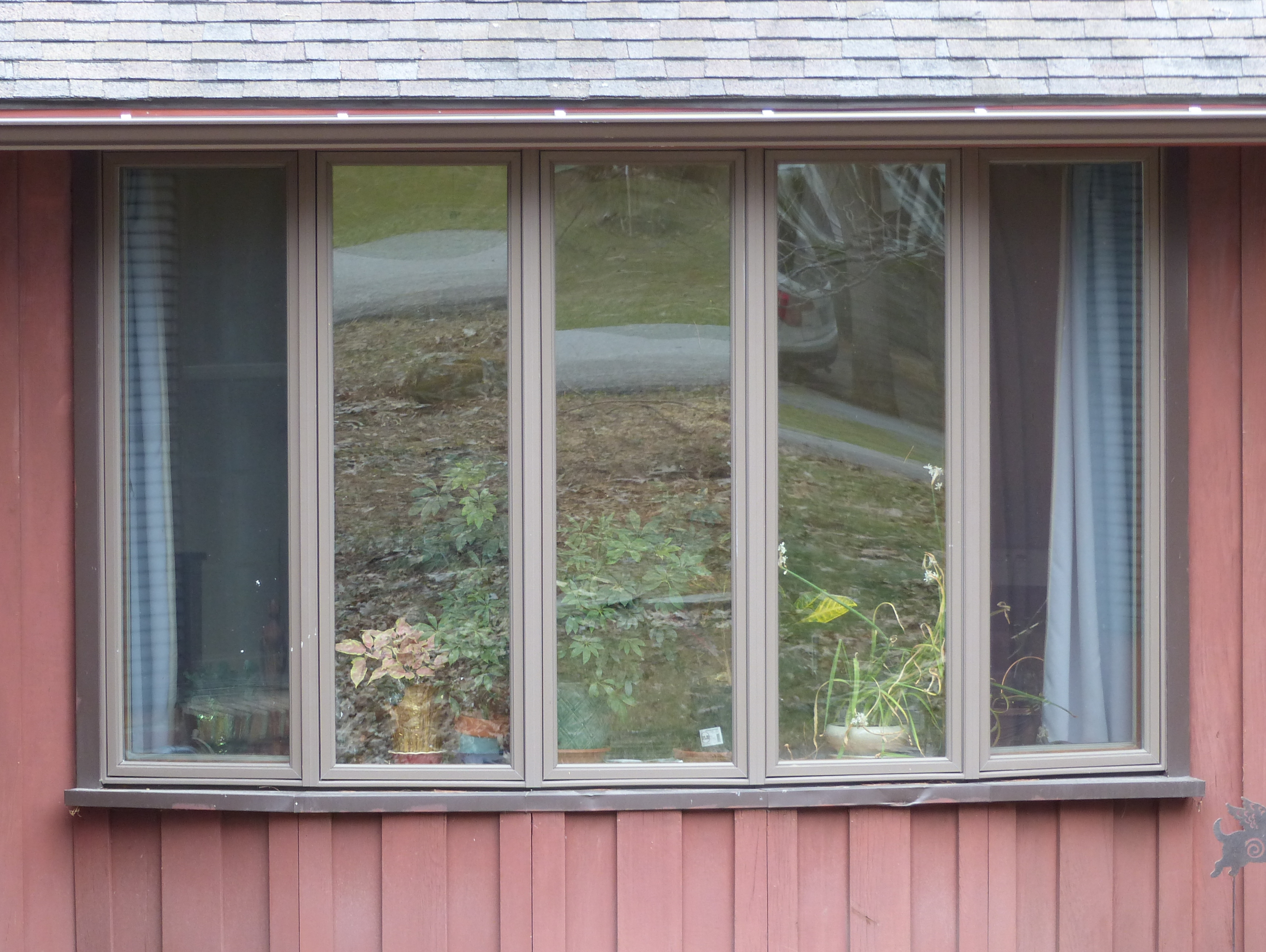
Bow Window in Upstate New York
Venezianisches Fenster in einem Altbau
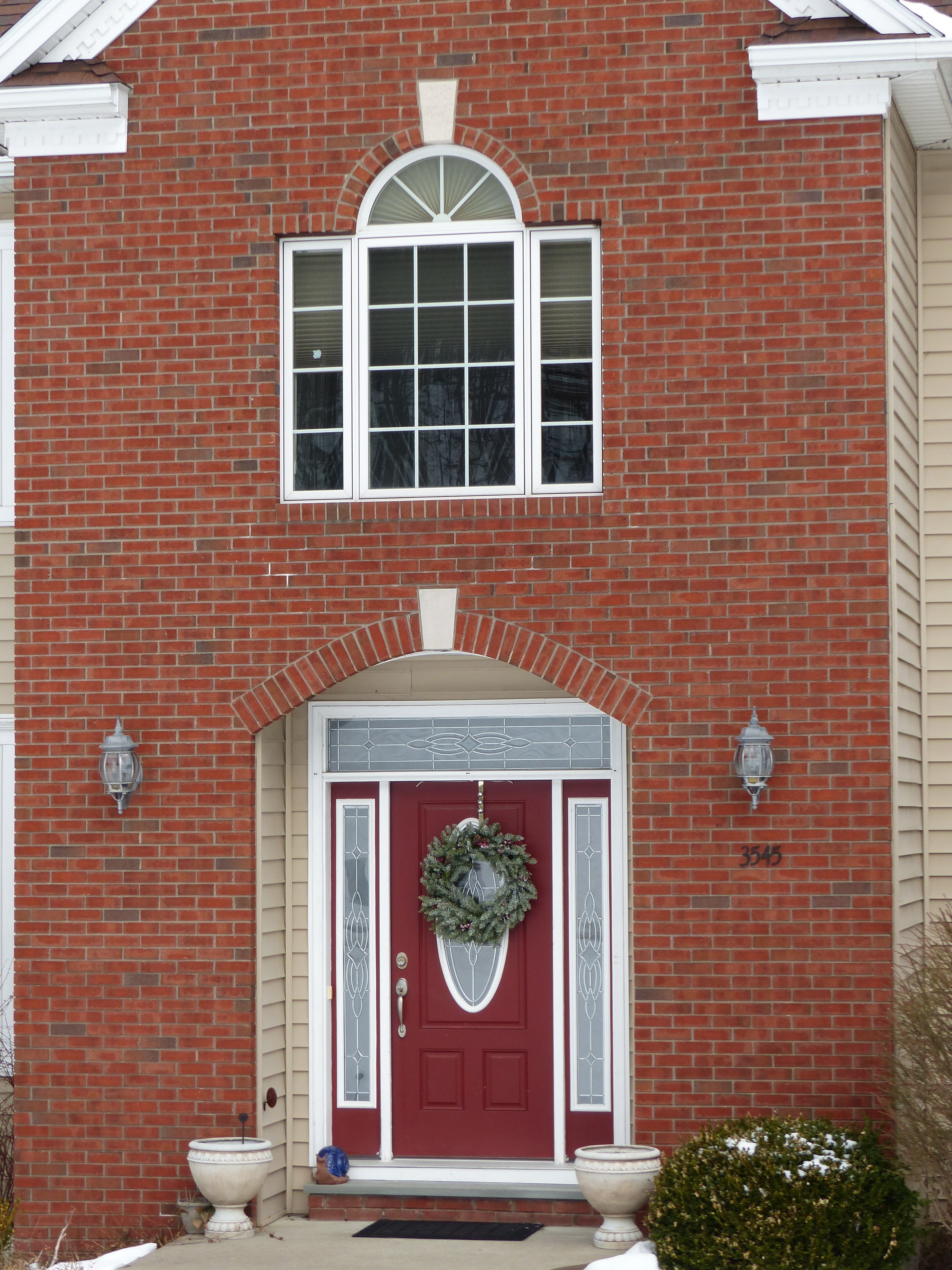
Venezianisches Fenster in einem Neubau

##### Spezialformen
Skylights (Dachfenster)Die Breite von Fenstern für Dachschrägen wird in den Vereinigten Staaten vom Abstand der Dachsparren bestimmt, der je nach Region 12, 16 oder 24 Zoll beträgt. Um die Sparren nicht unnötig zu unterbrechen, werden mehrheitlich Hochkantfenster verbaut. Deren Flügel sind entweder starr oder können wie bei einem Awning Window oder Casement Window geöffnet werden. Je nach Dachschräge werden unterschiedliche Montageformen und Produkttypen gewählt (Curb Mounted vs. Deck Mounted). In Räume, die vom Dach durch einen niedrigen Dachbodenraum getrennt sind, können Lichtröhren (Tubular Skylights) eingebaut werden; das Tageslicht wird hier durch eine Röhre eingespeist.
Egress windowsKellerfenster (Schiebe- oder Scharnierfenster), die als Fluchtweg für den Notfall eingerichtet sind. Anders als ein gewöhnliches Kellerfenster (meist ein Hopper Window) lässt ein Egress Window sie sich so weit öffnen, dass eine Person hindurchsteigen kann. Der vor dem Fenster gelegene kurze Schacht (Egress Well) kann mit einigen Stufen ausgestattet sein.
Storm windows„Sturmfenster“ sind Fenster, die zur thermischen oder akustischen Verbesserung außen oder innen auf ein (unzureichendes) vorhandenes Fenster gesetzt werden. Die Montage erfolgt permanent oder jahreszeitlich. Obwohl der Name dies suggeriert, werden Storm Windows auch in Hurricanregionen nicht zur Prävention von Sturmschäden eingesetzt.
Witch windowsHexenfenster (auch Vermont Windows) sind Fenster, die an der Giebelseite eines Hauses parallel zur Dachschräge eingebaut sind, also schräg. Zweck des schrägen Einbaus ist die maximale Flächenausnutzung auf der schmalen Giebelwand, die zwei parallele Dachlinien voneinander scheidet. Witch Windows existieren fast ausschließlich im Bundesstaat Vermont und auch dort fast nur in Altbauten.
Glass block windowsFenster aus Glasbausteinen werden in den Vereinigten Staaten seit dem frühen 20. Jahrhundert verwendet. Noch heute gibt es sie vor allem in Badezimmern, wo sie Licht, aber keine Blicke einlassen sollen. Sowohl aufgrund ihres Aussehens als auch weil sie keine Belüftung bieten, gelten sie heute oft als obsolet.

### Italien

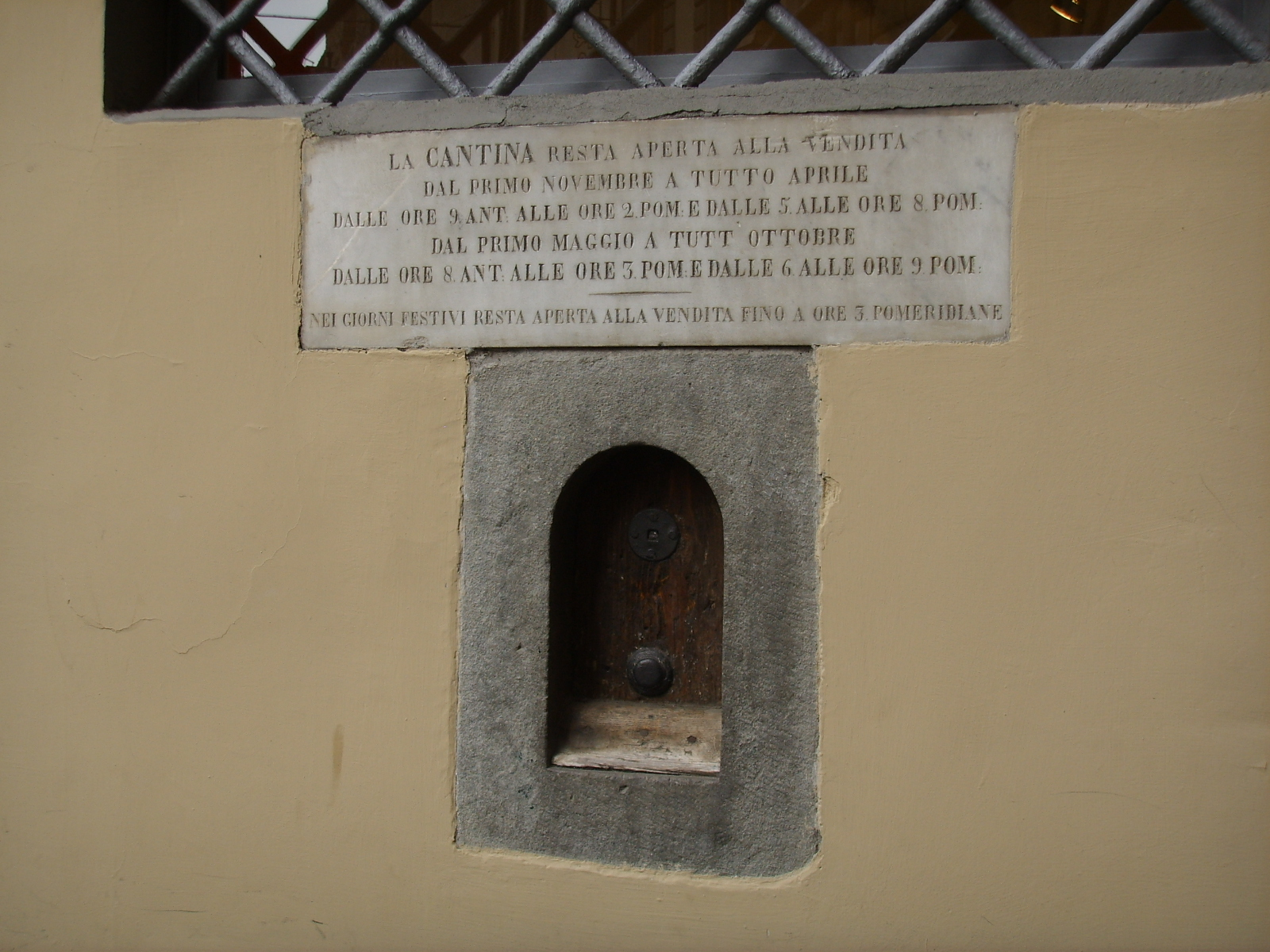
Weinfenster in Florenz, Via del Sole (2006)

#### Weinfenster
In Florenz (Toskana) gibt es seit dem 17. Jahrhundert nur in Adelspalästen sogenannte Weinfenster (Weinlöcher, italienisch buchette del vino), von denen heute noch 170 erhalten sind. Es handelt sich um an der Straßenseite niedrig angebrachte, kleine Wandöffnungen, die im Erdgeschoss mit dem Keller verbunden waren. Durch die Wandöffnung wurden vom Hausdiener zu bestimmten Tageszeiten diskret Weinflaschen verkauft. Ökonomischer Hintergrund war die Umgehung des besteuerten Gaststättenverkaufs durch die Palastbesitzer und Weingüterbesitzer.
Während der Covid-Pandemie 2020 wurden viele der buchette del vino (an unterdessen zu Gasthäusern umgenutzten Bauten) wiederentdeckt und geöffnet, um den zahlenden Gästen ohne großes Ansteckungsrisiko alkoholische Getränke und Speise zu reichen. In diesem Zusammenhang kam die Erklärung auf, dass bereits die alten Weinfenster das Ansteckungsrisiko während der Zeit der Großen Pest mindern sollten.

## Siehe auch

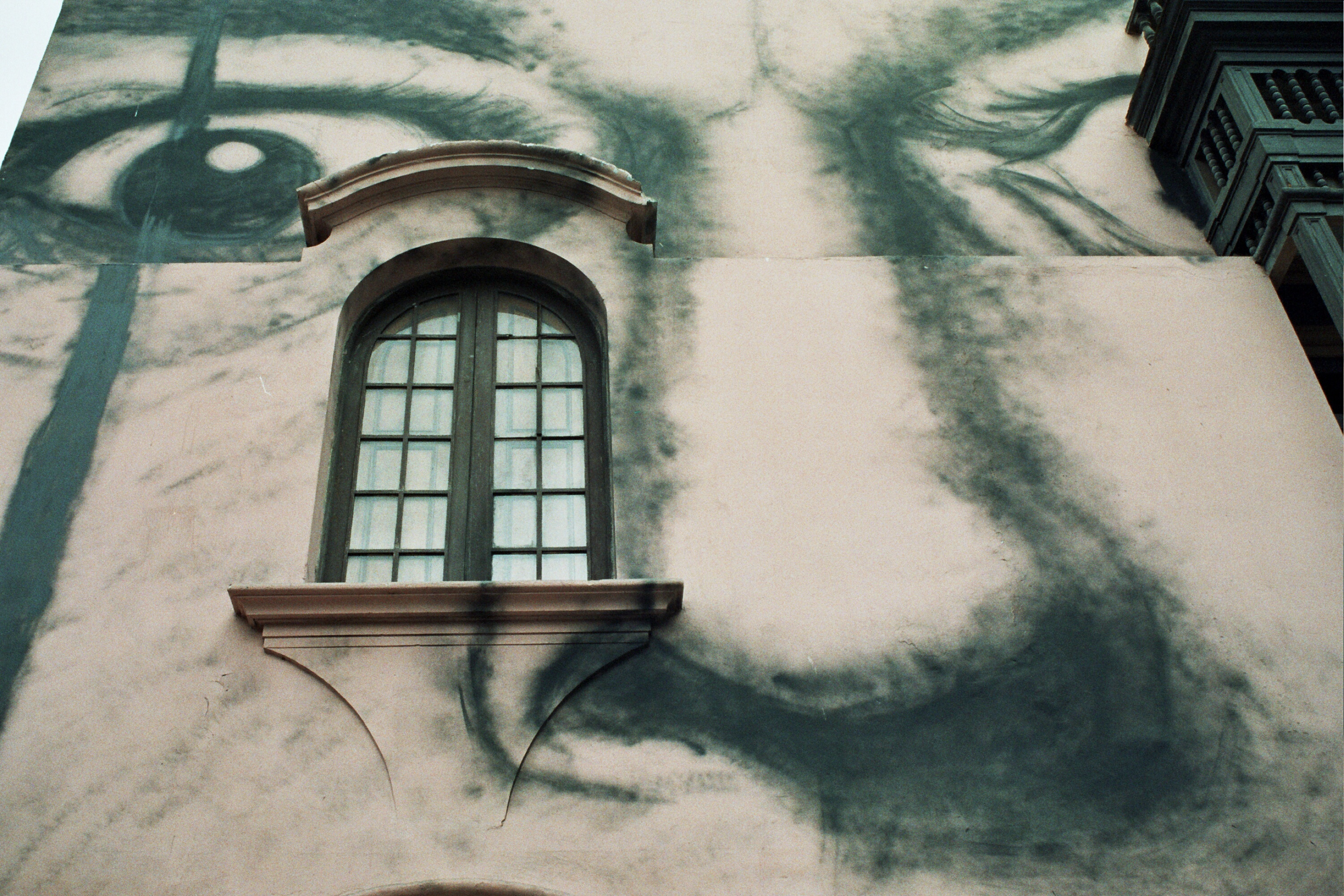
Ein Bogenfenster vor einer Wandmalerei, die Salvador Dalí zeigt, an einer Häuserwand in Lima (Peru)